# Templo y exconvento de San Nicolás de Tolentino (Actopan)
El Templo y exconvento de San Nicolás de Tolentino es un antiguo convento agustino del siglo XVI; es considerado como uno de los monumentos históricos más importantes del estado de Hidalgo. Así mismo, desde el punto de vista arquitectónico y pictórico, constituye uno de los mayores ejemplos de arte novohispano del siglo XVI. Se encuentra localizado en la ciudad de Actopan, en el municipio homónimo dentro del estado de Hidalgo, México.
Pertenece a los denominados “convento-fortaleza”, el complejo cuenta con un atrio con cruz atrial; una capilla abierta; una iglesia de una sola nave con una torre campanario, una sacristía, y un baptisterio; un convento con un pórtico, un claustro, corredores de estudio, cocina, refectorio, caballerizas; y una huerta, así como los restos de una enorme cisterna y aljibe para los usos de la comunidad. Muestra una combinación de estilos arquitectónicos como: el Plateresco, el Mudéjar, el Gótico, el Románico y el Renacentista; y después se agregaron elementos del Neoclásico y Barroco.
La fundación del convento se da en 1546 por la Orden de San Agustín, aunque oficialmente fue ordenada en 1548, la obra se le atribuye a fray Andrés de Mata. La construcción empezó en 1550 y para 1560 el conjunto ya se encontraba concluido. Una segunda etapa constructiva empezó en 1750 a raíz de su secularización. En los siglos XVIII y XIX sufrió distintos cambios, principalmente la reducción de la superficie de la huerta.
Fue declarado Monumento Histórico, mediante un decreto emitido por el Gobierno de México, el 2 de febrero de 1933. Actualmente se conserva la porción más interesarte del conjunto como es la fábrica arquitectónica con pintura mural, y se encuentra dividido en tres secciones, la iglesia y sus anexos, se siguen utilizando con fines religiosos; el convento se encuentra convertido en museo; y en las caballerizas donde se encuentra un casa de la cultura. 
El programa iconográfico e iconológico de Actopan, es de los más complejos y ambiciosos del estado de Hidalgo. Se debe considerar la pintura renacentista como ideología estética preponderante, y las reminiscencias de la pintura mural de Mesoamérica, en la mezcla de la decoración y los temas cristianos; características del tequitqui o arte indocristiano. Destacan los murales y frescos de la sala de profundis, del cubo de la escalera y de la capilla abierta.
En la sala de profundis hay un gran mural que describe la fundación de la orden agustina y las vidas de los frailes. Las paredes de la capilla abierta lucen pinturas con representaciones de la creación del mundo según el Génesis, el fin del mundo según el Apocalipsis y escenas del infierno. En los muros del cubo de la escalera se representó a los intelectuales, prelados y santos más notables de la orden, como Agustín de Hipona, y Nicolás de Tolentino; también aparecen las efigies de los caciques indígenas de Actopan e Ixcuinquitlapilco.
También destacan los grafitis novohispanos realizados en el convento, sobresalen los que se ubican en el cuarto de letrinas, con figuras como personas, caballeros, distintas iglesias, torreones con sus ladrillos esbozados, animales, etc.

## Historia

### SigloXVI

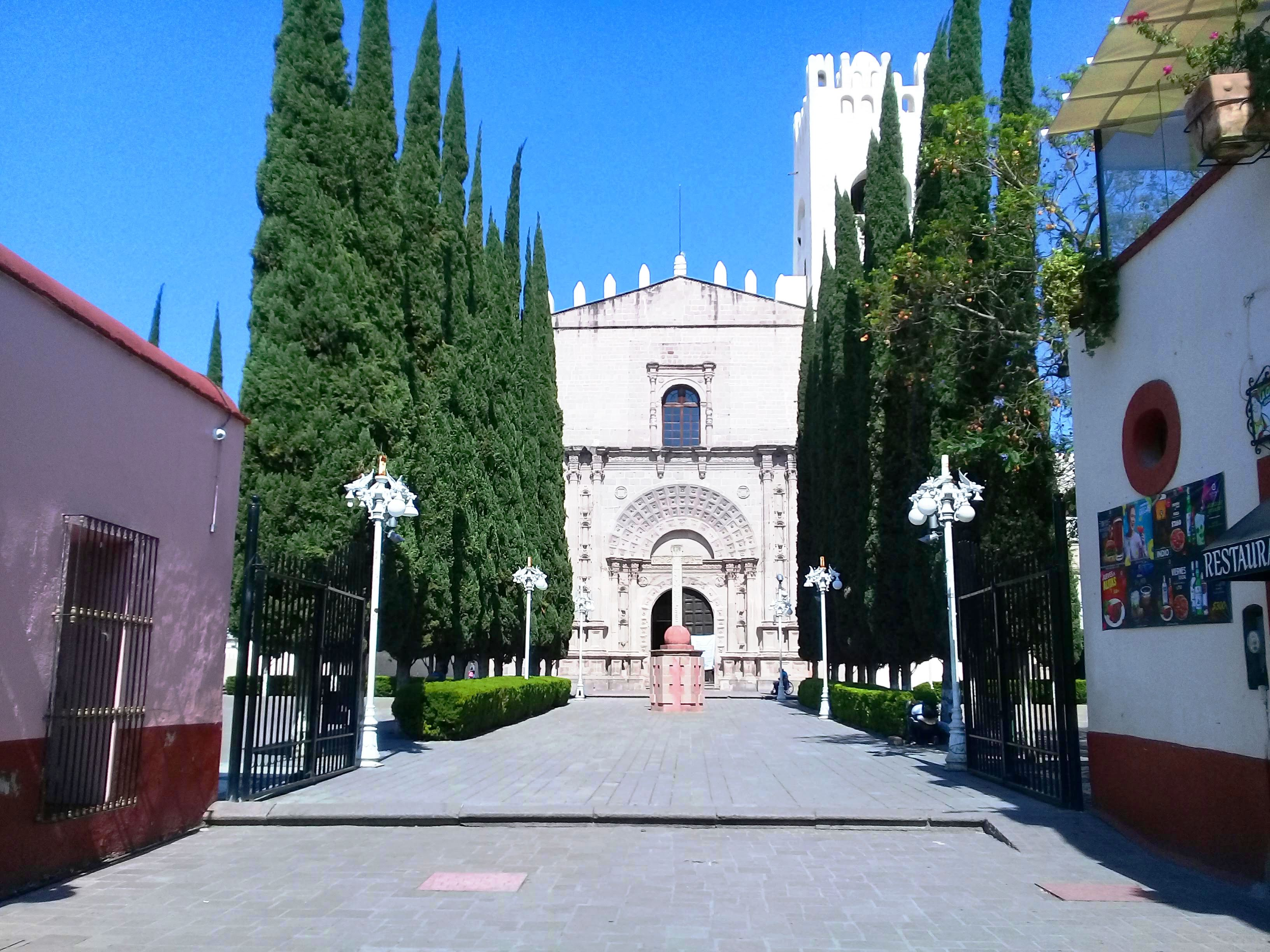
Convento de Actopan.

La conquista de México por Hernán Cortés, quedó consumada con la rendición de Tenochtitlán el 13 de agosto de 1521. El trabajo de evangelización en México empezó en 1524 cuando arribaron doce franciscanos, en 1526 el mismo número de dominicos y en 1533 siete agustinos. En el estado de Hidalgo empezó cuando los franciscanos llegaron a Tepeapulco en 1527 y los agustinos llegan a Atotonilco el Grande y Metztitlán en 1536.
Casi siempre mencionados juntos en las crónicas y relaciones, Actopan e Ixcuinquitlapilco, eran comunidades otomíes con minorías chichimeca-pame. Se dice que durante el México prehispánico, Ixcuinquitlapilco fue la población más importante; y los agustinos al ver que la topografía y la escasez de agua en lxcuinquitlapilco, decidieron cambiar la cabecera al pueblo de Actopan.
Según el Diccionario universal de historia y de geografía, la ciudad de Actopan fue fundada el 16 de julio de 1546; aunque la fecha en que se celebra el aniversario de la fundación de la localidad corresponde al 8 de julio. La primera acta de bautismo en la Iglesia de Actopan de que se tiene noticia, está fechada el 8 de julio de 1546, fecha que coincide con la fundación del curato. En el mismo año Actopan fue elevado a la categoría de pueblo, encomendada a Rodrigo Gómez de parte de los agustinos. En un muro del claustro alto del  se lee: “Este curato se fundó en el siglo 16. á 8 de julio de 1546. á los 24 á 10 meses y 25 días de la Conquista de Mejico, que fue en 13 de agosto de 1521”. También en 1546 se empieza la construcción del acueducto, para el abastecimiento de agua del complejo y la localidad.
La fundación del complejo data de 1546, ya para 1548 había sido erigido en priorato o casa prioral. La construcción fue ordenada  oficialmente en 1548, siendo provincial de la orden Alonso de la Veracruz; y durante el capítulo celebrado por la comunidad agustina en la Ciudad de México el 28 de abril de 1548. El cronista de los agustinos en la Nueva España, Juan de Grijalva, atribuye esta construcción a fray Andrés de Mata; aunque se ha especulado sobre la actividad constructora de este fraile. La construcción inició en 1550, bajo la dirección de Andrés de Mata con la subvención de Juan Mica Atocpa y Pedro Ixcuinquitlapilco, indios principales del pueblo; aunque existen dudas acerca de si estos personajes subvencionaron la obra. El periodo de construcción abarca de 1550 a 1560.
En 1571 los dos pueblos de mayor importancia eran Actopan (que tenía 7500 vecinos en su jurisdicción) e Ixcuinquitlapilco (4000 vecinos); para atender esta doctrina residían en Actopan seis frailes. Se sabe que para el 1573, el conjunto ya se encontraba concluido en su totalidad, contando con tres principales edificios: la capilla abierta, la iglesia y el convento; además de las caballerizas, la huerta y un sistema de abastecimiento de agua de grandes proporciones para usos de la comunidad.
En el Convento de Actopan se celebraron varios capítulos generales de la orden. En el de 1573 resultó elegido provincial fray Juan de Medina Rincón. En 1576 el prior del convento Melchor de Vargas, imprimió el primer catecismo de la doctrina cristiana en idioma otomí. En el capítulo general de 1578 se acordó alargar los periodos de los provinciales de tres a cuatro años y se eligió a fray Martín de Perea como provincial. En el siguiente capítulo, realizado el 9 de septiembre de 1581, fue elegido provincial fray Pedro Suárez de Escobar.

### SiglosXVIIyXVIII

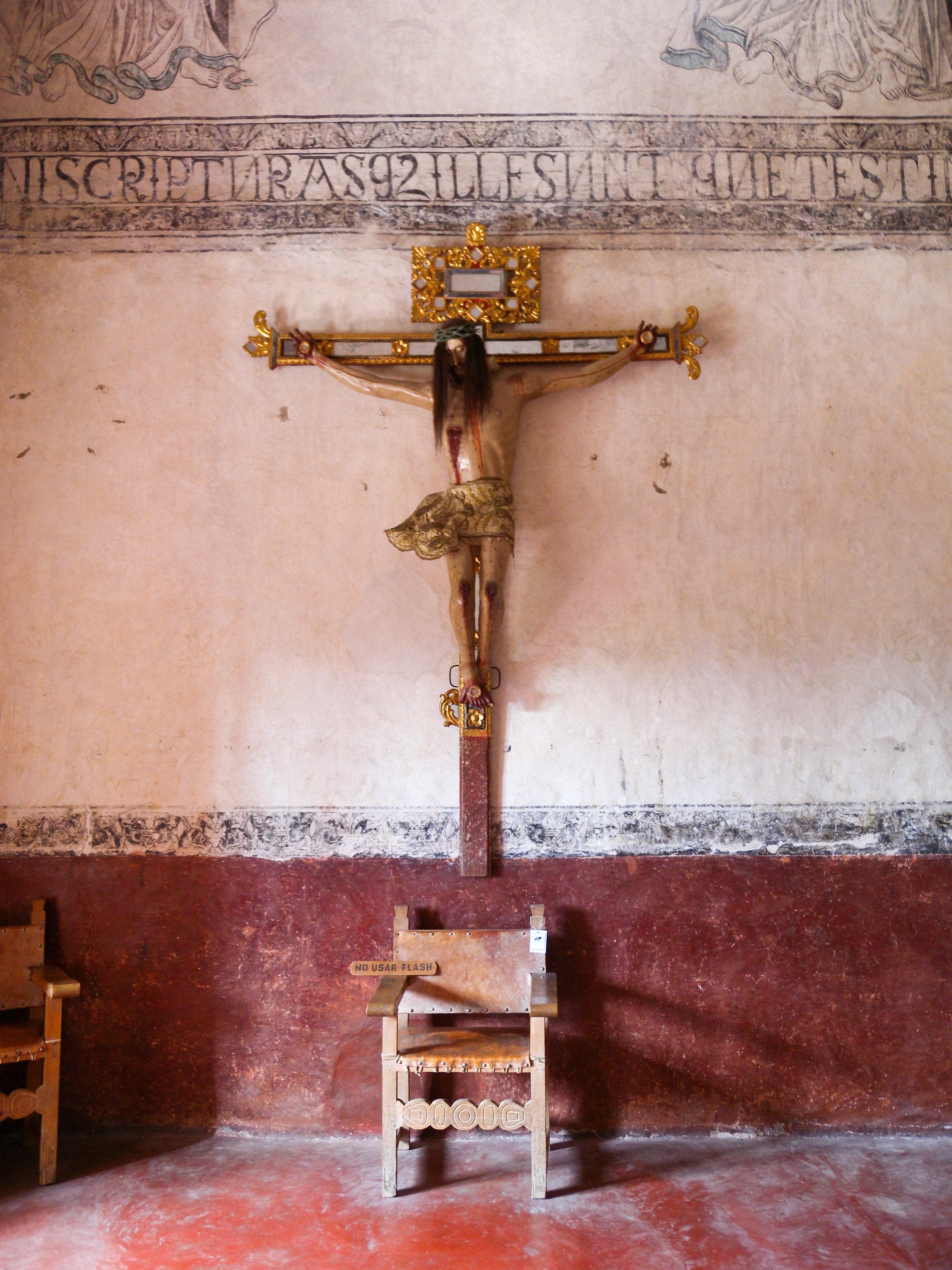
Cristo de 3.0 m de alto, y 2.17 m de ancho. Escultura de cuerpo entero, de tamaño natural, hecha de caña y pasta, cruz de madera tallada, moldurada, dorada y con aplicación de espejos.

En 1605 era una de las casas de estudio de la orden en la Provincia del Santísimo Nombre de Jesús, y vivían en él, treinta frailes. La secularización tuvo lugar el 16 de noviembre de 1750, siendo el cura interino J. Balthasar de la Barreda y el bachiller Nicolás José de Cabañas, tomó posesión el 19 de diciembre de 1750. El templo y el convento fueron entregados al clero secular y pasó a formar parte del Arquidiócesis de México.
Cuando el inmueble pasa a manos del clero secular, se realizan cambios y anexos importantes; se retira el tapanco del refectorio, se amplía un apéndice a la cocina parte sur-oriente, donde se le coloca una ventana triangular y debajo de esta una claraboya circular, el pozo y las dos piletas que están saliendo de la cocina se fragmentan; se divide el área, con un vano de acceso la sala de profundis; se cierra el vano que comunica de la capilla del templo al cubo de escalera; se divide un espacio de los portales del oriente.
También se abren los pasillos, teniendo comunicación más directa para las demás celdas; se colocaron grandes claraboyas, en el muro poniente, y en la parte suroriente y norte, del corredor de estudio, en el edificio de servicio en las caballerizas, con remate de visual al final de dichos corredores. También se aprecia la abertura de ventanas, con derrame diagonales; se levantó un muro de piedra con ventanas en forma de óculos, almenas en su parte superior y una pequeña puerta de acceso, encerrando el espacio interno de la capilla abierta.
De acuerdo con una noticia publicada en la Gaceta de México el 9 de agosto de 1785, se inaugura el jagüey. A finales del siglo siglo XVIII y principios del siglo XIX, la iglesia se llenó de altares de estilo neoclásico.

### SigloXIX
El 29 de agosto de 1832 se erigió como vicaria foránea, su primer beneficiado fue el presbítero, Marcos Cárdenas. En 1832 la parroquia de Ixmiquilpan fue sufragánea de Actopan, situación que cesó poco después. Después de la Guerra de Reforma, con la aplicación de la Ley de Nacionalización de Bienes Eclesiásticos, sufrió mutilaciones y usos diversos. El enorme atrio fue invadido por construcciones particulares; los soportales fueron ocupados por comercios; su amplia huerta fue fraccionada en cuatro enormes manzanas, y vendidas a diversos postores.
Con la creación del Obispado de Tulancingo el 22 de enero de 1862, pasó a ser de su dependencia, con la categoría de vicaria foránea, misma que ya ostentaba. La capilla abierta fue enajenada en 1873 al señor Carlos Mayorga, por el jefe de Hacienda del estado de Hidalgo en la cantidad de 369 pesos; y eventualmente se convirtió en una fragua o taller. El 17 de mayo de 1898, durante un aguacero, cayó un rayo en la iglesia e hizo estragos en la fachada y destruyó un altar. El convento quedó en el abandono, la iglesia fue la única sección que siguió usándose públicamente, su destrucción fue paulatina, pero constante.
A finales del siglo XIX, se construye un muro atrial, en su perímetro encerrando a la huerta, de servicios, el jardín posterior de la iglesia, la capilla abierta y el atrio principal. Además se coloca un acceso a la huerta, con dos anexos para casa de guardia e intendencia. El reloj se colo en la torre del campanario en 1886.

### SigloXX

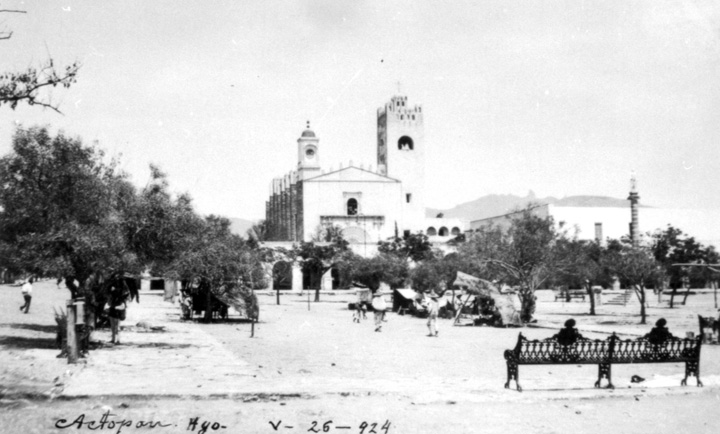
Panorámica de la iglesia y la plaza principal de Actopan en 1924.

Para conmemorar el Centenario de la Independencia Mexicana se construye un reloj de torre, en el costado norte de la fachada. El reloj se cambió de lugar y se inauguró el 15 de septiembre de 1910. Durante la Revolución mexicana, fue utilizado como hospital y cuartel militar. En 1927 se inicia labor de restauración en el cubo de la escalera por el artista Roberto Montenegro. En 1928 se establece la Normal Regional de Actopan en el convento, una escuela normal con su internado anexo; permaneció hasta 1932, año en el que fusiona con la Normal Rural de El Mexe.
El 27 de junio de 1933, el complejo pasó a ser manejado por la Dirección de Monumentos Coloniales de la República; el 2 de febrero del mismo año, había sido declarada monumento artístico e histórico. Entre 1933 y 1934 el arquitecto Luis MacGregor realizó trabajos de restauración, consolida la arcada del claustro alto, y quita los agregados que sirvieron para adaptar los espacios a las diversas necesidades de las dependencias. En 1939, el inmueble pasó a depender del Instituto Nacional de Antropología e Historia. Se integran muros intermedios en la sala de profundis, y se tapea un acceso a la sacristía .
El 12 de marzo de 1951 el club deportivo social Actopan solicita al INAH, el uso del jagüey, el cual se encontraba abandonado; en  una carta firmada por el presidente del club, Federico Hernández, se le  pide a Manuel  Toussaint, directo del INAH, el uso como cancha, comprometiéndose a su simpieza y cuidado. Se les ponen varias condiciones: la  más importante es cuidar el pretil y reconstruir las partes dañadas del mismo, así como reacondicionarlo. Desde el 18 de mayo de 1954 se dan las condiciones para prácticas deportivas.
El 1 de agosto de 1956 el INAH, se expide un documento al Ayuntamiento de Actopan para demoler el reloj de torre; ya que este estaba causando daños estructurales. Su demolición se realiza en 1957, y e reloj se regresa a la torre del campanario. A finales de los años 1950, el  fotógrafo danés Keld Helmer-Petersen visito México pasando por Actopan, realizando fotos del convento.
El 27 de julio de 1966 se publicó un decreto en el que el Gobierno de México sede al Gobierno del Estado de Hidalgo, un anexo del predio del convento para construir un campo deportivo, y el 17 de agosto de 1966 se publicó en el Diario Oficial de la Federación; siendo el denominado “Jagüey” el anexo cedido. Entre 1977 y 1979 se retiran las gruesas capas de cal que cubrían la capilla abierta, descubriendo su pintura mural. El templo y exconvento tuvieron una intervención de mantenimiento, conservación y restauración de diciembre de 1992 a abril de 1994 por el INAH, la Coordinación Nacional de Monumentos Históricos, y el Gobierno del Estado de Hidalgo.

### SigloXXI

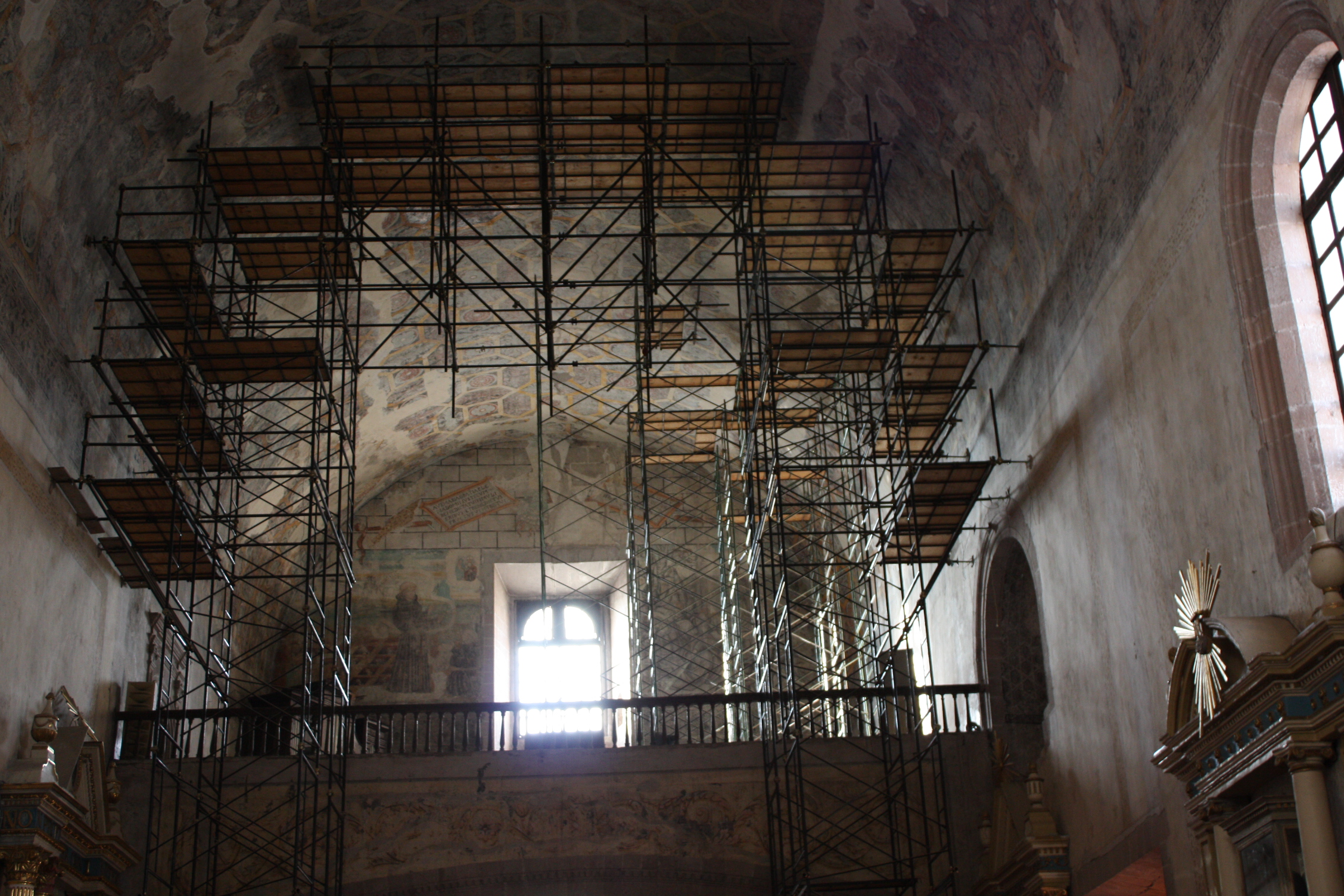
Andamios colocados al interior el templo, para la restauración de la pintura de la bóveda.

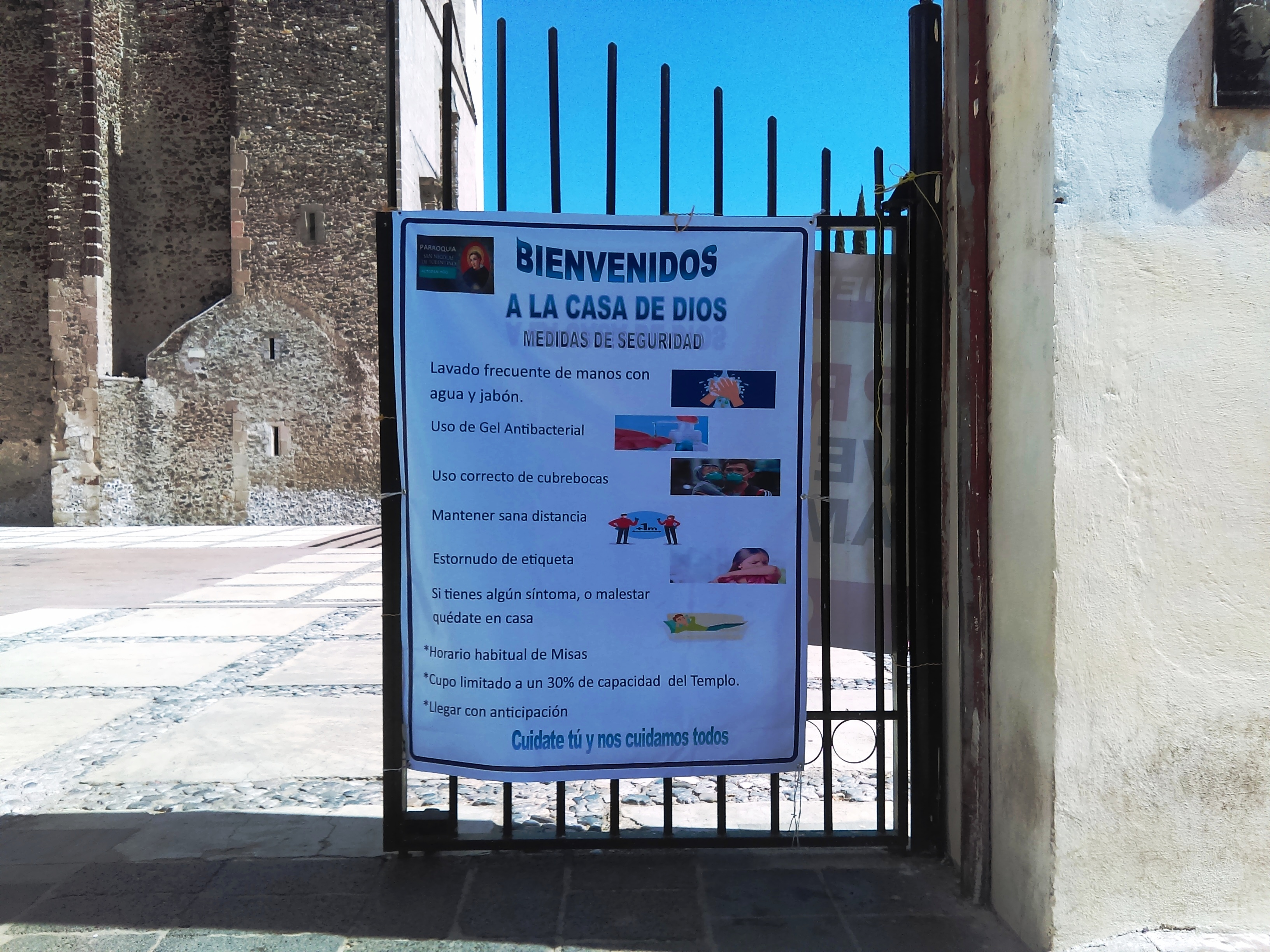
Letrero a la entrada del atrio, con las recomendaciones para evitar el contagio de COVID-19, colocado después de la reapertura de los servicios religiosos.

Durante los años de 2000-2005 se construyeron dos módulos de baños, el primero paro los visitantes al museo, por parte del Centro INAH Hidalgo, ubicado en la parte surponiente de la huerta; el otro módulo en la parte nororiente, a cargo del Presbiterio en turno, usándose como público. En 2002 la pintura mural de la bóveda de la iglesia es descubierta por el arquitecto Tallatzin Acevedo Ángeles. En 2003 se arregla el mecanismo del reloj, convirtiéndolo en automático; y se coloca el carrillón, por gestiones del gobernador del estado de Hidalgo, Manuel Ángel Núñez Soto.
El 29 de septiembre de 2011 se inauguró la instalación del equipo de iluminación del convento por parte de Francisco Olvera, gobernador de Hidalgo. En 2012 se realizó un estudio estructural del recinto y se analizaron los elementos cuya intervención era prioritaria. En 2013 la Coordinación Nacional de Monumentos Históricos elaboró el proyecto de restauración; el plan contempló la protección de la capilla abierta y del portal de peregrinos; así como trabajos de conservación y restauración de la pintura del mural de la bóveda de la nave del templo, entre otras obras.
En abril de 2013 se confirmaron trabajos de restauración, los trabajos empezaron principalmente para descubrir el tapiz pictórico de la bóveda principal de la iglesia. En 2014 concluyó la intervención tres áreas, los techos, se impermeabilizaron y restauraron, se reforzaron muros y se adecuaron los sistemas eléctrico y digital. Los sitios habilitados se ubican en la parte posterior del convento y corrían el riesgo de colapsarse, al tener filtraciones y humedad, por lo que permanecían cerrados al público.
Desde 2014 el Instituto Nacional de Antropología e Historia (INAH) contempló la actualización de la museografía, y la galería "Aurelio Tovar" que incluye un centro de documentación regional, en coordinación con la Biblioteca Nacional de Antropología e Historia.  En diciembre de 2016 fue reparada la maquinaria del reloj, la empresa Relojes Centenario de Zacatlán dio el mantenimiento.
En marzo de 2019 tras diversos actos vandálicos en la capilla abierta, que iban desde jóvenes ingiriendo bebidas etílicas y dañando la estructura, hasta grafitis que tocaron parte de la pintura original; se colocaron barrotes metálicos a lo ancho de la entrada de la capilla abierta, unidos por cadena con el objetivo de inhibir el acceso. En mayo de 2019, el Ayuntamiento de Actopan y el INAH determinaron cerrar el paso peatonal por el atrio de las 10:00 p. m. a 6:00 a. m.
Desde mediados de marzo hasta mediados de junio de 2020 durante la Pandemia de Covid-19 en el estado de Hidalgo el acceso al atrio y al complejo estuvo restringido; además de que se suspendieron los servicios religiosos. Los servicios religiosos se restauraron a mediados de 2020, y el museo reabrió a finales de noviembre de 2021.

## Arquitectura
El Convento de Actopan pertenece a los denominados: “convento-fortaleza”; la arquitectura religiosa del siglo XVI, se caracteriza por ostentar una apariencia de fortaleza. Hay tres al teorías respecto, una explica la morfología fortificada para defenderse de posibles sublevaciones de los indígenas; la segunda, como parte de un repertorio decorativo que pudo cumplir una función mecánica; y la tercera, como materialización de valores simbólicos con matiz escatológico.
La construcción de templos y conventos durante la Nueva España, estuvo fundamentalmente a cargo de los frailes, auxiliados por artesanos europeos y trabajadores indígenas. El terreno que ocupó el complejo ha sufrido muchas modificaciones; actualmente el complejo conserva la porción más interesarte de la obra como es la fábrica arquitectónica con pintura mural, ambas obras corresponden al gusto renacentista del siglo XVI.

### Atrio

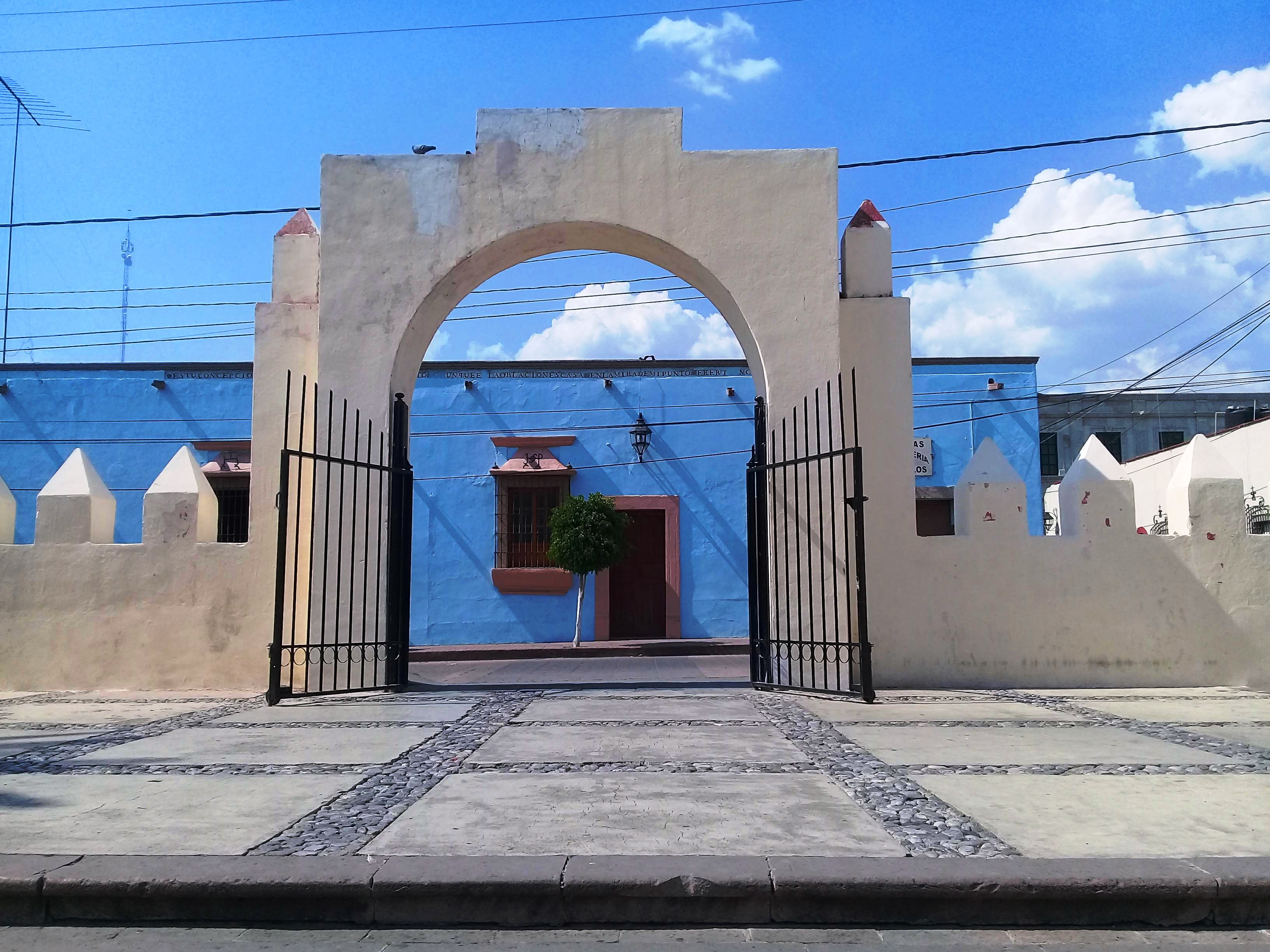
Acceso norte al atrio.

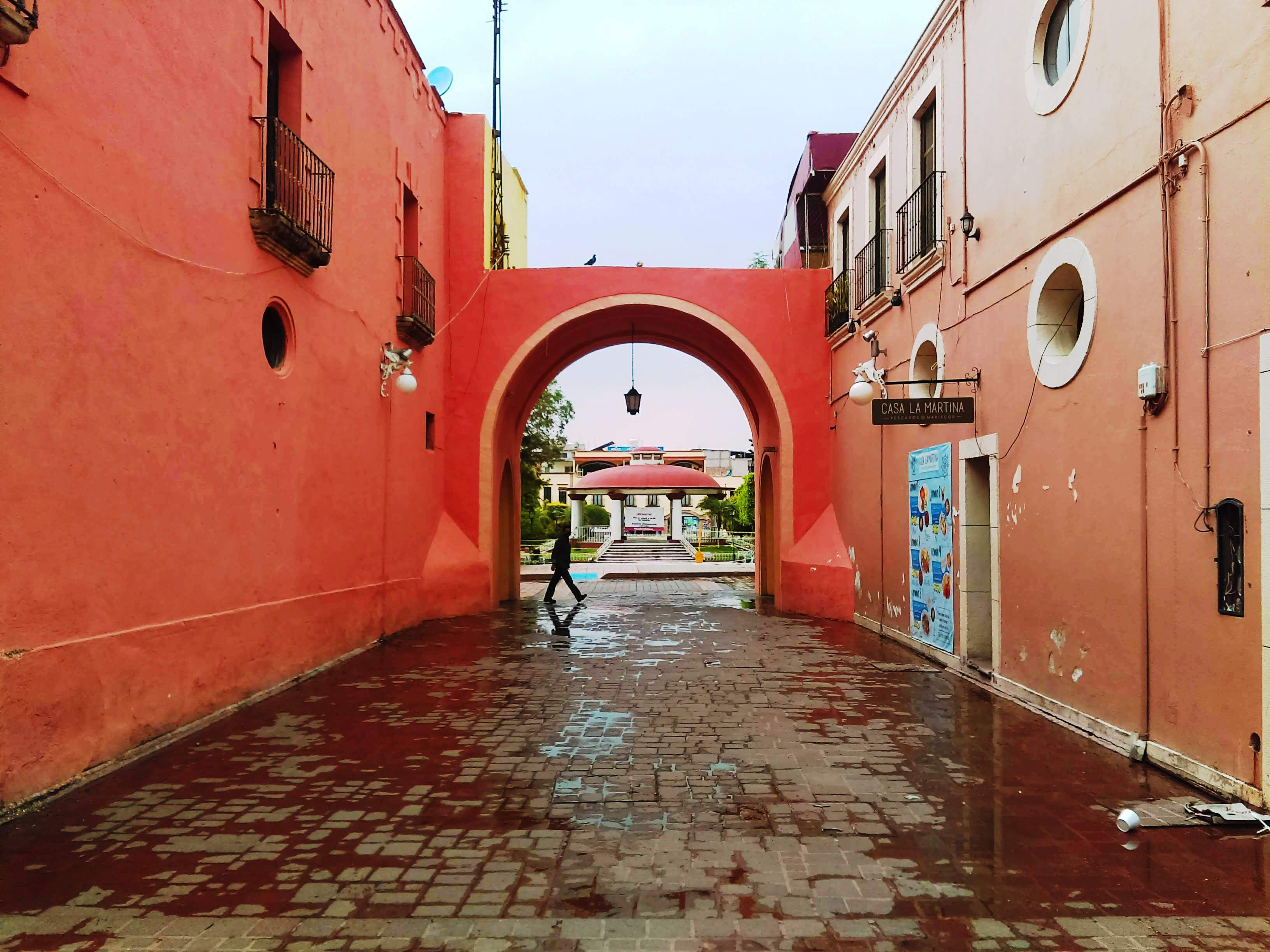
Acceso poniente al atrio.

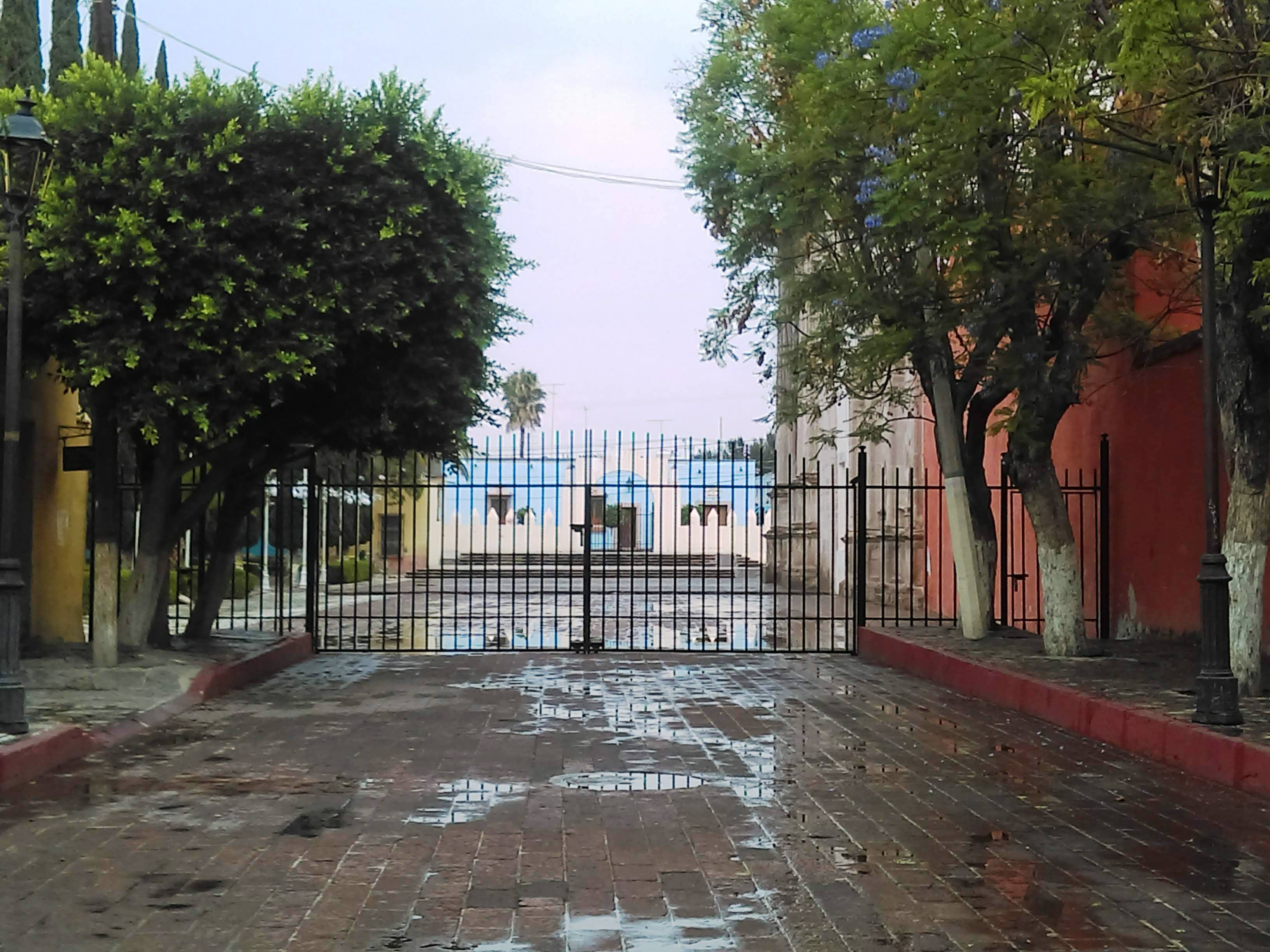
Acceso sur al atrio.

El atrio se encuentra adoquinado, y dividido en dos secciones, una localizada enfrente de la capilla abierta, y la otra enfrente de la iglesia y el pórtico. Se cree que existían capillas posas, que debieron estar localizadas en los cuatro ángulos del perímetro atrial.
El atrio de la capilla abierta mide 63.36 m de largo por 36.28 m de ancho; sirve para congregar a las grandes multitudes reunidas en los eventos realizados en esta, ocupando el atrio como nave al aire libre. Todavía se llega a utilizar tanto para eventos religiosos, como los realizados en Semana Santa; y otros eventos culturales como exposiciones y conciertos. Se encuentra delimitado en la parte norte por un muro con almenas piramidales, un gran arco de medio punto que sirve como acceso. El acceso norte comunica con el Antiguo Palacio Municipal de Actopan.
El atrio de la iglesia y el portal es un gran rectángulo, este espacio era antiguamente ocupado por el cementerio. Se encuentra dividido en cuatro pequeñas secciones, delimitadas por pinos y jacarandas. Dos secciones forman una T; una va del acceso norte al acceso sur, y la otra de la entrada a la iglesia al acceso poniente. Las otras dos secciones son cuadrangulares, en la de la derecha se encuentra una fuente de planta hexagonal. 
El acceso poniente conduce a la Plaza Juárez (el denominado centro de Actopan), es un gran arco de medio punto que forma parte del soportal que ocupa toda la longitud de la calle. El acceso sur, simplemente es un espacio abierto que comunica directamente con una pequeña calle peatonal, para después continuar en calle vehicular.

#### Cruz atrial

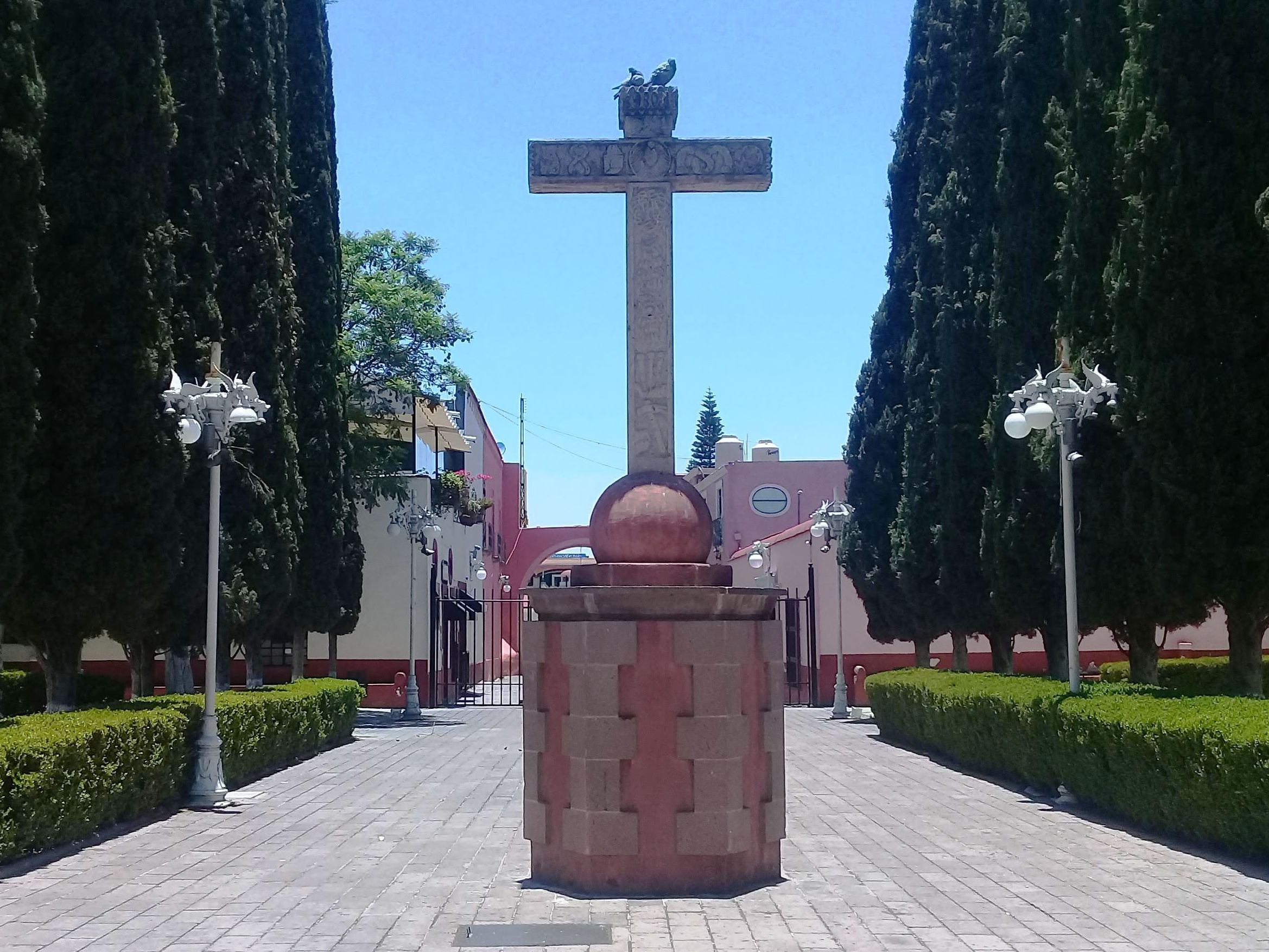
Cruz atrial de Actopan.

En la parte central enfrente a la entrada a la iglesia, se colocó una cruz atrial, colocada en ese lugar como símbolo geográfico de la fundación del pueblo. La cruz se encuentra sobre un plinto o pedestal de planta hexagonal, sin basa y rematado con una cornisa; a su vez la cruz se desplanta de una base esférica, y se encuentra altamente adornada en relieve de características del tequitqui o arte indocristiano.

### Capilla abierta

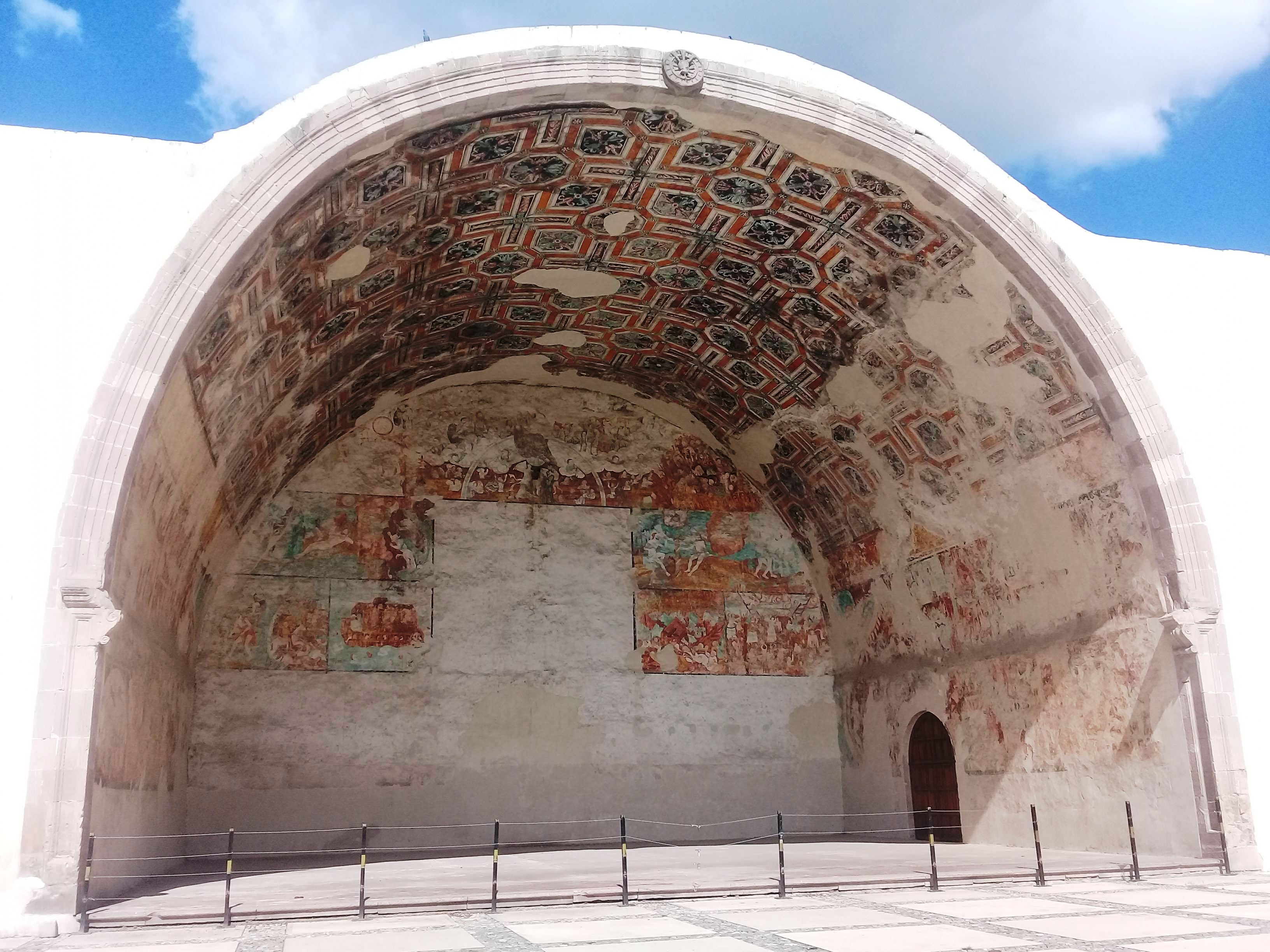
Capilla abierta de Actopan.

Los frailes construyeron capillas abiertas que daban a un gran atrio para la evangelización de los catecúmenos que, mientras no fueran bautizados, no podían entrar a la iglesia, y eran usadas también para celebraciones multitudinarias. La de Actopan es una de las más notables de la Nueva España. La capilla abierta se encuentra situada al lado norte del conjunto y perpendicular a la fachada de la iglesia.
La capilla abierta, también en ocasiones llamada “Bóveda de Actopan”, está formada por una bóveda de medio cañón, de 17.5 m de ancho y 12 m de altura. El lado del cañón abierto, es un gran arco de medio punto, que se encuentra subrayado por una arquivolta de cantera, que descansa sobre medias muestras, en cuya parte alta unas ménsulas, hacen las veces de capiteles para recibir la imposta. Las molduras son de estilo renacentista. En la clave del arco está el corazón traspasado por tres flechas, escudo de la Orden de San Agustín. La disposición geométrica de los elementos arquitectónicos, y su correcta utilización de elementos reflectantes (bóveda y tímpano) ayudan notoriamente a	propagar el sonido hacia una mayor cantidad de personas.
El intradós de la bóveda se encuentra adornado con pinturas al fresco que imitan un artesonado en el que se combinan polígonos de seis y ocho lados con cruces griegas, cuyo fondo se encuentra ornamentado con motivos naturales y grutescos, todo esto dentro de un estilo renacentista. En sus muros interiores se encuentran decorada en su interior con murales que presentan un singular sincretismo religioso, pinturas al fresco con escenas bíblicas que servían para la enseñanza del catecismo.
A ambos lados se encuentran dos cuartos que pertenecían a las dependencias de la capilla, el muro sur tiene una puerta, que conduce al espacio que fuera utilizado como sacristía para la capilla abierta, ahora utilizado para dar catequesis; de donde se tenía comunicación directa por el presbiterio de la iglesia, ahora esta clausurado y se accede por la parte posterior de la capilla.

### Iglesia

#### Fachada principal

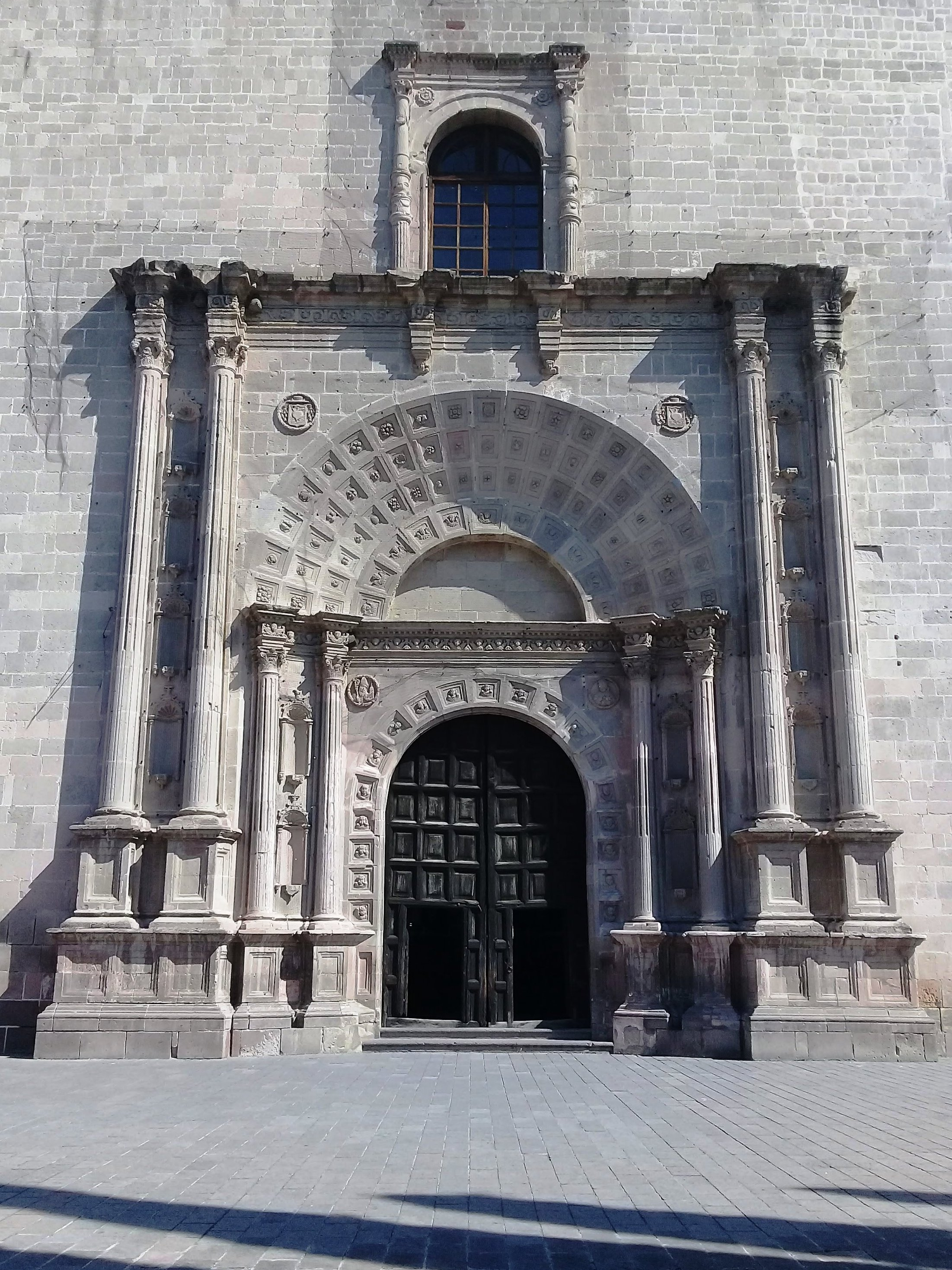
Portada de la Iglesia de San Nicolás de Tolentino.

La fachada principal o imafronte, es sobria, elegante y muy armónica; el frontispicio es llano, y solo cuenta con la portada; la composición de la portada consta de dos secciones, incluida una dentro del otra. La portada de la iglesia ha sido muy estudiada, y se han manejado distintos estilos arquitectónicos para describirla como: Plateresco, Gótico tardío, Clasicismo, Purismo, y Renacentista. Por las proporciones que emplea esta portada, se la podría considerar también dentro del Manierismo, siendo esta quizás la más aceptada.
Las puertas están constituidas por tableros; ambas hojas poseen postigos, puertas chicas dentro de otras mayores. El umbral es un escalón de piedra situado en la parte inferior, en oposición al dintel y limitada por las jambas. El vano de la puerta de acceso a la iglesia es un arco de medio punto, está conformado por dovelas con cabecitas de querubines alados perfectamente tallados. La puesta está flanqueada por columnas pareadas sobre peanas; con el fuste estriado y en su primer tercio presentan contraestrias; y capiteles  compuestos decorados con cabezas de carnero y de león. Dentro la iconografía cristiana el carnero representa a Cristo pastor de almas; el león puede representar a Cristo resucitado ya se creía que los cachorros de león nacían muertos y que al tercer día su padre los resucitaba por medio de su aliento.
Estas columnas soportan un entablamento cuyo friso está ornamentado con cabecitas de querubines; la cornisa presenta dentículos en la parte inferior. En los intercolumnios se ubican dos hornacinas por lado. En las enjutas del arco de la puerta, se ubican los medallones de San Nicolás Tolentino y San Agustín de Hipona. Sobre la cornisa se ubica un enorme tímpano abocinado rodeado por una arquivolta, a manera de abanico de cuatro hileras compartimentadas en casetones cuadrangulares; que alojan relieves de flores, veneras, platos con frutas y peces.

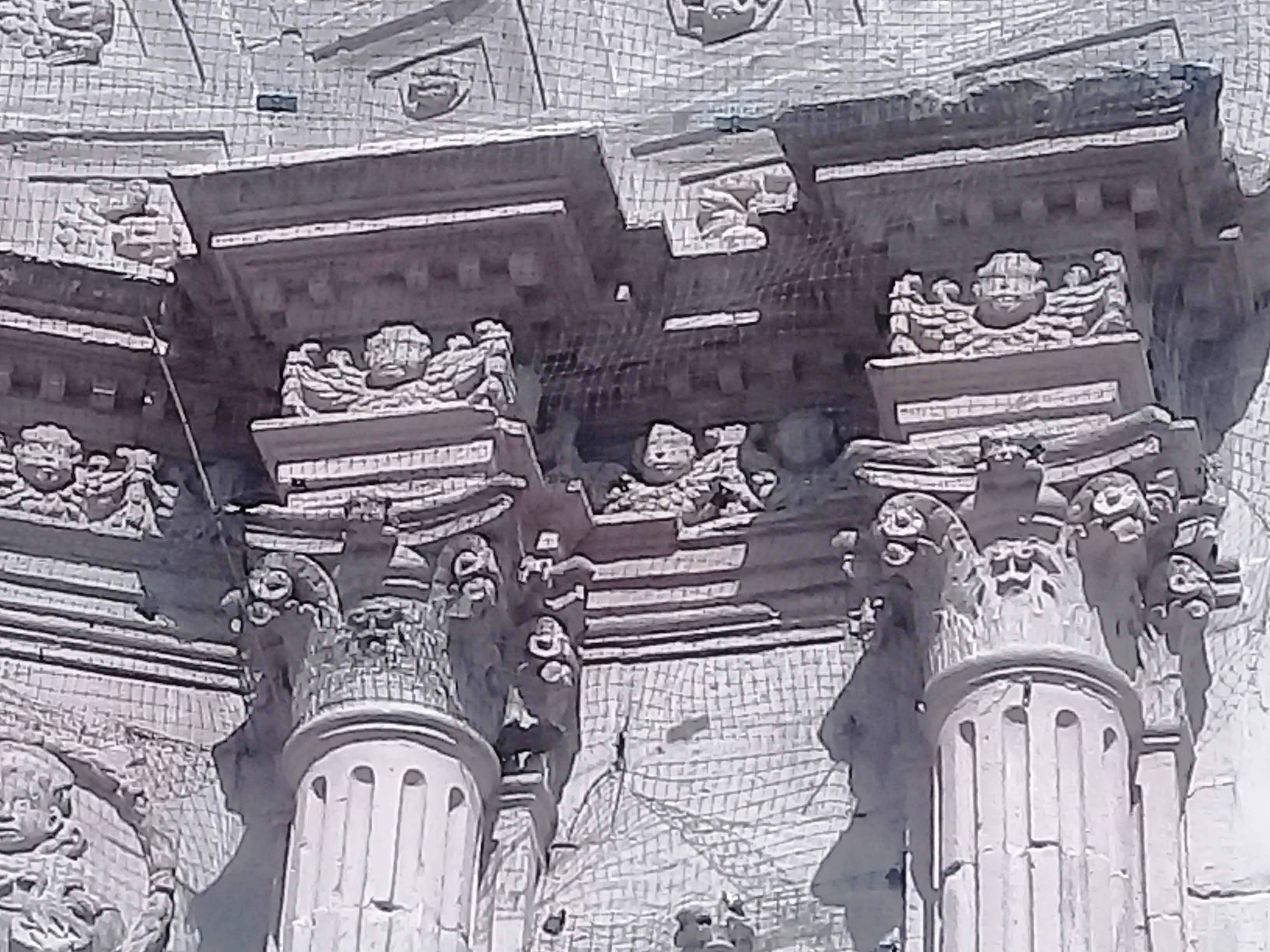
Detalle de los capiteles compuestos decorados con cabezas de carnero y de león.

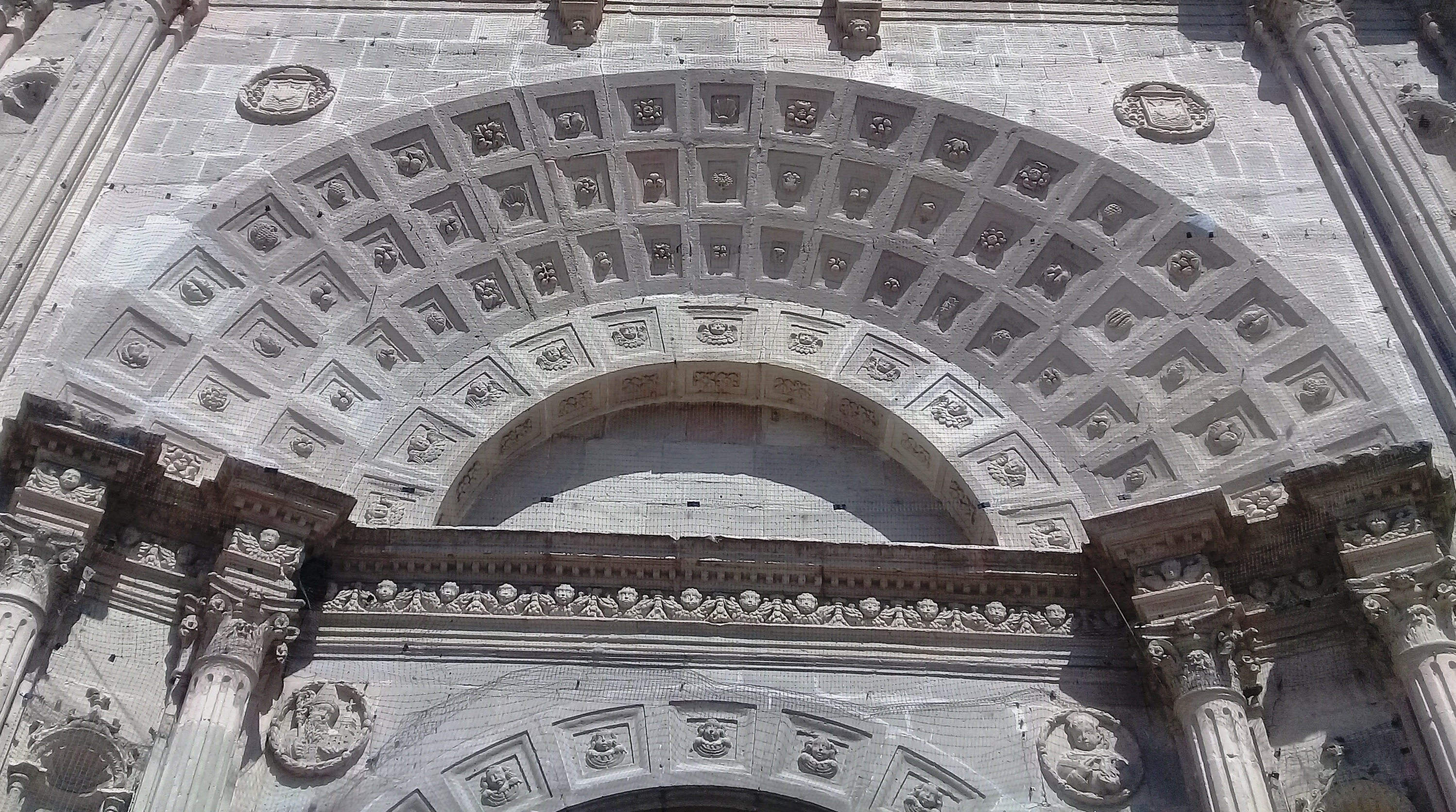
Detalle de la arquivolta con relieves de flores, veneras, platos con frutas y peces.

Esta primera portada se encuentra dentro de la otra sección de mayores dimensiones; la cual está conformada por columnas pareadas sumamente alargadas con doble pedestal. Están ligeramente empotradas en el muro, poseen estrías con junquillos hasta el tercio medio de sus fustes. Los capiteles son compuestos con acantos, y presentan como decoración cuatro cabezas de carneros, y en medio una cabeza de león. Una variante de las columnas pareadas, es la de separar las dos columnas entre sí y colocar en el intercolumnio varias hornacinas superpuestas; se colocaron cuatro hornacinas por lado.
Sobre las columnas se ubica el entablamento cuyo friso está decorado con grutescos, roleos y
vasos; en el centro, siguiendo el eje del vano de la puerta, existen dos estructuras cúbicas que contribuyen a dar mayor movimiento al entablamento. En las enjutas de la arquivolta, se ubican medallones con el escudo de la Orden de San Agustín. La ventana del área del coro se encuentra coronando la portada y dentro de un vano con arco de medio punto que termina en impostas y con casetones en el intradós; la flanquean dos columnas abalaustradas que soportan un entablamento con cornisa denticulada; en las enjutas se ubican unos pequeños medallones en forma de flor. El remate de la fachada es el frontón triangular con almenas, y cuyo límite inferior está marcado por una cornisa.
Hay un total de 12 hornacinas; el 12 es símbolo de perfección y en especial en la consumación del reino de Dios, como lo refleja el libro del Apocalipsis; representa a los 12 apóstoles, los 12 signos del zodiaco, los 12 meses. Las hornacinas poseen a los lados columnillas de orden dórico; soportan una imposta que da la vuelta en el hueco; el arco tiene decoración de venera por presentar esta la forma de una concha marina que sobresale del muro, y
está decorada con hojas y roleos. La repisa es de planta semihexagonal y está soportada por una ménsula con decoraciones de acantos, roleos
y flores.
En la arquivolta hay relieves de flores, veneras, platos con frutas y peces. Las flores y frutos representan los goces que los fieles cristianos alcanzarán en el paraíso de las delicias. El Nahui Ollin es representado como una flor de cuatro pétalos con un núcleo bien diferenciado; es el símbolo de mayor trascendencia para los indígenas. El plato con peces está relacionado con la eucaristía, ya que considera al pez como una deliciosa fuente de alimento espiritual provista por el “Salvador de los Santos”,  inspirado por la multiplicación de los panes y los peces.

#### Torre de campanario

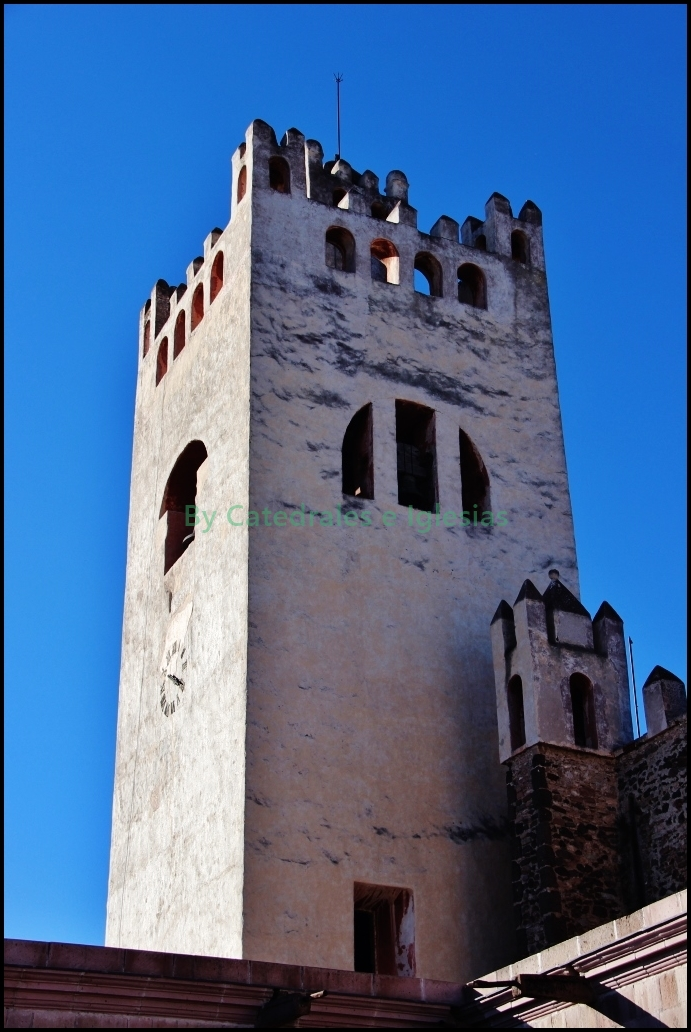
Torre de campanario.

La torre se encuentra adosada en el lado derecho de la fachada, tiene un marcado estilo hispanomusulmán, también se la ha denominado como parte del estilo mudéjar. La torre mide 10 m por lado en la base y 38 m de alto, hasta la cruz que lo remata.  Se caracteriza por ser un elemento plano, sin decoraciones, volumen de forma cúbica, con aristas lisas.
En la cara frontal, que da al poniente, existen distribuidas tres ventanas de platabanda; y a la altura del frontón de la fachada de la iglesia, una ventana más de medio punto, esta ventana se repite en las caras sur y oriente, salvo que en la última el vano se encuentra dividido con dos parteluces y en la del sur existen dos postecillos para recibir el soporte de las campanas. En la cara norte hay dos puertas y una escalera adosada. Arriba de las ventanas, a manera ornamental, existen cuatro vanos cegados, de medio punto, que se repiten en cada una de las caras de la torre, a forma de espadaña.
Y cuatro garitones distribuidos en las esquinas, entre los cuales, se alinean tres merlones. Finalmente sobre la bóveda que sirve de cubierta, existe una torrecilla, con dos vanos de medio punto y cuatro almenas, rematada a su vez por una cruz. En el campanario cuenta con cuatro campanas;  el carillón cada seis horas toca el Ave María. La torre con su altura domina el Valle de Actopan sobre la que se asienta la ciudad.

#### Fachada lateral

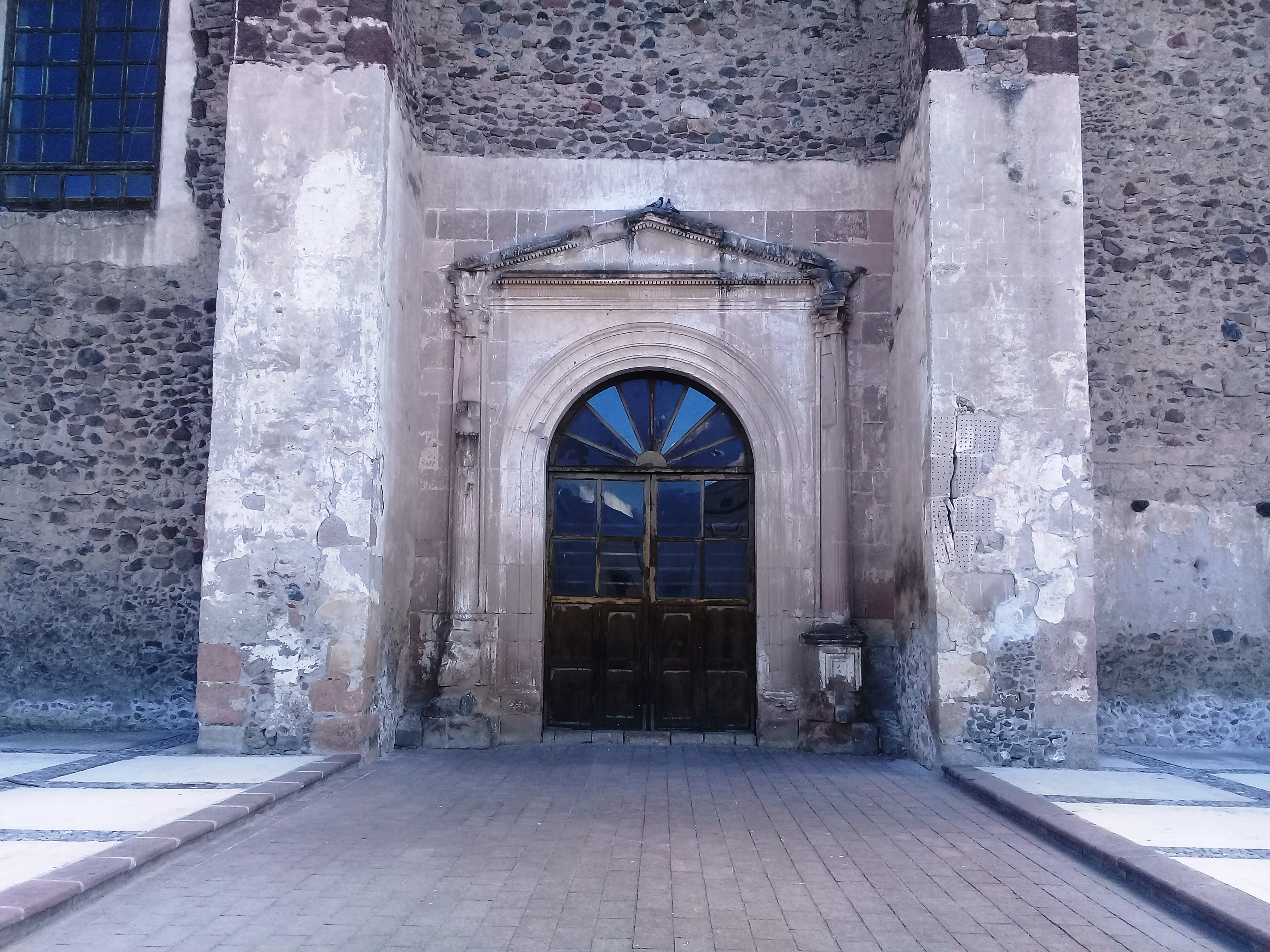
Puerta lateral.

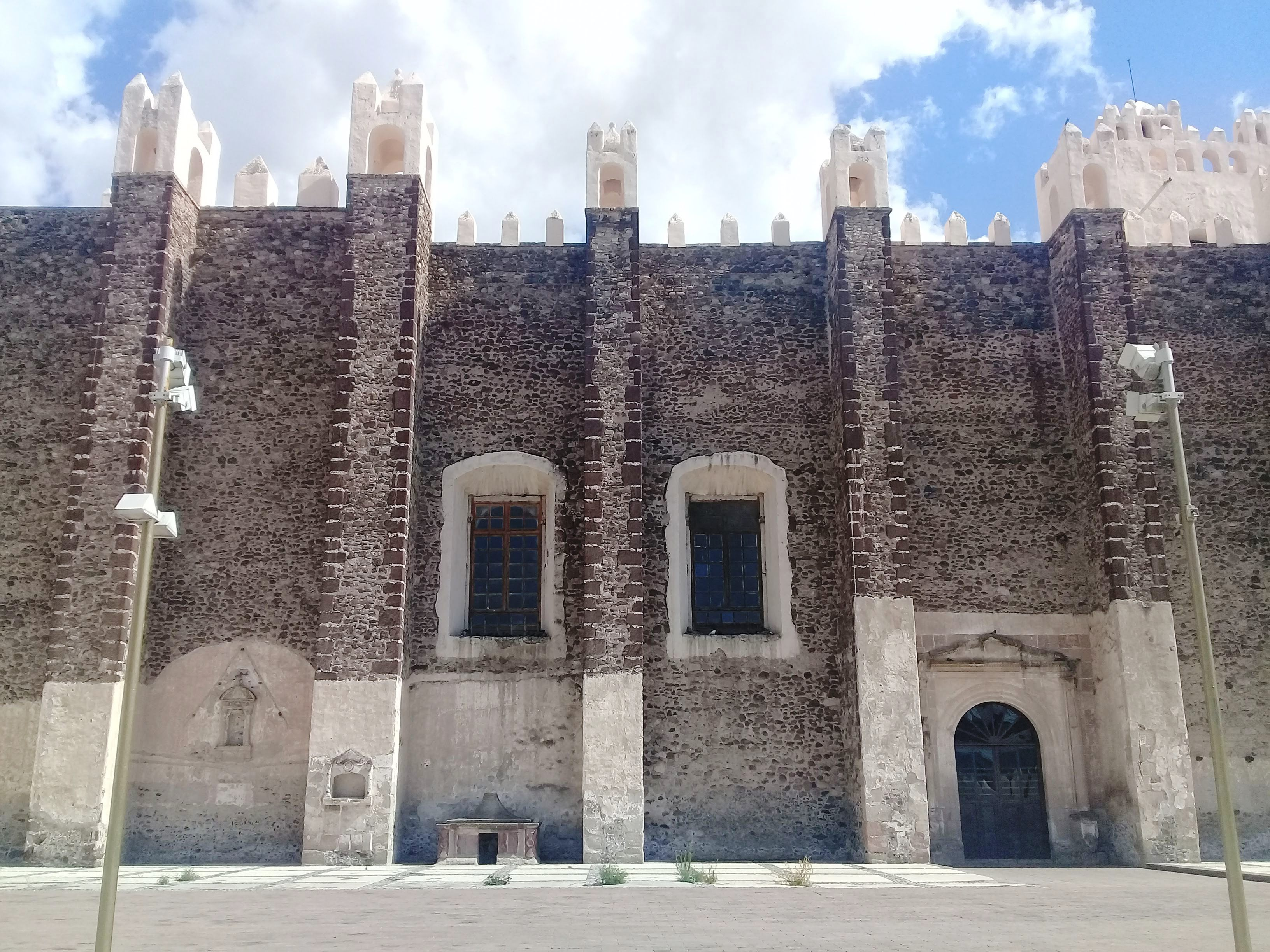
Fachada lateral, sobresalen las garitas y merlones que le dan apariencia de una fortaleza.

La fachada lateral, esta orientada al norte, el muro tiene seis grandes contrafuertes, con el que se aligeraba el espesor de los muros sin una profundidad considerable. Casi al centro de la fachada, se localiza una puerta conocida como Porciúncula. Es un vano de medio punto, está flanqueada por medias columnas estriadas sobre pilastras, posterior cajeada y desplatadas sobre un podio cajeado. Estas columnas soportan un entablamento, la cornisa presenta dentículos y remate es el frontón triangular.
Es de señalar que la Puerta Porciúncula es típica de las iglesias franciscanas y Actopan es una iglesia agustina; a esas puertas se les nombra como a la capilla que San Francisco restauró en Santa Maria degli Angeli, Asís; terminando el 2 de agosto de 1216, cuando el presencia la aparición de Jesucristo, y la Virgen María, a quien rodeaban infinidad de ángeles. Como conmemoración de ese milagro, las iglesias franciscanas están de fiesta cada 2 de agosto, día de Nuestra Señora de los Ángeles;. se cuenta que cuando uno entra por ella a la iglesia, se 'ganan' indulgencias ante las puertas del Cielo.
En la facha pasando la Puerta Porciúncula se encuentran tres hornacinas. La primera se encuentra en un contrafuerte, se encuentra sobre una ménsula, enmarcada por pilastras y un frontón triangular. La segunda una ménsula con decoraciones, a los lados columnillas de orden jónico; soportan una imposta con friso decorado; y remata un frontón circular. La tercera es la más simple, es un vano de medio punto.
Cada contrafuerte es rematado en un garitón; cuya estructura es similar a la de un templete, abierto en sus cuatro costados con vanos de medio punto y coronamiento a base de cinco merlones, cuatro ubicados en las esquinas y uno de mayor espesor al centro. Los espacios existentes entre cada garitón, se encuentran adornados con merlones cuya composición es la de un paralelepípedo de base cuadrada y remate piramidal. Aunque la misión de garitas y merlones es simplemente ornamental, el conjunto sugiere la apariencia de una fortaleza militar con marcado estilo hispanomusulmán o morisco.

#### Interior de la iglesia
El interior es de una sola nave de planta rectangular con el ábside poligonal, las medidas son de 14.50 m x 64 m. Está cubierta por una bóveda de cañón seguido de estilo románico; con excepción del tramo comprendido en el arco triunfal y el ábside, que tiene una bóveda de crucería ojival, con nervaduras de estilo gótico. El área del coro se encuentra inmediatamente a la entrada de la iglesia; el sotocoro tiene una bóveda de crucería que se apoya en arcos torales muy rebajados, de estilo gótico. Un barandal de madera protege el espacio y un órgano grande de tubos se encuentra hacia un costado.
A la izquierda, del lado de la epístola, inmediatamente se encuentra una capilla, situada en la planta de la torre. En un vano de medio punto se encuentra un Cristo Crucificado y en el centro de la capilla un Santo Cristo Yacente o Santo Entierro. Continuando por el  sotocoro se encuentra un altar neoclásico, un alta en un mueble de madera, y una pila de agua bendita. Continuando por el lado de la epístola se encuentran dos altares neoclásicos, antes de llegar a otra capilla, finalmente otro altar neoclásico antes de llegar al arco triunfal.
A la derecha, del lado del evangelio, en sotocoro primero se encuentra una puerta clausurada, que da a un pequeño cuarto que se ubica en uno de los contrafuertes, continua un altar neoclásico. Saliendo del sotocoro hay otro altar neoclásico, y después se encuentra la Puerta Porciúncula. Continuando por el lado del evangelio se encuentran dos altares neoclásicos, antes de llegar al arco triunfal.
Para separar el ábside del resto de la nave, hay un arco triunfal que delimita la bóveda de crucería de la de medio cañón. Las columnas son de estilo renacentista, los fustes son estriados; y se coronan con capiteles de orden compuesto, cuyo eje principal se encuentra adornado con dos cabezas de leones que muerden listones de los que penden tarjas que se proyectan en los extremos de las diagonales. Las columnas se encuentran semiempotradas en pilastras que a su vez se adosan a los muros.
En el ábside del lado de la epístola hay un altar neoclásico, y del lado del evangelio se encuentra el acceso a la sacristía y el baptisterio. El presbiterio se encuentra elevado con una ecalinata de siete escalones. Son de notar los dos púlpitos, que están a ambos lados, construidos en piedra labrada, de mediados del siglo XVI.

#### Sacristía

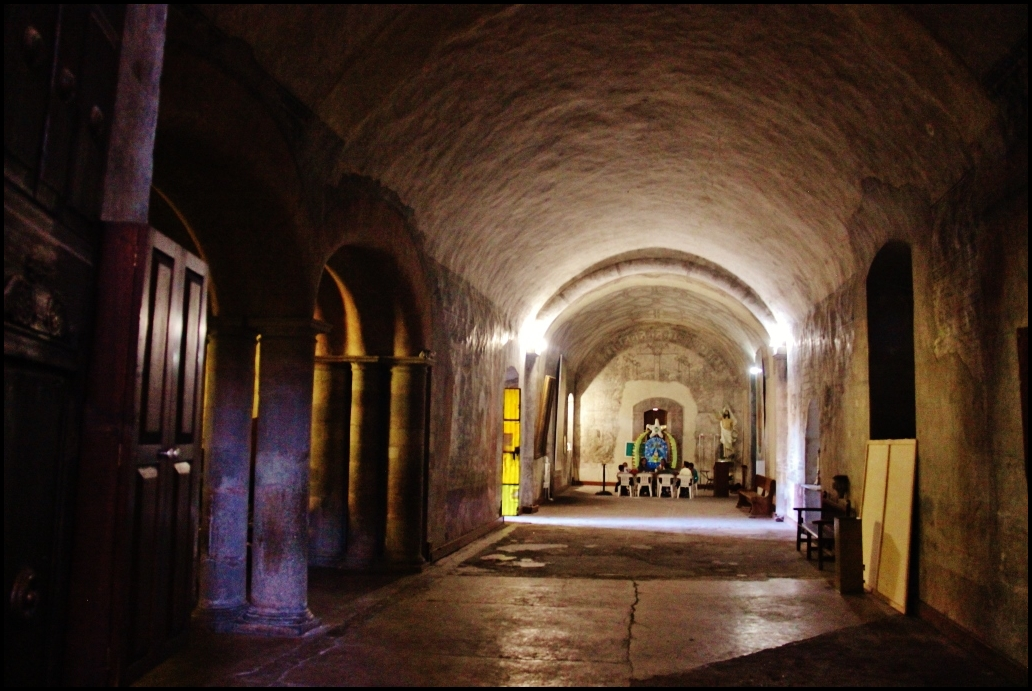
Sacristía.

La sacristía se ubica en forma perpendicular al eje de la nave de la iglesia. Se encuentra techado con bóveda de cañón, dividido en dos secciones; la primera sección está comunicada directamente con la iglesia, y con la arcada el patio trasero. La separación de la primera y la segunda sección se encuentra definida por columnas de sección elíptica con fustes y capiteles simplificados, que dan paso a un arco rebajado, que prolonga la forma de los fustes.
La segunda sección que corresponde a lo que antiguamente era la sala capitular, estas dos secciones antiguamente se encontraban separadas. El cañón de la cubierta está pintado con trazos que simulan un tercelete. Una escalera cegada, comunica con el claustro alto del convento.

#### Baptisterio

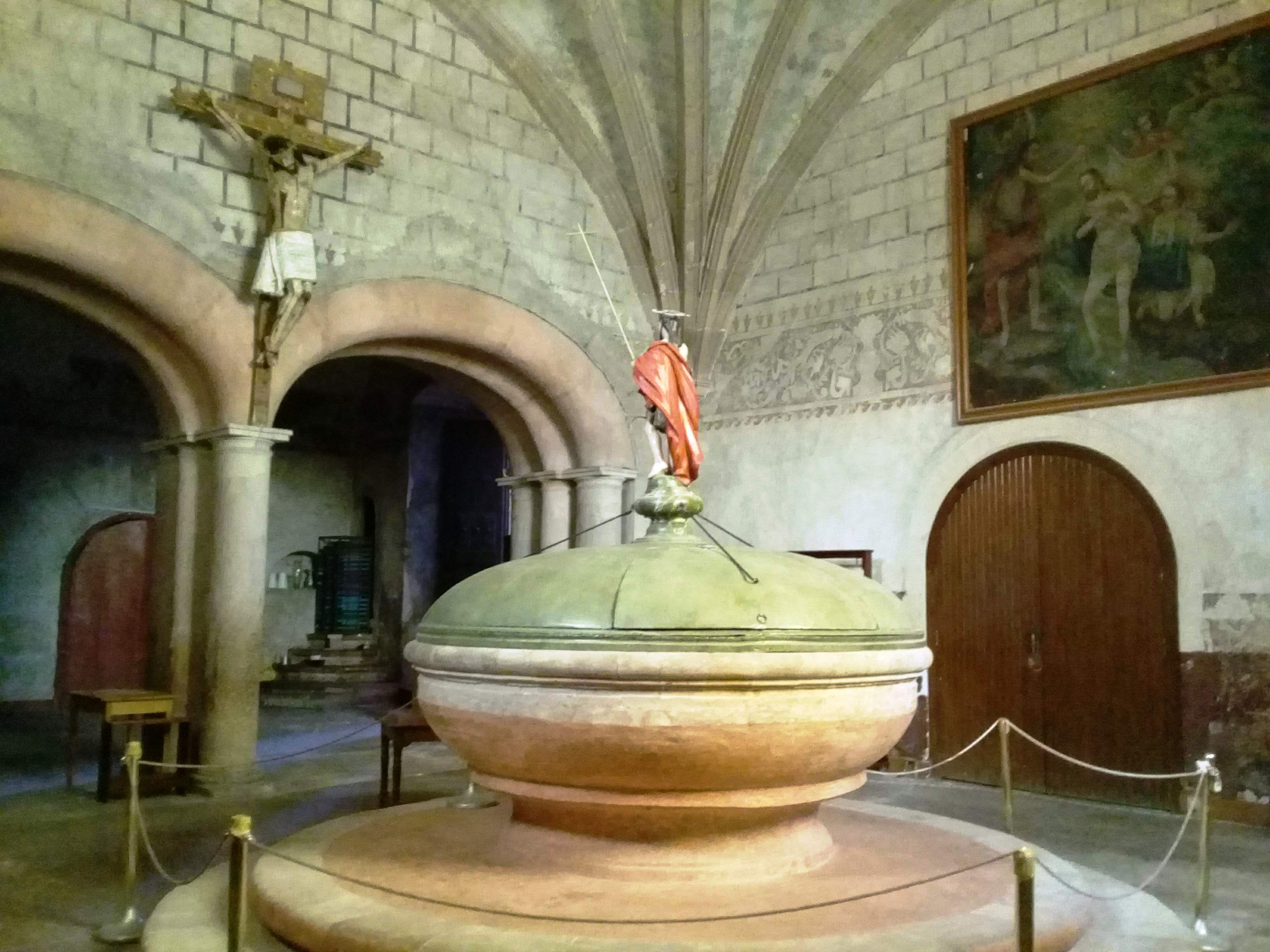
Baptisterio.

La sacristía comunica con el amplio baptisterio de planta cuadrada y techada con bóveda de nervaduras, dispuestas en forma de estrella. Siendo la comunicación con dicha sacristía dos arcos, subdivididos en el espesor del muro en tres; descansando cada uno de ellos en columnas de sección elíptica y con el eje mayor de la del centro perpendicular a los ejes menores de las otras dos. En las paredes, se ven pinturas muy deterioradas por el tiempo, pero, especialmente, por las reformas constructivas, que ahí se ejecutaron.
En el centro del bautisterio hay una gran pila bautismal de piedra, de una sola pieza. Tiene 2.60  m de diámetro y está sobre una plataforma
circular, de dos escalones de piedra labrada. Esta pila es ejemplo del arte monástico o románico. Cubre la pila una tapa semiesférica de madera que remata una estatua de San Juan Bautista; con su indumentaria de piel de camello, como se menciona en los Evangelios. La tapa está dividida esa tapa en gajos que pueden levantarse separadamente.

### Convento

#### Portal de peregrinos

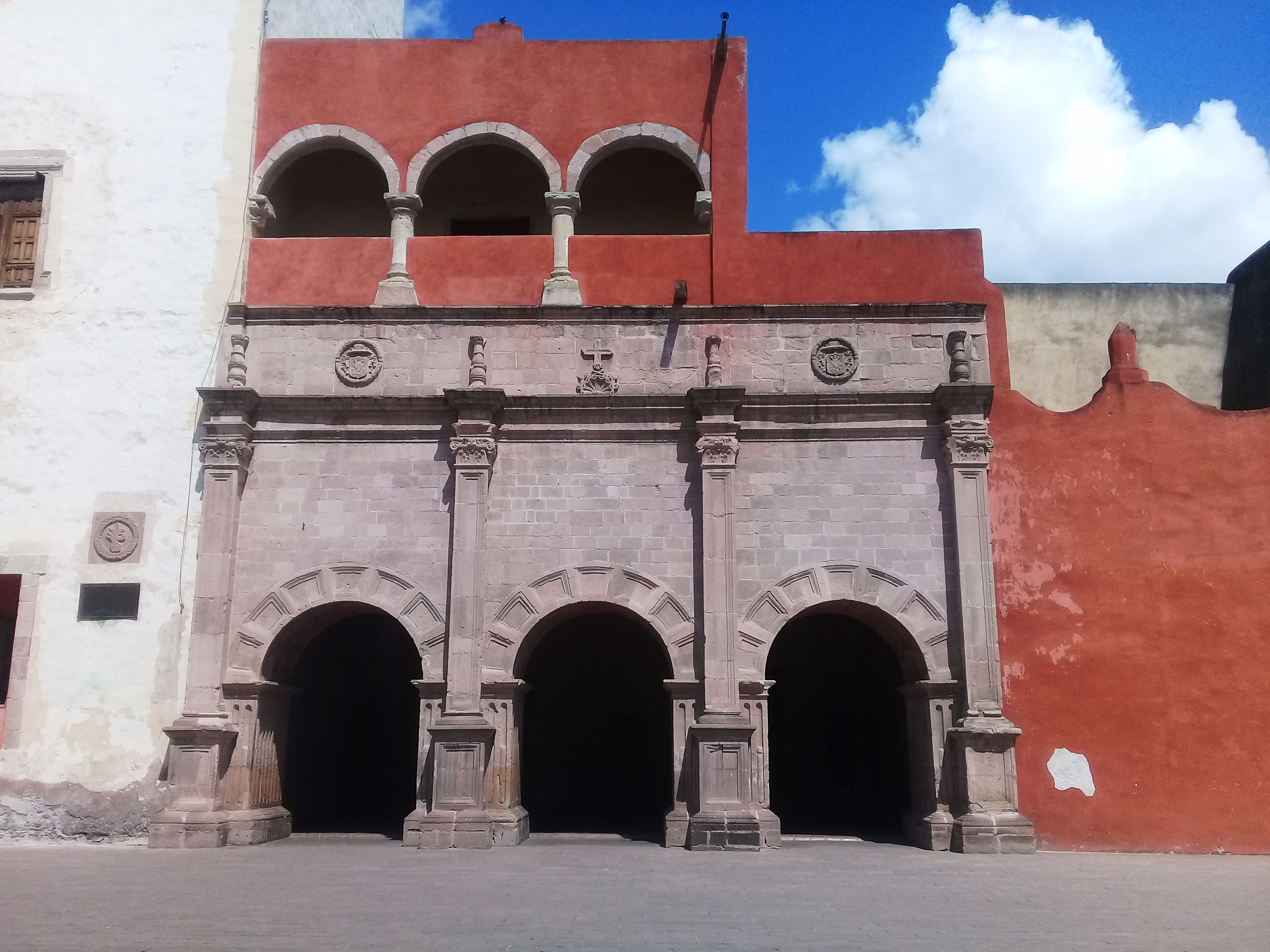
Portal de peregrinos.

Al costado sur de la torre, siguiendo el paño de la fachada, se encuentra un pórtico de acceso; que sirviera también como albergue de peregrinos y viajantes, por lo que se le conoce como “Portal de Peregrinos”. El resto de la fachada poniente es una barda que rematan arcos invertidos y almenas.
El portal de peregrinos está compuesto de tres arcos sobre pilares estriados, la basa y la imposta muestran molduraciones clásicas, en tanto que el intradós de los arcos queda
dividido en tres secciones de casetones moldurados. Igualmente en la arquivolta hay casetones y la combinación de todos estos recursos de diseño da origen a un efecto de claroscuro.
El parámetro exterior, queda dividido en tres espacios por cuatro pilastras, que se asientan sobre pedestales que ostentan plinto, dado y cornisamiento. Tanto el dado como el frente de cada pilastra se aligera con un casetón alargado; los capiteles de orden compuesto de estilo renacentista, soportan un entablamiento de poca altura que destaca sobre ellos para recibir en la cornisa, cuatro candelabros abalaustrados que destacan sobre un pretil coronado por una moldura sencilla.
Las tres secciones del pretil ostentan al centro relieves de diverso motivo, el de en medio es una cruz sobre una calavera colocada arriba de una concha; las de los costados, el blasón agustino, circundado por una corona de follajes, agregándose al escudo norte el corazón con las flechas de San Agustín y al del sur las perdices de San Nicolás Tolentino. El interior del portal de peregrinos, es de estructura rectangular techado con bóveda de medio cañón, adornado con pinturas; En el muro oriente existen dos puertas, la del lado sur comunica al vestíbulo y al claustro bajo; y la del norte abierta posteriormente, comunica con la sala de profundis.

#### Vestíbulo

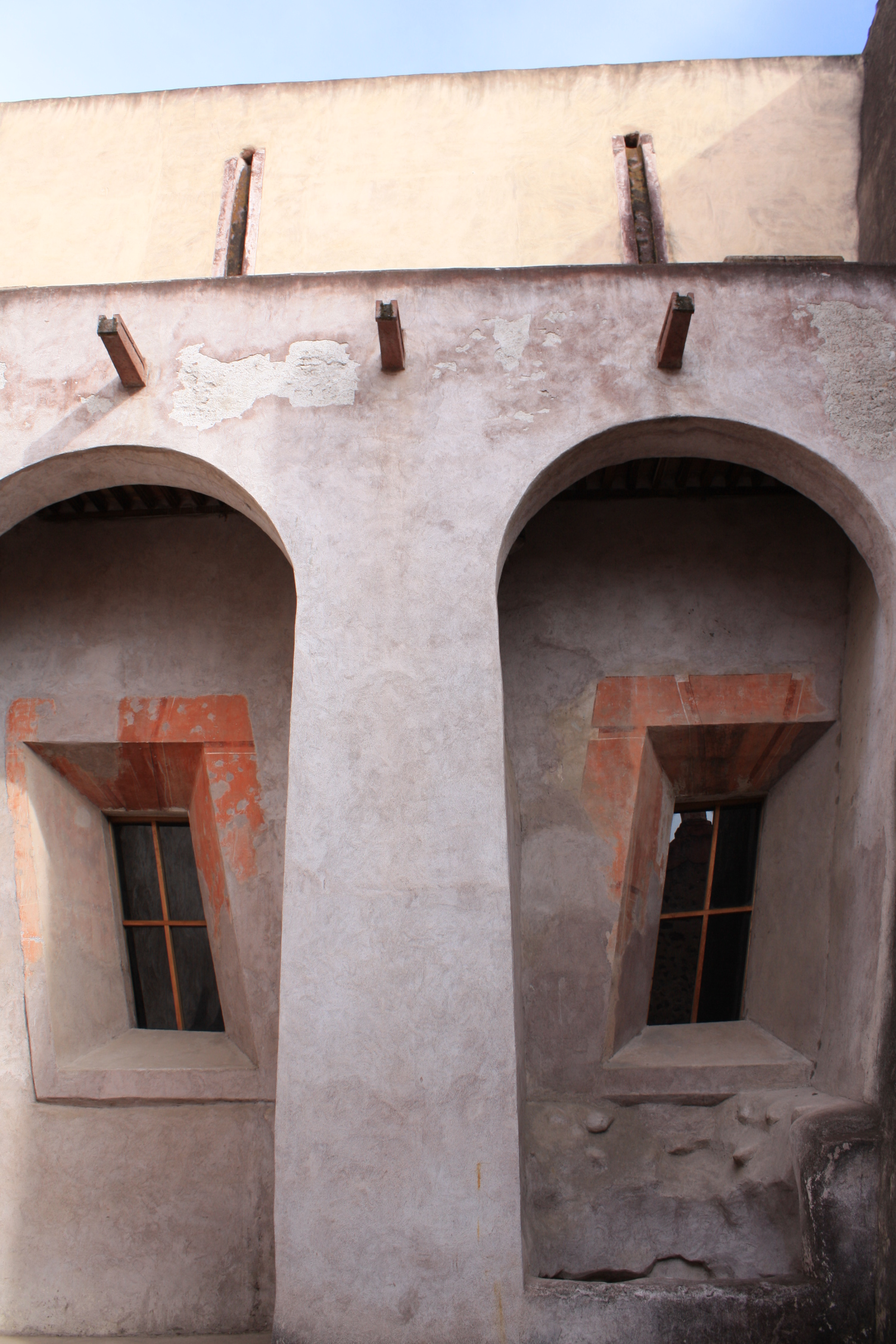
Ventanas diagonales.

Al vestíbulo se accede por una de las puertas de portal de peregrinos, es una crujía rectangular, con bóveda de medio cañón. En el muro sur de esta crujía, una puerta de arco rebajado comunica con la cocina.  Probablemente formaba parte de la sala de profundis pero fue separada, tiene comunicación con el claustro bajo. Hay dos ventanas, con derrame diagonal; estas dan hacia el patio de la cocina. Este espacio actualmente sirve como recibidor y recepción del museo que se encuentra en el complejo.
En todo el complejo el diseño de las ventanas fue concebido para contar con iluminación durante el día. Varias de las ventanas son ovaladas con el objetivo de aprovechar los espesores de los muros y dirigir la luz hacia donde se quería iluminar. Igualmente hay ventanas en forma de rombos y otras figuras geométricas para iluminar las celdas en las partes altas.

#### Sala de profundis

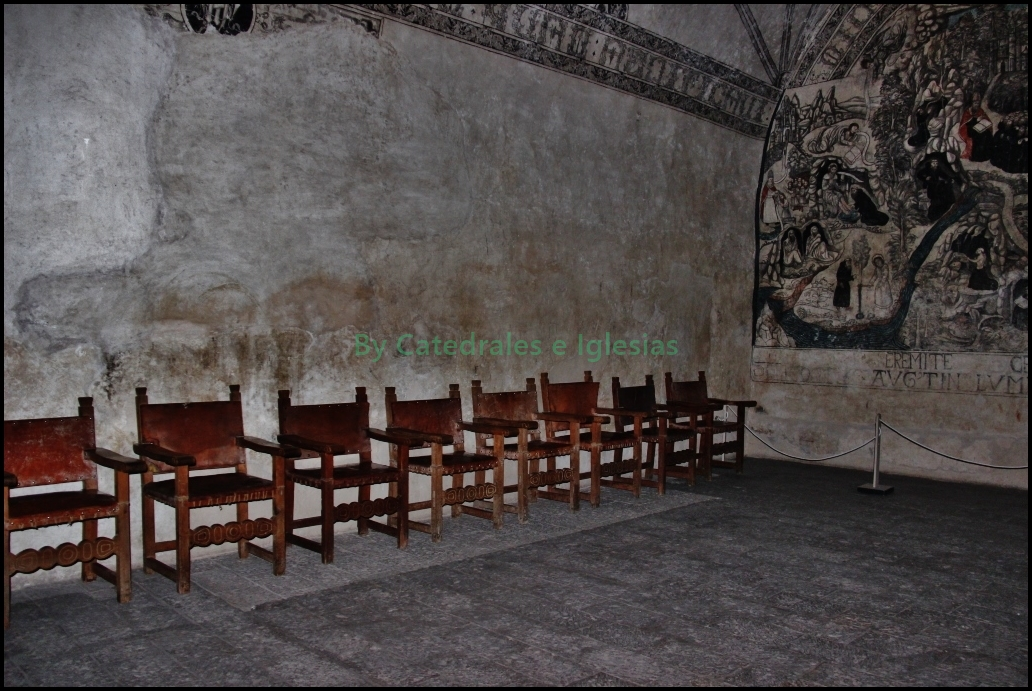
Sala de profundis.

Ha este espacio se accede por el claustro bajo, también hay una puerta que da al portal de peregrinos; es una crujía que posiblemente se haya ocupado como sala de profundis. La sala de profundis era una sala anterior al refectorio, en la que se rezaban los salmos empezando con el salmo 130 (129) que inicia: “De profundis…” (De lo profundo clamo a ti Señor). Es una habitación en forma de rectángulo, techado con bóveda de medio cañón, sin acceso de luz más que las puertas de acceso.
Esta sala tiene varias pinturas pero destaca una en que se presentan una alegoría sobre la historia de la orden. De acuerdo con las descripciones del siglo XVI, estos lugares estaban destinados a las reuniones de la congregación religiosa. La puerta de acceso a este lugar ubicada en la portería de peregrinos, se abrió mucho tiempo después, teniendo en principio como única entrada la que comunica al claustro bajo.

#### Refectorio

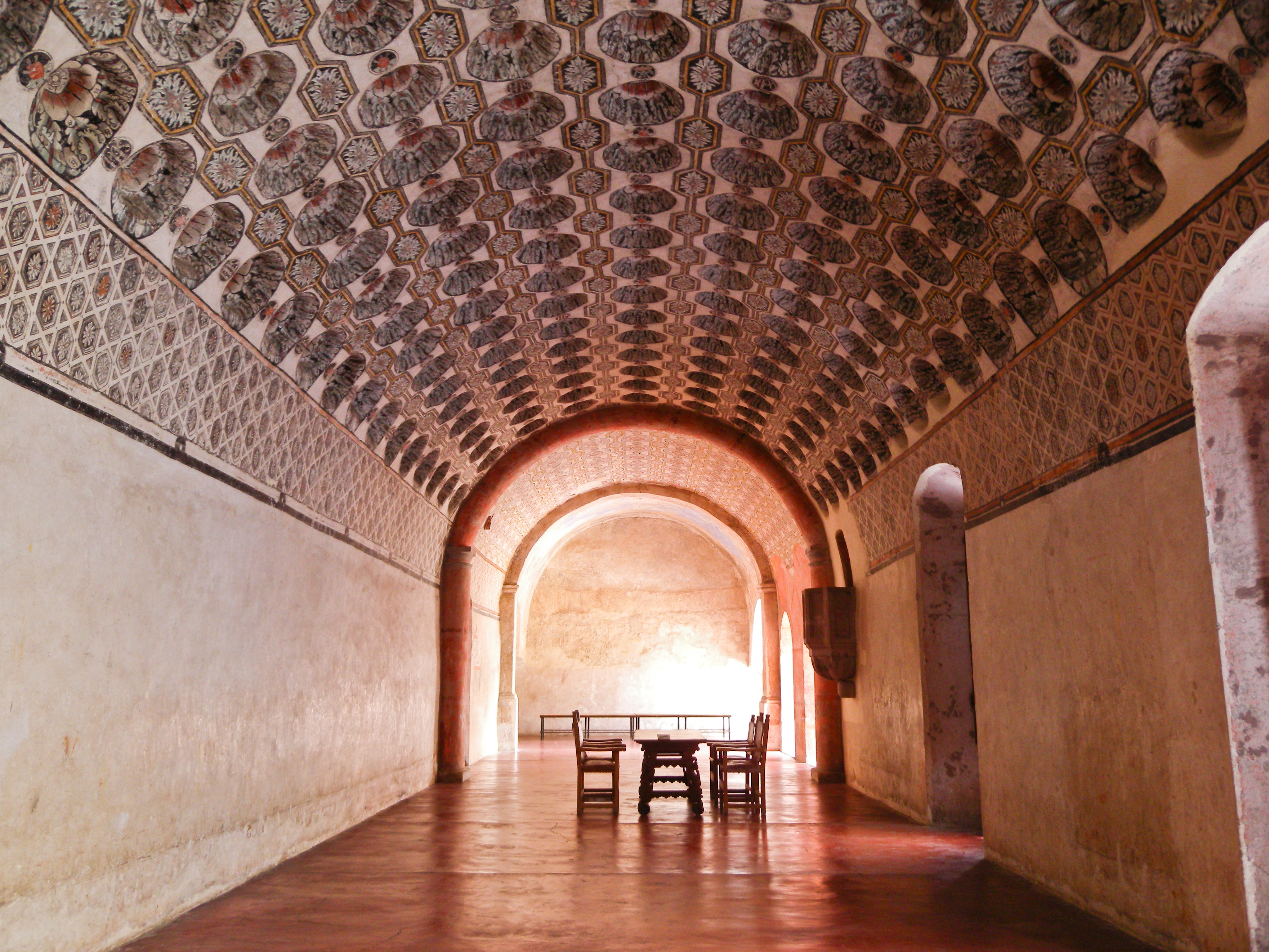
Refectorio.

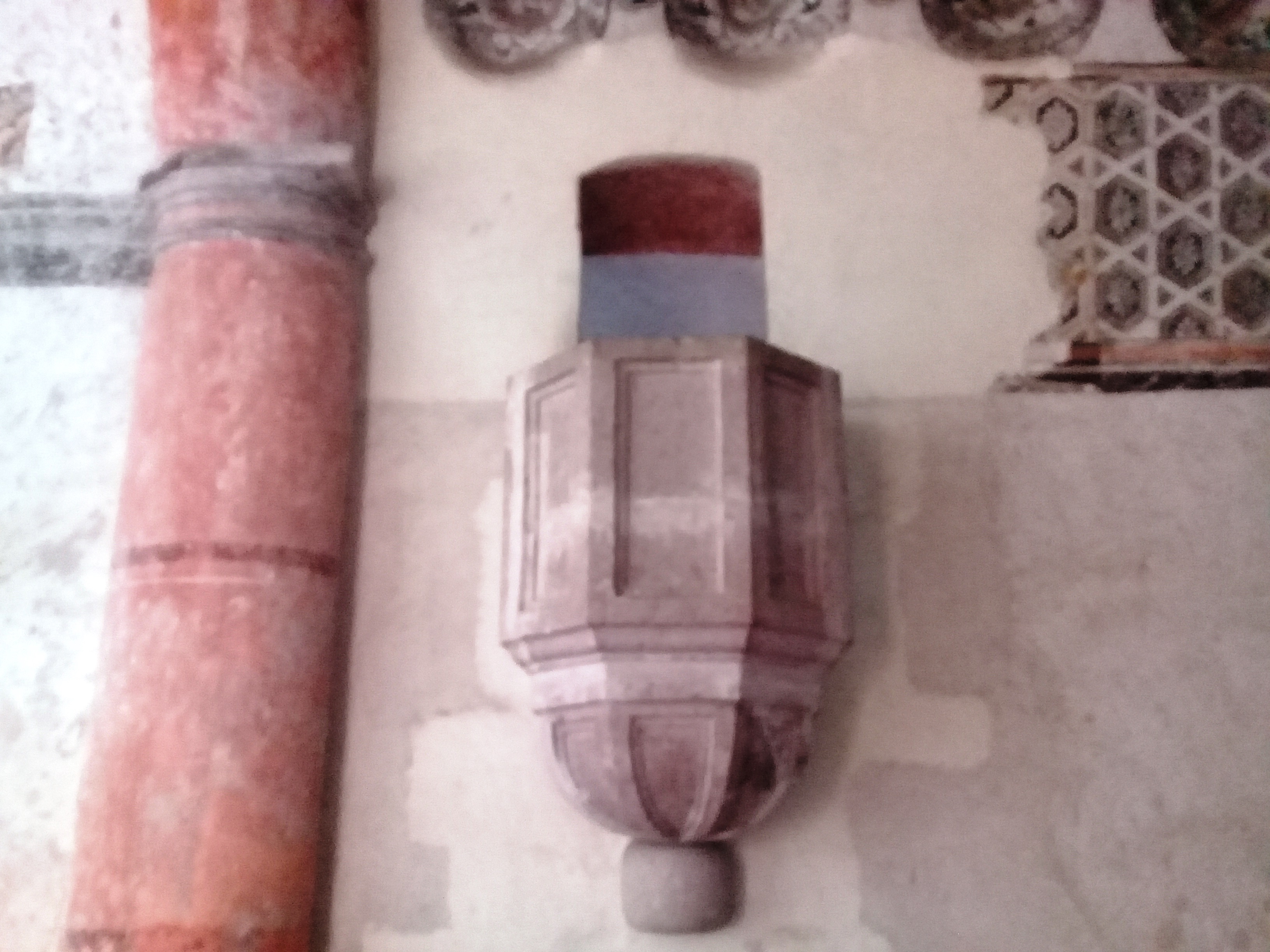
Púlpito del refectorio.

Las dos puertas del deambulatorio sur del claustro bajo, comunican con el refectorio o comedor. Es un recinto de grandes proporciones, techado con bóveda de cañón; y piso de hormigón de cal. Tiene tres secciones bien delimitadas.
La primera, colindante con la cocina, tiene una vano que sirve como repisa, y comunica la cocina con el refectorio, fue recortada años después. Por el lado sur, una puerta de doble derrame conduce a un pórtico y después al jardín de la antigua huerta. En la pared norte existe una pila de agua bendita, de planta circular y vaso elipsoide, cortado a la mitad para lograr su empotramiento en la pared, donde se abre un nicho en forma de concha que es rodeado por una archivolta, adornada en sobrerrelieve con motivos vegetales y que se apoya en dos ménsulas que le sirven de soporte.
La segunda sección es propiamente el comedor, la bóveda se encuentra ornamentada con casetones y una cenefa altamente decorados. Se cuenta con un púlpito hexagonal de cantera apoyado en una peana bulbosa, todo esto empotrado en un vano al que se llega por un pasadiso con escaleras que tiene entrada por la parte exterior del refectorio. La bóveda encasetonada culmina con la rosca de un arco, con columnas de capitel dórico con collarino. Tanto los fustes como la rosca del arco tienen generatrices verticales y la basa de las columnas es de poco espesor.
La tercera sección se encuentra dividida a su vez, en dos partes, por dos pilastras sobre estilóbatos de sección rectangular y capiteles dóricos. En la pared sur existe un pórtico con tres arcos de medio punto que comunican con el jardín la antigua huerta, también hay puerta con cerramiento con platabanda que comunica con la antigua sala capitular.
Se sabe que a la hora de los alimentos un lector repasaba los pasajes de la Biblia, por lo el lugar cuenta con una excelente acústica. Esto se debe al uso de la bóveda de cañón corrido con trazo rebajado y a los casetones con huecos como bocinas, que reproducen la voz. Se puede pensar que además de la palabra hablada profesada en el refectorio, tal vez pudiera servir como espacio para la interpretación de la música. Las modificaciones arquitectónicas ocurridas a través del tiempo, como la supresión de los muros laterales, produjeron un  cambio en los parámetros acústicos.

#### Cocina

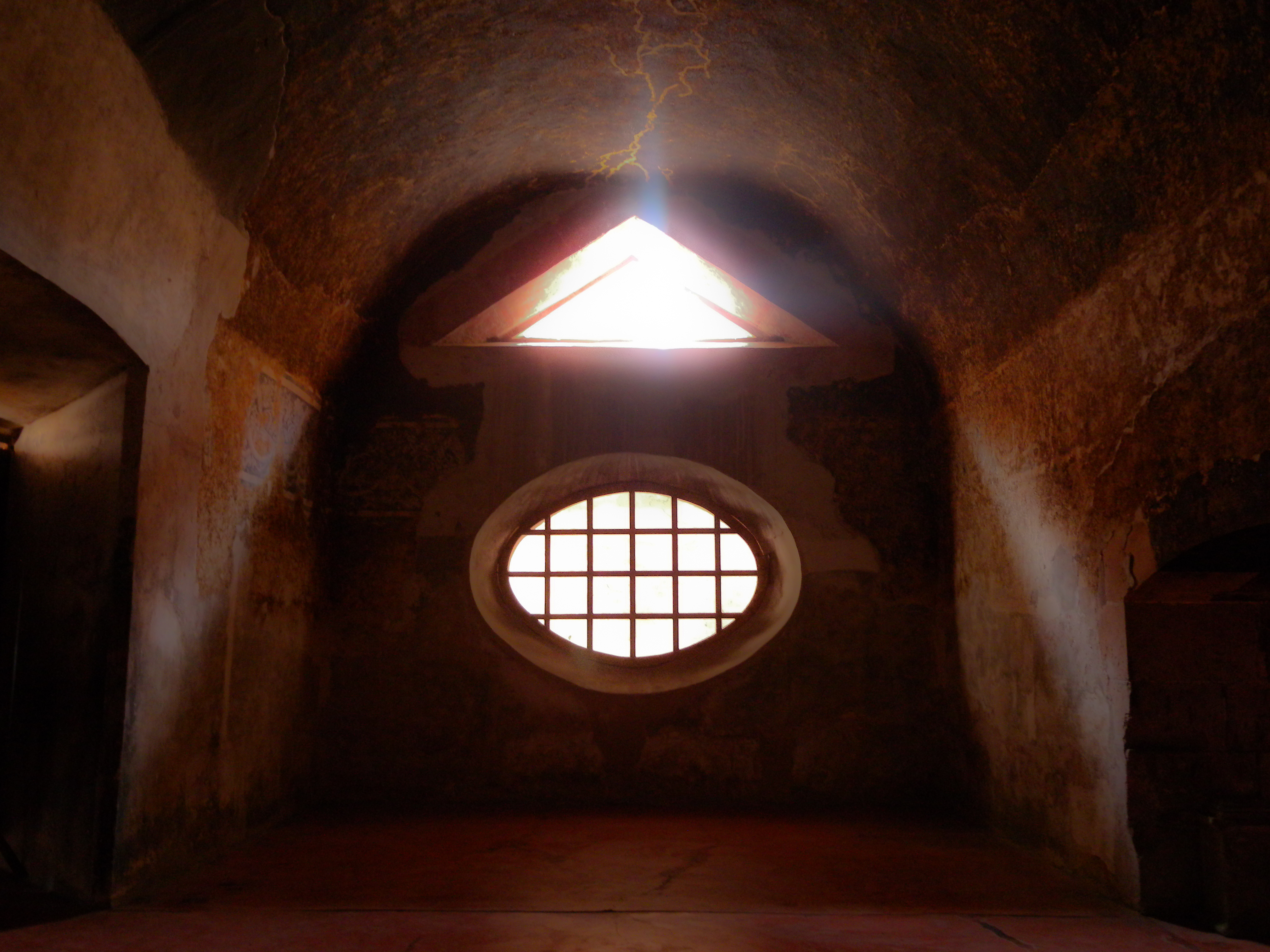
Cocina.

Es una habitación espaciosa, con techo abovedado en forma de medio cañón, conserva una área con un gran fogón y chimenea. En la pared del poniente, aprovechando un doble muro que da paso a dos patios, se encuentra una ventana en forma triangular, semejante al triángulo que contiene al ojo de la Divina Providencia, detrás de la cual en el muro que da a la calle claraboya; de tal modo que esta última se ubica exactamente al centro del triángulo, dejando así pasar gran cantidad de luz, cuyo efecto simboliza a Santísima Trinidad. Abajo de la ventana triangular se encuentra una ventana ovalada, cuyo servicio es más para permitir aerear el recinto que para dar luz.
En la pared del oriente corre adosada al muro una escalera de muy poca inclinación, con peldaños altos y cortos que desemboca en la parte superior de la bóveda; el desembarque de esta escalera se encuentra clausurado.  Al pie de la escalera, se halla el torno formado por un pequeño vano que comunica con el refectorio. A través de esta ventanilla se enviaban los alimentos. A la mitad de la escalera otra puerta cegada comunicaba con un tapanco, que bien pudo servir como alacena. Estas fueron modificaciones del siglo XVIII.
En el muro sur hay dos puertas, una de pequeñas proporciones, hoy cegada. La otra es una puerta esviajada y comunica a la cocina con un patio o zotehuela, en donde aloja el brocal de un pozo con dos piletas anexas, probablemente contenía una tinajera entre los contrafuertes. El muro poniente de la cocina no llega a linearse con la barda perimetral, formando un pasillo abovedado con cañón cilíndrico paralelo al muro. Este pasillo comunica a otro patio con ventanas con derrame diagonal que dan al vestíbulo, probablemente contenía una tinajera entre los contrafuertes.

#### Claustro

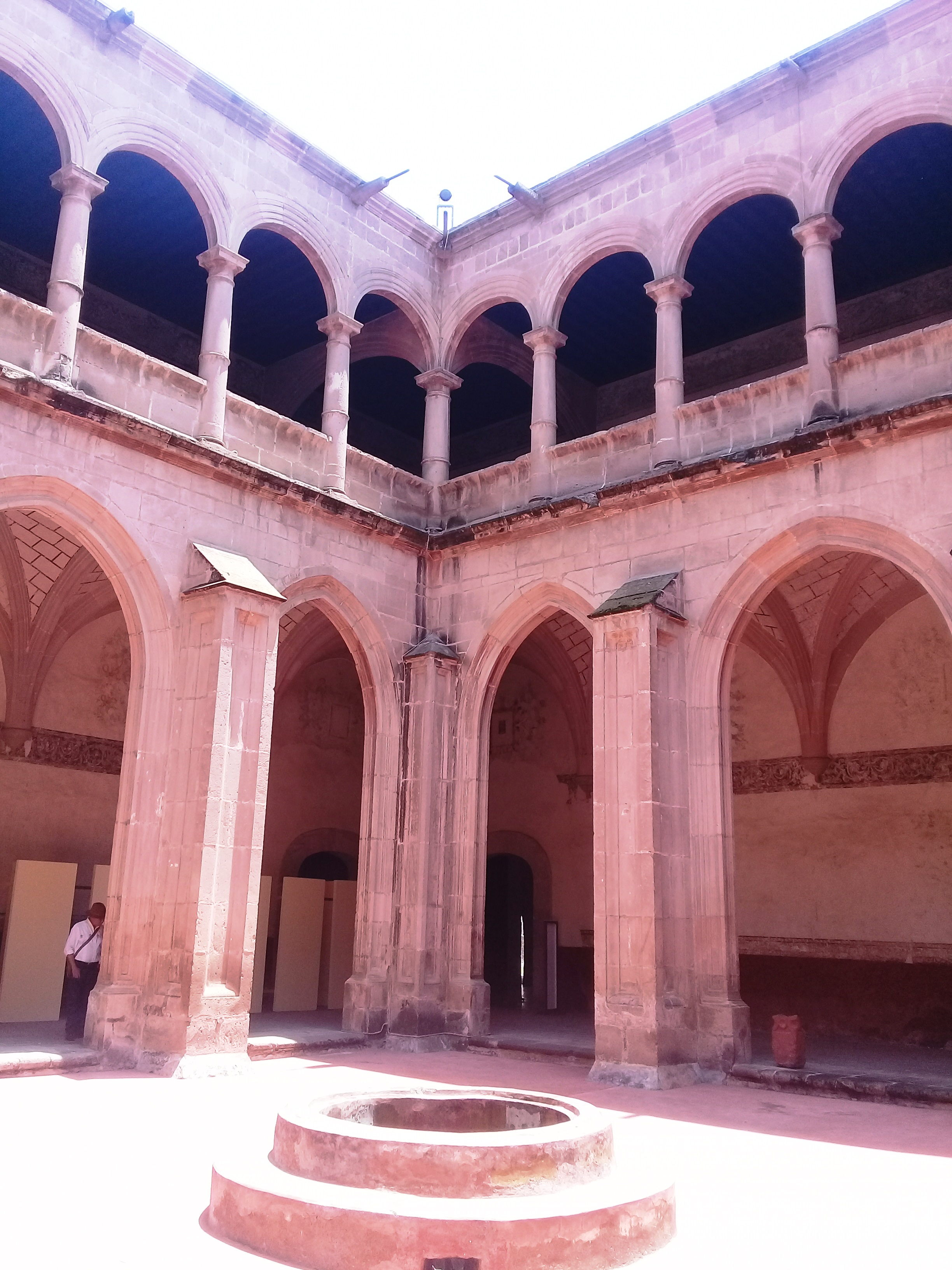
Claustro.

El portal de peregrinos da acceso por medio del vestíbulo al claustro, constituido por dos niveles. En el claustro bajo hay ocho puertas, dos por lado, las del muro norte comunican con la iglesia y con las escaleras, las dos del sur al refectorio, las del oriente con la sacristía y las del poniente, una con la sala de profundis y la otra con el vestíbulo.
El claustro bajo es el de mayor altura, tres arcos ojivales por lado, de estilo gótico; no obstante las molduraciones renacentistas  pueden observarse en su estructura. El arco central es de mayor abertura y se ubica en medio de dos contrafuertes, terminados en escarpa, que adelgazados, se repiten en las esquinas de esta planta. Su adorno es sobrio, realizado a base de tableros hundidos; los pilares sobre los que se asientan los arcos, se engruesan abajo uniéndose a los contrafuertes de manera imperceptible.
Los deambulatorios del claustro bajo, se encuentran techados con bóvedas de nervadura, los nervios del tercelete nacen en ménsulas y ascienden hasta el centro de la bóveda, donde confluyen en rosetones. Una cornisa de cantera da paso al claustro alto, formado por arcos de medio punto de estilo románico.
Son dos arcos por cada uno de los del claustro bajo; los apoyos se hacen a base de columnas de capiteles de orden toscano; con fustes circulares sin estrías, apenas interrumpidos a media altura por un collarino y basas áticas con relieves en forma de garra en las esquinas del plinto. Hay un barandal de mediana altura logrado a base de un pretil rematado por una ceja sencilla de cantera.
En el deambulatorio del claustro alto, se llega por el desembarque de la escalera, que comunica las dos secciones del convento. Hay siete puertas; cuatro comunican con los pasillos interiores, una con el cubo de la escalera, y dos con crujías ubicadas al norte, todas son de cerramiento oval, aunque puede notarse diferencia en las jambas, ya que algunas llevan una saliente en forma de pilastra y otras, en cambio son lisas. La techumbre es a base de entramados de madera, formando en los ángulos de intersección palafones artesonados también en madera. Todo el conjunto del claustro culmina en una cornisa sobria de cantera, debajo de la cual sobresalen las gárgolas que desaguan la bóveda alta.
Desde el claustro se ven los volúmenes de los contrafuertes y de la torre con sus almenas de estilo mudéjar, que también coronan la nave del templo. Las almenas y la torre están repelladas, es decir, recubiertas con aplanados de cal y arena. La posición de los patios del claustro hacia el sur del conjunto para obtener muchas más horas de sol al día.

#### Cubo de escalera

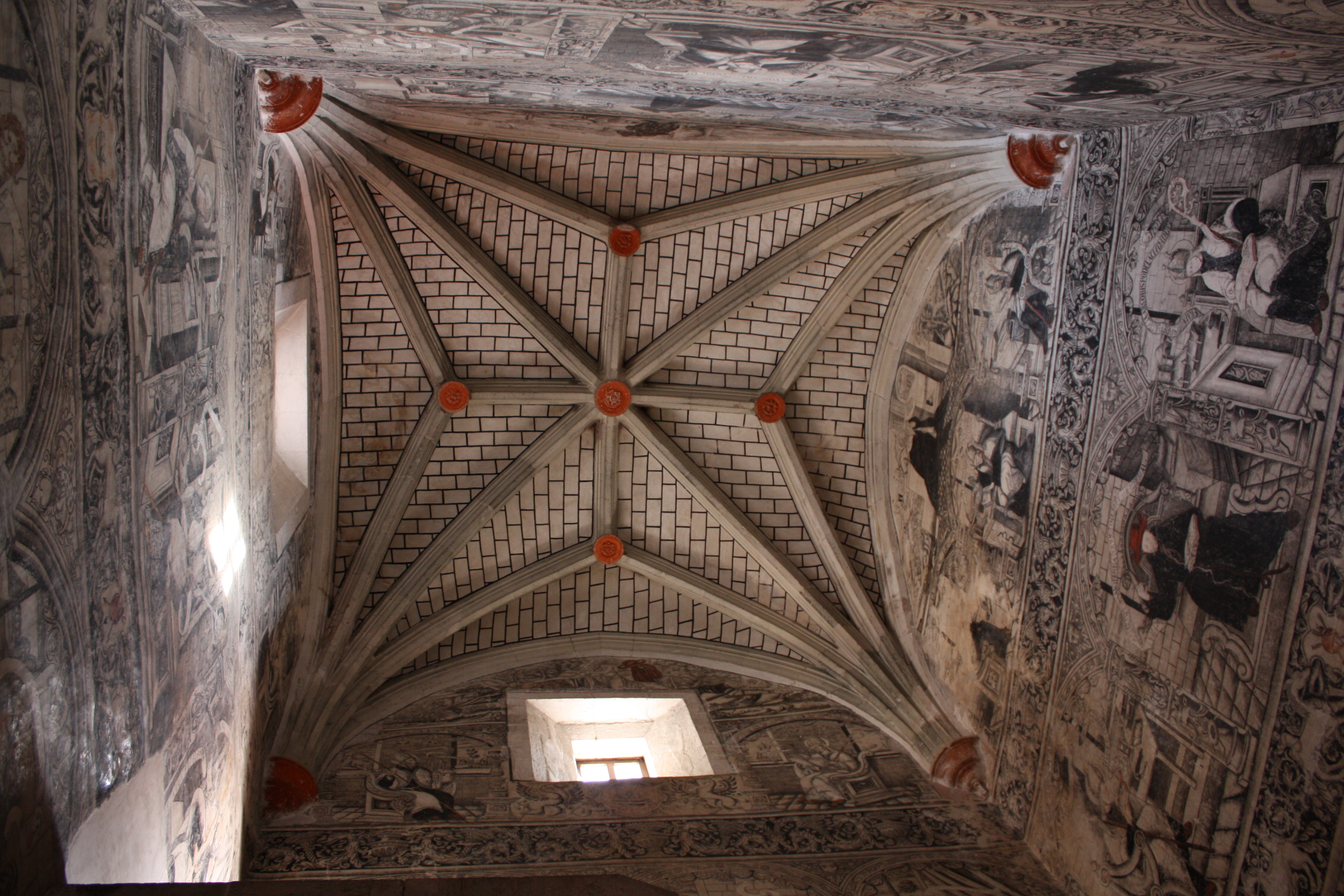
Cubo de la escalera.

En la esquina formada por los muros norte y oriente, entre los claustros alto y bajo, se ubica el cubo de la escalera que comunica a ambos. Se planta es casi cuadrada de 6 m de ancho por 6.50 m de largo, se encuentra construido entre los contrafuertes de la iglesia. Existe además en la planta inferior una puerta que comunica con la iglesia. La altura, va desde el nivel del piso del claustro bajo, hasta el nivel medio de las azoteas. Los muros concluyen en una especie de arcos apuntados, que forman una bóveda de crucería, lograda a base de terceletes que nacen en ménsulas ubicadas en las esquinas de los muros.
Para dar luz, existen en el luneto de los muros oriente y sur, ventanas con cerramientos de platabanda y derrames hacia el cubo de la escalera. La escalinata, se encuentra formada con 35 escalones y dos descansos intermedios. El parapeto, es de piedra cortada culminado en un pasamano moldurado, ostentando en las esquinas donde dobla la escalera, una basa. La totalidad de los muros se encuentra ornamentada con pinturas.

#### Pasillos

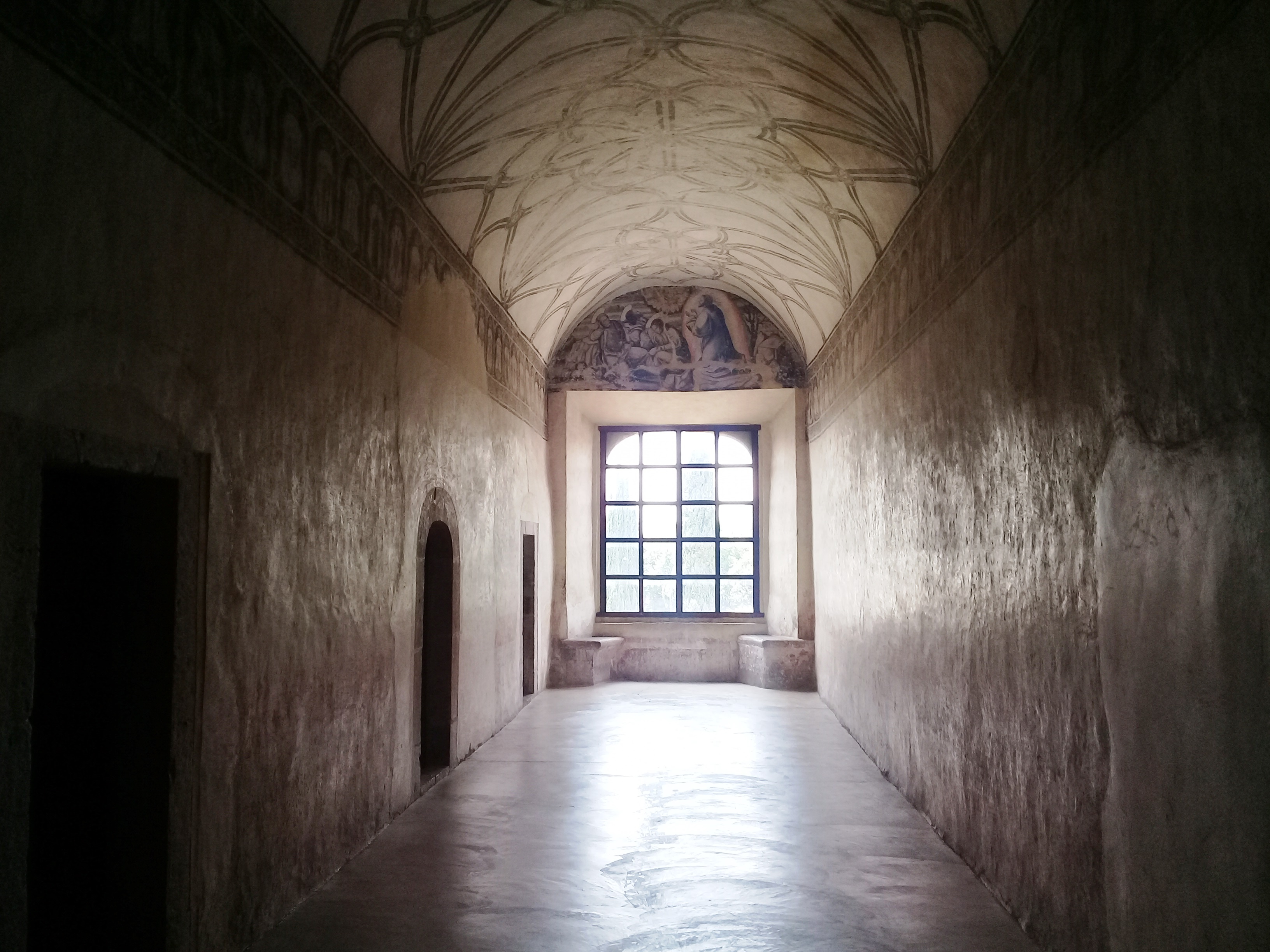
Pasillos.

Paralelos a los deambulatorios del claustro alto, en sus costados oriente, sur y poniente se encuentran los pasillos interiores, que distribuyen a las celdas. Se trata de un andador cubierto, construido para proteger a las habitaciones y dependencias de esta sección del convento. El techado de los corredores, es una bóveda de medio cañón, en las intersecciones de los pasillos forman una pequeña bóveda de arista, aprovechando los arcos torales teje nervaduras que confluyen en un rosetón.
En las inmediaciones del pasillo oriente, hay una perpendicular, que conduce al cubo de una escalera que comunicaba con los anexos de la sacristía, y que hoy se encuentra clausurado. A lo largo de los pasillos se encuentran las puertas de acceso a las celdas. Siguiendo por el pasillo poniente rumbo al extremo norte, se llega al antecoro. techado con bóveda de cañón, que corre de norte a sur. En seguida se encuentra una habitación que conduce a través de una puertecilla y lleva a las escaleras que suben a la torre y otra que conduce al aposento bajo de la torre.

#### Celdas de los frailes

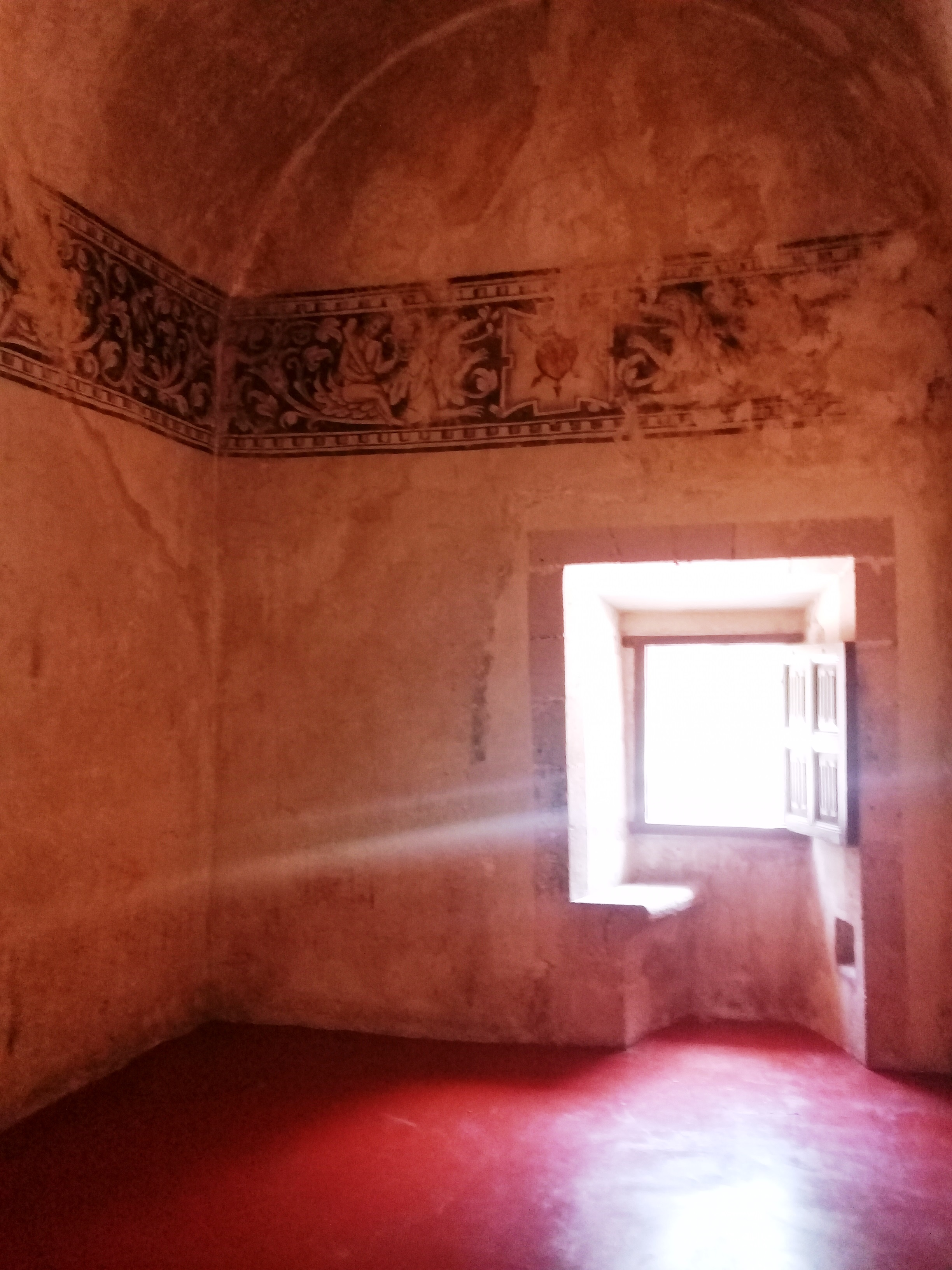
Celda de los frailes.

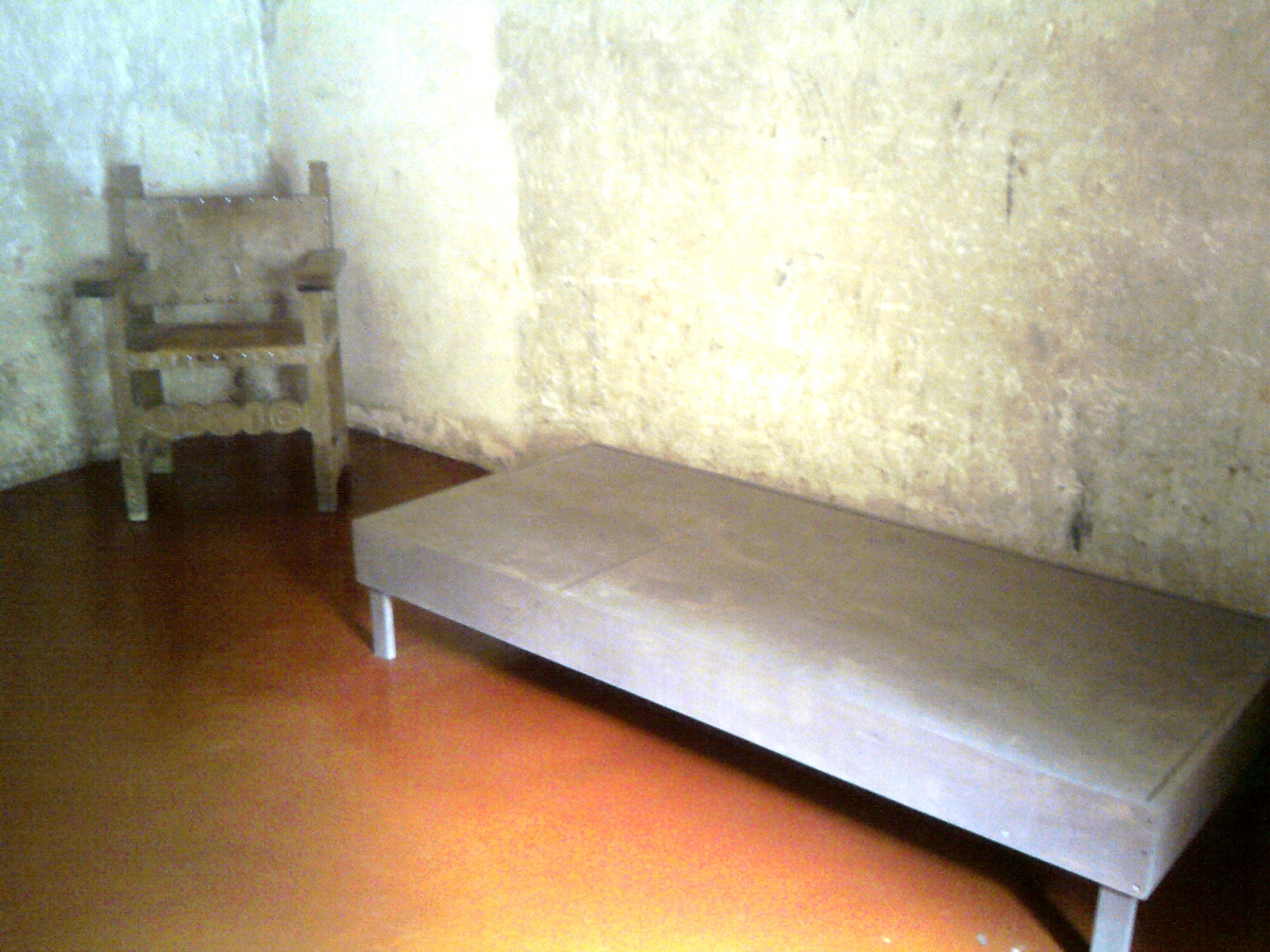
Celda de los frailes.

Las celdas eran los dormitorios de lo frailes, se encuentran en el claustro alto y se llegaba a ellas por los pasillos. Las medidas de las celdas
eran de 3 m x 4 m, todas cubiertas con bóveda de cañón, y pisos de hormigón de cal coloreada en rojo. La puerta es un arco rebajado, y cuentan con una ventana con apoyo y descanso para el pie en el derrame. Los muros se encuentran recubiertos con cal blanca bruñida, sin guardapolvo, dejando al descubierto el rededor de los vanos de la ventana y la puerta.
Sus puertas eran sesgadas, ya sea para impedir la vista directa de un cuarto hacia otro, o bien para proveer un modelo funcional de circulación con su disposición simétrica. En el lado poniente hay seis celdas, las dos primeras ampliamente comunicadas a través de un amplio arco rebajado. Las otras cuatro mediante puertecillas amplias y bajas que dan al pasillo; esto ha dado pábulo para que se presuma que en este lugar debieron alojarse los superiores del monasterio. Una de las celdas del lado poniente contiene una puerta que comunica a una terraza, desde donde se puede observar el patio de la cocina, el atrio y la torre; esta terraza su vez comunica con la logia localizada en la parte superior del portal de peregrinos
En el lado oriente hay seis celdas. En el lado sur debieron existir nueve celdas, pero su distribución ha sido variada en forma notoria, seguramente durante la época en que el convento sirvió como escuela Escuela Normal. La techumbre de estas últimas celdas en su mayoría es a base de vigas de madera muy juntas y con una canaladura en su lecho bajo. Las celadas del lado sur son el espacio que actualmente se utiliza como salas de exhibición del museo.
Debajo de la torre se encuentra otra celda, se trata de la "Celda del Prior" conocida como "El aposento"; por lo regular los agustinos separaban la celda del Prior del resto de los religiosos, lo cual le permitía observar lo que sucedía en el atrio.  Es un sitio espacioso iluminado por un gran ventanal y comunicado a través de dos puertas, una de las cuales conduce a otro cuarto de menores proporciones. La bóveda de este sitio es de medio cañón y se encuentra profundamente adornada. Esta celda tiene acceso a la logia localizada en la parte superior del portal de peregrinos.

#### Letrinas

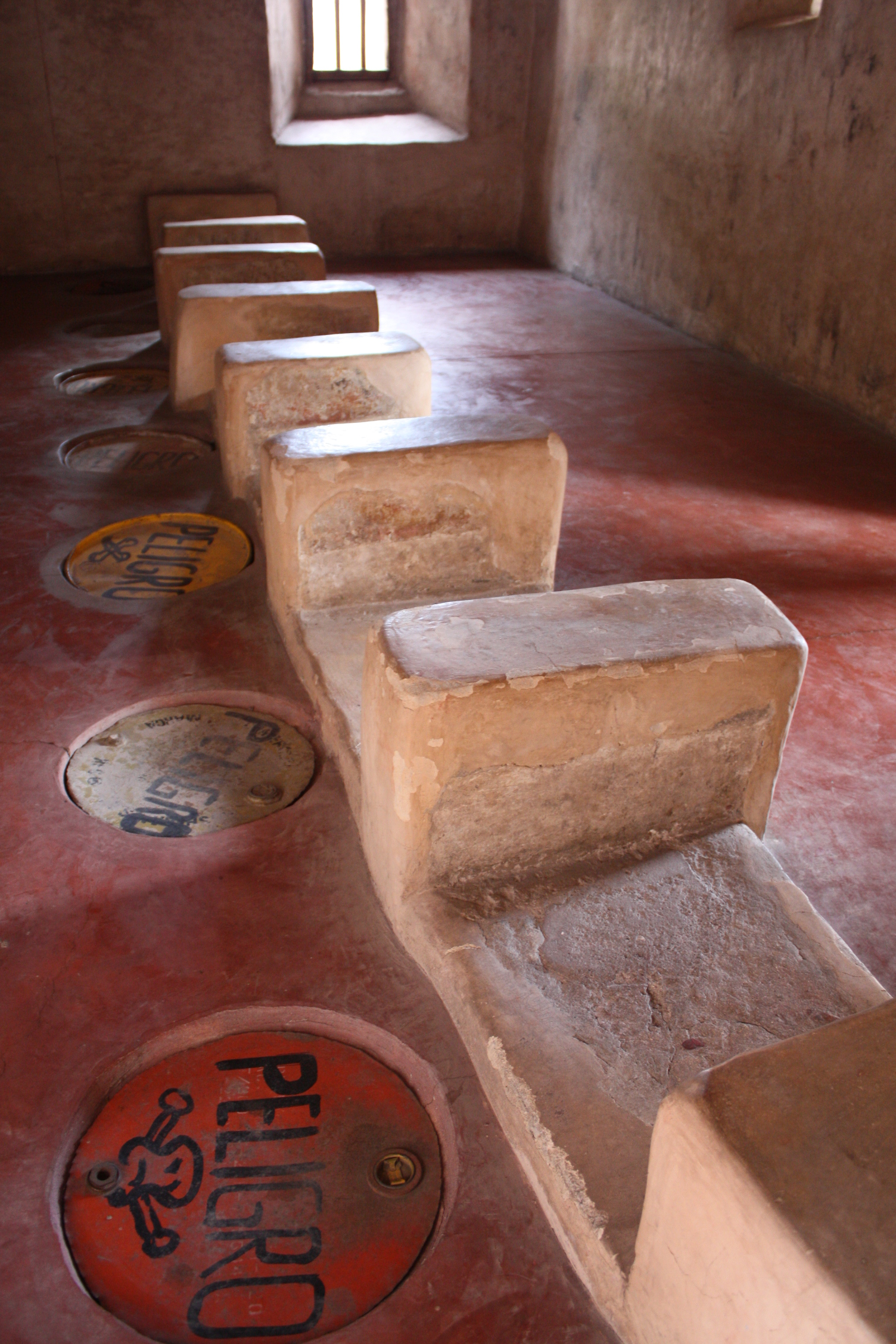
Letrinas.

Las letrinas es un espacio ubicado en la parte sur oriente, pegado a la terraza del palomar y de la parte superior de los portales del jardín posterior. A la cual se tenía acceso por la logia, que recorre de poniente a oriente con vista a la huerta. En este espacio todavía se conservan los huecos, que servían como caída de los desechos a una fosa séptica. Inmediatamente llama la atención de esta gran habitación son sus paredes, algunas cuajadas de grafitis. 
La fosa séptica o cloaca, es espacio rectangular, ubicado en la parte sur oriente del convento, en la parte baja de los baños de los frailes, donde en la parte intermedia del espacio se ubica un caño de media caña que permitía conducir hacia el jardín los residuos.

#### Palomar
El palomar es una crujía ubicada hacia sur oriente del convento, formando parte del corredor de estudio y del conjunto de edificios de servicios, espacio utilizado para alojar a las palomas que se utilizan para mandar mensajería. La terraza que se ubica en el acceso al palomar, forma parte de este último, y que tiene vista al jardín posterior del convento. Se puede observar los nichos en forma rectangular donde se encontraban las palomas mensajeras.

#### Biblioteca
La antigua biblioteca se ubica en la parte sur poniente del claustro. Este espacio tenía comunicación mediante una escalera que daba a la cocina, la cual fue clausurada, donde posiblemente fue durante el siglo XIX. La biblioteca tiene comunicación por el pasillo interno de las celdas de lado sur; también tiene comunicación con la logia, que recorre de poniente a oriente con vista a la huerta. Este espacio  actualmente se utiliza como sala de exhibición del museo.

#### Corredores de estudio

Logia de la fachada sur.

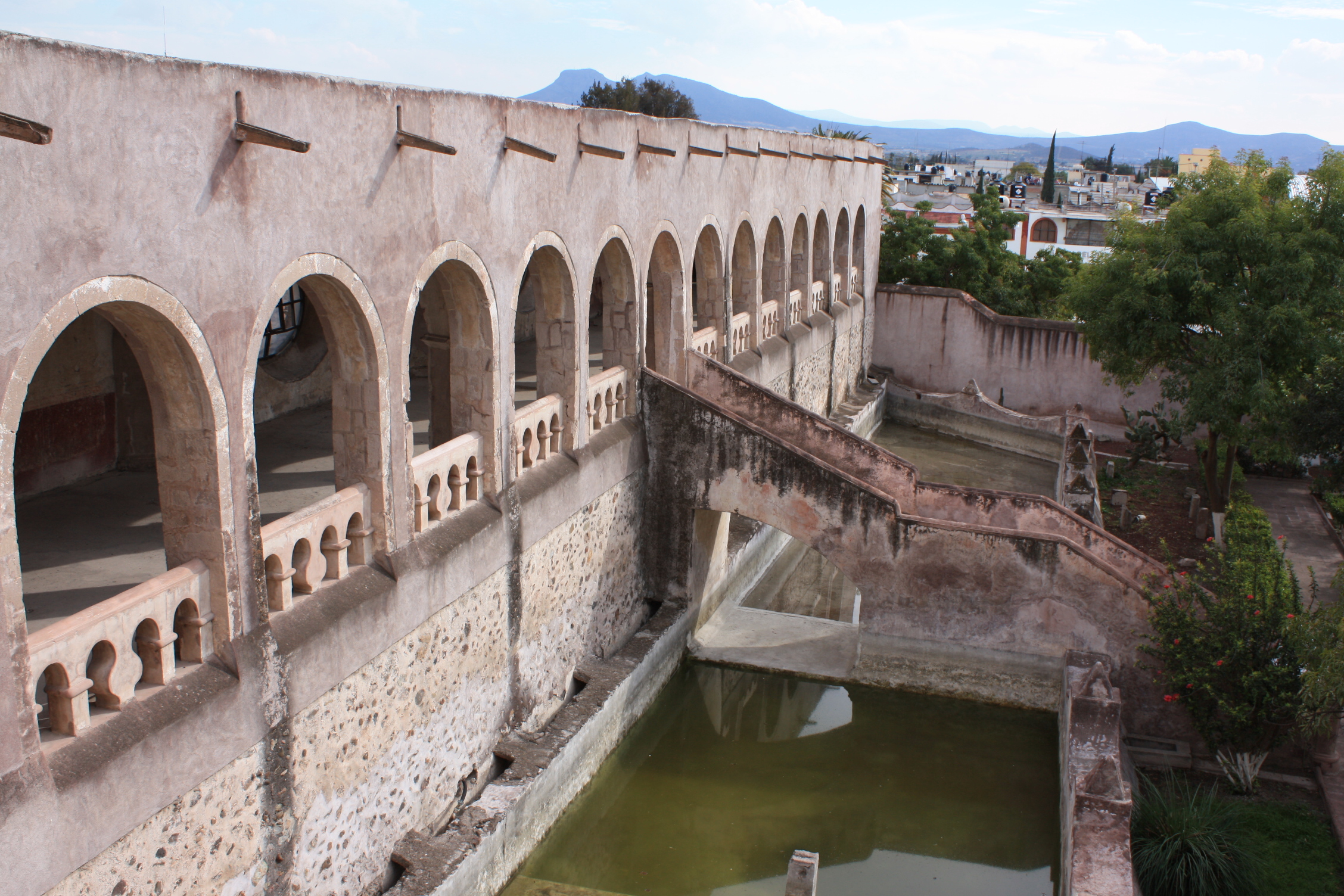
Logia y aljibes de la huerta.

En el convento de Actopan hay tres logias o corredores de estudio; una en la parte superior del portal de peregrinos, y las otras dos en la antigua huerta. En la parte superior del portal de peregrinos, se encuentra una logia; su composición es a base de tres arcos de medio punto apoyados sobre dos columnillas, cuyos capiteles y basas iguales, son piezas sobrantes de cantera labrada para las basas de las columnas del claustro alto. Los fustes son cortos y el pretil sube a más de la mitad de su altura. Esta logia se comunica con la Celda del Prior y el claustro alto.
En la fachada sur, hay un pórtico que comunica la primera sección del refectorio la antigua huerta, se trata de una arcada con tres arcos de medio punto y uno ojival; la tercera sección del refectorio se comunica con la antigua huerta mediante otro pórtico con tres arcos de medio punto. Sobre esto se encuentra la logia, que recorre en la parte exterior de las celdas ubicadas al sur; y que fue construido posteriormente a la fábrica primitiva del monasterio. Se encuentra dividido en dos partes bien delimitadas por la diferencia de arcos y techumbre. La primera sección se encuentra techada con madera, con arcos de medio punto, con gran la amplitud del vano y los pilares de capitel cuadrado. La segunda, es de cañón corrido, los arcos son también de medio punto, pero el vano es más reducido, más alto que los anteriores y no se distingue capitel o imposta alguno en el nacimiento del arco.
Esta logia se prolonga hasta encontrarse con otra que corre, de norte a sur. Para llegar hay que bajar a un descanso donde se encuentra de frente el palomar, y un ojo de buey, por el que, puede salirse a una terraza. Se baja otro peralte y se llega a la otra logia; es un enorme corredor con techo de madera y arcos de medio punto con antepecho de mampostería. Los arcos se apoyan sobre pilares robustos, al sur de este pasillo se repite una ventana con figura de ojo de buey. Cuenta con quince arcos de medio punto, correspondiendo la central a una escalinata que conduce a la huerta. Este pasillo, se utilizaba con fines recreativos, para que los frailes caminaran y meditaran en un ambiente apacible. Esta logia tiene un giro en escuadra y continua al oriente hasta el límite del convento.

#### Caballerizas

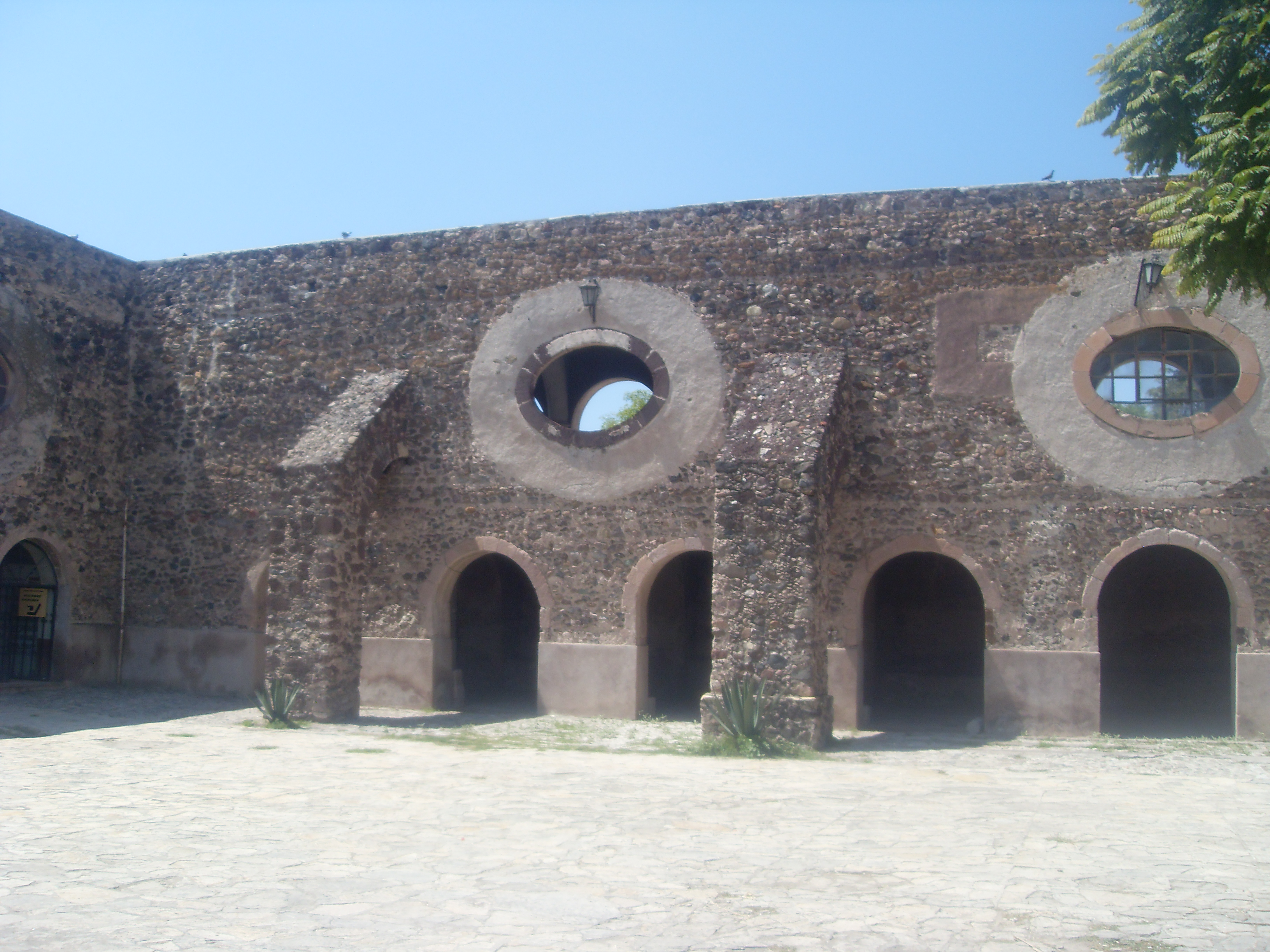
Caballerizas.

En la parte sur oriente, se encuentran las caballerizas, establos, y bodegas. Debajo de la primera sección de la tercera logia se encuentran las caballerizas conformado por arcadas de medio punto en piedra, cubierta a base de envigados de madera; pueden observarse los contrafuertes en toda su magnitud. Aquí se encuentran las pesebres y abrevaderos de piedra.
Los establos o macheros se localizan del lado sur-oriente, debajo de la segunda sección de la tercera logia; es un espacio de seis arcos de medio punto, su cubierta es también por viguería de madera, y muros anchos de piedra. Es simétrico al de las caballerizas, formando una escuadra; antiguamente mantenían una comunicación interna.
El almacén o bodega se encuentra: parte nororiente de las caballerizas, espacio de conjunto del área de servicio, con simetría en su fachada mediante arcos de medio punto con enmarcamiento de cantera; y su cubierta por bóveda de cañón seguido. También existe un Pozo en este espacio. Con un pequeño apéndice que servia como la casa del guardia. Su fachada se compone por muros de piedra aparente al exterior y aplanados en el interior. Todos estos espacios encierran a un patio de servicio con salida directa a la calle 5 de mayo.
En la escuadra que forma el almacén y las caballerizas, se encuentra un gran arco de medio punto que comunica con el resto del complejo, actualmente se encuentra clausurado con una reja de hierro forjado. Ya que todo este espacio es ocupado por la Casa de la Cultura Actopan. Es esta sección de las que mayores cambios ha sufrido, después de servir como Cuartel y Escuela Normal, así como por haber estado en manos de particulares.

#### Jardines

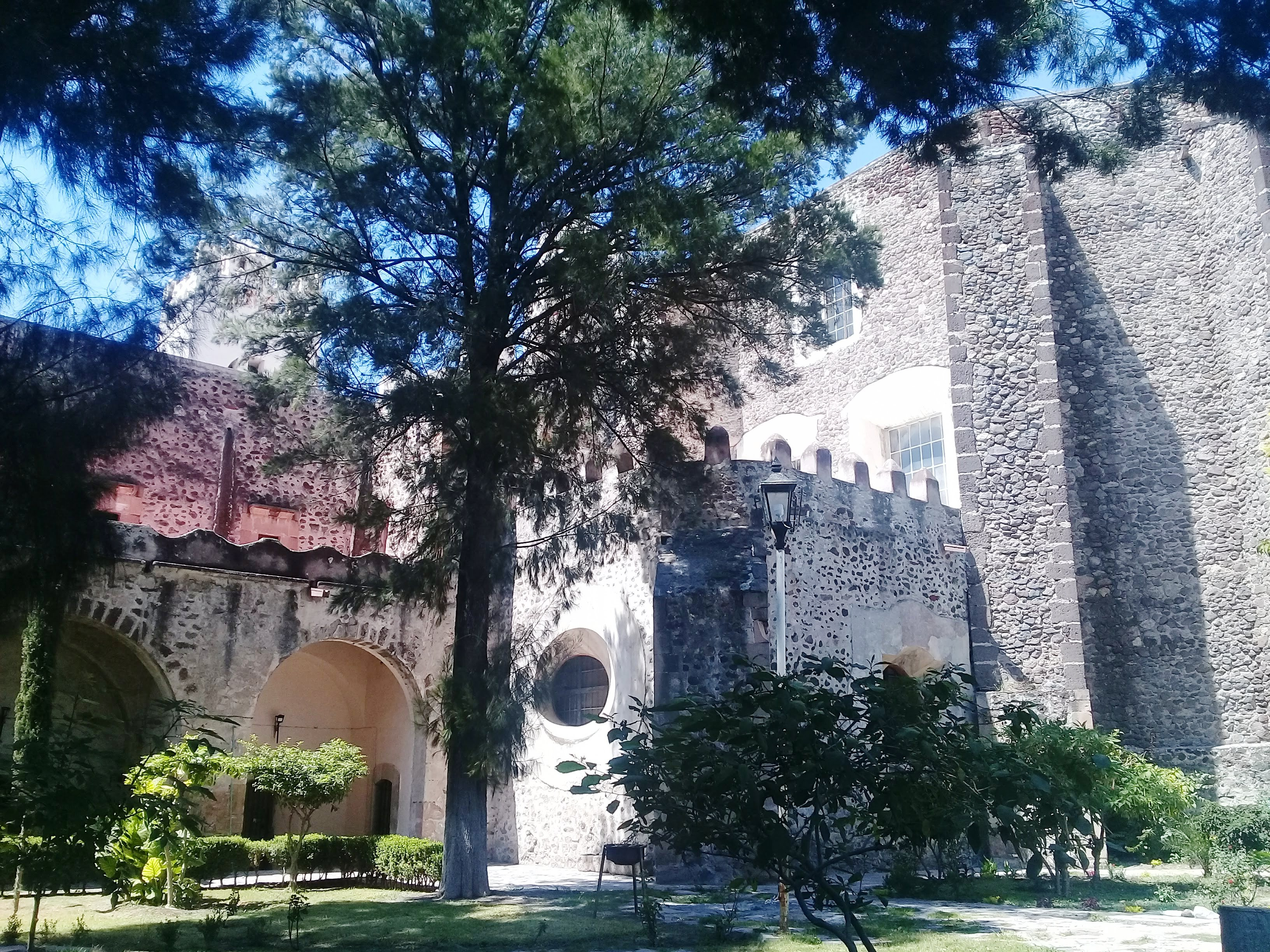
Jardín posterior.

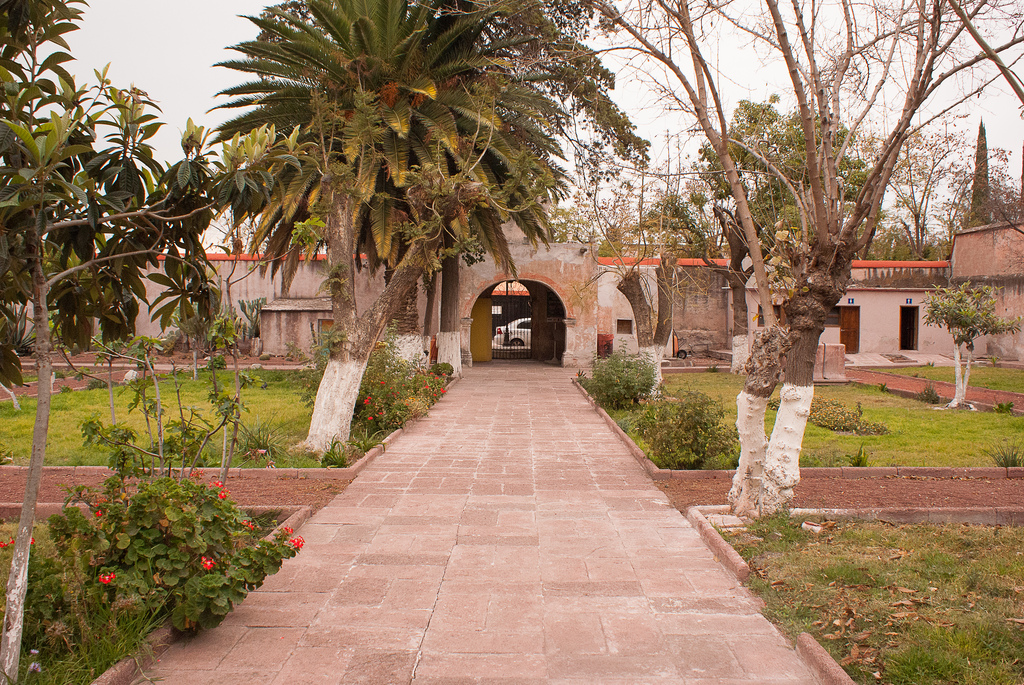
Jardín de la antigua huerta.

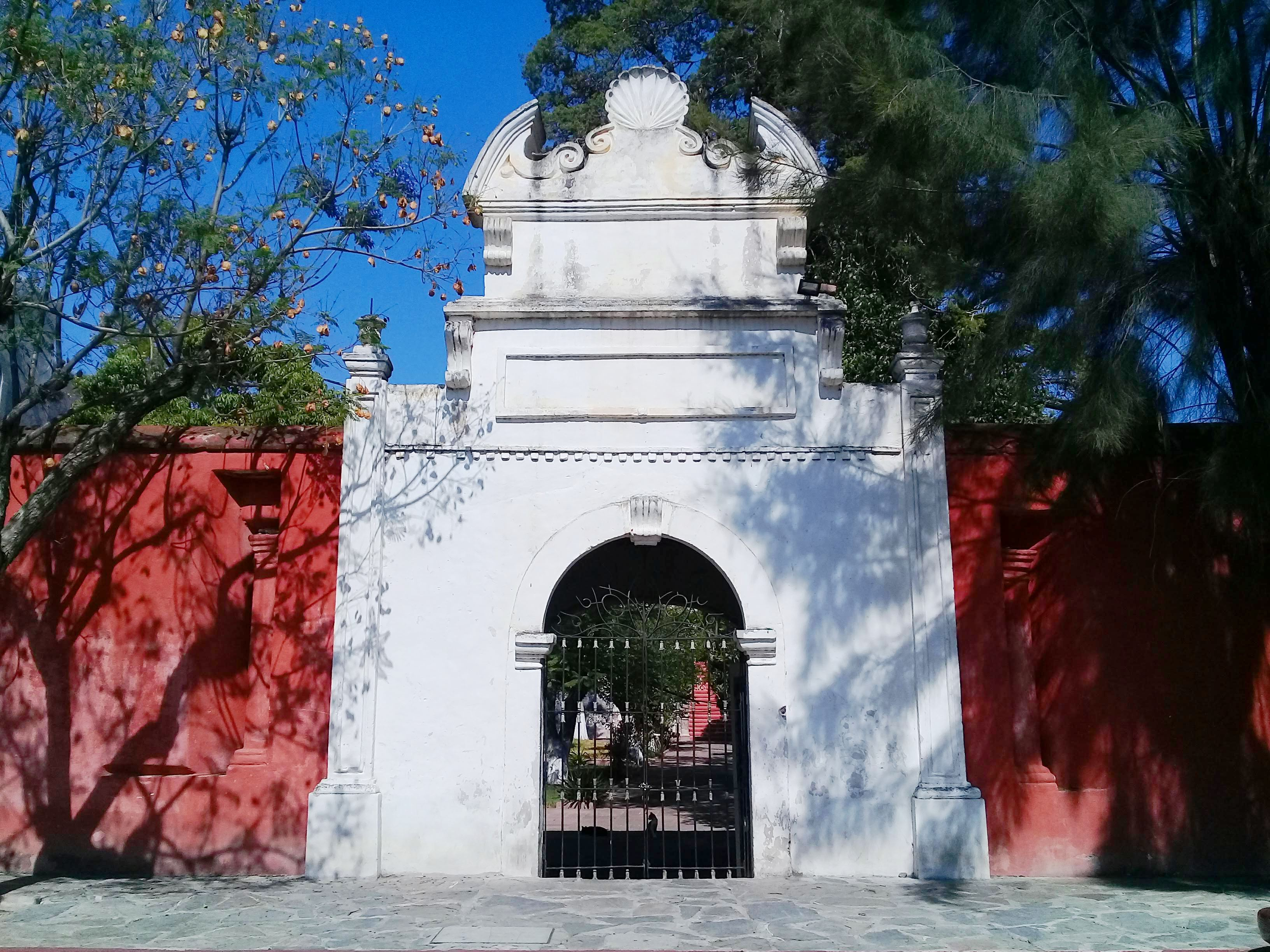
Pórtico de acceso al jardín de la antigua huerta.

El jardín posterior se encuentra entre la iglesia y el muro primetral; es un área ajardinada y senderos a base de lajas de piedra, con comunicación la sacristía y anexos de la capilla abierta; también cuenta con comunicación con las caballerizas y la antigua huerta aunque esta se encuentra clausurada. Se puede acceder a este espacio por la calle de Hidalgo. Hay una arcada en la parte oriente, lado posterior del convento; es por donde se tiene comunicación con la
sacristía. Conformado por tres arcos de medio puntos con cubierta de envigados de madera; y en la parte superior se ubica la terraza del palomar.
La antigua huerta ahora convertida en jardín, se localiza al sur del conjunto, es solo una fracción de lo que comprendió la huerta; tiene comunicación por el edificio del corredor de estudio, lado oriente, mediante una escalera de piedra; y por la parte norte por el pórtico del edificio sur del convento, del refectorio y la cocina.
Debajo del corredor de estudio se encuentra un gran aljibe dividido en dos por las escalinatas. Tiene muros de mampostería que forman un vaso de agua, suficiente para socorrer al convento con el suministro de agua de temporal. Parte de esta red de captación agua se conectaba con la fuente pública que se encontraba fuera del atrio en medio de la plaza principal del pueblo.
En la huerta hay un acceso por la calle Sebastián Lerdo de tejada, la puerta es un arco de medio punto, con pilastras de capitel cuadrado, y una ménsula en la clave del arco. Enmarcado por una Pilastra a cada lado  con basa y capitel cuadrado. Lo corona una cornisa con dentículos y un entablamento con dos ménsulas, que soportan otro entablamento igual con dos ménsulas; finalmente remata un frontón circular partido con volutas, coronado por una gran concha. Este pórtico de acceso es de corriente arquitectónica barroca. Contiene una reja de herrería a base de barrotes y soleras.

### Otros anexos

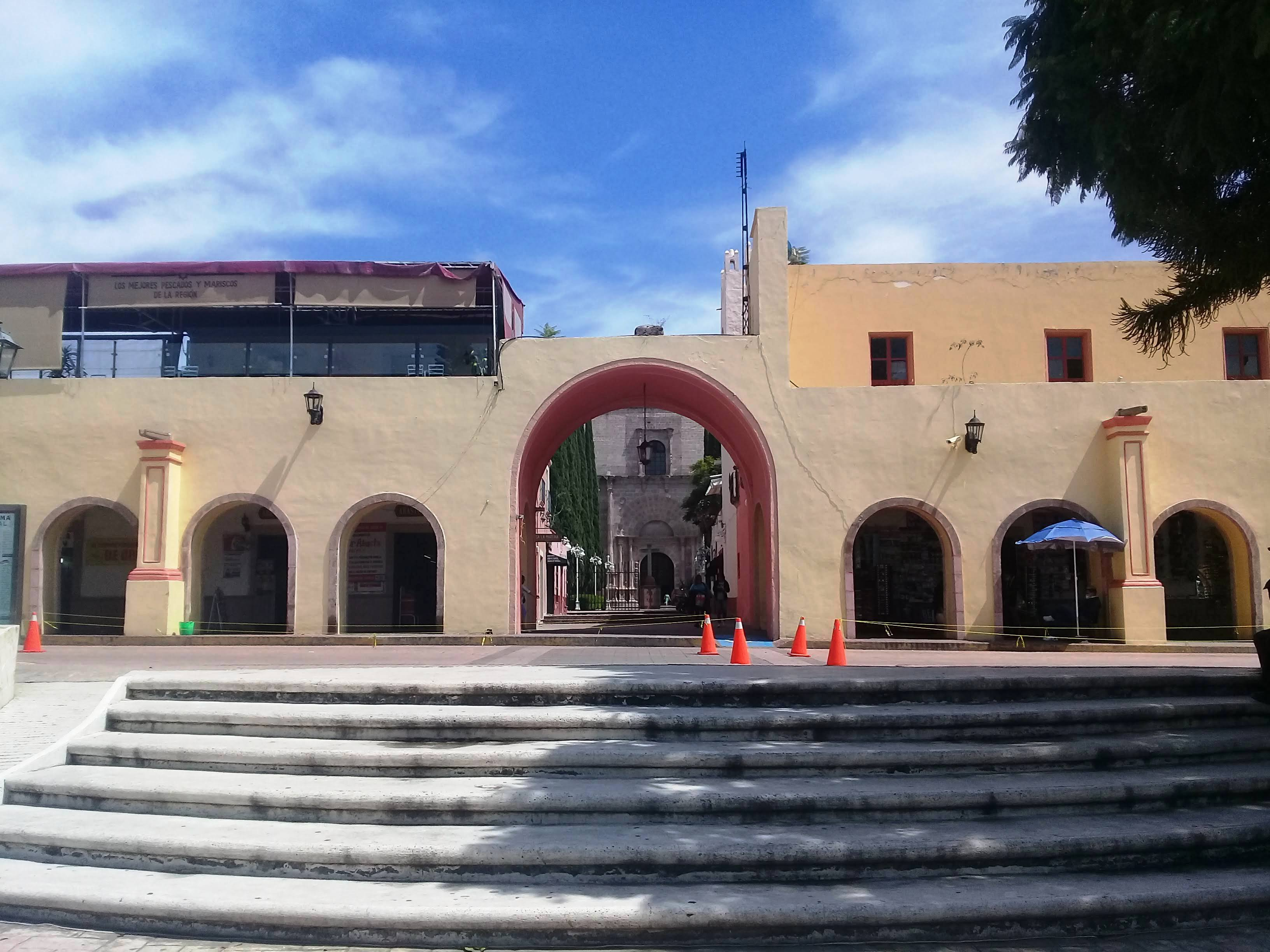
Soportal en la Plaza Juárez.

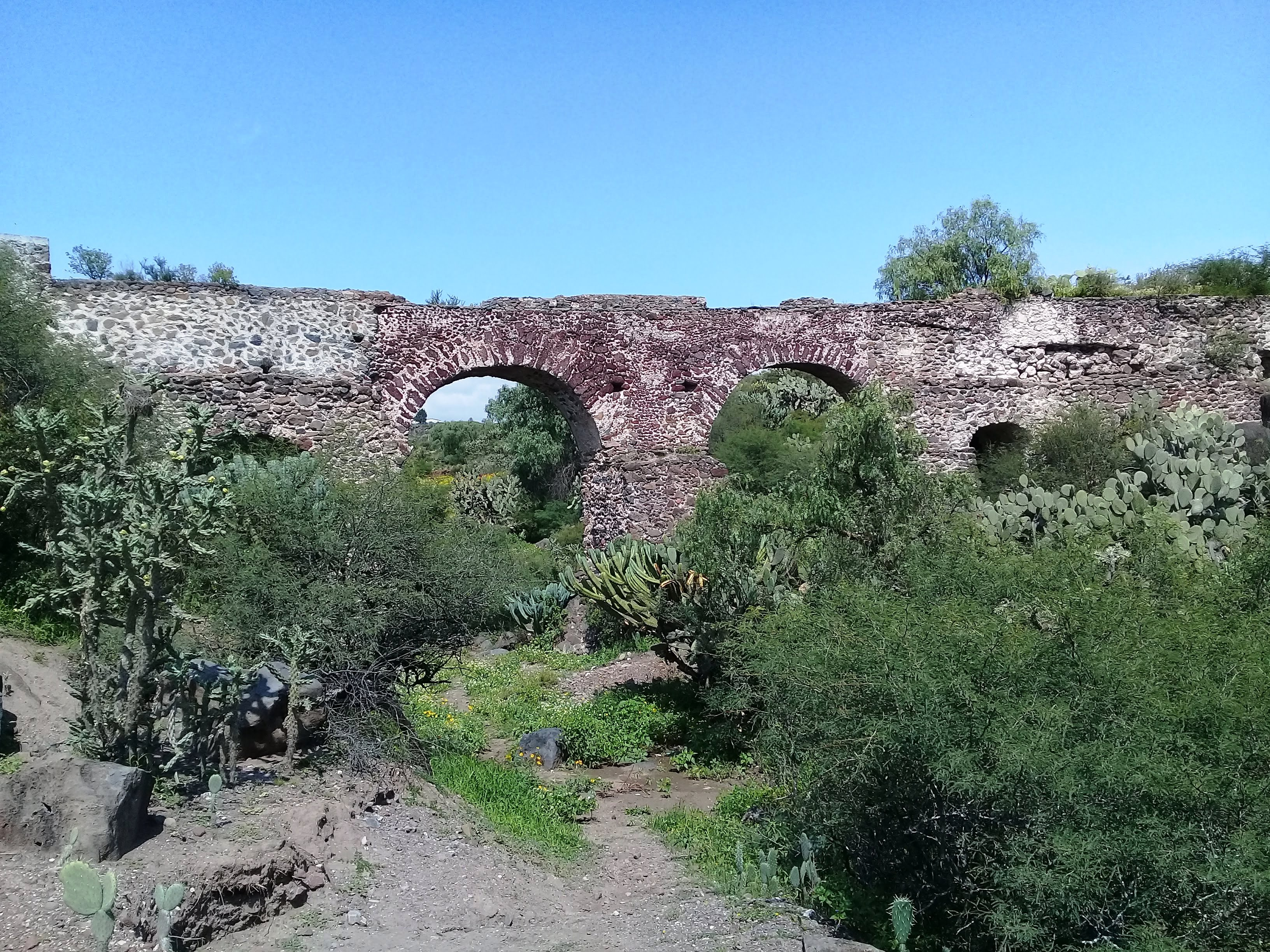
Arcada mayor del Acueducto de Actopan.

El terreno original del complejo era casi rectangular, medía 285 m en su lado oriente, 288.50 m en su lado poniente, 190 m en su lado norte y 183 m en su lado sur, ocupando, el ángulo noreste, la fachada principal tiene vista al poniente. El terreno original del complejo se extendía desde la calle Hidalgo al norte hasta la calle Mina al sur, y desde la calle 5 de mayo al oriente hasta la calle Mariano Escobedo al poniente; y ha quedado dividido en distintas manzanas por la calle Lerdo de Tejada de norte a sur, y las calles Cuauhtémoc y 2 de abril de oriente a poniente. 
Al norponiente y poniente se construyeron distintos edificios, se conserva una pequeña parte del atrio, a la que se tiene acceso por el soportal de la Plaza Juárez. El soportal está formado por una arcada de medio punto, con techo de bóveda de cañón corrido. El arco central que da acceso al atrio es casi de dobles dimensiones que los demás, y está techado también por una bóveda de cañón, de eje perpendicular a la que cubre el soportal. La sección central del soportal se conserva desde su construcción; mientras que la de los extremos fue reconstruida a finales del siglo XX.
Al sur en los antiguos terrenos de la huerta, se construyó la Unidad Deportiva Jesús Luz Meneses, también conocida como “Las Canchitas”, con áreas para practicar fútbol rápido, voleibol y básquetbol; aquí en el muro limítrofe del convento, se encuentra un aljibe que era utilizado en la huerta. Continuando al sur pasando la unidad deportiva también se construyó la Escuela Primaria Centro Escolar, al interior de la escuela se encuentra otro aljibe. En la parte sur poniente se construyeron distintos edificios y casas habitación; en el ángulo de las calles de Mina y Escobedo se conserva la Fuente de Mendoza. La Fuente de Mendoza es una fuente pública, de planta hexagonal alargada, tres de sus lados forman un brocal.
A fuera del antiguo polígono del convento, pero que se podrían considerar como anexos debido a que formaban parte del sistema de abastecimiento de agua del acueducto para el abastecimiento de agua. El acueducto es de piedra de media caña, y en su mayoría a ras de piso; el agua era traída del municipio de El Arenal, a nueve kilómetros al oriente; de un manantial situado en la falda del cerro de Los Frailes. Este media 11 000 varas de longitud (una vara castellana, equivale a 0.835905 m, por lo que la longitud se deriva en 9194.96 m); El agua quedaba almacenada en diferentes lugares como el “El Salto” (aljibe de paso) “Jagüey” (cisterna o estanque), y la “Fuente de Mendoza” (fuente pública).
El denominado como: “El Jagüey” se localizada al nororiente, en la parte trasera del complejo separado por la calle 5 de mayo; “El Jagüey”, es una antigua gran cisterna o estanque destinado para usos de la comunidad de 105 m de longitud, por 57.5 m de ancho y 3 m de profundidad máxima. Ahora es denominado Complejo Deportivo Los Frailes, y se emplea como un pequeño estadio de fútbol. También se encuentra el denominado: “El Salto” donde se encuentra un antiguo aljibe y fuente pública localizado dos calles al norte del complejo; ahora trasformado en un parque público y completamente remodelado.

Otros anexos del complejo.
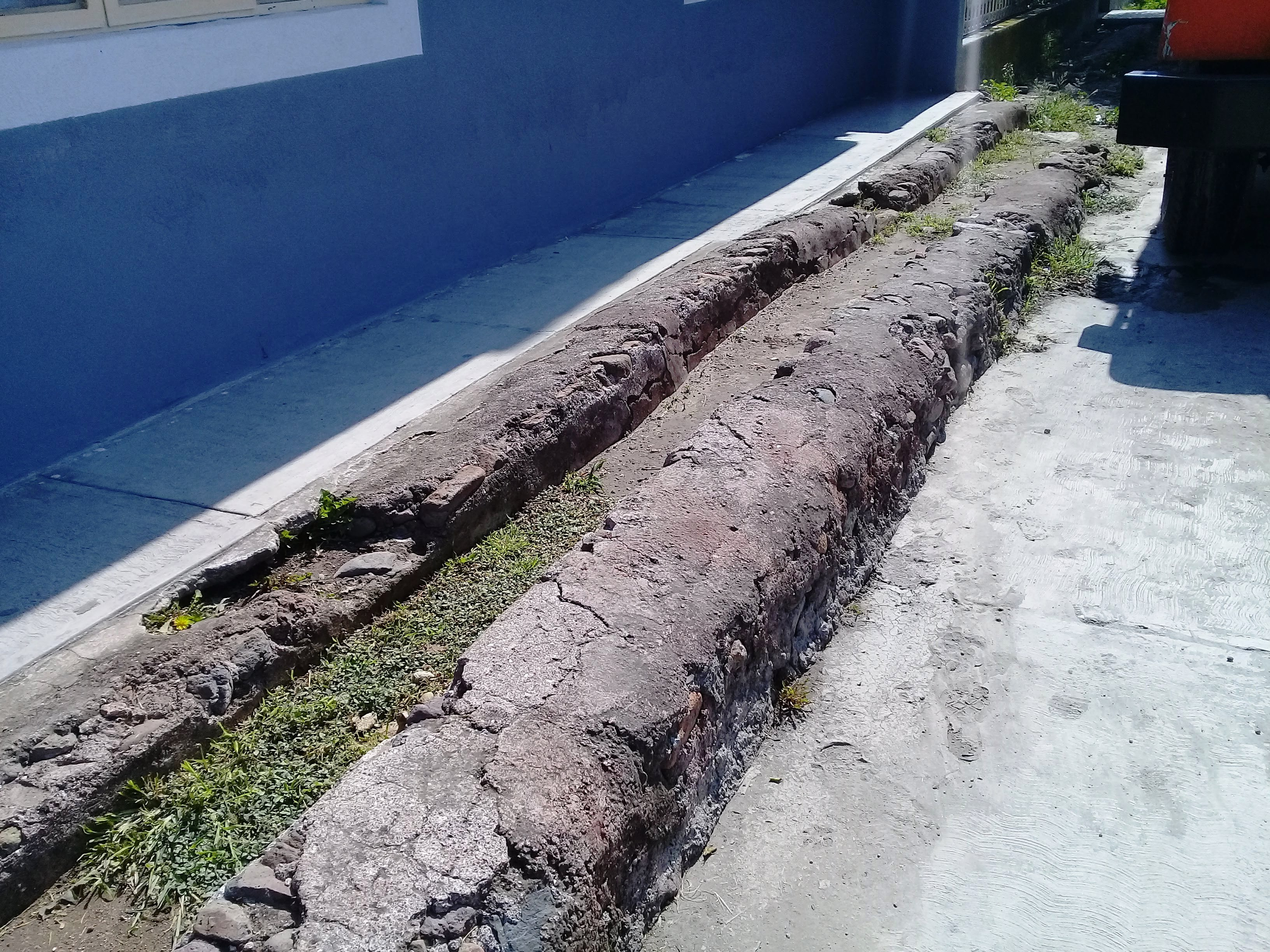
Apantle del Acueducto.
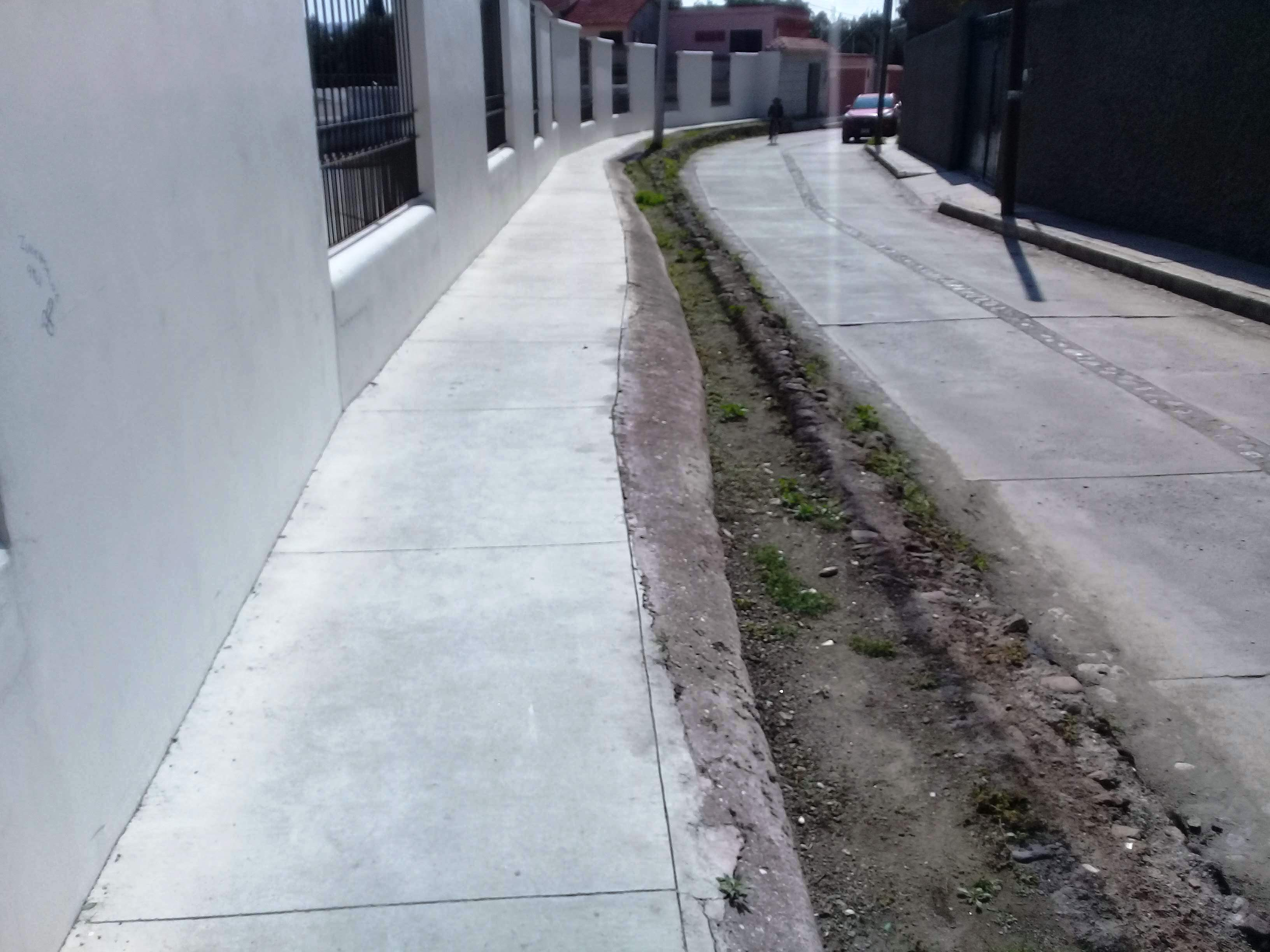
Apantle del Acueducto.
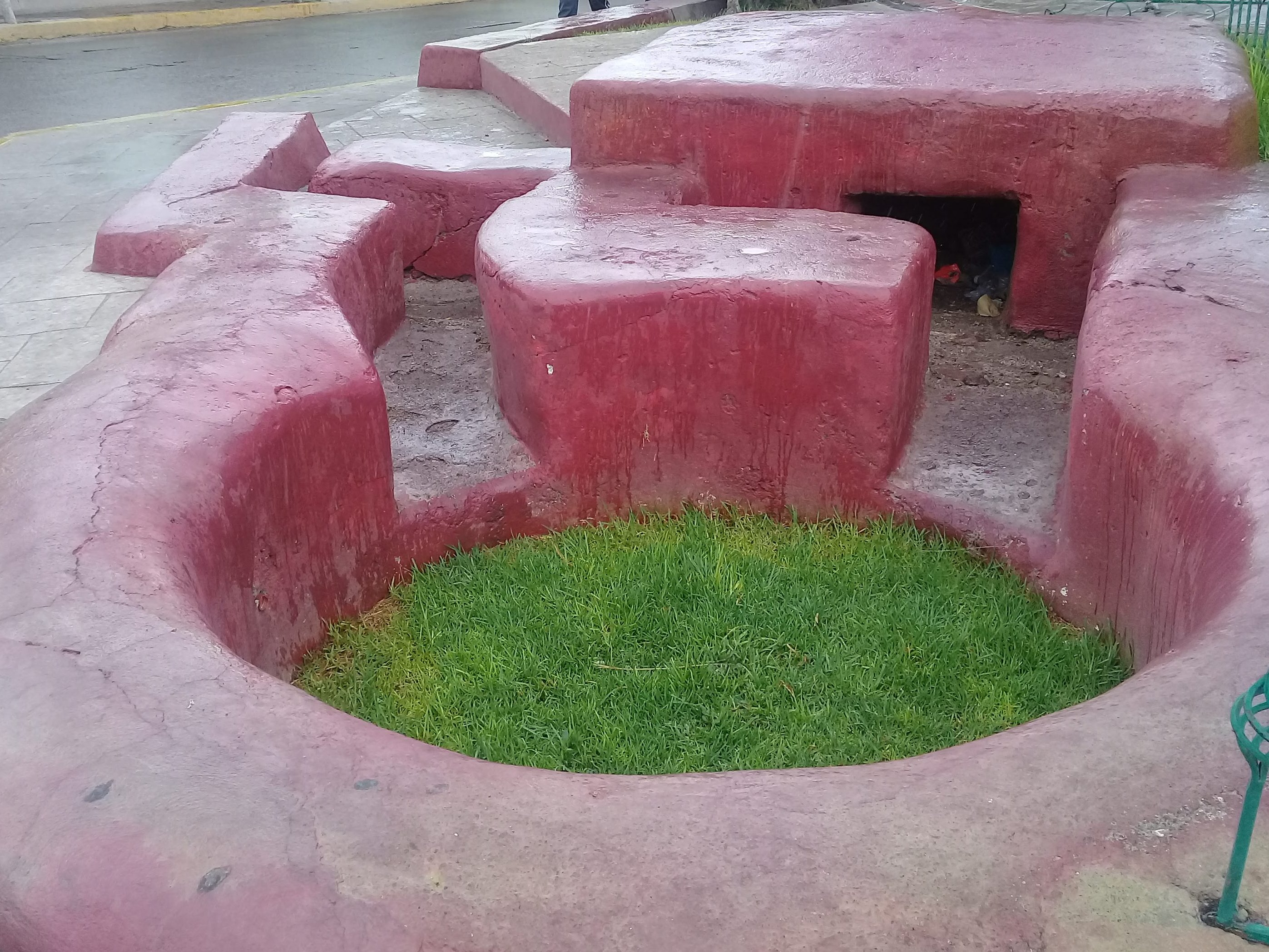
“El Salto”.
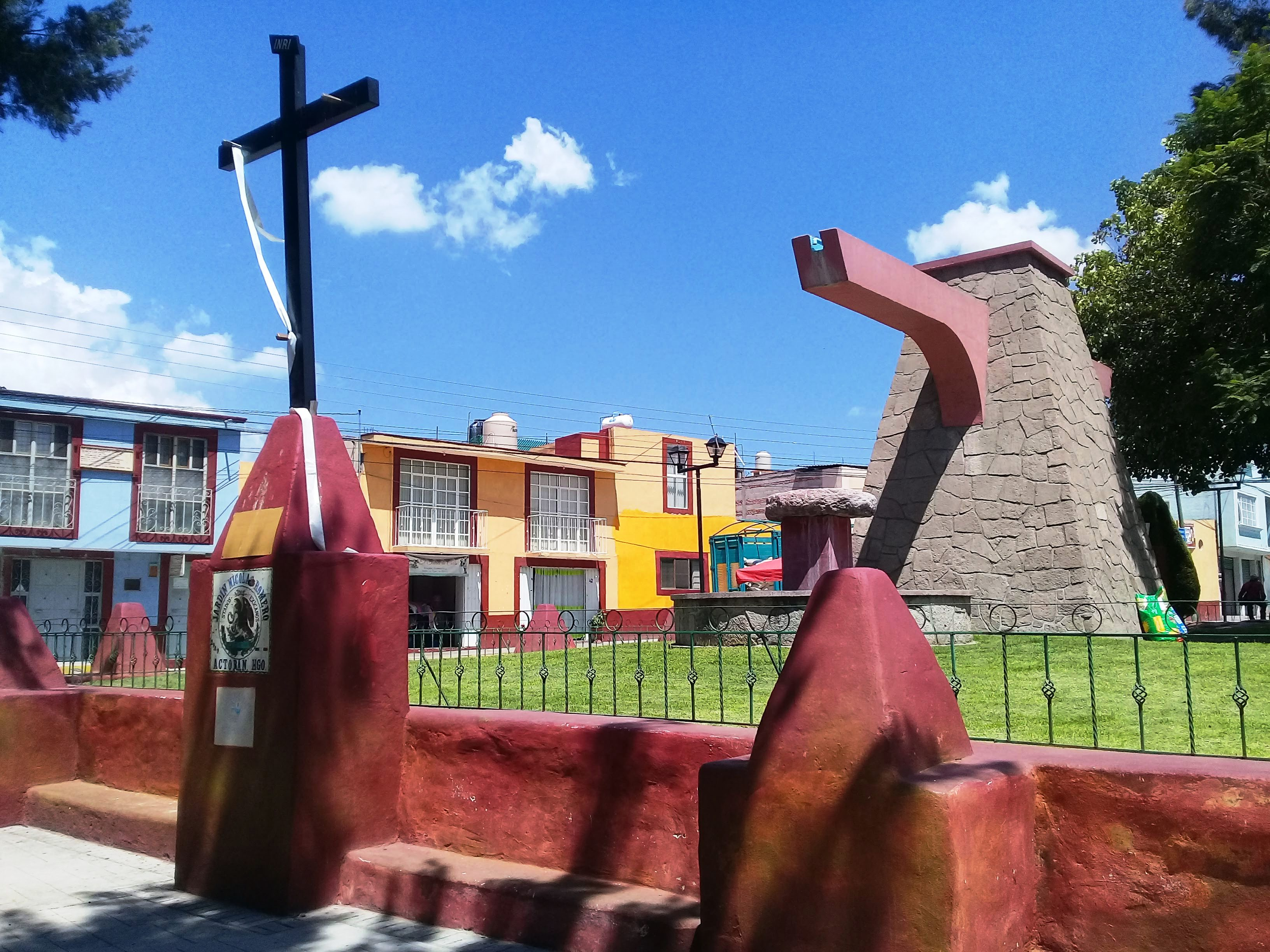
“El Salto”.
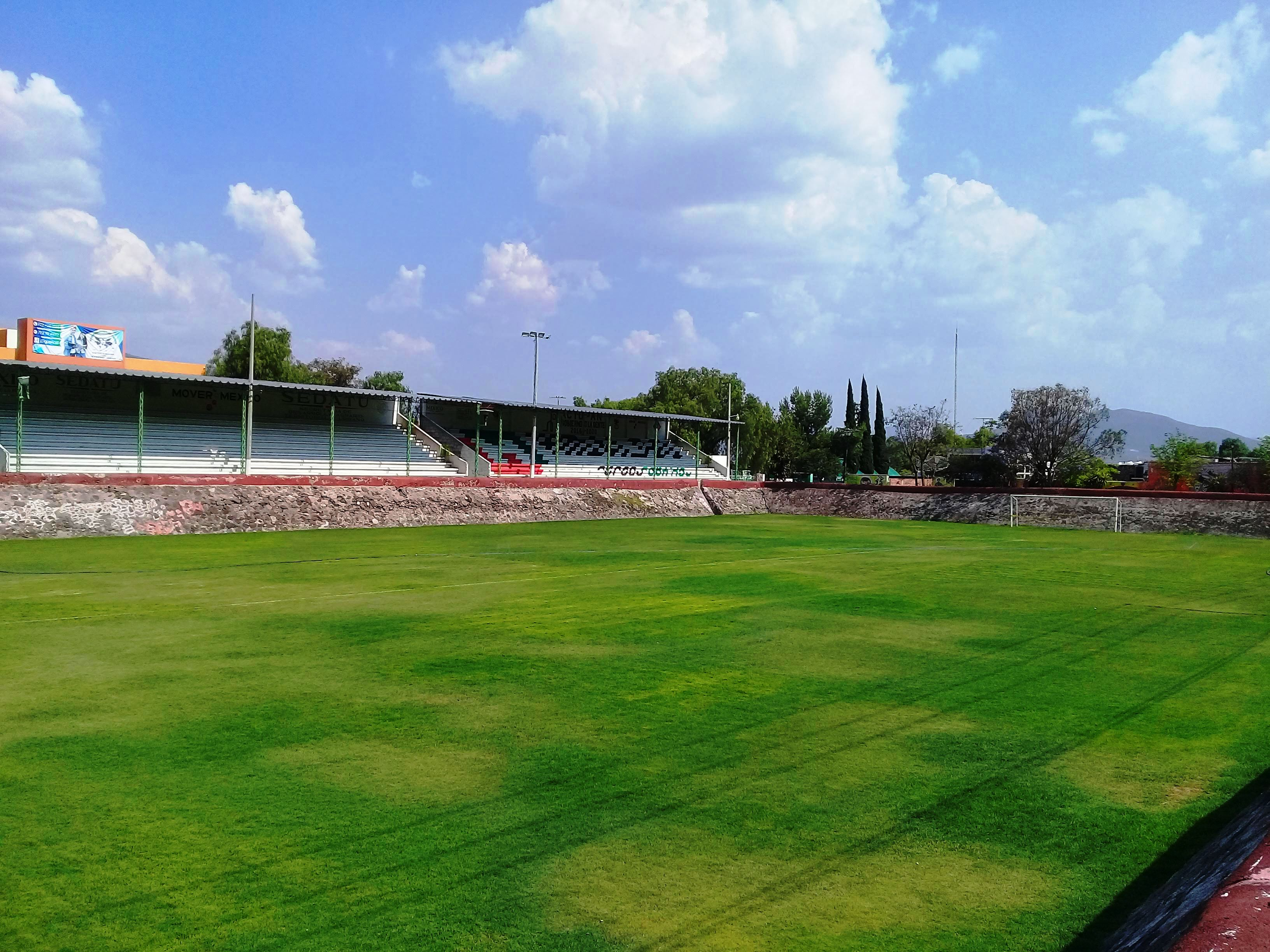
“El Jagüey”.
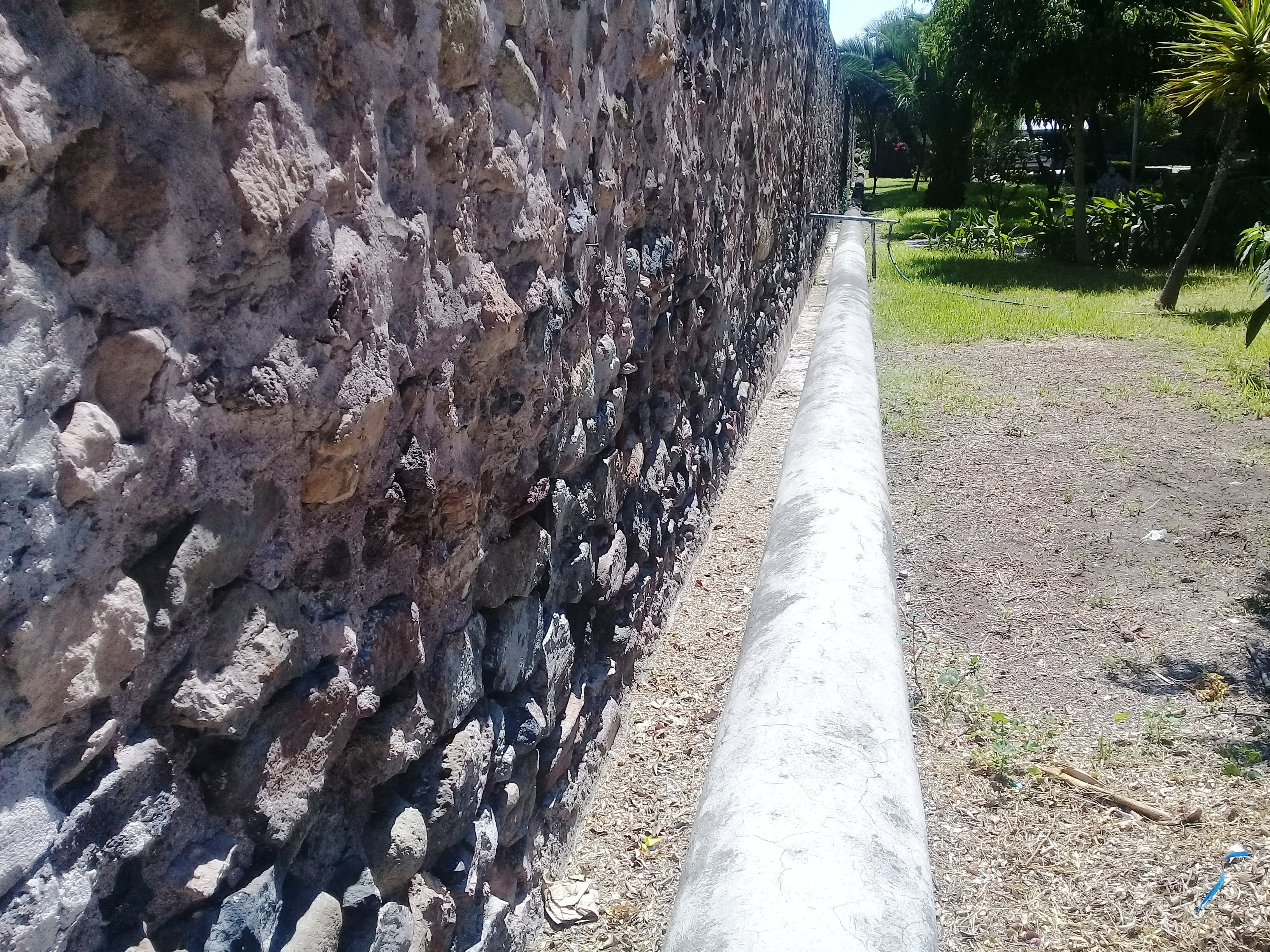
Apantle en el convento.
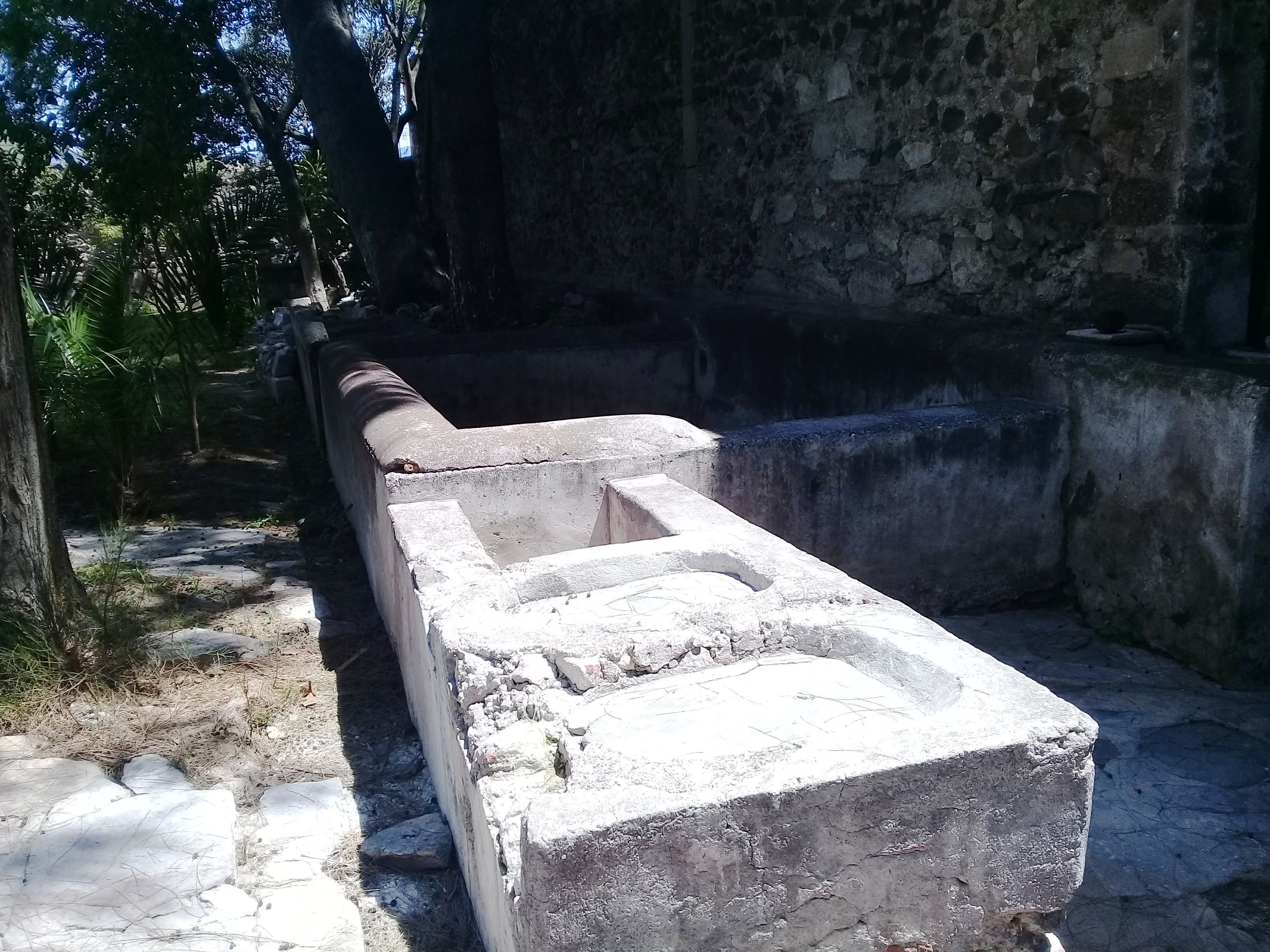
Lavaderos y piletas en el convento.
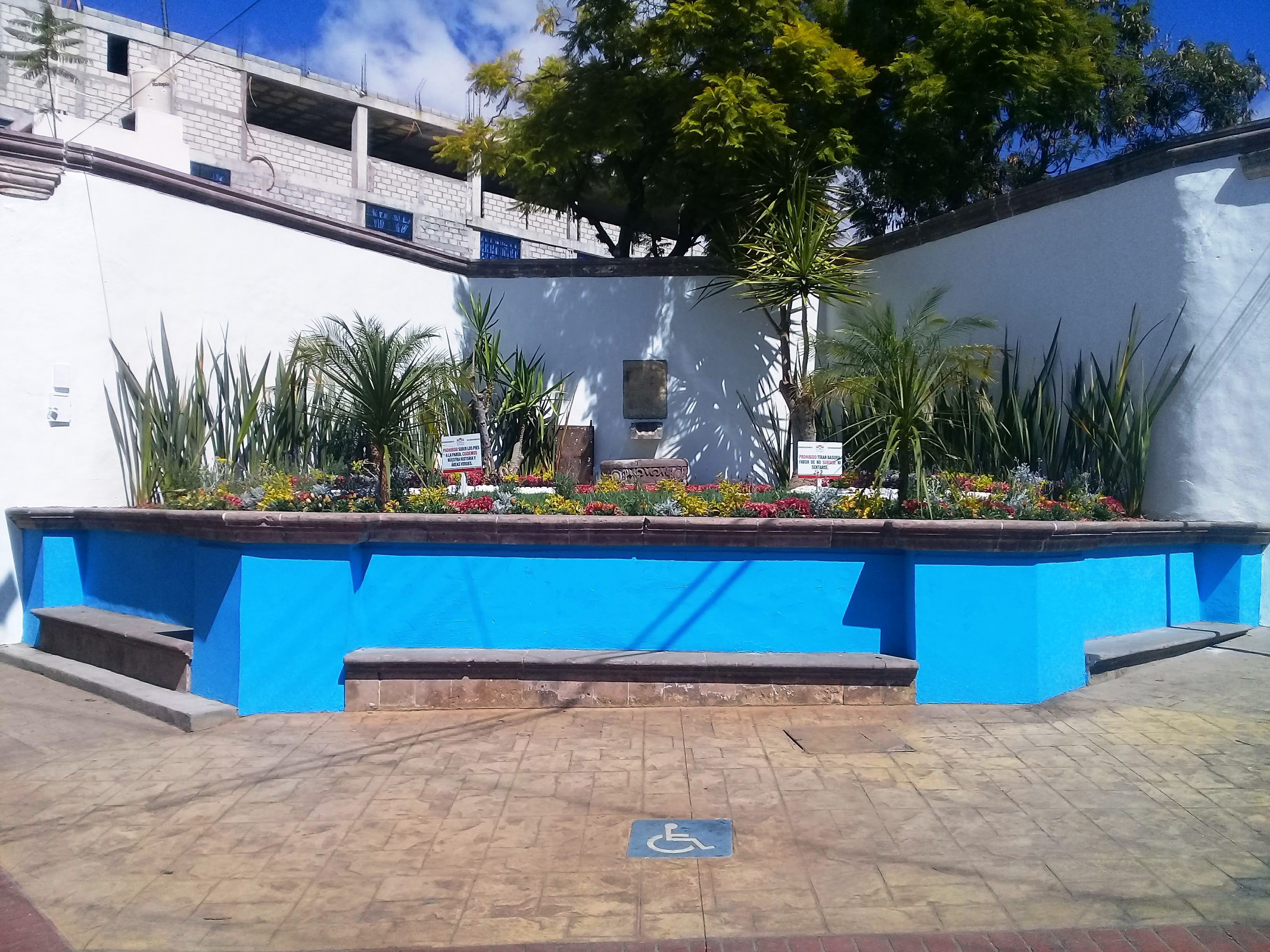
Fuente de Mendoza.
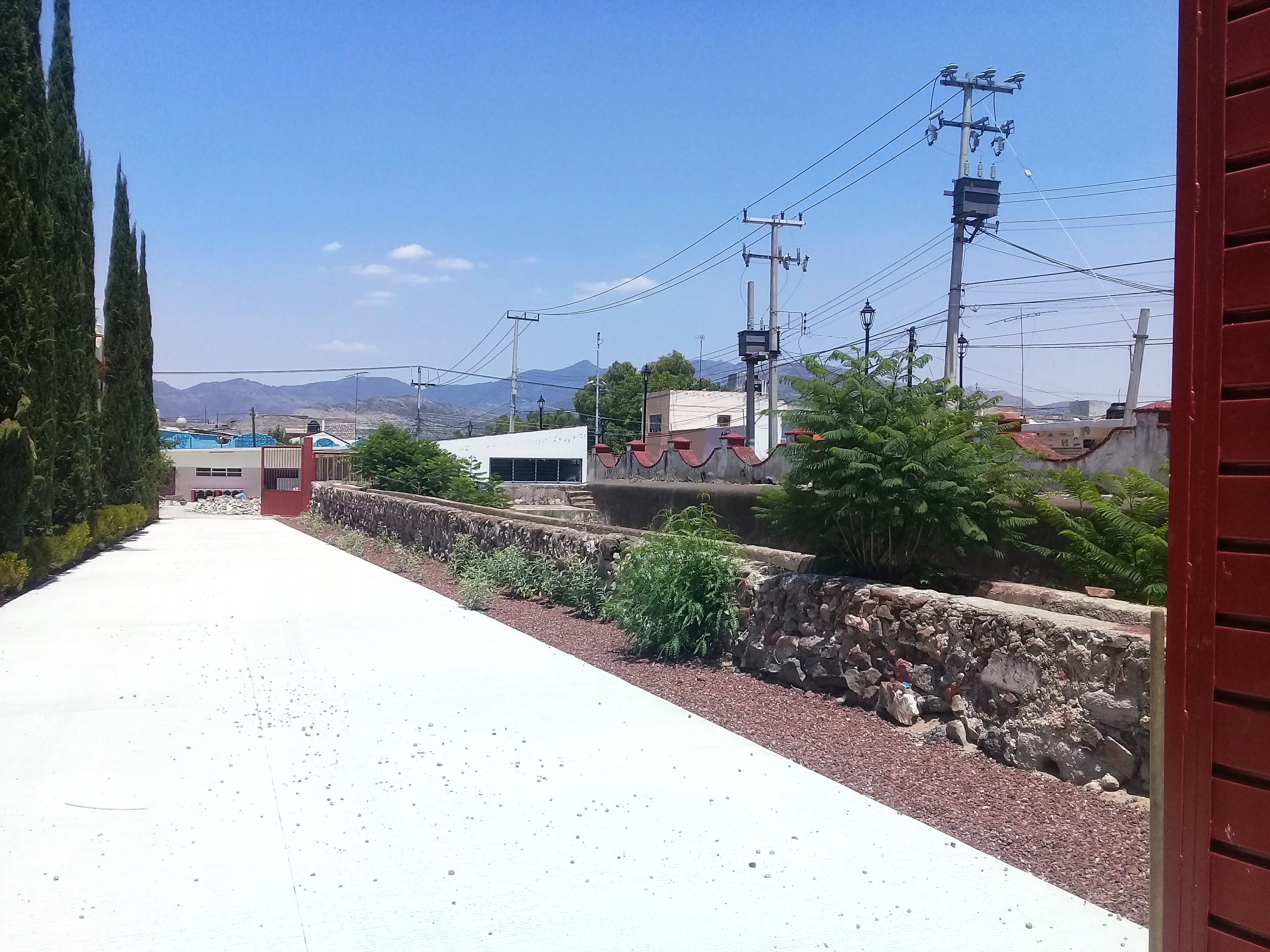
Aljibe en la Escuela Primaria.
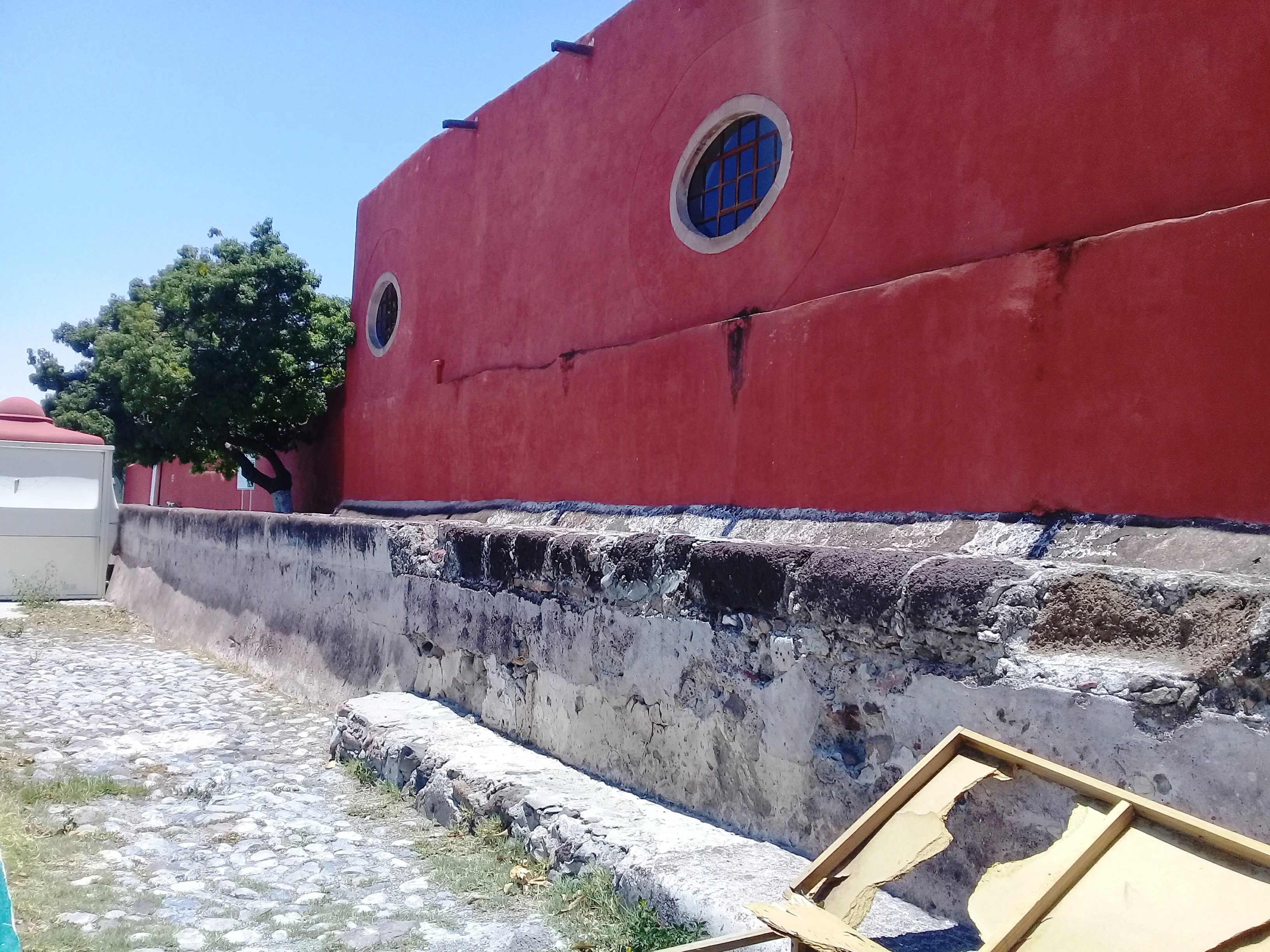
Aljibe en “Las Canchitas”.

## Pintura

“La Virgen de Zapopan”; pintura al óleo de 1786, obra de Antonio A. Enríquez, en exhibición en el museo.

Las órdenes religiosas, hicieron uso de la pintura mural o fresco como recurso decorativo y didáctico, para adelantar en la tarea evangelización en la Nueva España; En las pinturas se encuentran temas como: pasajes de Cristo, de la Virgen, o de los Santos más representativos de la orden a la que pertenecía el convento. Los agustinos destacan notablemente, pues sus pinturas murales no solo se concretaban a presentar los preceptos fundamentales de la religión, sino que buscaban exponer algunos de los conceptos filosóficos.
Se debe considerar la pintura renacentista como ideología estética preponderante, y las reminiscencias de la pintura mural de Mesoamérica, en la mezcla de la decoración y los temas cristianos. Primero la pictográfica se basó en lienzos que podían ser transportados, y no fue hasta el último tercio del siglo XVI, cuando la pintura mural se generalizó. La población indígena se encontraba evangelizada, lo que permitió a los frailes educar a los tlacuilos en las artes murales. Los ejemplos de pintura con influencia indígena en Hidalgo son los conventos de Ixmiquilpan, Actopan, y la iglesia de Xoxoteco.
La pintura está basada en las sustancias vegetales y mucilaginosas de la flora regional, en Actopan los colores usualmente son negro pardo, elaborado a raíz de infusión de raíz de huizache; negro olote, núcleo quemado de la mazorca de maíz; amarillo claro, enredadera parásita del árbol llamado guamúchil; amarillo naranja, del azarcón importado de Europa; rojo o carmesí, cochinilla o grana molida y hervida en agua con un poco de alumbre; azul, con texotlali (piedra azul) y después con añil; verde, naranja y violeta, con la mezcla de los anteriores.
El programa iconográfico e iconológico de Actopan, es de los más complejos y ambiciosos del estado de Hidalgo. Los murales se distribuyen en el portal de peregrinos, la sala de profundis, el refectorio, la sacristía, la bóveda del templo, el claustro, los pasillos, el cubo de la escalera y de la capilla abierta. Se ha determinado que muy probablemente la pintura mural de Actopan fue realizada alrededor de 1580; Santiago Sebastián propone a fray Alonso de la Vera Cruz, como a quien se debe la concepción de los programas iconográficos de Actopan.
Las pinturas de la capilla abierta se encalaron y se descubrieron entre 1977 y 1979. Es de señalar que los programas pictóricos de la capilla abierta de Actopan, y los de la Capilla de Santa María Xoxoteco, comparten una gran similitud. Pudieron ser obra del mismo equipo de pintores o de dos grupos diferentes, que trabajaron en conjunto. La descripción y la disposición de los muros en ambas capillas, es similar dado que la estructura es casi idéntica, incluso la policromía es parecida. Solo por limitaciones de espacio, en Xoxoteco se eliminaron algunos de los recuadros que aparecen en Actopan. Es común que para estudiar las pinturas de Actopan se recurra a las de Xoxoteco y viceversa, sobre todo en las secciones muy dañadas.

### Pintura del portal de peregrinos
En la bóveda del portal de peregrinos, se encuentra adornada con lacerías multicolores que dan paso a una serie de medallones donde se encuentran pintados S. Ramón Confesor, S. Paulino Obispo, S. Pedro Mártir, S. Germán Obispo, S. Raymundo, S. Columbano Confesor, S. Antonio Rey; en la línea de las claves al centro la Virgen con Niño en la misma línea al norte S. Fulgencio y S. Guillermo; en el tercio de este S. Esteban Martír, Sto. Tomás de Villanueva; del otro lado se encuentran Sta. Felicitas, Sta. Madre Mónica y Sta. Clara de Montefalco. En el testero norte se representa a San Agustín cobijando bajo su manto a diversos santos, frailes y monjas; lleva en la mano derecha a la Iglesia y en la izquierda un libro; dos ángeles levantan la capa del santo. En el testero sur, existe una pintura al fresco muy deteriorada.
Es la composición de un barco agustiniano, en la proa representa a Santa Mónica enarbolando un estandarte con cruces, mientras que a la popa está su hijo Agustín llevando el timón; el fraile tendido sobre un palo perpendicular al mástil se ha supuesto puede ser San Nicolás de Tolentino; esta nave agustiniana es de tipo teologal en tanto que se leen «SPES» (Esperanza) en la proa y «CHARITAS» (Caridad) en la popa. El barco llega a una playa, en la parte superior se halla la figura del Dios Padre entre las nubes, llevando en la mano izquierda un mundo coronado por una cruz y con la derecha imparte la bendición; y la figura de una paloma representativa del Espíritu Santo. Ambos se encuentran disparando las flechas de su divina sabiduría, al corazón de San Agustín.
Completa la Santísima Trinidad, Dios Hijo, representado como un Cristo crucificado en una palmera, como el árbol de la vida, emana sangre que cae a una fuente, en la que se encuentran dos frailes. Abajo, delante de la nave, hay una fila de frailes con hábitos diferentes y otra de individuos en diversa actitud; adelante, un fraile sentado, imparte con una mano la bendición a una persona, en tanto que con la otra castiga a un individuo. El conjunto puede representa la labor de evangelización realizada por los agustinos en tierras del Nuevo Mundo.
Una cenefa de grutescos que enmarcan diversas pinturas de imágenes de santos y santas, recorre todo el recinto a la altura del desplante de la bóveda. Debajo de la cenefa, en la pared norte hay varios recuadros con pinturas descriptivas de episodios
religiosos, muy deteriorados.

Pinturas del portal de peregrinos
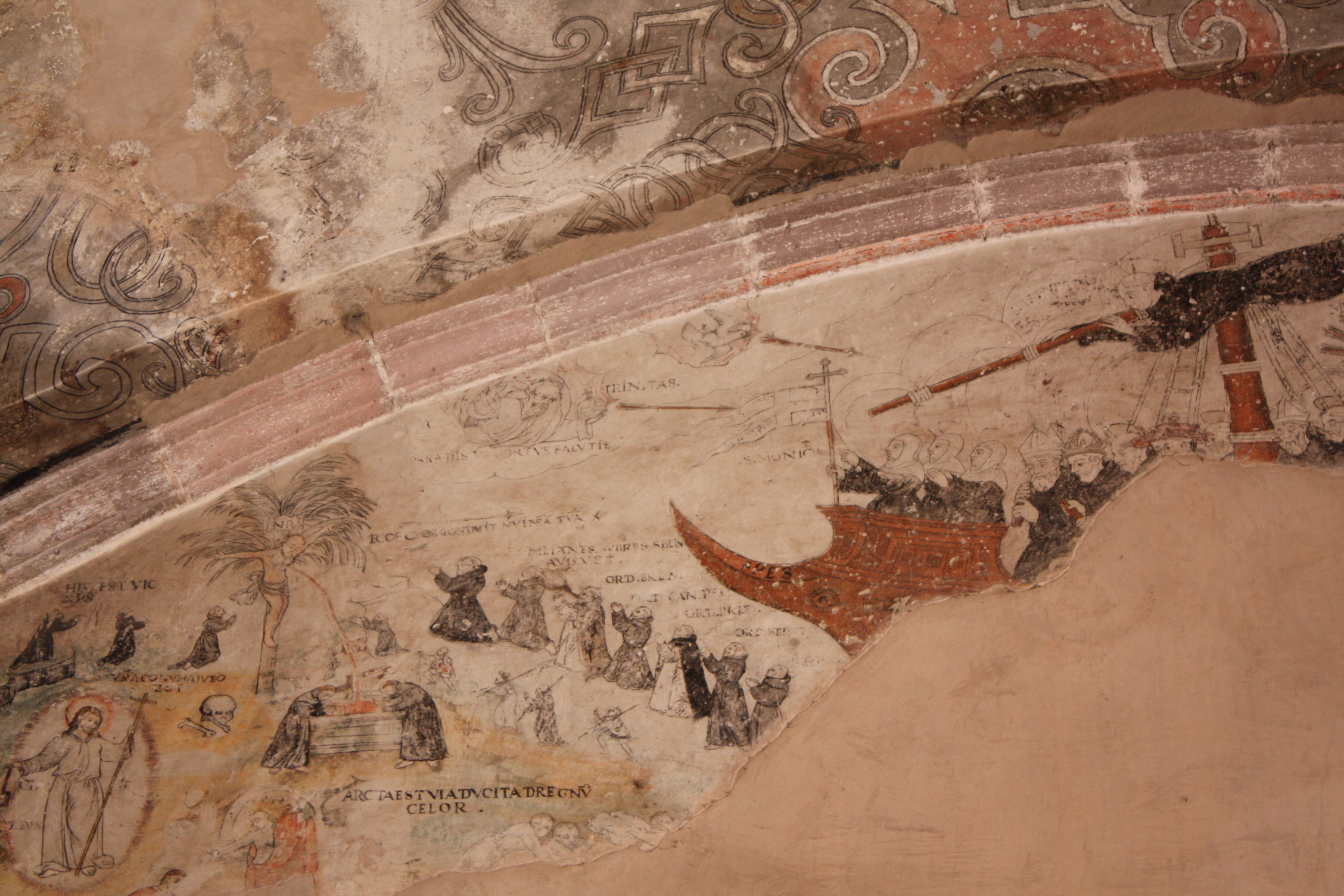
Testero sur
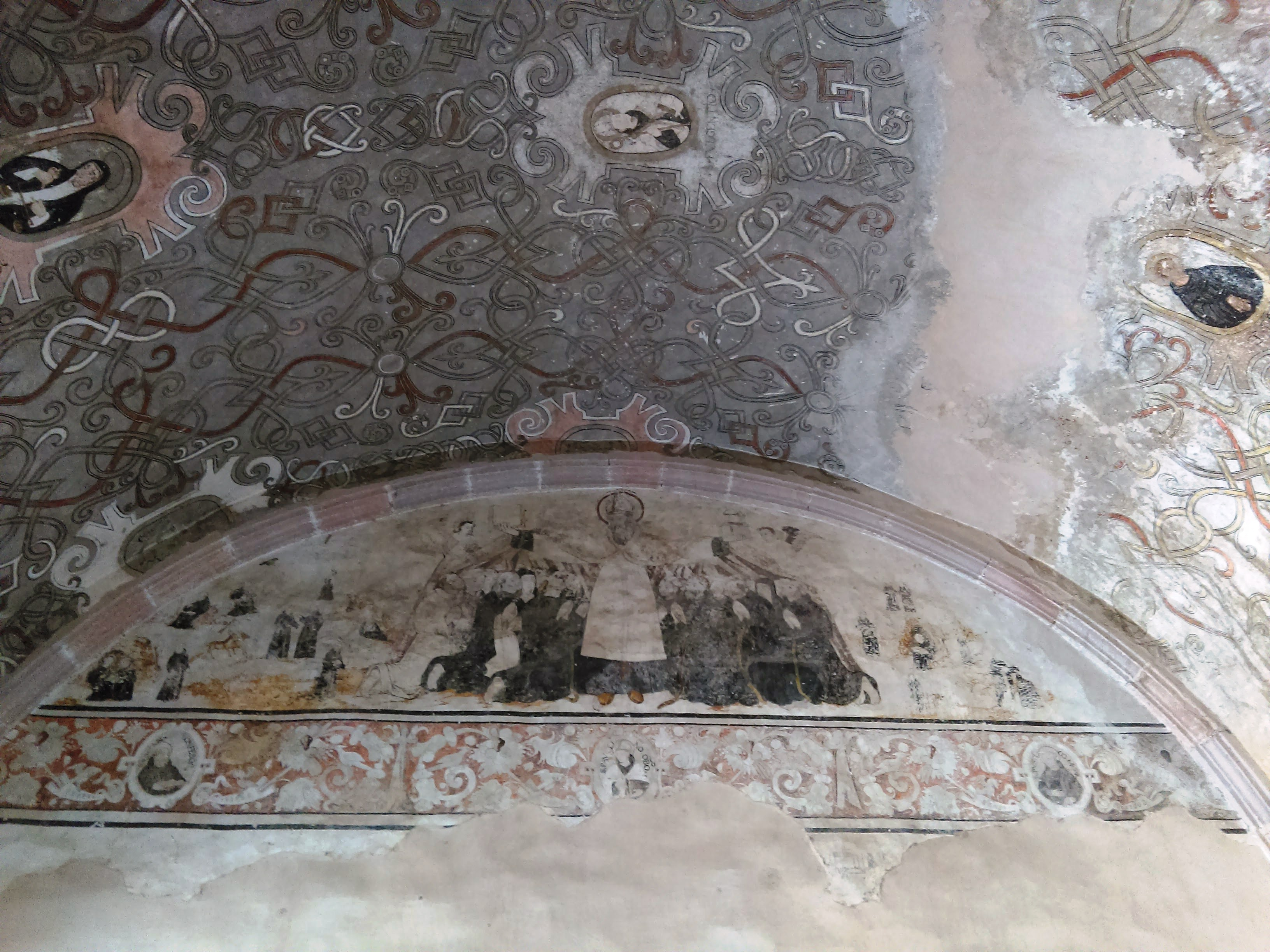
Testero norte
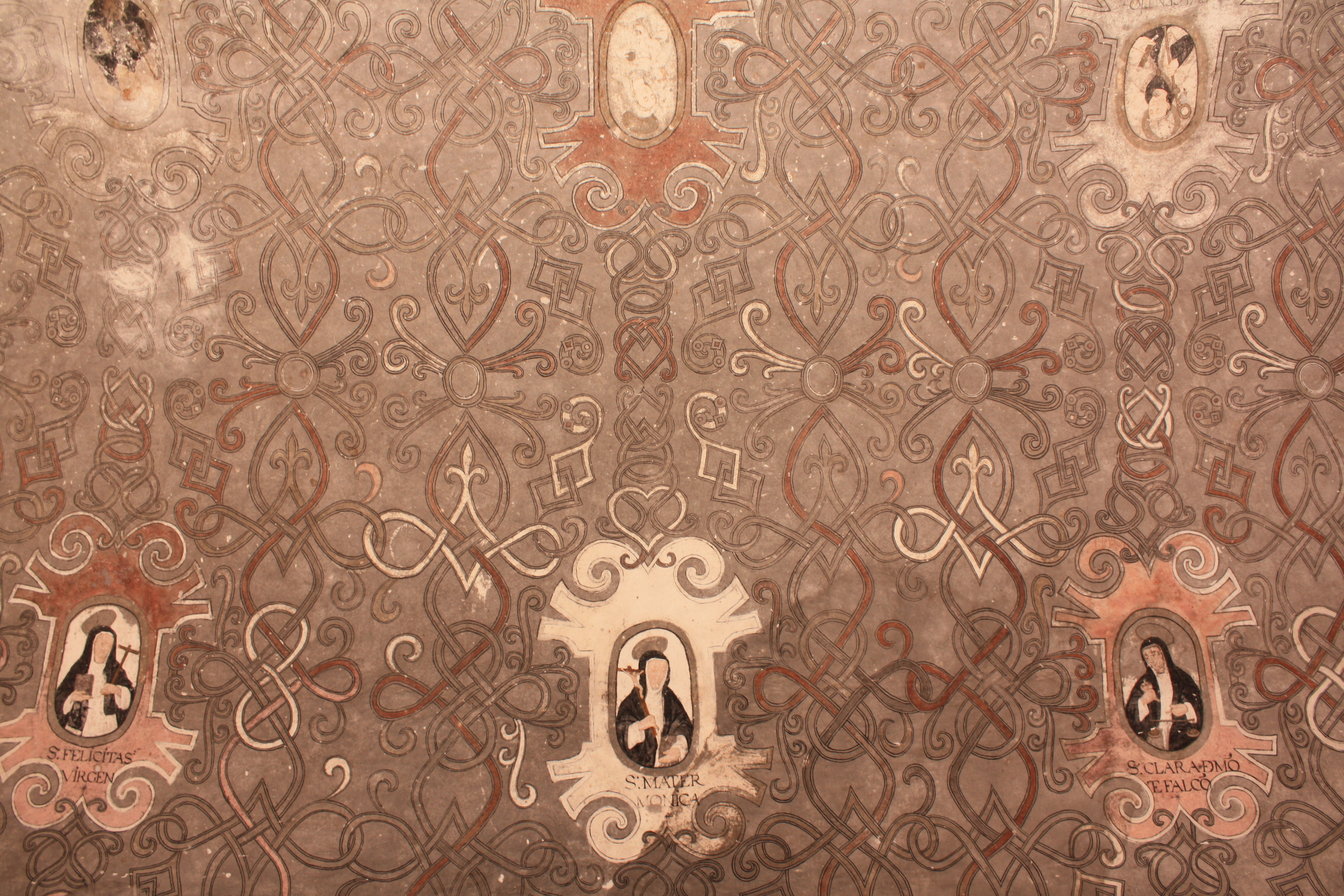
Bóveda
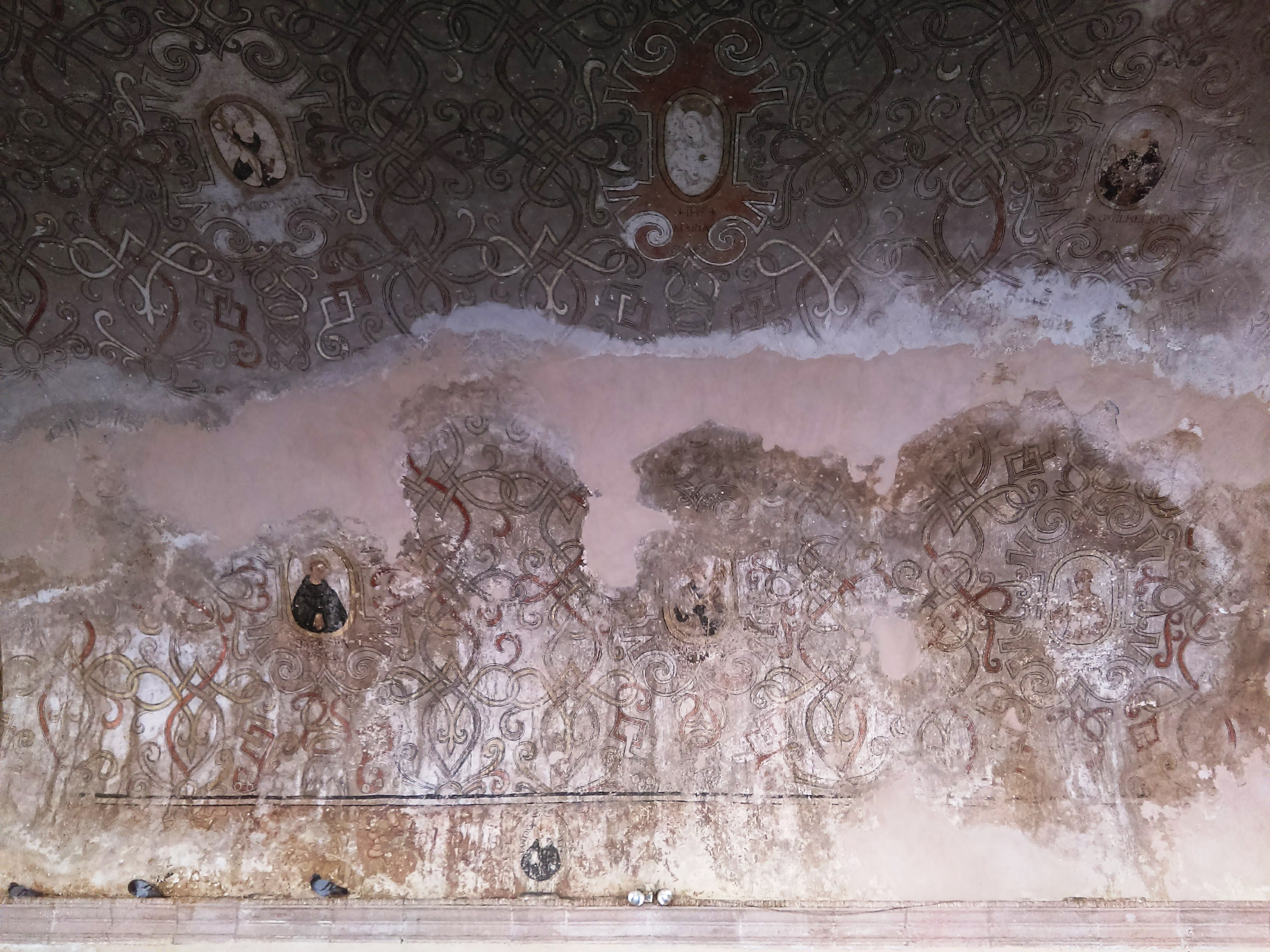
Bóveda

### Pintura de la sala de profundis

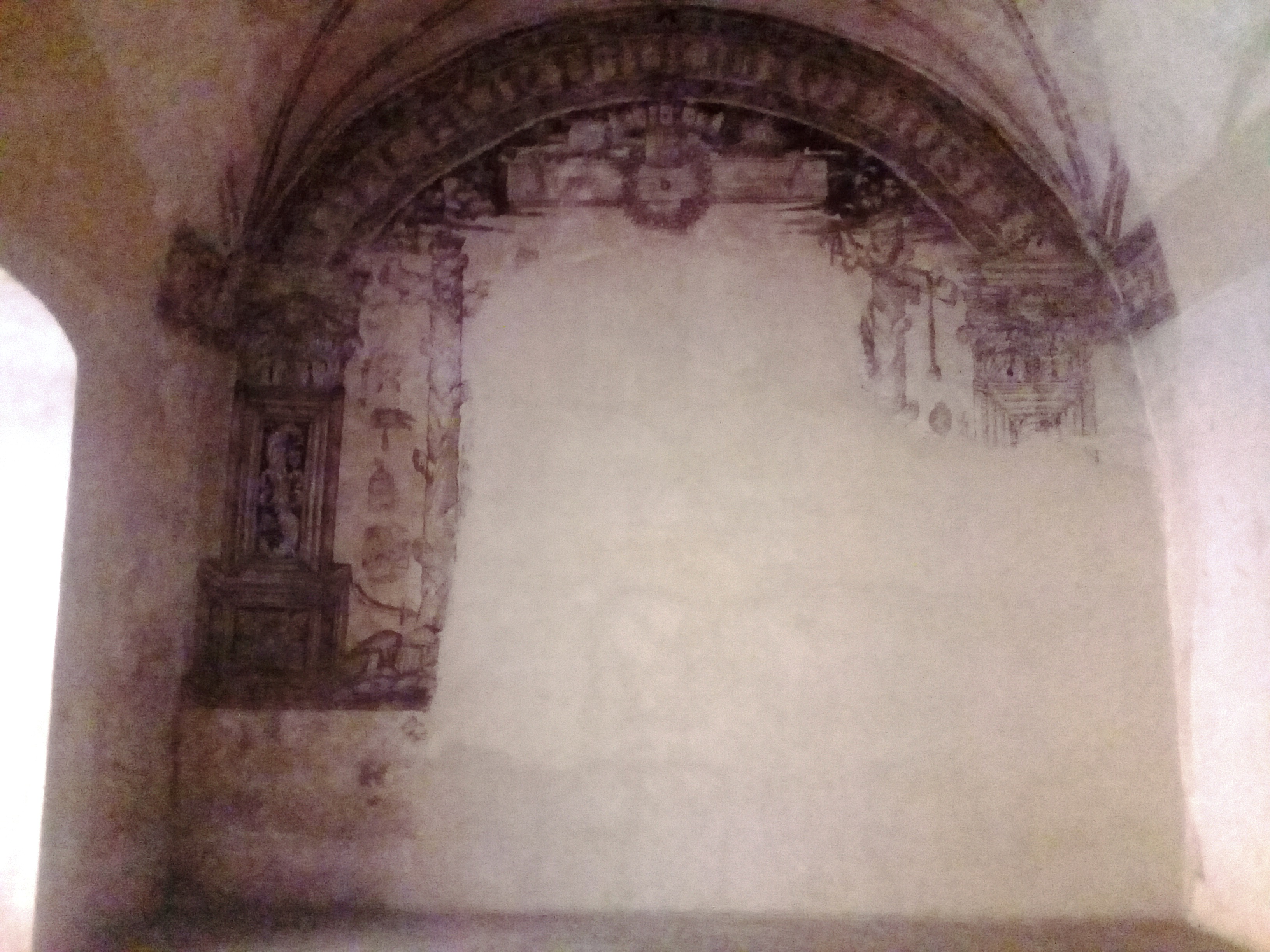
Restos del “Calvario” en el muro sur de la sala de profundis.

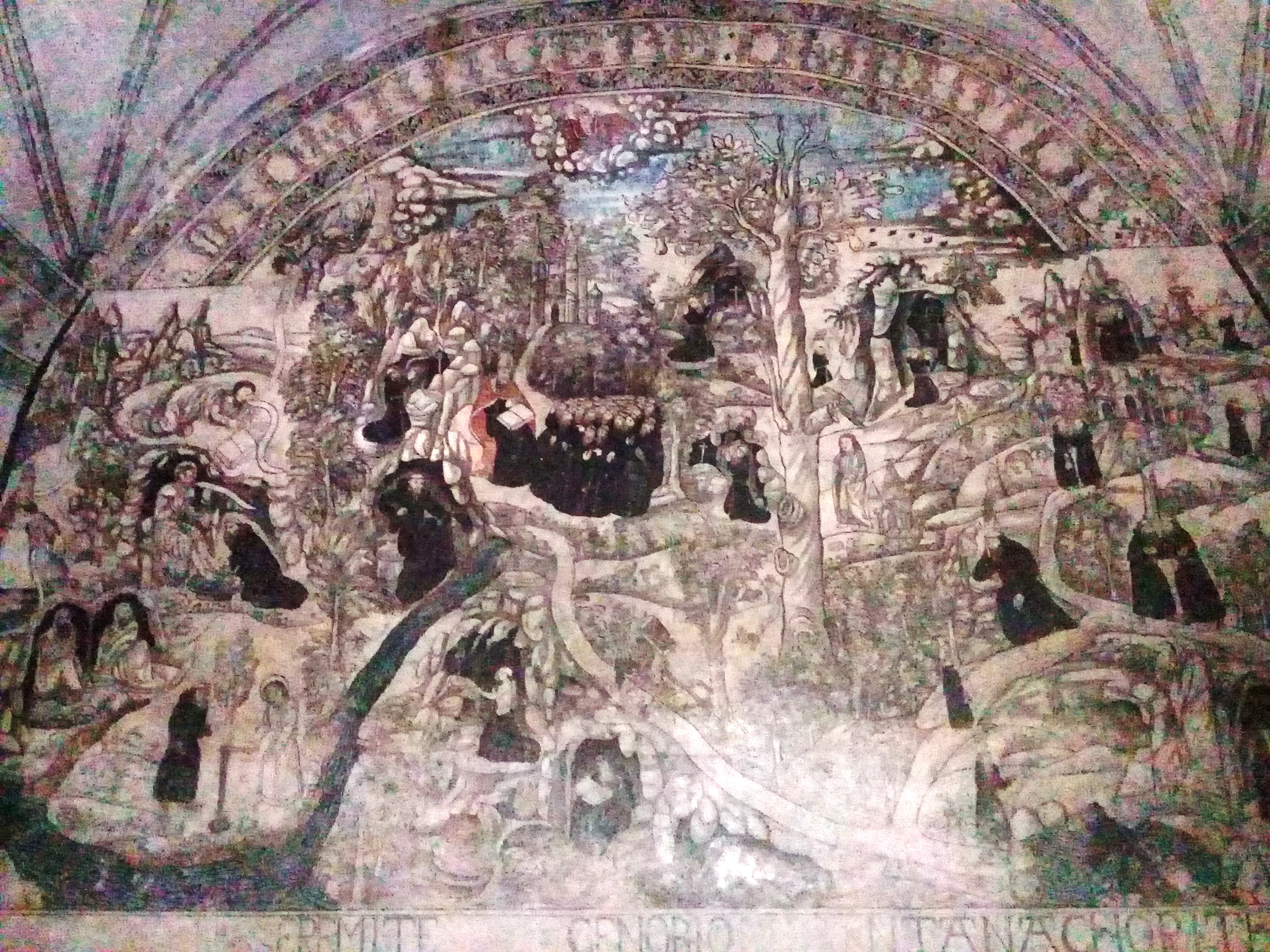
“Tebaiba” en el muro norte de la sala de profundis.

En la sala de profundis en el testero sur, está dibujado un calvario con tres cruces sin figura, enmarcado por unas pilastras renacentistas en las que se apoya un arco que contiene una inscripción. En el testero norte, ocupando toda la pared, se encuentra una “Tebaiba”, mural que relata a los Padres del Desierto (monjes, ermitaños y anacoretas que se fueron a vivir en las soledad en la Tebaida, al norte de África). El mural fue pintado posiblemente para el capítulo de Actopan de 1581.
En la parte baja, una cartela semiborrada reza: [...] Eremite [...] Cenobio [...] ntanachoritecu [...] Agustín lumen misceritas Antonio (Eremitas [...] cenobitas [...] anacoretas [...] Agustín comparte la iluminación de Antonio). La frase hace alusión a un pasaje del libro Confesiones, donde se describe cómo el relato de Ponticiano sobre San Antonio fue determinante en su conversión. Una gran higuera o peral separa en dos la pintura, y los espacios hagiográficos.
En la sección de la izquierda en la parte superior se encuentran un ángel descendente, y Dios Padre que lanza a San Agustín el dardo de la palabra. Debajo están representadas escenas de la vida de San Agustín, quien aparece en varias de ellas como ermitaño en un eremitorio, se encuentra representada su conversión, su bautismo, y sus visiones de Jesús.  Destaca la figura del Demonio que tiene los rasgos de un tameme; tiene cara humana, lengua bífida, cuerpo leonino, patas con garras de águila, cola de serpiente, con un rostro en el lugar del estómago, sostiene algo sobre su espalda, con cuerdas cuerdas que penden de sus cuernos, dos artefactos cuelgan de su cuello. Se ha interpretado que su espalda lleva un libro, además de un tintero y un portaplumas atados a su cuello, atributos vinculados con su actividad de recopilador de los pecados de los hombres; o que sostiene un tambor indígena, y cuelgan un sahumerio y una bolsa de copal, según las convenciones indígenas.
Junto al Demonio, en un pequeño árbol, se enrosca una serpiente, recuerdo del jardín del Edén; la escena ilustra el pasaje de la vida de San Agustín, donde el diablo se le presentó durante su retiro espiritual. También el  Demonio se encuentra ascendiendo por un camino a las montañas, escena que ha sido interpretada como una alusión a la idolatría de los indígenas que vivían en las sierras y las regiones de difícil acceso en el norte de la Nueva España. San Pablo y San Antonio aparecen representados en un paisaje lleno de árboles y animales como ciervos, conejos, lobos, aves y leones.
En el lado derecho del mural, en medio de una naturaleza agreste y enmarcada por caminos, aparecen representados todos los elementos propios de las tebaidas tradicionales: las cuevas, la oración, el estudio, el ascetismo y el dominio sobre los animales. El conjunto sugiere una idea de paz, de tranquilidad, y de meta alcanzada.
También se encuentran dibujado Los Frailes de Actopan formación rocosa cercana a la localidad, y permite asociar el paraíso eremítico pintado en el mural y el espacio geográfico del lugar. Esta inclusión se debe a que en las tebaidas americanas agustinas, no hay contradicción entre la vida activa de la evangelización y la vida contemplativa de los solitarios. El trabajo de los frailes en América se consideraba parte de la tarea de recuperar el paraíso perdido, el Edén habitado por frailes y por indios; y según tal concepción los religiosos fundaron sus pueblos.

### Pintura del refectorio

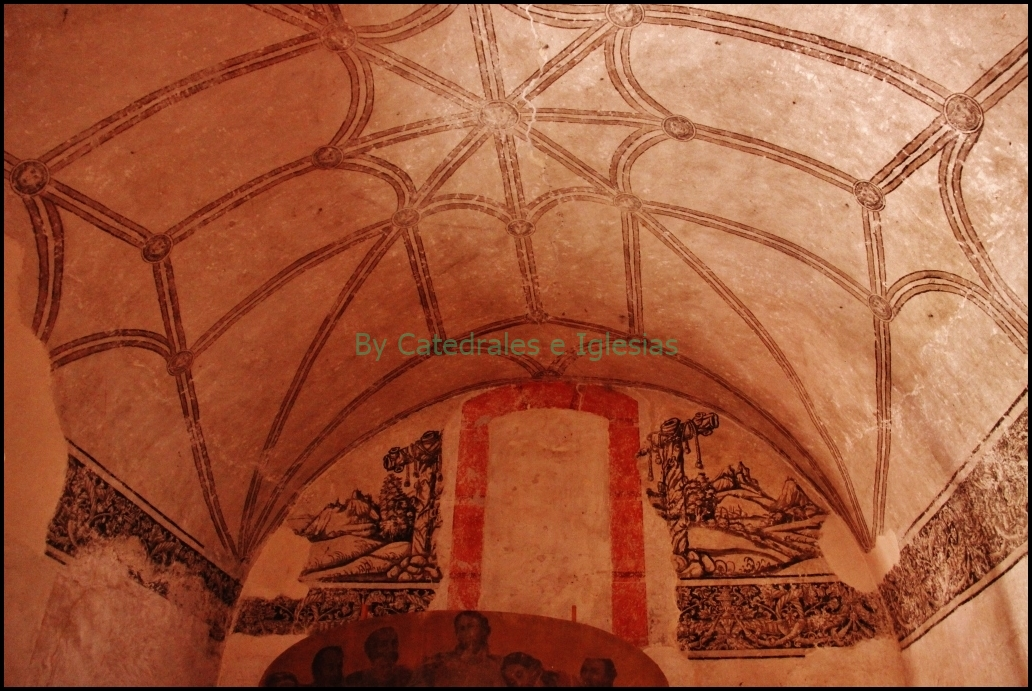
Fresco del Calvario.

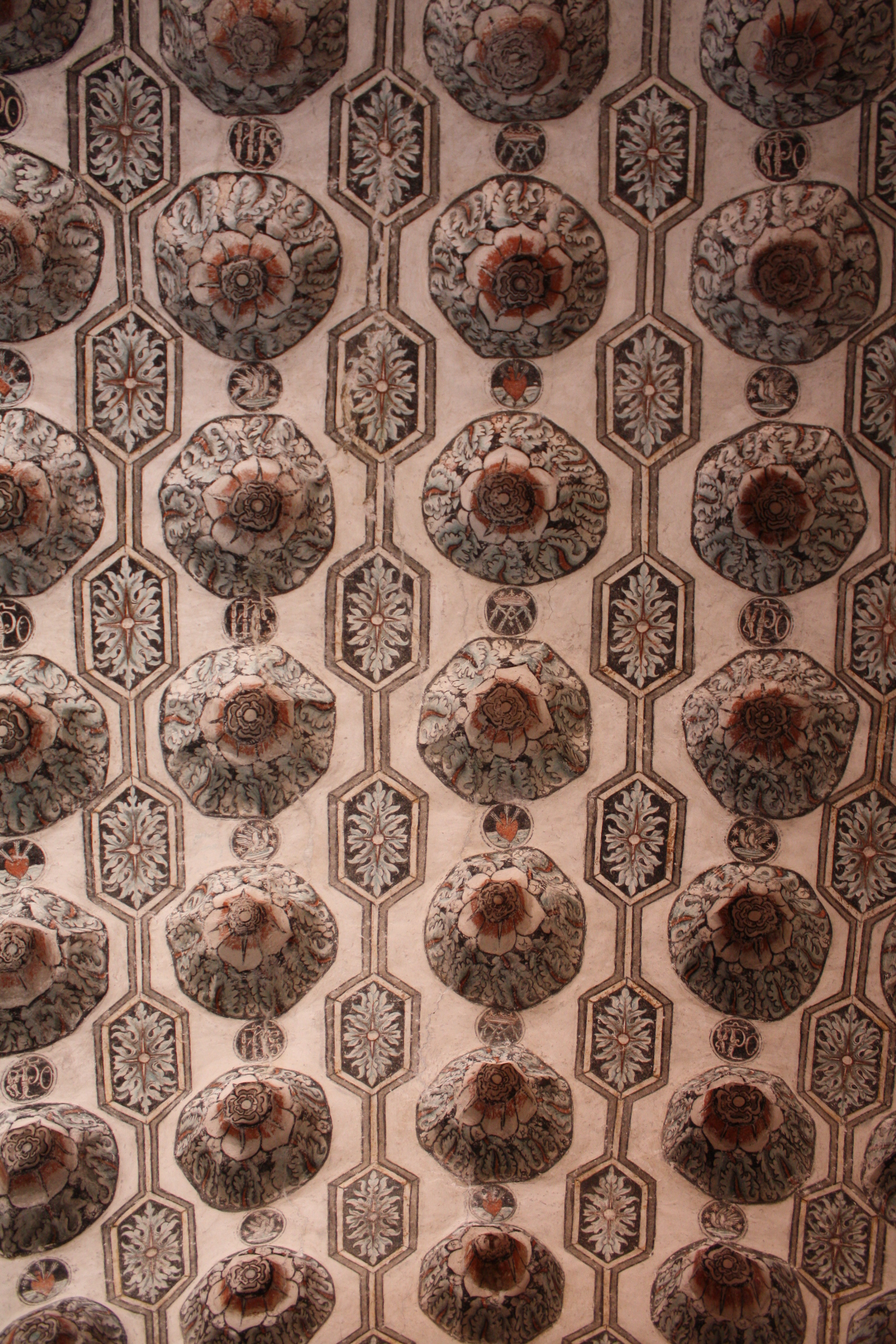
Pintura de la bóveda del refectorio.

En el refectorio, el muro colindante con la cocina, el intradós de la bóveda de esta sección se encuentra adornado con pinturas que semejan un tercelete, que arrancan de un friso con pinturas de roleos. En la cabecera, existen vestigios de un fresco que representa un calvario, la pintura fue destruida al abrirse una puerta hacia la cocina. En la bóveda se encuentra ornamentada con casetones decorados por una flor “Pasionaria”, rodeando el resto del hueco hojas que llegan hasta el borde.
Entre cada cuatro casetones se halla dibujado un hexágono alargado, que dibuja en su interior una flor; cada hexágono se une con el otro a través de un delgado trazo. Longitudinalmente los casetones se unen a través de una especie de círculos que contienen alternadamente monogramas de Jesús, María y Jesucristo, en una hilera y en la otra, con los símbolos de San Agustín, (corazón atravesado por tres flechas) y de San Nicolás Tolentino (las perdices).
En el nacimiento de la bóveda, una cenefa de tamaño regular con trazos geométricos, en forma de hexágonos y triángulos; debajo corre el cinturón agustino llevando en su extremo la hebilla. Toda esta ornamentación se encuentra pintada con colores tenues. En el muro norte existen dos inscripciones; la primera señala: “A MAYOR GLORIA DE PIO VI - PAPA ROMANO - EN SENA M.L.G. - MARZO 9 DE 1799” y otra más en la que se lee “EN GRATITUD =ALONSO EL... ARZOBISPO... - SU FAMILIAR - M.L.G. - MARZO 9 DE 1799”.

### Pintura del claustro
En los deambulatorios el paramento de los muros interiores se encuentra adornado con un rodapié de color rojo, sobre el que se encuentra una cenefa pintada con grutescos, donde destacan medallones con monogramas que aparentan estar sostenidos por dos ángeles semiarrodillados. Más arriba donde se desplantan los nervios se encuentra otra cenefa en la que pueden notarse roleos rematados por máscaras y granadas. En los ejes principales de esta decoración aparecen carteles con monogramas de la Orden agustina, sobre las que se encuentran pequeñas figuritas de niños sentados en las ramazones; los secundarios son dibujos de asunto vegetal.
Las paredes del claustro alto se encuentran ornamentadas por dos cenefas de pintura al temple, que recorren los cuatro costados, una en la parte superior realizada a base de grutescos y roleos de acanto, donde pueden distinguirse los escudos de la orden agustina; la otra faja de pinturas a la altura del guardapolvo, ostenta hojarascas y cabezas de seres mitológicos. Todo el conjunto del claustro culmina en una cornisa sobria de cantera, debajo de la cual sobresalen las gárgolas que desaguan la bóveda alta.

Pinturas del claustro
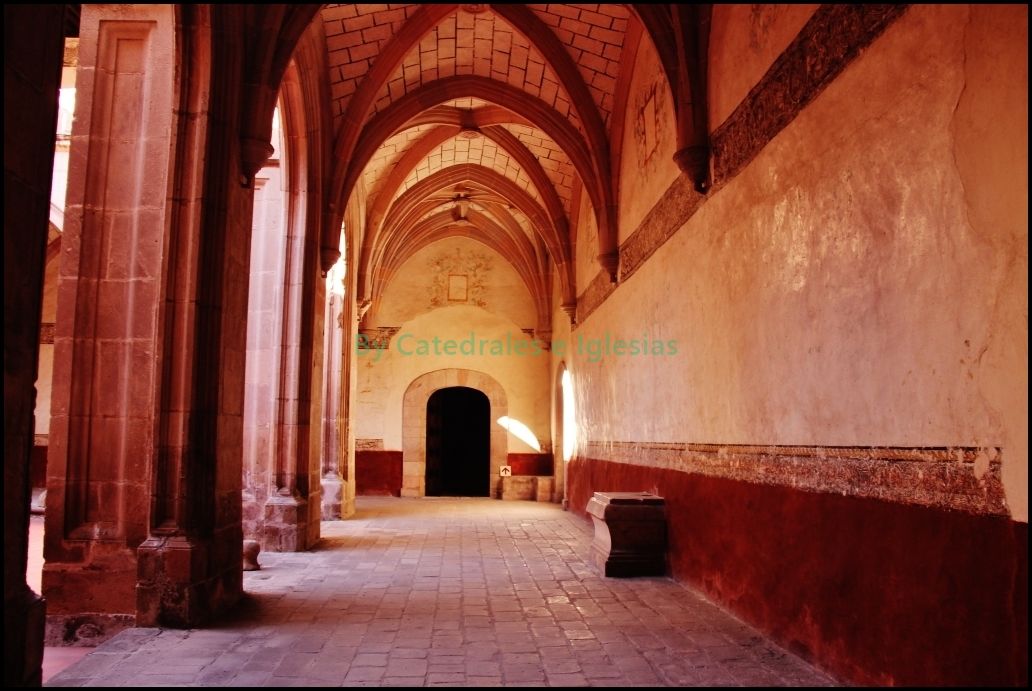
Deambulatorio del claustro bajo
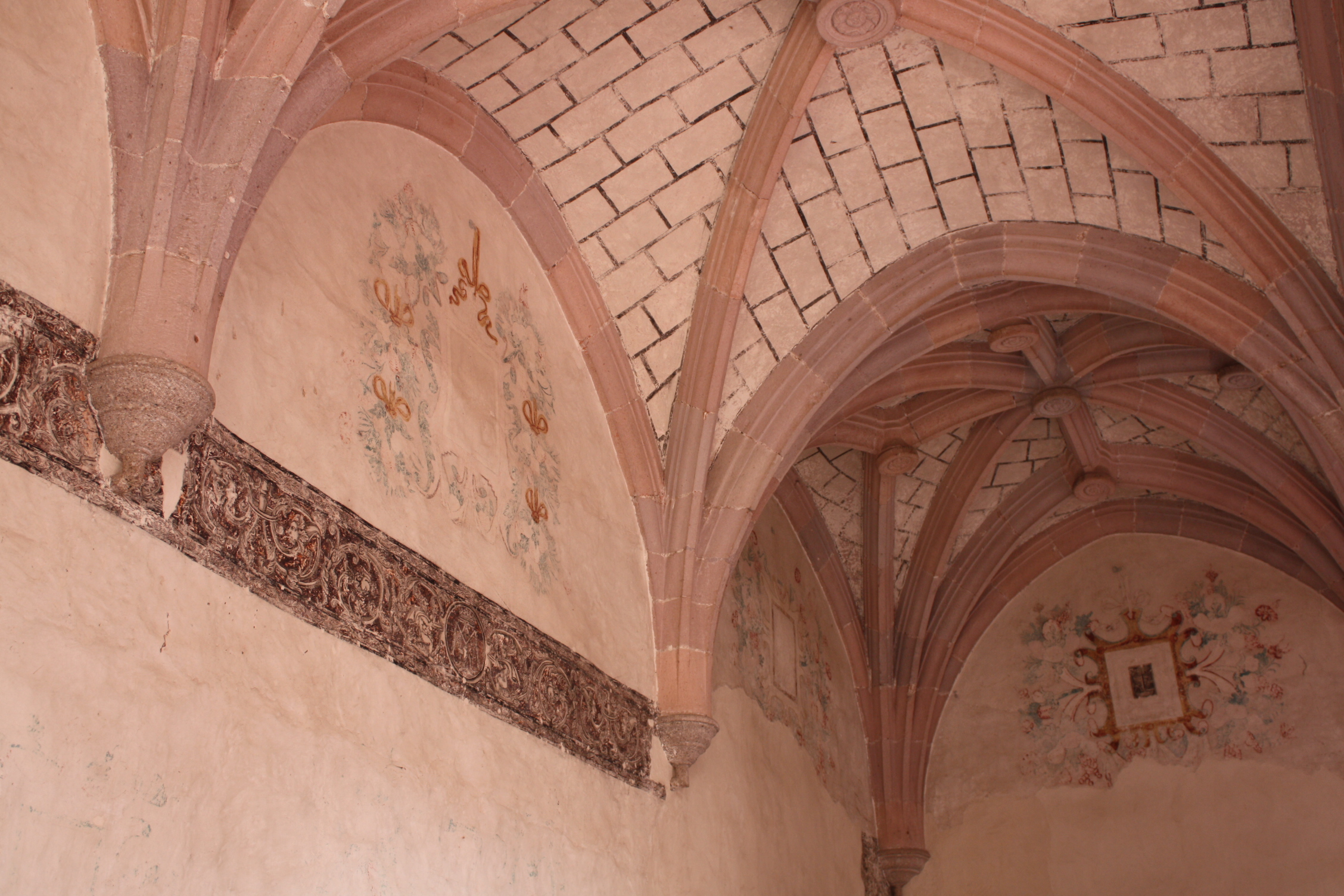
Bóveda del claustro bajo
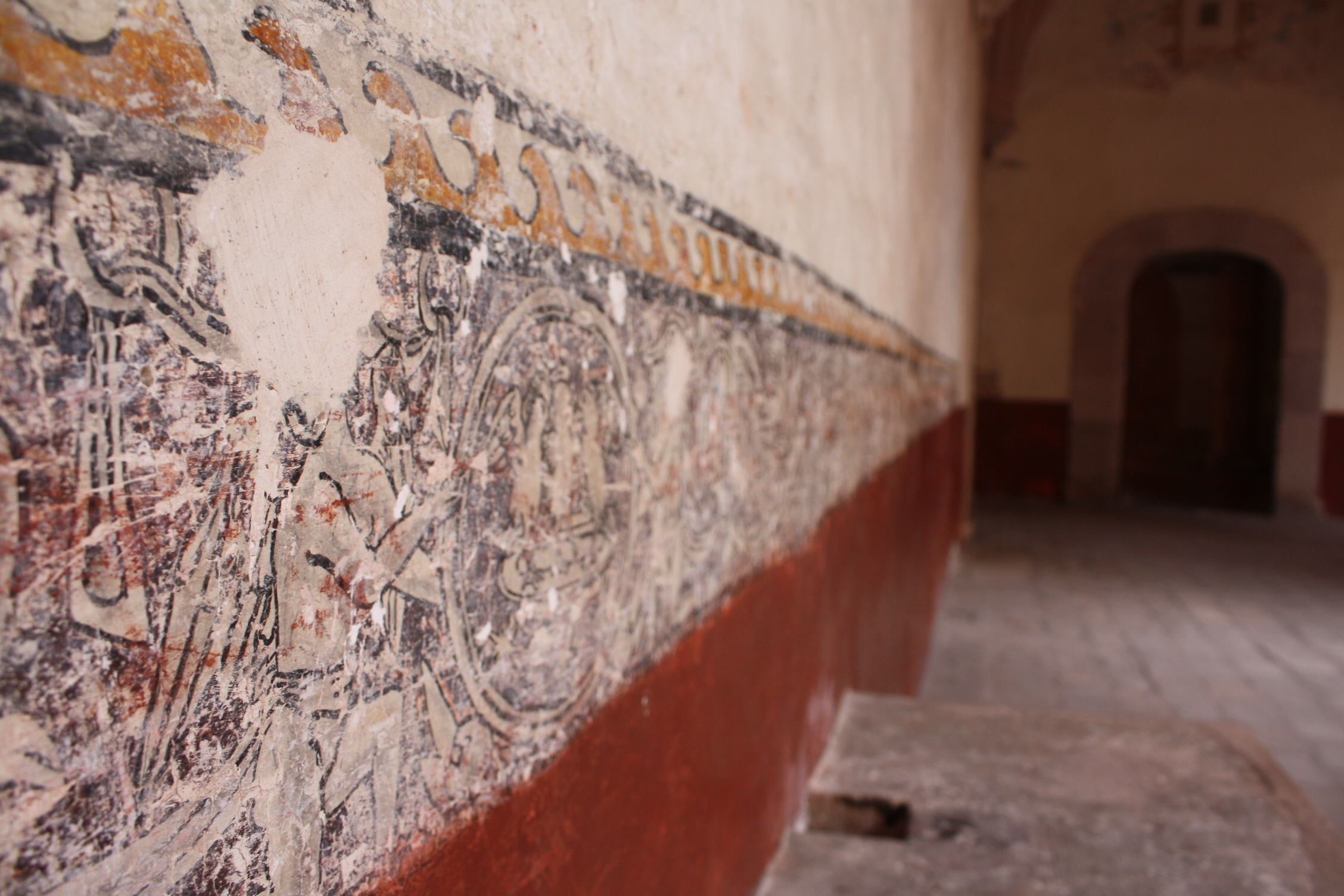
Cenefa del claustro bajo
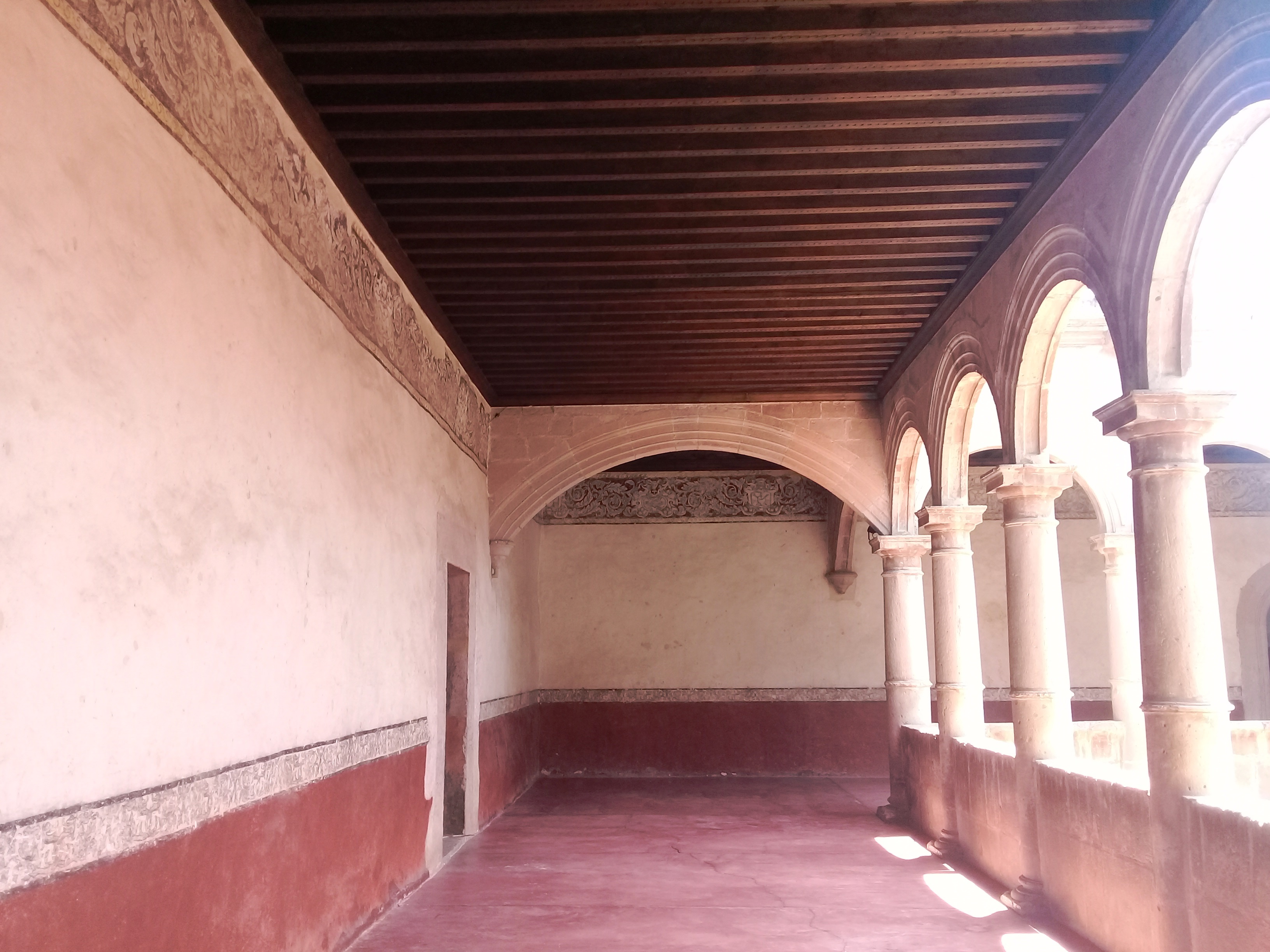
Deambulatorio del claustro alto
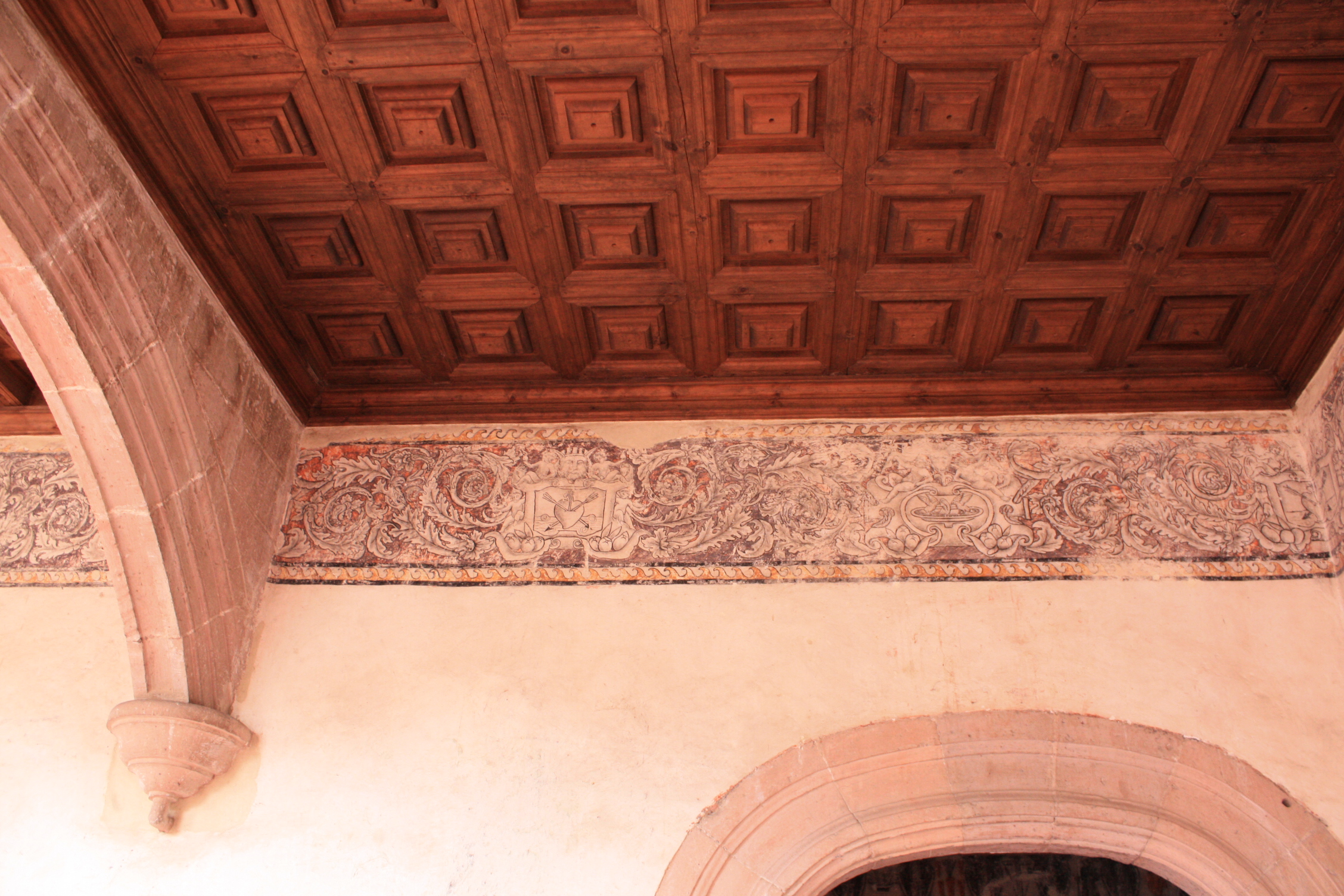
Techo del claustro alto
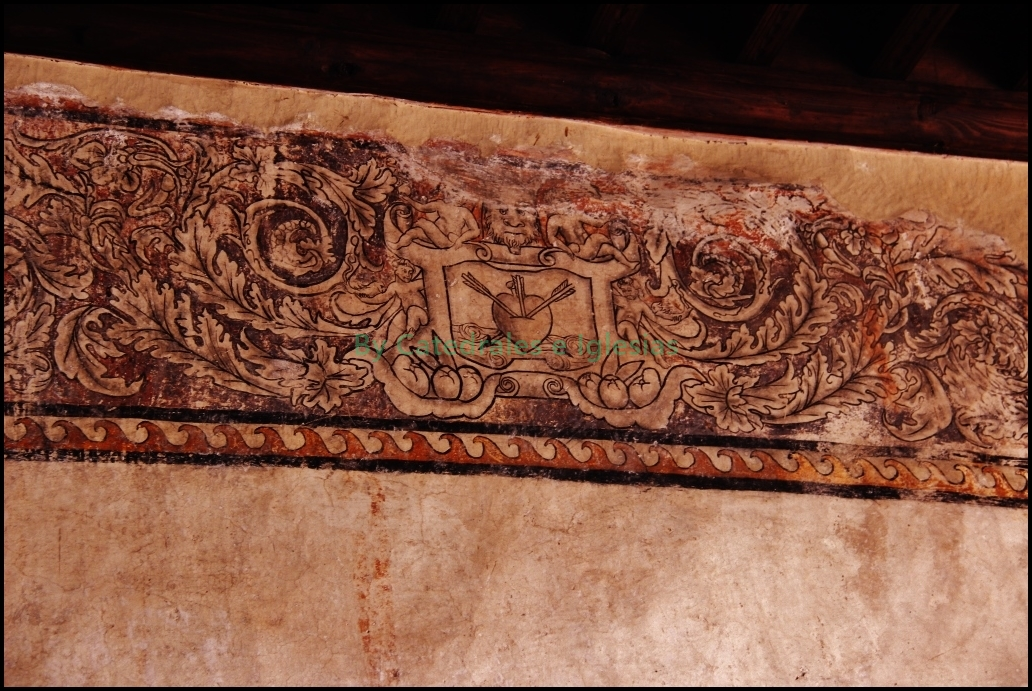
Cenefa del claustro alto

### Pintura de los pasillos

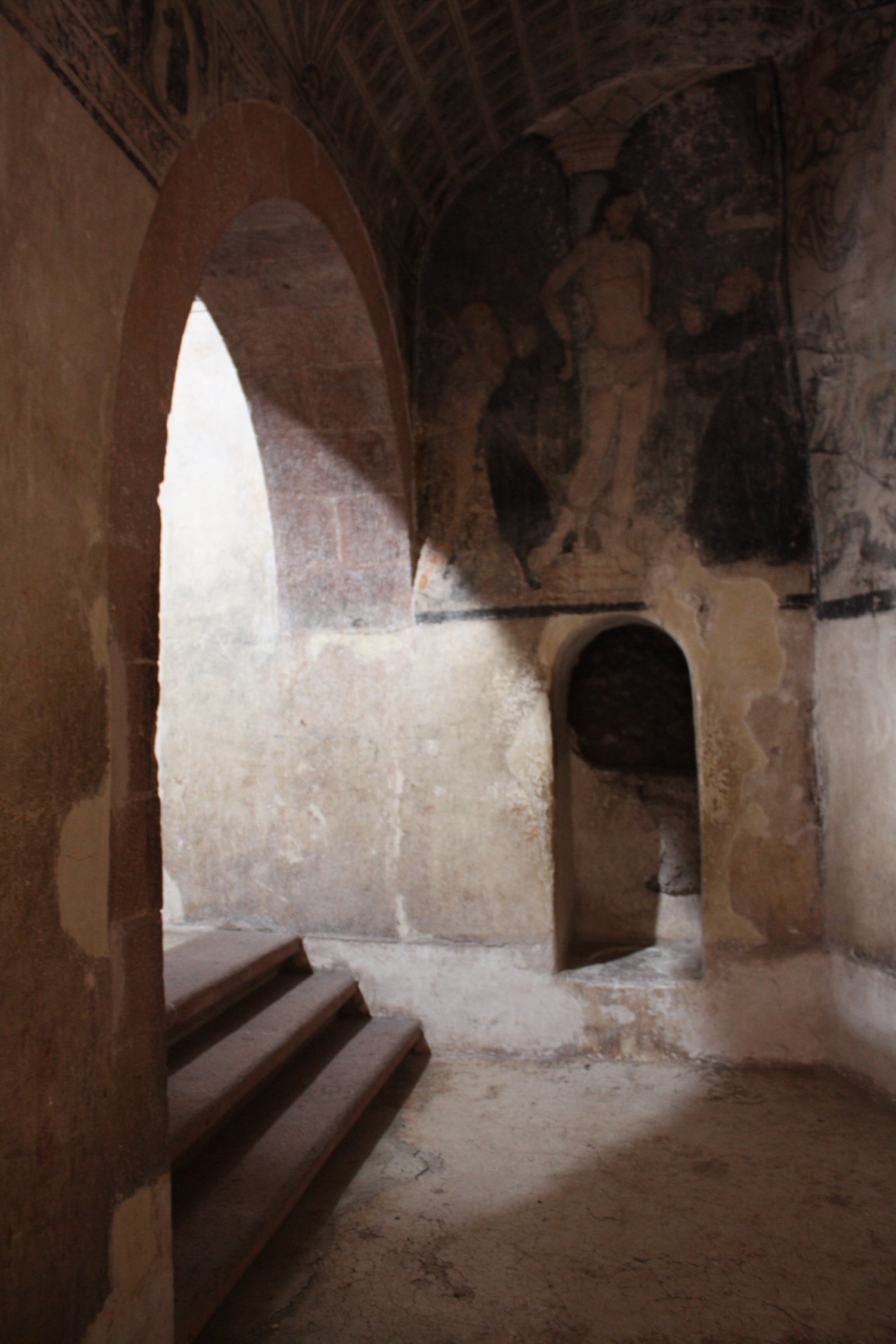
En la parte superior, “Cristo en la columna adorado por San Agustín y San Nicolás Tolentino”

El techado de los corredores, es una bóveda de medio cañón, en las intersecciones de los pasillos forman una pequeña bóveda de arista, aprovechando los arcos torales teje nervaduras que confluyen en un rosetón. El resto de la bóveda que recorre los pasillos, se ornamenta con pinturas en forma de lacerías que simulan ser nervaduras, llevando círculos con querubines en las intersecciones y calaveras en los arranques.
En la parte superior del muro, corre una cenefa de pinturas, compuesta de tres secciones: la superior e inferior logradas a base de grutescos y la intermedia, realizada a base de balaustres renacentistas, donde pueden notarse carteles con diferentes motivos, entre ellos una cruz signo de la Pasión de Cristo, las tres flechas atravesando un corazón, signo de la Orden de San Agustín; el nido de perdices, emblema de San Nicolás Tolentino y otros motivos.
El pasillo sur culmina en cada extremo con una ventana de cerramiento adovelado en platabanda, formando en la intersección de esta y la bóveda una especie de tímpano, cubierto con pinturas polícromas que representan, la del occidente, “La Oración del Huerto” y la del oriente, “El Juicio Final”. En algunos casos, las cabeceras de la bóveda se encuentran ornamentadas con pinturas que dibujan en blanco y negro simétricos casetones.
En la cabecera sur de los pasillos oriente y poniente existen también pinturas; la del primero, muy deteriorada, deja ver apenas algunas caras de santos y la del segundo, un Ecce homo. Al fondo del pasillo del poniente en la cabecera norte pero ya en el antecoro, existen dos pinturas: la primera, es un “Cristo en la columna adorado por San Agustín y San Nicolás Tolentino”; y la otra, es un ángel que lleva tres flechas en la mano, debajo del cual se encuentra un personaje lujosamente ataviado.

Pinturas de los pasillos
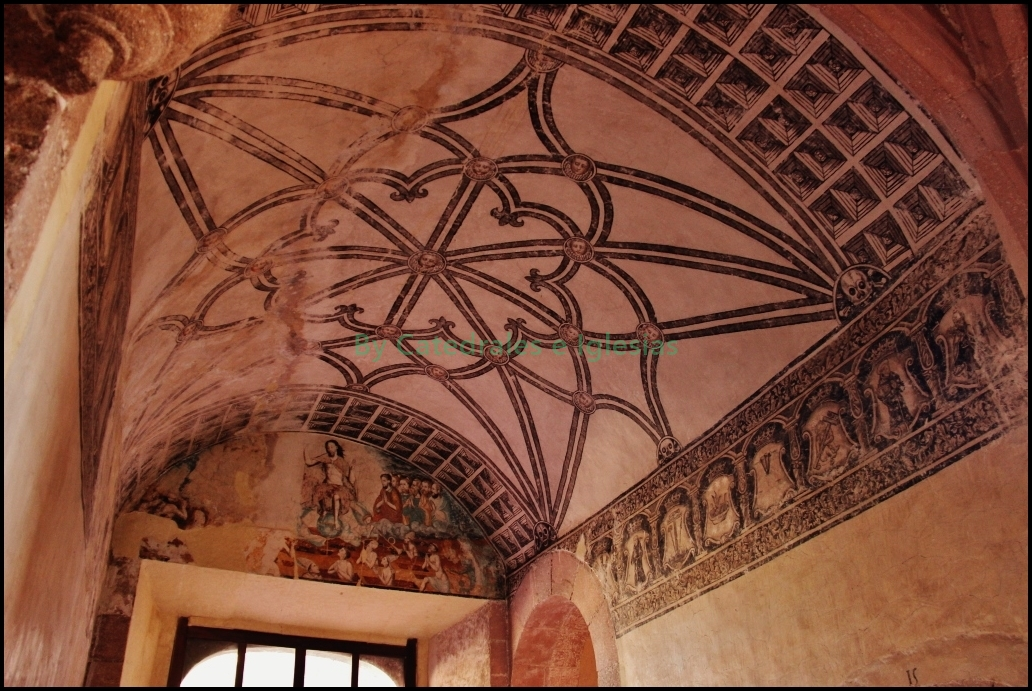
“El Juicio Final”
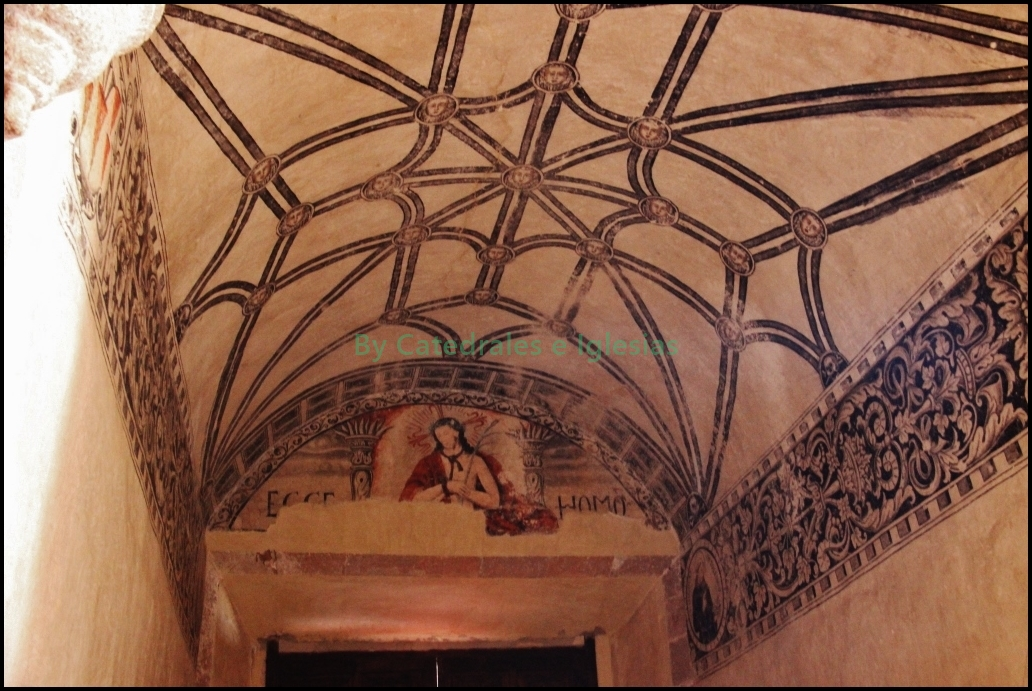
“Ecce homo”
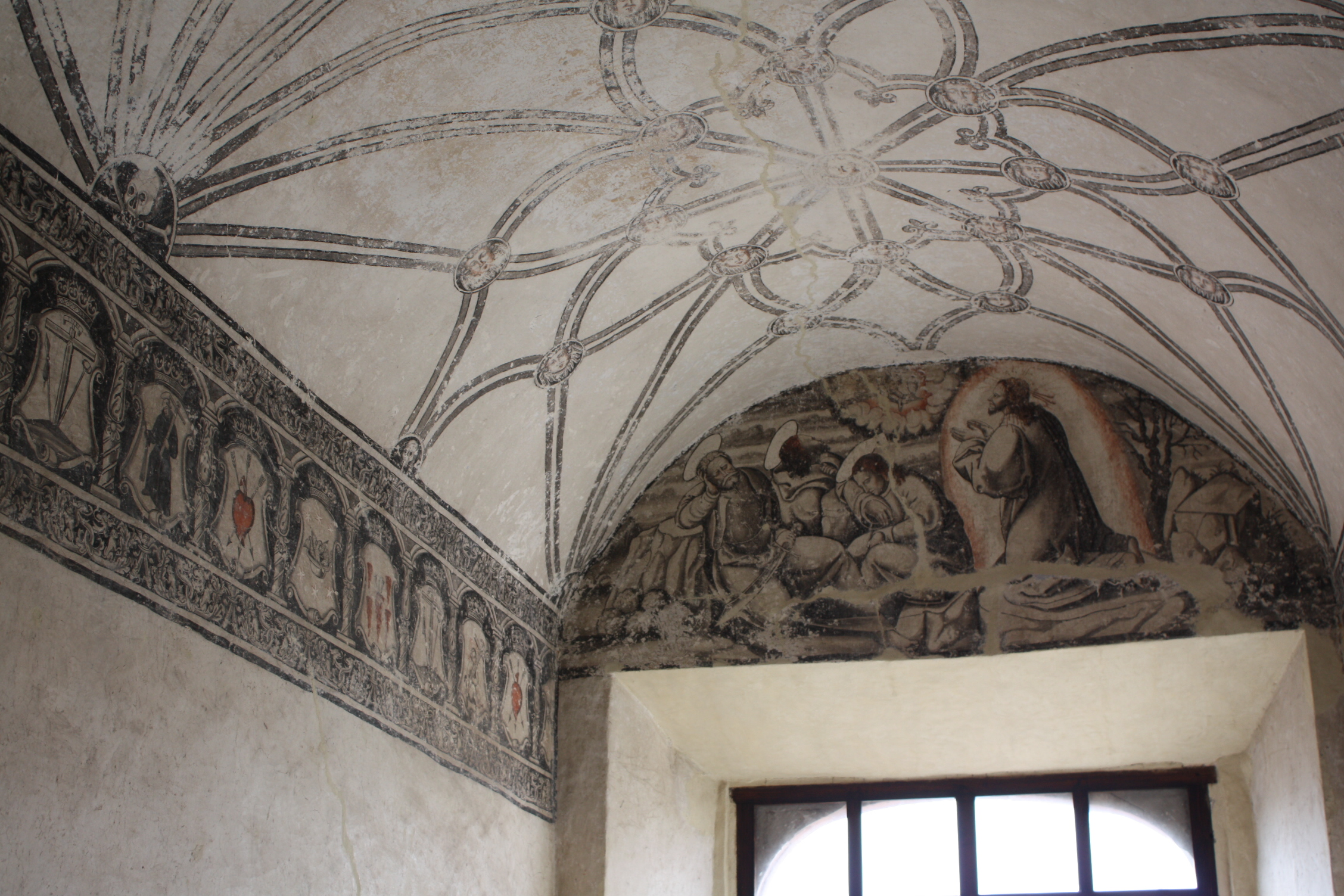
“La Oración del Huerto”
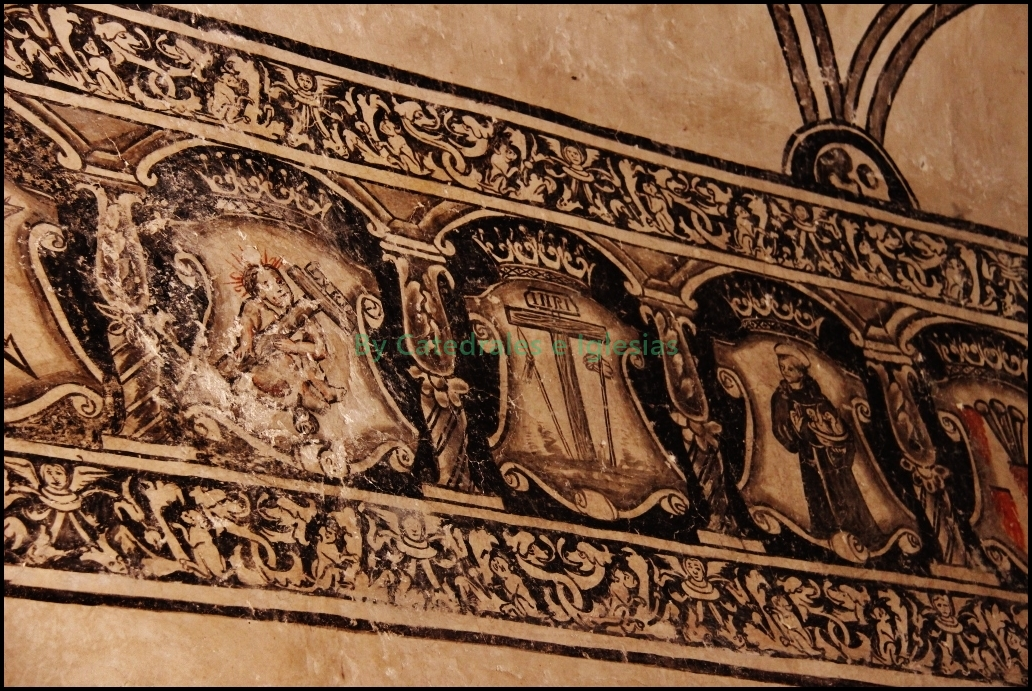
Cenefa
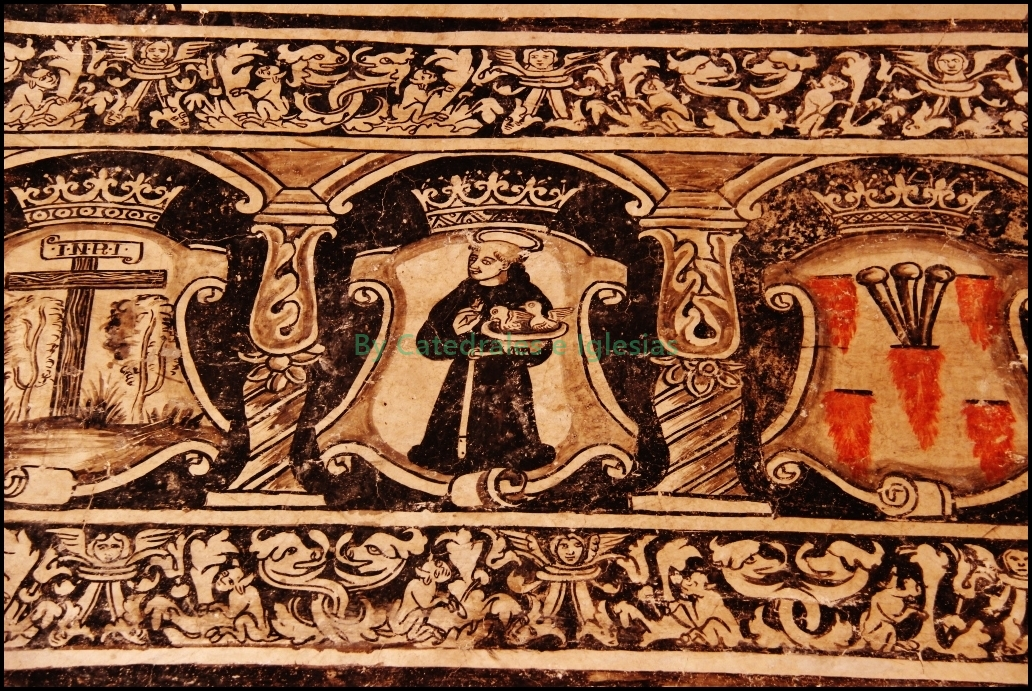
Cenefa
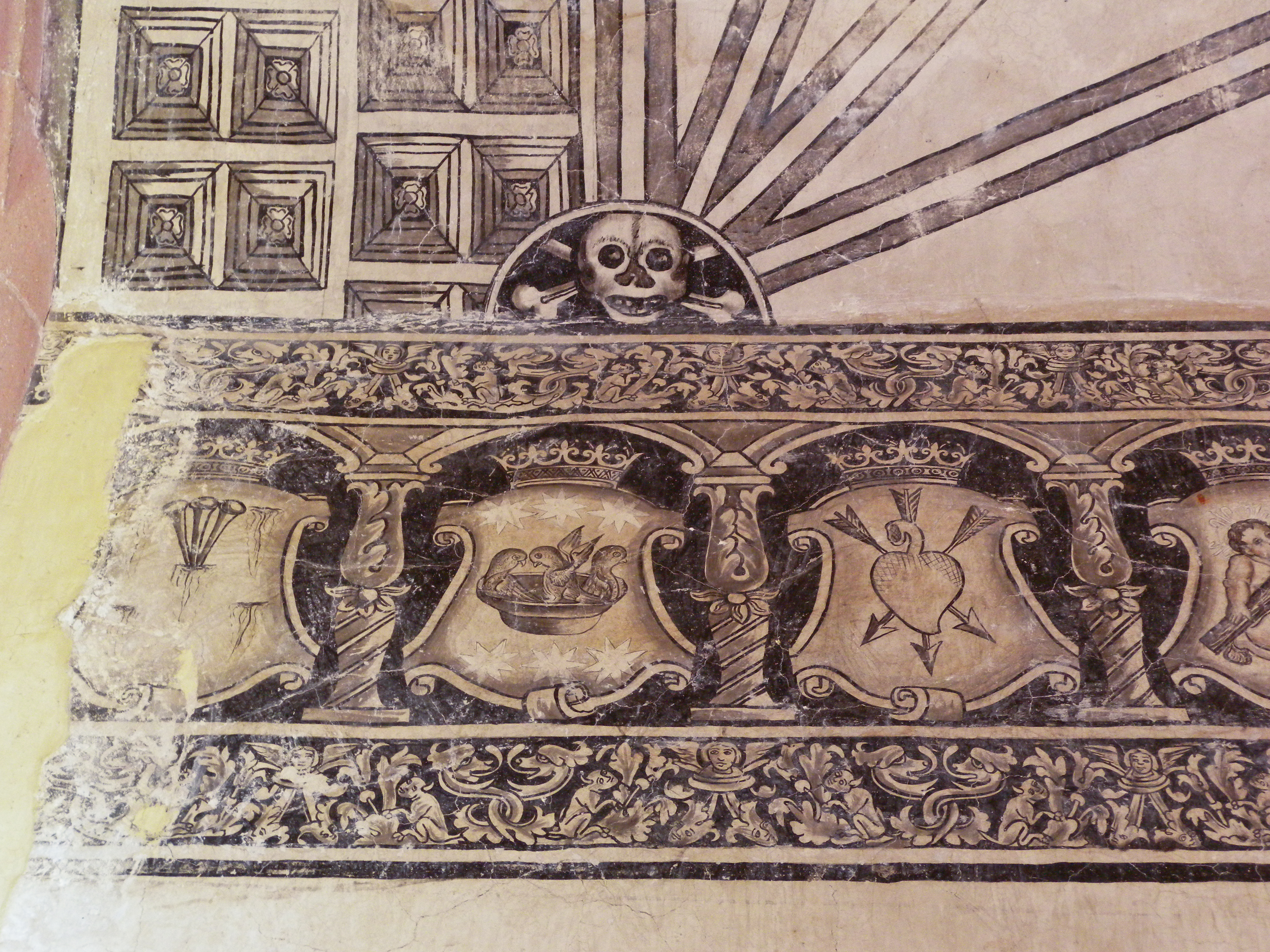
Cenefa

### Pintura de la Celda del Padre Prior

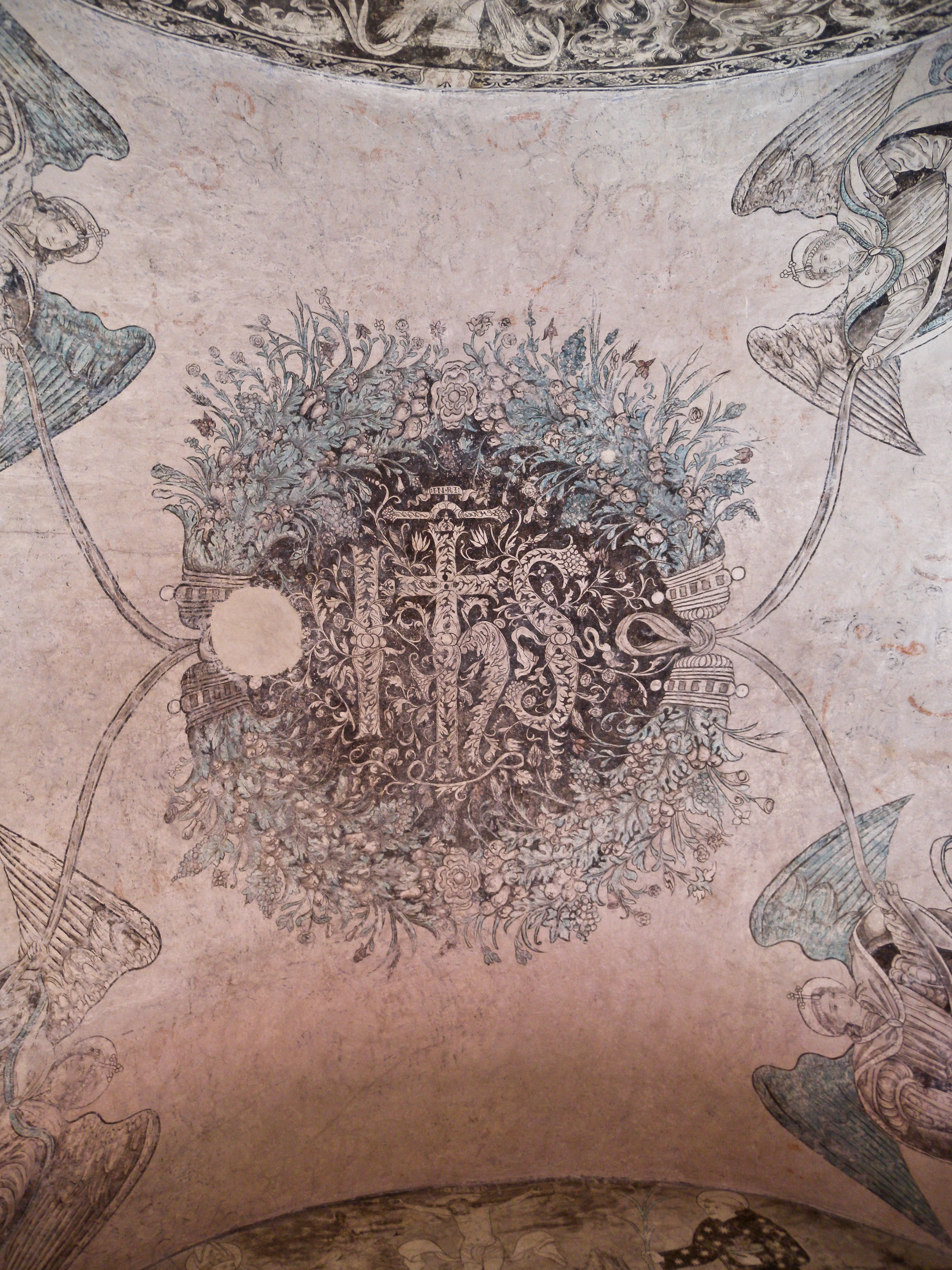
“IHS”.

Con vista al atrio se encuentra la Celda del Padre Prior conocida como "El aposento",  es una habitación con techo de bóveda de medio cañón que se encuentra profundamente adornada; cuatro ángeles en sus esquinas sostienen listones que parten una corona ubicada al centro, dentro de la cual se encuentra el monograma “IHS”, que representa a Jesucristo, es decir, un cristograma. En el muro de la cabecera poniente hay una gran pintura, se encuentra San Nicolás Tolentino con el hábito tapizado de estrellas y San Agustín, ambos adoran a un Cristo crucificado, de cuya boca salen tres dardos que van al corazón de Hipona.
En el muro del lado opuesto hay una pintura que lleva al centro un gran escudo con yelmo, sobre este se levanta una gran columna rematada con el gallo de San Pedro. El escudo lleva un capelo con cuerdas y borlas, en un escusón puede notarse el corazón agustino atravesado por las tres flechas y sobre el capelo se levanta una cruz, pueden notarse también una lanza con esponja en la punta alrededor de la cual se encuentran diversos símbolos pasionarios: treinta monedas, una palma, martillo, tenazas, la túnica y los dados que la jugaron, una linterna, una mano abierta, otra con un manojo de cabellos, un ánfora, tres bustos entre los que se reconoce a Judas Iscariote pasándole una soga por el cuello.
Todo esto enmarcado por grutescos que a manera de arquivolta remata en la clave con el emblema del corazón atravesado por las tres flechas. En la cenefa, a nivel del arranque de la bóveda, puede leerse una inscripción que traducida dice: “EN LAS SAGRADAS ESCRITURAS, DAN TESTIMONIO DE MI, JESÚS MARÍA LA VIRGEN Y SAN JUAN EN SU EVANGELIO”. A los lados de la puerta principal, se encuentran San Pablo con el libro y San Pedro con las llaves. Finaliza la ornamentación de este sitio un guardapolvo coronado con una cenefa que lleva cuernos de la abundancia y seres mitológicos, y un monograma en el capialzado de la puerta con las letras “IHS”.

Pinturas de Celda del Padre Prior
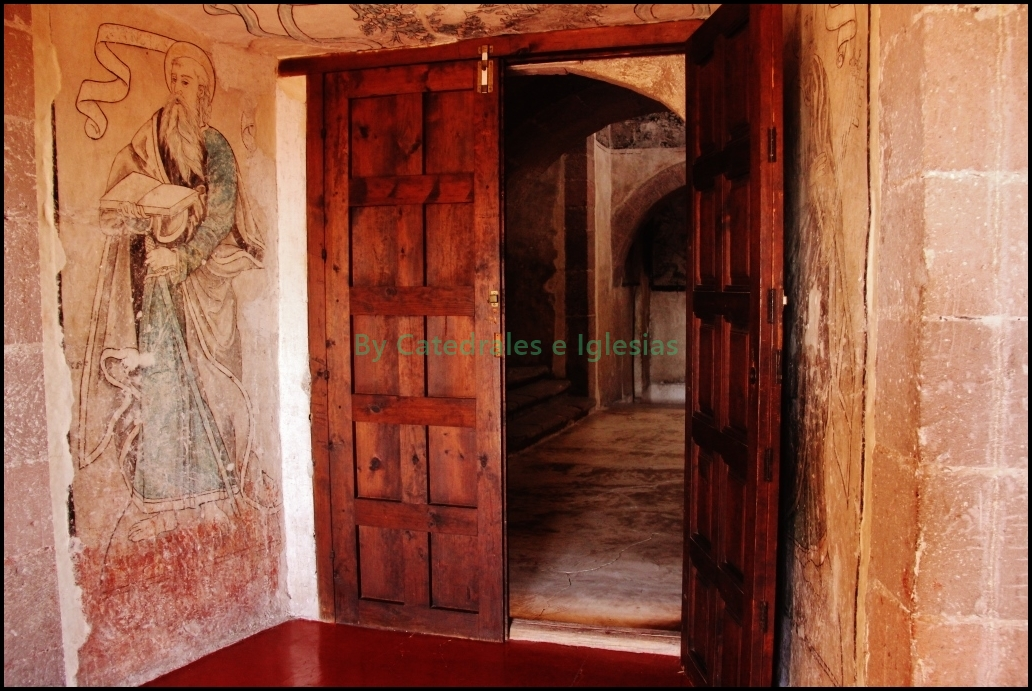
“ San Pablo con el libro”
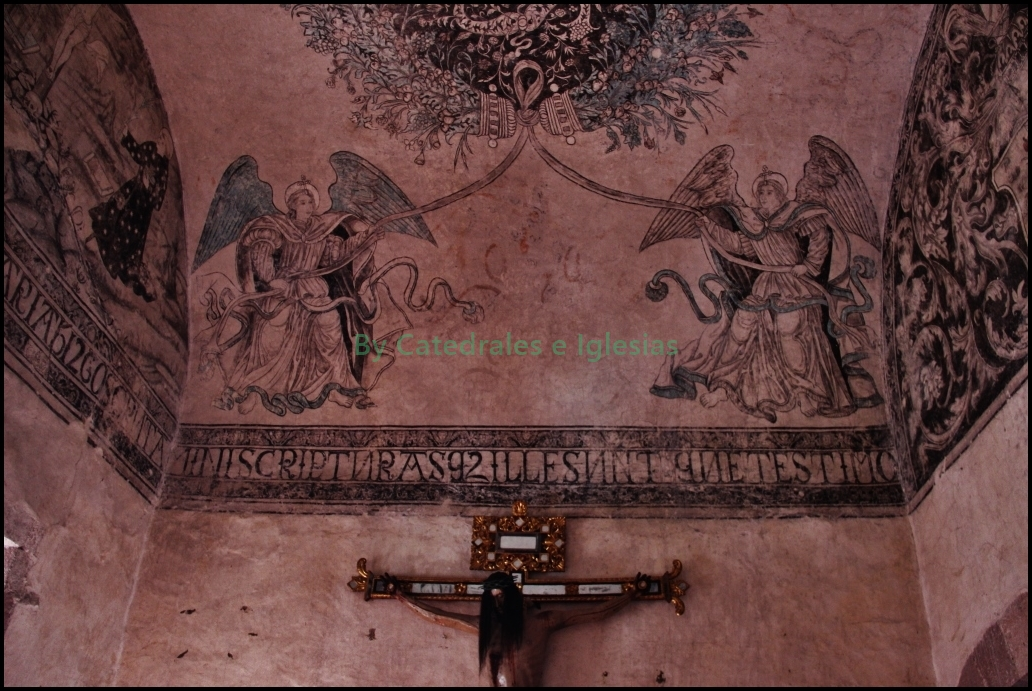
“Ángeles”
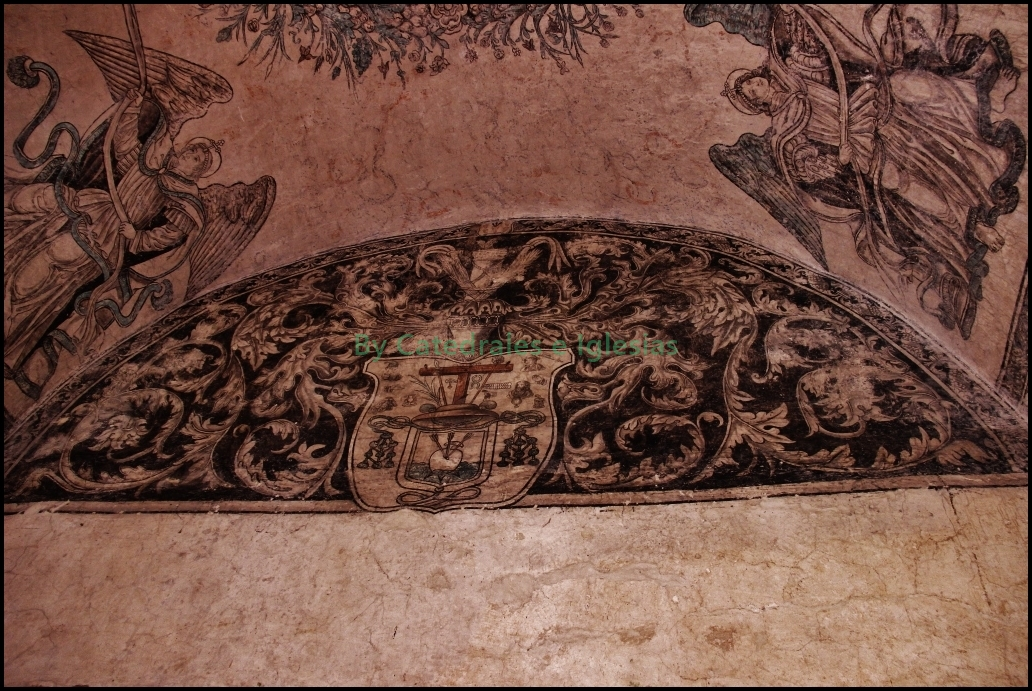
“Escudo Agustino”
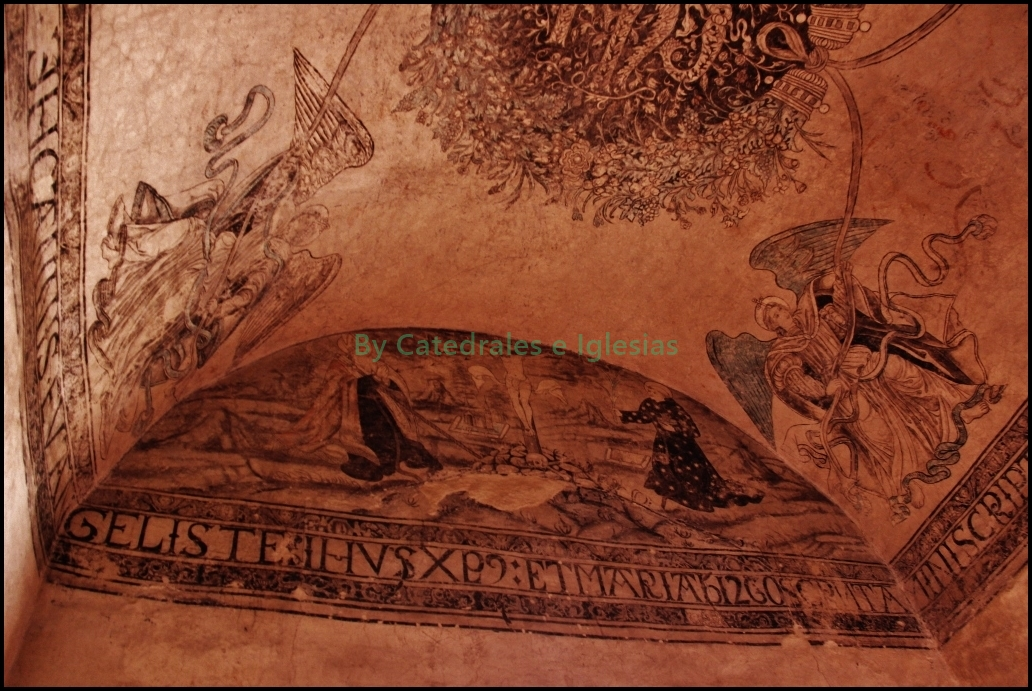
“San Nicolás Tolentino y San Agustín adorandoo a Cristo”

### Pintura del Cubo de la Escalera

#### Zona baja
La totalidad de los muros se encuentra ornamentada con pinturas al fresco, divididas verticalmente por frisos o cenefas; horizontalmente la división se hace a base de arcadas sostenidas por columnas abalaustradas. A la izquierda de la entrada de acceso a la escalera, en el muro sur, se encuentra la primera pintura; que parece salir del contexto original; al parecer su realización es posterior al resto de las pinturas que cubren los muros del cubo de la escalera. En ella se encuentra representado fray Martín de Acevedo, acompañado de los caciques Juan Inica Atocpa y Pedro Ixcuincuitlapilco, caciques de estas poblaciones, ambos con unas túnicas blancas. Todos ellos están arrodillados venerando la imagen de un Cristo crucificado, colocado sobre un altar. Esta parte corresponde a un nivel histórico que narra los hechos de la fundación y construcción del convento.
La primera figura que se puede hallar a la derecha de la puerta, en el muro oriente, es la de San Juan Bueno; la escena del tramo siguiente es difícil de identificar, ya que se encuentra deteriorado. La escena del fondo, representa a San Agustín arrodillado ante Simpliciano de Milán, ante el que se convirtió. En el muro norte, tenemos de nuevo a San Agustín y el obispo Valerio de Hipona. La zona baja del cubo de la escalera termina en el tramo central de la misma con el anagrama «IHS» dentro de una laurea.
En el friso que separa el nivel bajo del intermedio, se representa a seres mitad humanos, resultado de la unión de un torso humano, una cadera vegetal y en lugar de piernas tiene una suerte de cuerpo escamoso a la manera de una sirena, el cual se transforma en un roleo vegetal. Está desnudo, sostiene con ambas manos un garrote elaborado con una rama o tronco tronchado, lo levanta de manera amenazante ante el rostro de un águila que abre el pico, levanta un ala y pisa el cuerpo escamoso del salvaje. La escena se desdobla de manera simétrica, como si se encontrara ante un espejo, terminando en un tronco enrollado, en forma de espiral.
Es un águila muy parecida a la del ábside del Convento de Ixmiquilpan, pero aquí carece de atributos indígenas. Posiblemente el águila represente a Cristo (o al agustino), combatiendo contra el salvajismo de los habitantes del norte incivilizado. Abajo de ese friso en el ángulo noroeste, sobre el guardapolvo, con letras romanas, hay una inscripción repartida en los dos muros del poniente, y del norte: "Isti sunt viri sancti quos elegit dominus in charitate non ficta or doctrina fulgit ecclesia ut sol et luna" (Estos son los santos varones que eligió el Señor por su caridad nunca falsa sino por su palabra resplandeciente en la iglesia como el sol y la luna).

#### Zona intermedia

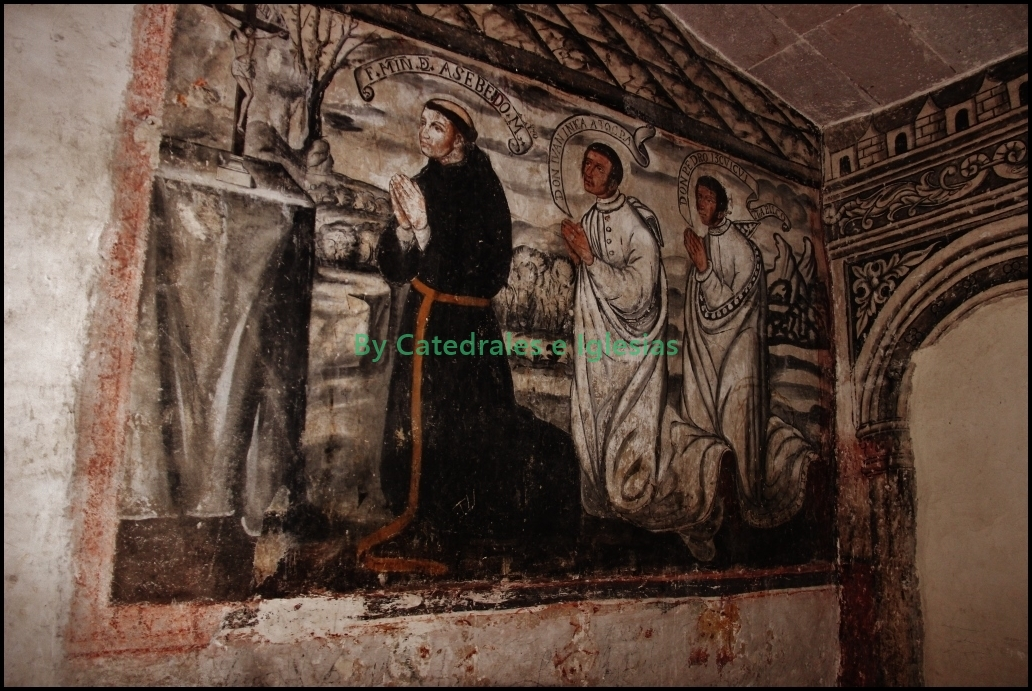
Juan Inica de Actopán, Pedro de Izcuincuitlapilco, junto con el fraile fray Martín de Asebeido; mural de la zona baja.

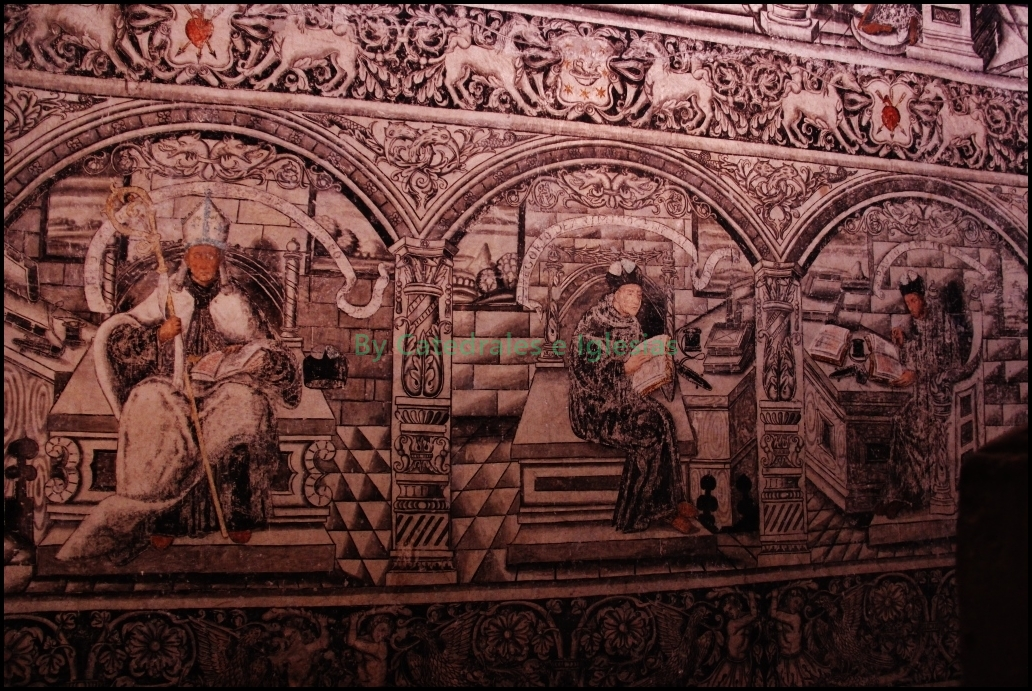
Zona intermedia del muro norte.

Los personajes están instalados en un lujoso ambiente, con mobiliario ostentosamente tallado, grandes sillones como tronos, cortinajes, mesas y escritorios igualmente ricos en los que hay libros, plumas, tinteros, atriles y otros adminículos. La mayor parte de las figuras se encuentran sentadas.  Cada personaje está ataviado en relación con sus dignidades, los obispos y arzobispos llevan mitra y báculo, los prelados se hallan en aposentos que de estilo gótico, en su concepción a pesar del renacentismo del noblaje, apariencia que armoniza admirablemente con el medievalismo de los arreos litúrgicos.
Esta zona está íntegramente dedicada a los grandes personajes de la Orden de San Agustín. El primer personaje del muro oriental, no está identificado; el siguiente es fray Ugolino de Orvieto, obispo de Arímino. Doblado el ángulo, ya en el muro norte, se halla un tramo en el que encontramos a Paulo Veneto, doctor y autor de varios tratados teológicos y filosóficos. Le sigue Gregorio de Rímini, llamado el «doctor Authenticus» debido a su posición teológica, y finalmente, la figura de un obispo sin identificar.
En el muro occidental, esta zona está dedicado a dos personajes españoles, fray Martín de Córdoba y fray Jacobo de Valencia un doctor y un obispo, respectivamente, junto con el doctor fray Tomás de Argentina. En el muro sur, de izquierda a derecha: abajo del descanso de desembarque hay representada una escalera en perspectiva absolutamente deformada: por el pretil se indina un duendecillo chocarrero, que vierte un líquido a quien entra por la puerta inferior; la pendiente de la rampa de la escalera determina un ángulo en el que hay un círculo adornado que incluye el monograma IHS; sobre el rellano hay una figura aislada que se ha considerado que puede tratarse de fray Alfonso de Soria.
El friso que sepa el nivel intermedio del alto, alternen el corazón de San Agustín y las perdices y las estrellas de San Nicolás. Estos escudos tienen como soportes dos cuadrúpedos fantásticos que llevan montados en la grupa con el frente hacia la cola, unos niños que manejan las riendas que los refrenan.

#### Zona alta

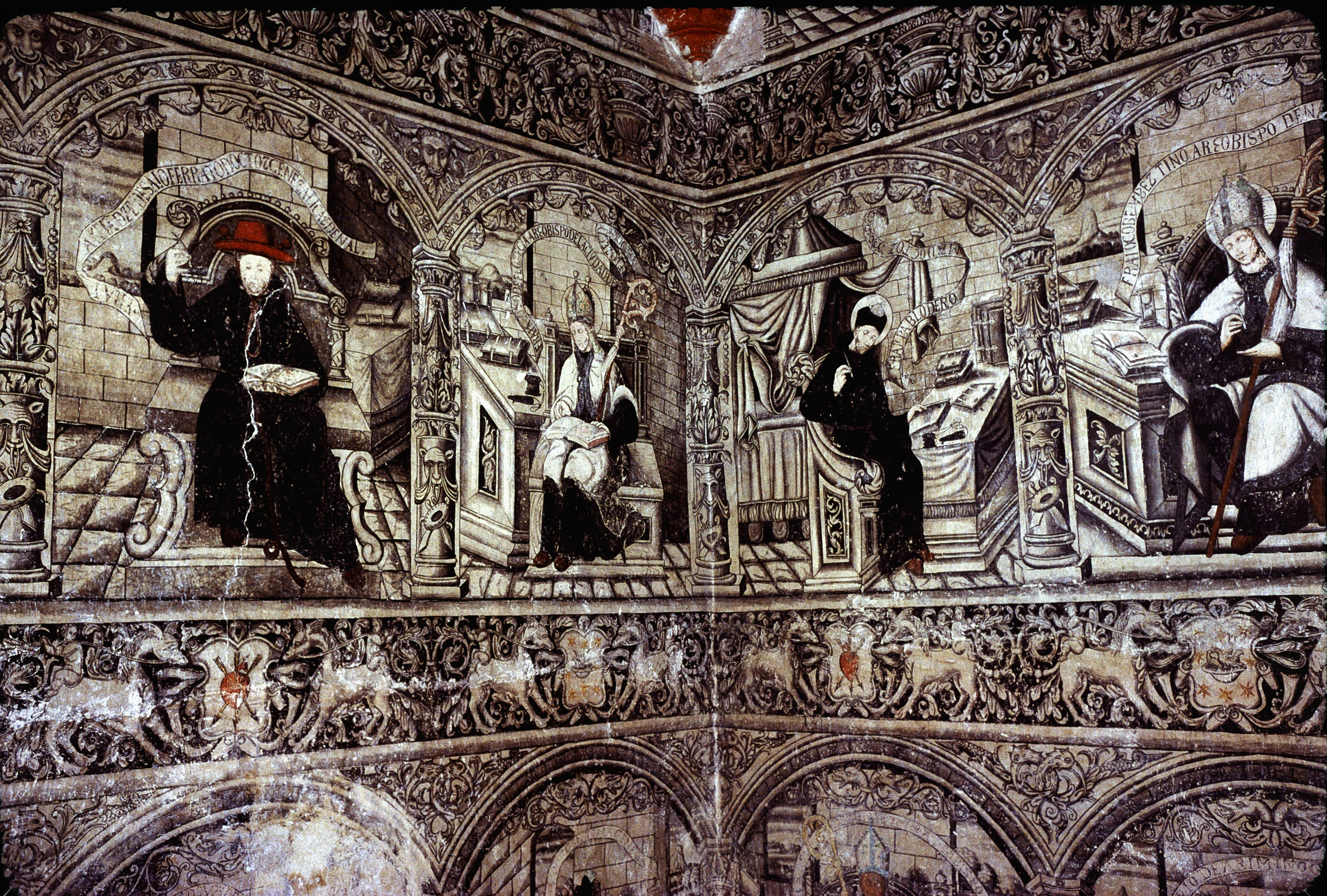
Esquina muro norte y occidental.

Este espacio parte de la puerta de la galería del claustro; los personajes del muro sur están sin identificar. En el muro oriente de izquierda a derecha, fray Pedro doctor y obispo; es seguido por el teólogo fray Gerardo de Bergamo y y finalmente la figura de San Agustín. La figura se tomó de una crónica agustina impresa en España en 1569. En el muro norte de izquierda a derecha, fray Pablo de Roma; fray Jacobo Ubertino obispo de Nápoles y fray Bartolomé de Urbino. En el muro occidental de izquierda a derecha, el arzobispo de Valencia, Santo Tomas de Villanueva; seguido de fray Aretable de Sassoferrato; y por último, aparece fray Alonso de Florencia, doctor y arzobispo de esta ciudad.
El friso que  separa la zona alta y la superior, está situado abajo de las ménsulas donde nacen los nervios de la bóveda. Su dibujo es renacentista, su composición lo fijan vasos en cuyas asas hay atados roleos que tienen en un extremo cabeza de dragón y en el otro, rostros de bestias que asoman la lengua en torzal, terminada en voluta; todo adornado con profusión de hojarascas.

#### Zona superior

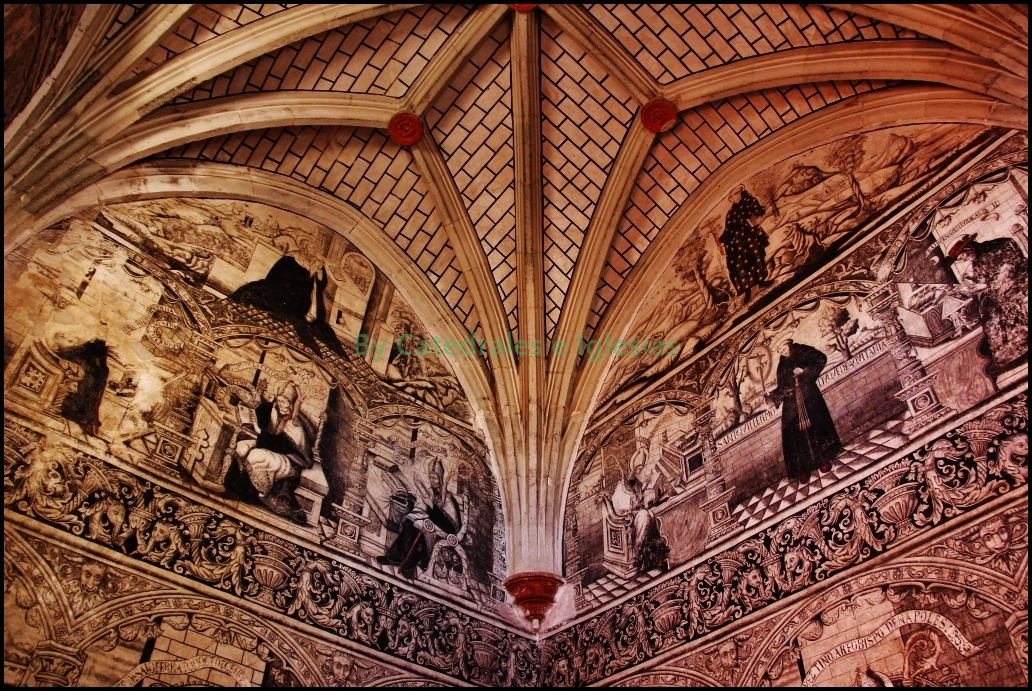
Esquina muro norte y occidental.

En el muro sur presenta al centro debajo de la ventana el escudo de San Nicolás Tolentino; a la izquierda San Agustín, fundador de la orden; y a la derecha San Simpliciano, quien lo convirtió. En el muro oriente de izquierda a derecha: fray Dionisio de Murcia, abajo del alféizar de la ventana dos angelotes como tenantes de un escudo agustino; y la figura del patriarca fray Esteban de Mora. El muro norte de izquierda a derecha, el general y arzobispo Egidio Romano, discípulo de Tomás de Aquino; en el centro, San Guillermo, duque de Aquitania; finalmente el cardenal Buenaventura. El muro occidental occidental de izquierda a derecha: fray Jerónimo de Nápoles, doctor y obispo; fray Alonso de Toledo, que fue arzobispo de Sevilla; por último obispo fray Guillermo de Vechio de Florencia.

#### Coronación

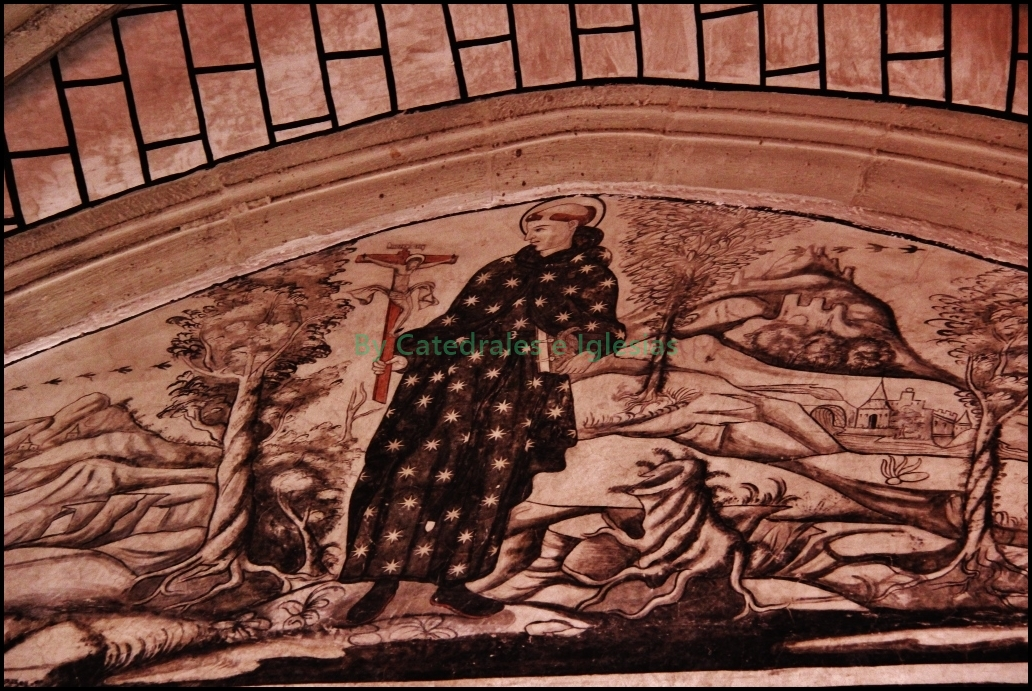
San Nicolás de Tolentino

En el remate de la escalera, en la zona de los lunetos, se hallan cuatro santos notablemente relacionados con la espiritualidad agustinana. En el luneto sur, a los costados y sobre el cerramiento de la ventana: paisaje: ermitaño San Jerónimo, arrodillado en adoración, la mitad superior del cuerpo desnuda, el hábito o la capa colgada, en la cercanía león echado debajo de la mesa. En el luneto oriental a los costados y sobre el cerramiento de la ventana: un paisaje con Santa Magdalena, lee en un libro, rica redoma o perfumatorio cercano.
En el luneto norte un paisaje con rocas, árboles, castillos e iglesias; San Nicolás de Tolentino de pie con cerquillo de fraile y hábito con estrellas; contempla extasiado un crucifijo que tienen en la mano izquierda; en la derecha lleva un libro. En el luneto occidental esta Santa Mónica arrodillada frente a un altar con crucifijo; un paisaje en lontananza un santito en tierra y un fraile en un bote.

### Pintura de la capilla abierta

#### Muro oriental
Parte superior

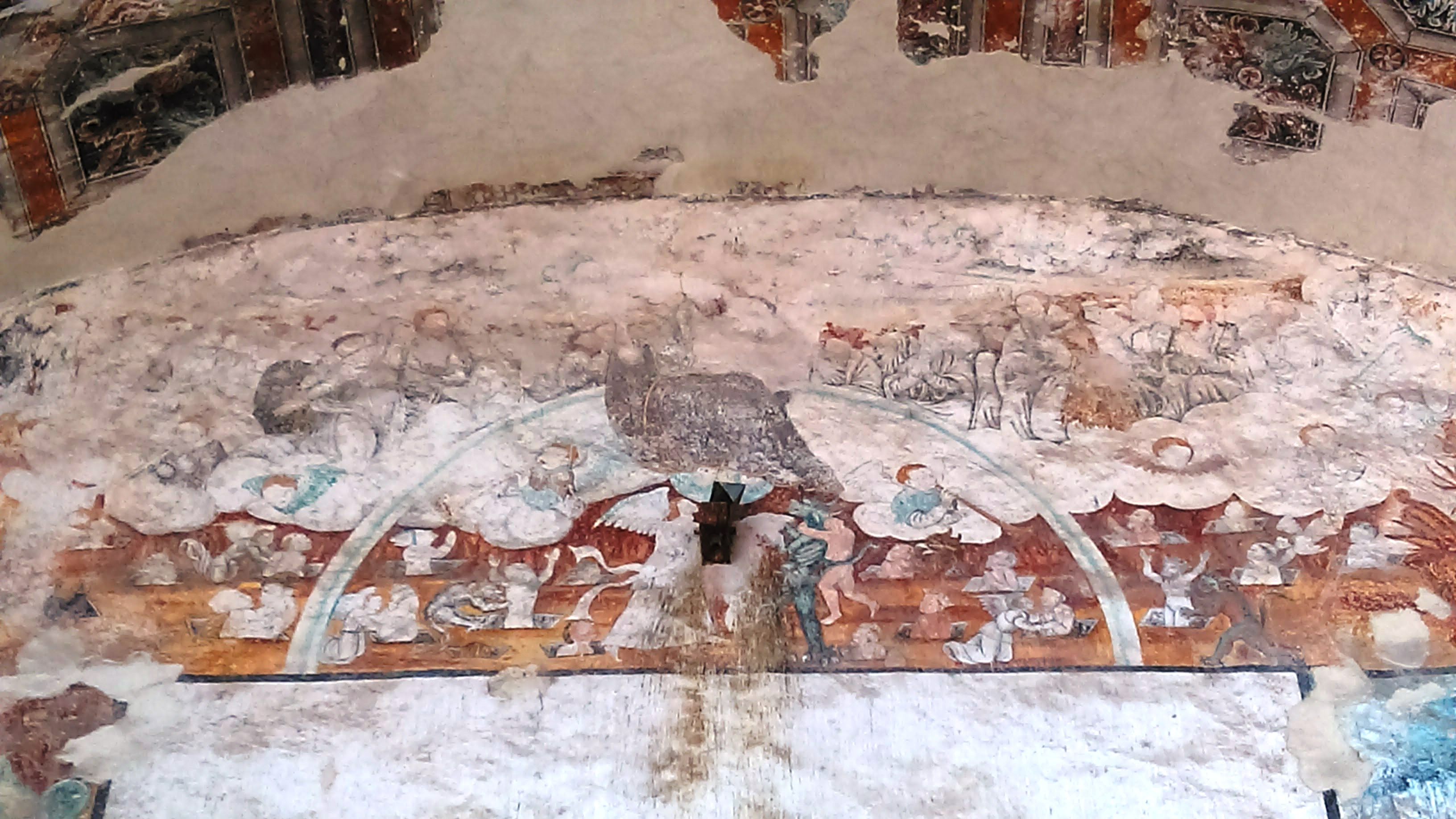
El “Juicio Final”.

El muro oriental es el principal, ya que da directamente al atrio, está dividido en tres registros. La parte superior, es la más importante de todas las escenas, por su tamaño. Representa la escena del “Juicio Final”, combinando pasajes de los capítulos IV y XX del Apocalipsis. Se representa la Parusía y una alusión al bíblico Valle de Josafat, lugar donde al final de los tiempos se reunirán todos los pueblos para su juicio. Es posible que se trate de la representación conocida más grande del juicio final en toda la Nueva España.
En la parte central de la escena se aprecia la figura de Cristo, sentado sobre el globo terráqueo a manera de trono; y atrás y abajo de él, un arcoíris. Alrededor de Cristo, una gran cantidad de personajes; todos los seres humanos emergen en medio de nubes y ángeles trompeteros. A la izquierda de la composición aparecen los condenados, y están en medio de lenguas de fuego.
En el límite entre las nubes y el lago de fuego se aprecia la figura de dos ángeles que blanden una espada con su mano derecha mientras que con la izquierda sostienen escudos. Bajo las nubes, en un plano terrestre, los muertos resucitan y salen de sus tumbas; algunos son auxiliados por ángeles y otros por demonios. En la extrema derecha de la composición está lo que podría ser el sol o la luna, bajo el astro, un grupo de figuras humanas blancas de pie parecen marchar en tropel hacia el Salvador.
Parte intermedia
La parte intermedia se interrumpen en el centro, donde hay un espacio libre de decoración; y consta, a su vez, de dos recuadros. Viendo de frente de izquierda a derecha, el primer recuadro se divide en dos, primero se encuentra  la “Creación de Eva” (Génesis, 2,22), y la segunda es “Ángeles vs Demonios”.
La creación de Eva es una escena del jardín del Edén, destacándose la creación de la primera mujer a partir de la costilla de Adán.  Se trata de un resumen de los versículos del Génesis, pues aparecen los principales elementos que en él se manejan: el cielo y la tierra; el reino vegetal, ya que en la escena figuran árboles y plantas; el reino animal, con venados, perros y algo que parece un elefante; y el primer hombre, acostado, durmiendo sobre el pasto, junto a un río. También figuran el sol a la derecha con sus rayos dorados, y la luna del lado izquierdo. El horizonte se recorta con las montañas y, dominando la escena, está Dios Padre con túnica y capa, alzando un báculo en su mano derecha.
La siguiente escena, que se liga especialmente con la anterior, muestra una lucha entre ángeles y demonios, los primeros entre nubes y los segundos saliendo de las fauces del monstruo Leviatán, en medio del fuego. Los ángeles guerreros portan escudos y espadas, y del lado del infierno, aparecen dos demonios en actitud hostil y dos humanos cayendo de cabeza al abismo. Dios Padre disfrutando su obra mientras que algunos ángeles rebeldes, entre los cuales Lucifer, miran con recelo la acción.
El siguiente recuadro se divide en dos, y sintetiza “El conocimiento del Bien y del Mal” o la “Tentación” y “La expulsión del Paraíso” (Génesis 3,7 y 24). Primero la “Tentación”, se encuentran Adán y Eva desnudos, él sentado sobre un bloque rectangular y ella sobre las ondulaciones del terreno. El paisaje se compone de árboles, plantas, aves, al menos dos animales, y en medio de la pareja un manzano que muestra sus frutos, al tiempo que una serpiente, enroscada al tronco, se dirige a Eva. El tipo de serpiente presentada en la escena es una víbora de cascabel, fauna del Valle del Mezquital.
Le sigue “Expulsión del Paraíso”, en ella, Adán y Eva, ahora cubriendo su desnudez, huyen del jardín del Edén al tiempo que voltean hacia atrás y observan a un ángel de larga cabellera en medio de una nube, que blande una espada en su mano derecha.
Parte inferior
El registro inferior se divide en su totalidad en cuatro recuadros, aunque estos llegan a representante más de una escena. De izquierda a derecha “El castigo de Adán y Eva”  (Génesis 3,16-21) y en unión de una escena la “Ruptura de los sellos segundo y cuarto” (Apocalipsis 6, 4 y 8);  “El Arca de Noé” (Génesis 6-9); “La Ruptura del sexto sello”, (Apocalipsis 6,12) y la “Caída de Bablonia” (Apocalipsis 18); “Salvación de las almas del purgatorio”.
El “El castigo de Adán y Eva” representa los trabajos del ser humano por la pérdida de la gracia, con Adán trabajando la tierra y Eva amamantando a Caín, ambos cubiertos con las pieles que les ofreció el Señor para cubrir su desnudez. Dentro del mismo recuadro, del lado derecho, en unión se muestra las fauces del Leviatán arrojando a dos jinetes apocalípticos, la peste y la guerra, la “Ruptura de los sellos segundo y cuarto”.  La presencia del Leviatán, representa el Hades, mencionado en el mismo capítulo.
La siguiente escena es “El Arca de Noé” en la imagen muestra una barca de cuerpo rectangular con un techo a dos aguas que tiene una pequeña ventana en la parte superior por la cual se asoma alguno de los hijos de Noé. El junto con su esposa, observa cómo alrededor del arca mueren ahogados seres humanos y animales de todo tipo; por las ventanillas del arca se aprecian las siluetas de los animales que fueron salvados. El Diluvio universal fue uno de los pasajes bíblicos más populares y fáciles de comprender por el pueblo indígena, al parecer, la idea de un diluvio universal no era ajena al México prehispánico, ya que los mexicas tenían una historia similar.
Le continua la escena de la “La Ruptura del sexto sello”, con el terremoto y la lluvia de estrellas; se ve a los edificios destruirse y a los humanos entre los escombros, mirando como se destruye su ciudad, fuegos pequeños en color negro se ven por doquier. También se ha interpretado esta escena como una representación de la destrucción de Sodoma y Gomorra o como la caída de Babilonia. También podría considerarse como una prefigura de la caída de Tenochtitlán, este tipo de alegorías basadas en las revelaciones bíblicas fue
constantemente empleado en sermones y crónicas en la Nueva España.
La siguiente escena es la “Salvación de las almas del purgatorio”, cinco ángeles están entre el fuego ayudando a los hombres, hablando con ellos, tomándolos de las manos y señalándoles el cielo. Dos ángeles más ayudan a las almas a subir las escaleras que los llevarán al paraíso en el cielo, simbolizado por nubes blancas.

Pinturas de la parte inferior
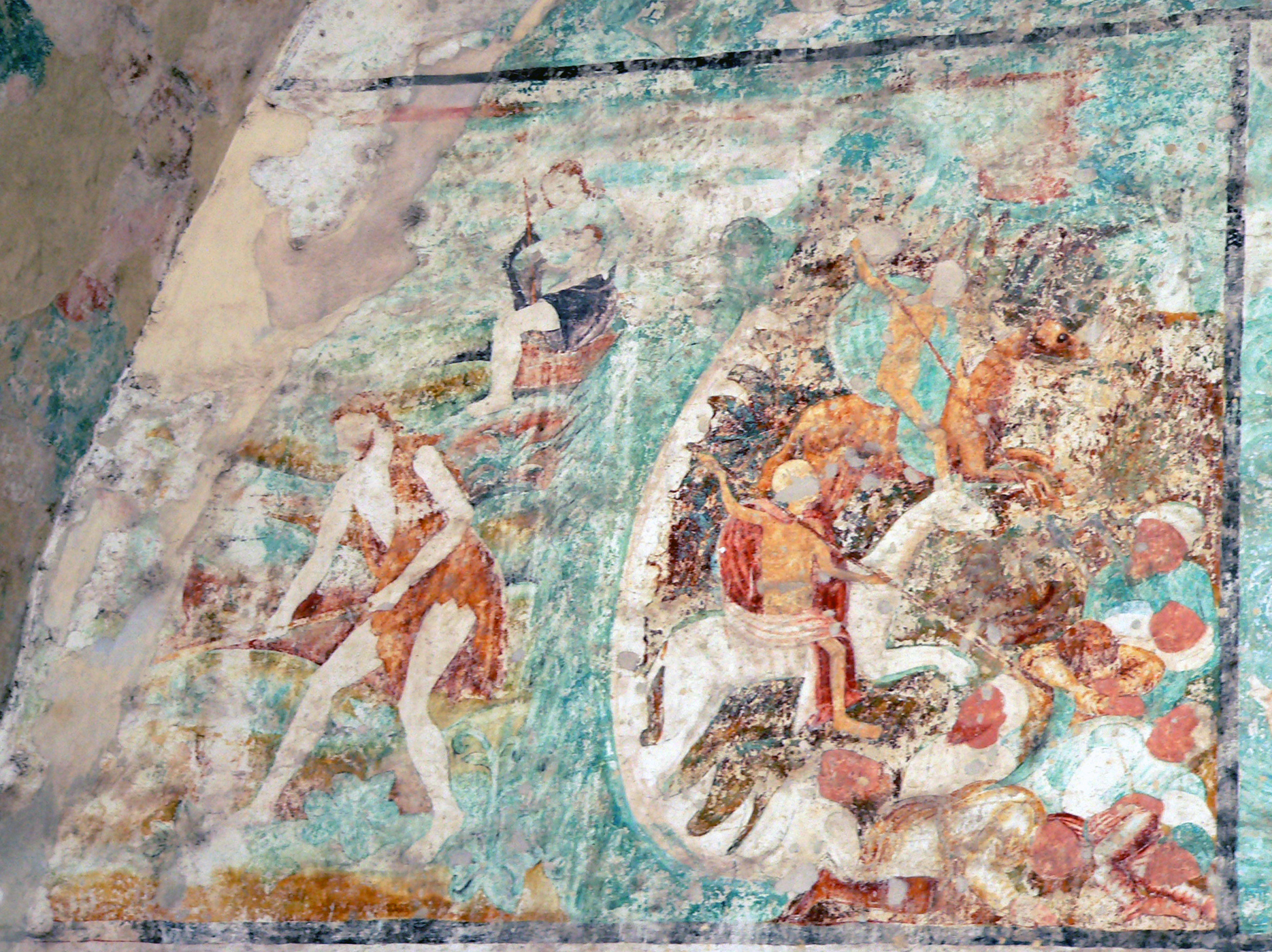
“El castigo de Adán y Eva” y la “Ruptura de los sellos segundo y cuarto”
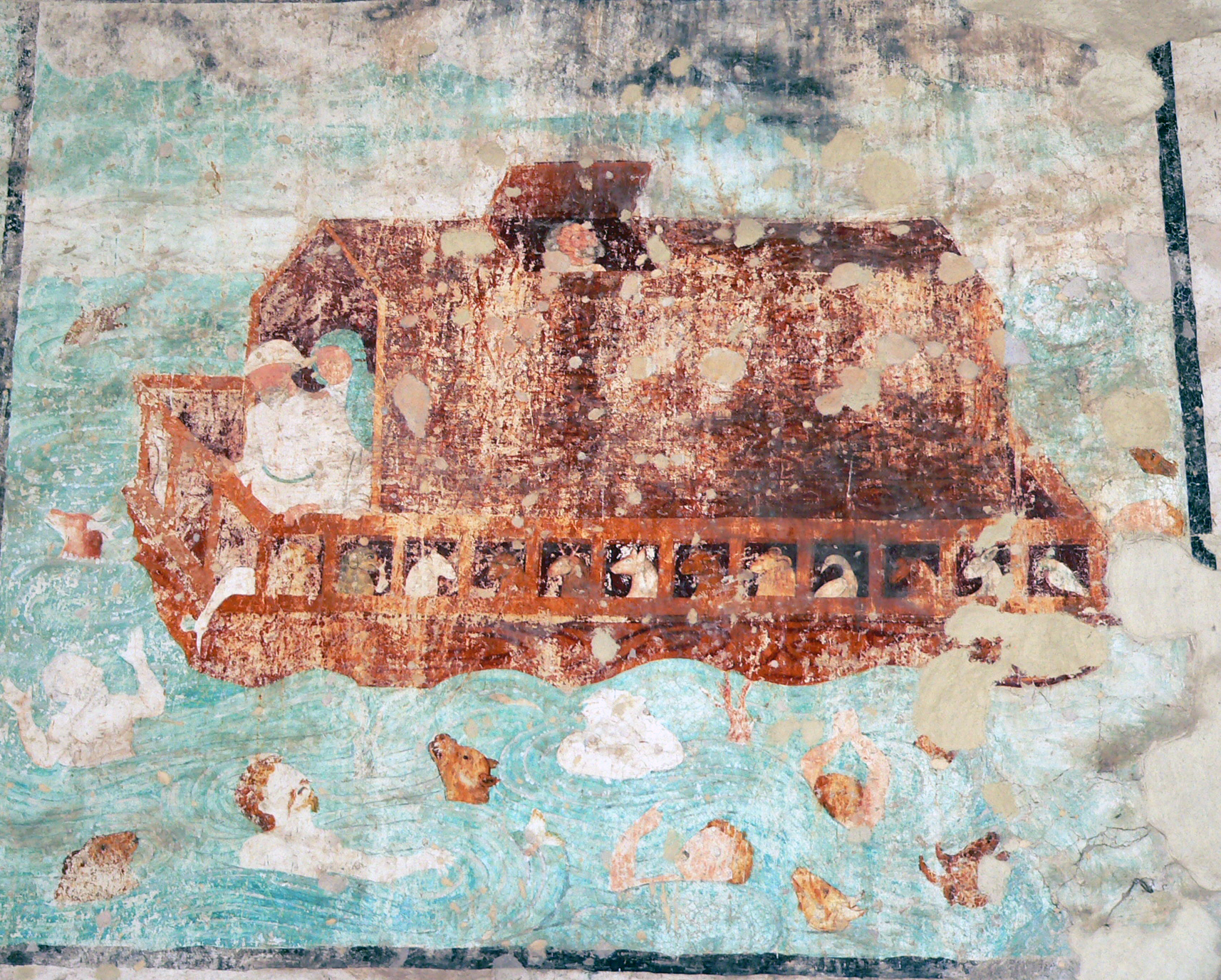
“El Arca de Noé”
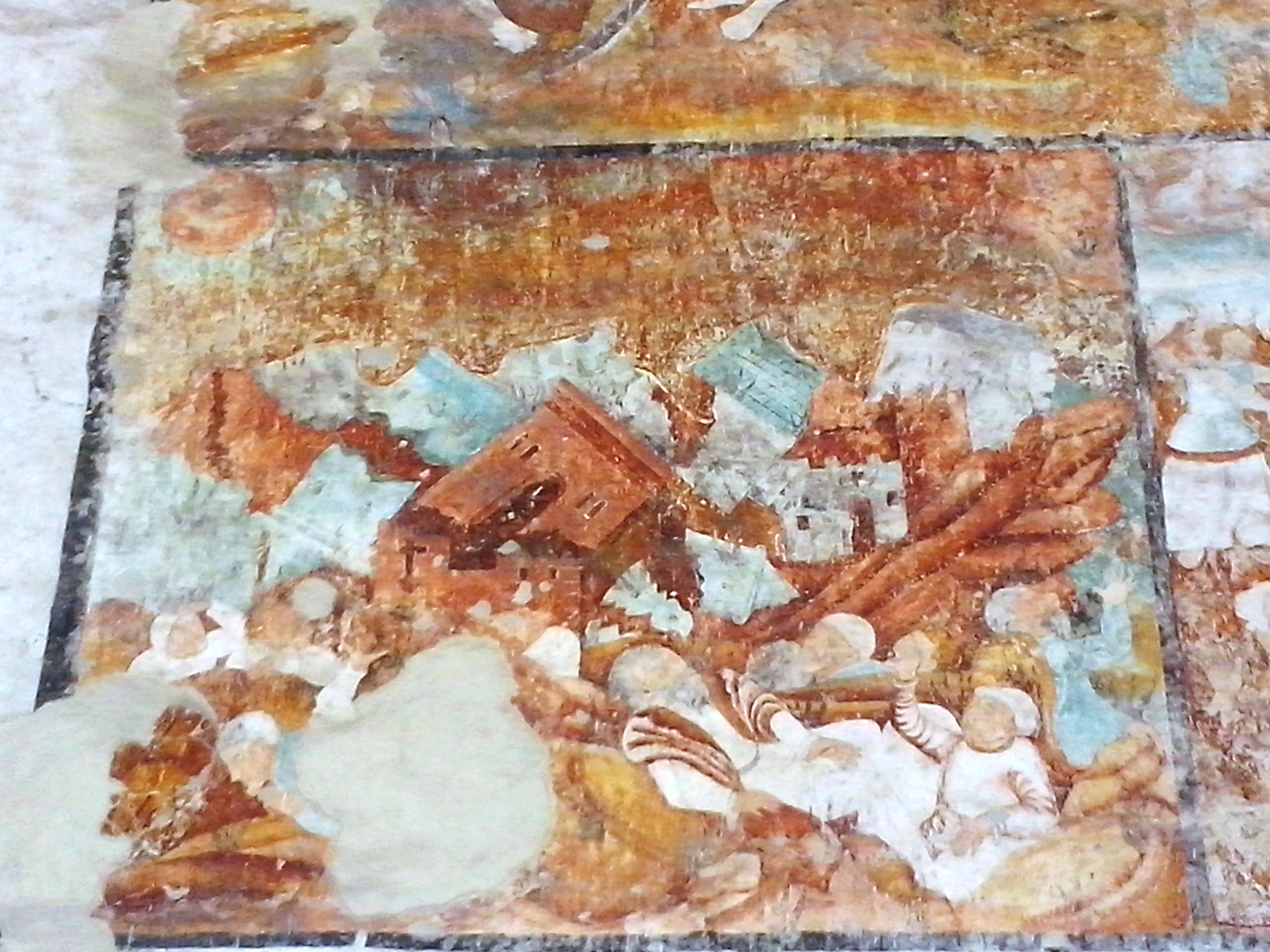
“La Ruptura del sexto sello” y la “Caída de Bablonia”
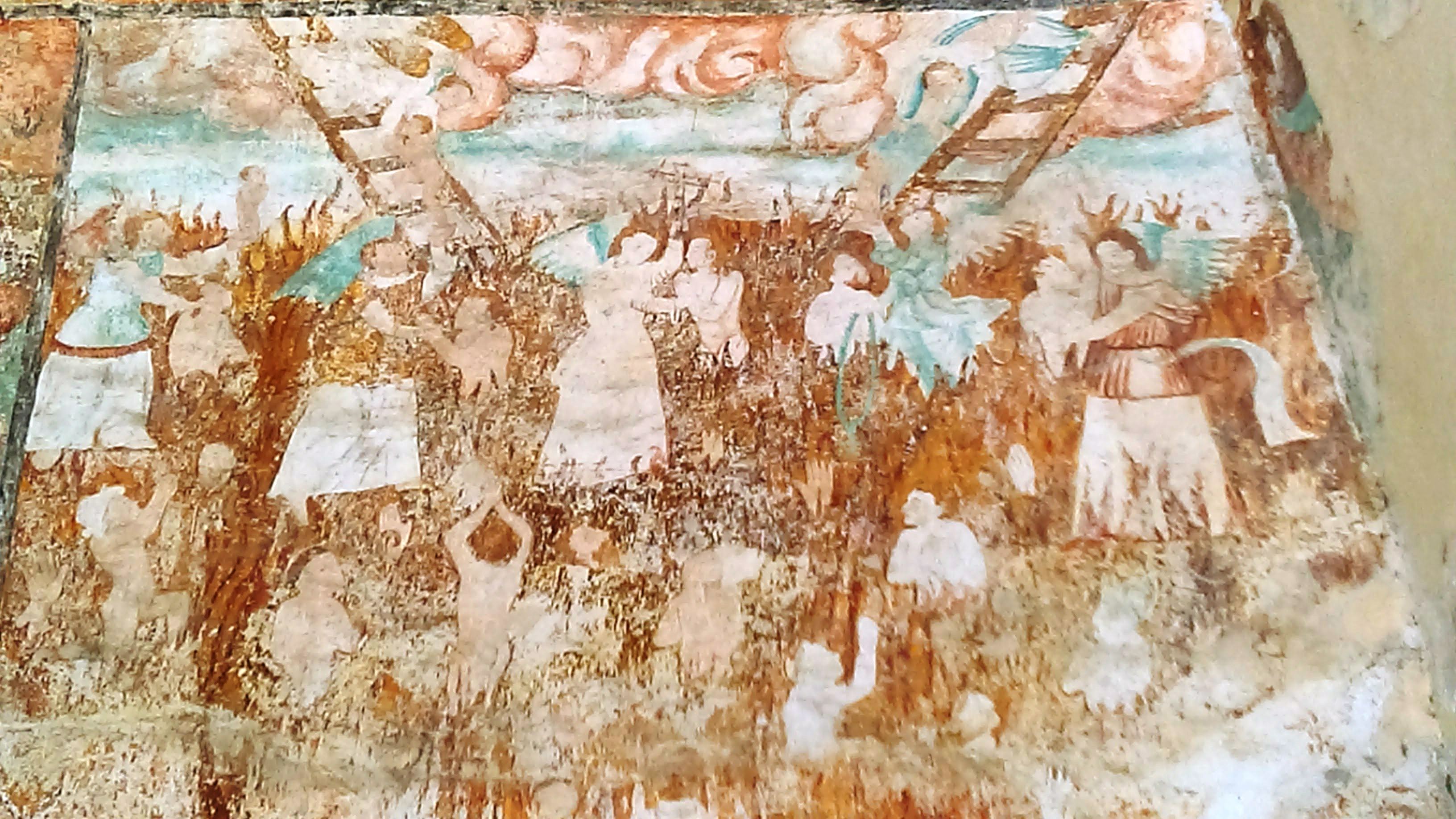
“Salvación de las almas del purgatorio”

#### Muro norte

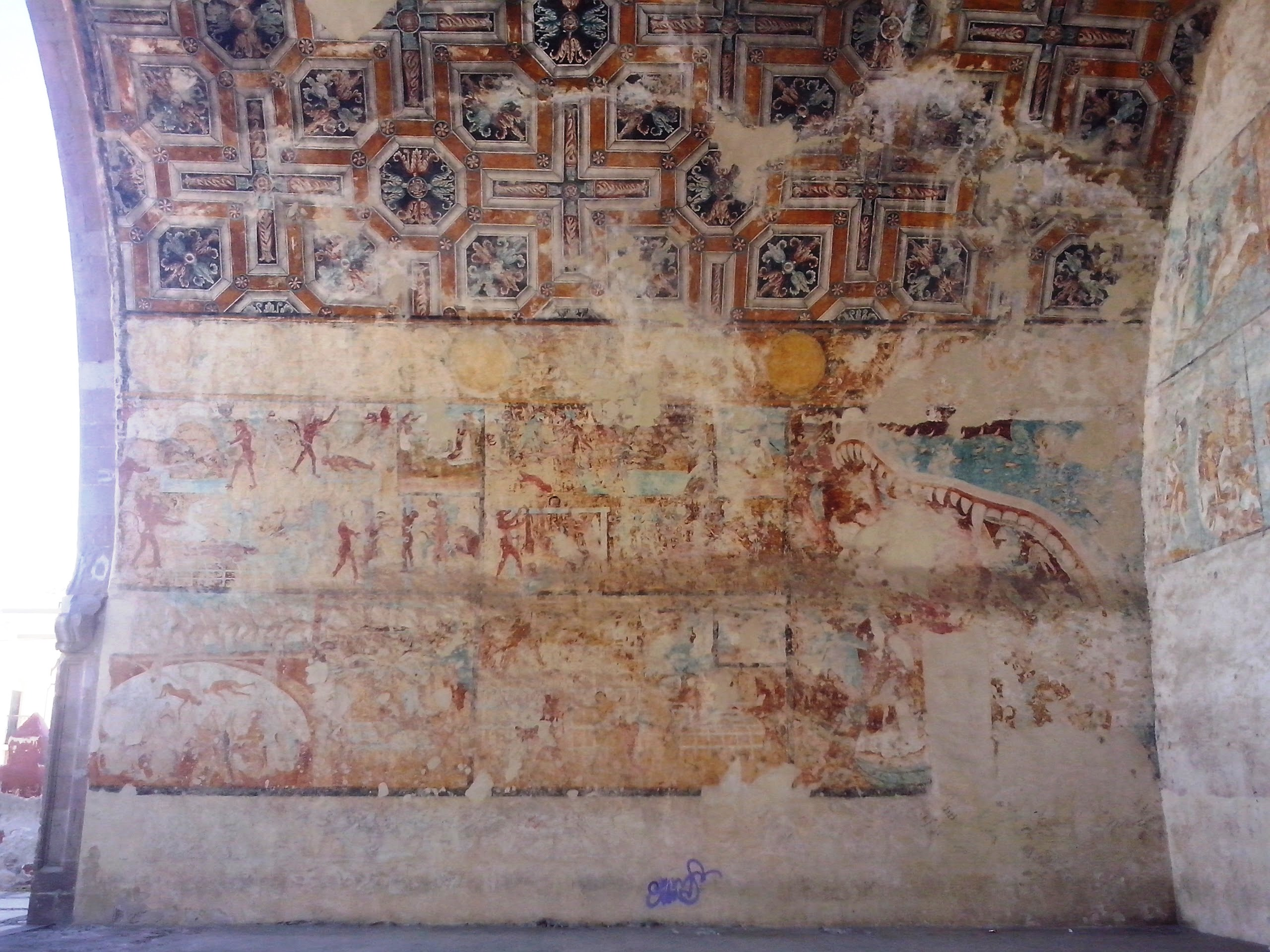
Mural lateral norte de la capilla abierta.

Una vez resentados algunos de los principales dogmas del Cristianismo en el muro oriental, en la otros muros de la capilla abierta se realizó la representación del infierno y los pecados que conducen a él. Primero está la figura del leviatán en gran escala; está representado como una especie de reptil o dragón, de grandes y filosos colmillos, cubierto de púas y con el hocico abierto. Vomitando figuras de condenados al estanque de fuego y azufre. Cerca de la nariz del Leviatán, en la parte superior izquierda, aparece un diablo con la lengua de fuera y grandes ojos, quien lleva en su mano izquierda una llave, representando la función de las fauces del Leviatán como la puerta del infierno.
El muro norte o muro del evangelio está subdividido en cuatro secciones, que representan los castigos a los pecados capitales, más tres recuadros de menor tamaño, con temas de las tentaciones demoníacas al mundo indígena. Se ha señalado que las pinturas parecen coincidir con la cosmovisión de los otomíes; existe la posibilidad de que los demonios en color azul y con la combinación rojiazul fueran interpretados como los antiguas deidades; y sus métodos de tortura con las prácticas de sacrificio mesoamericano; esto con la finalidad de satanizar las costumbres y tradiciones que, quizá todavía persistían en el momento de la realización de las pinturas.
La primera sección se encuentra en la parte superior de derecha, cerca la boca del leviatán. En el pequeño recuadro se aprecian dos figuras triunfales, un español y un demonio, y sujetan por el pelo a un indígena, sometiéndolo; este recuadro está muy deteriorado en Actopan, pero al compararla con su correspondiente en Xoxoteco, se ha pensado que se trata de ilustrar el pecado de la ira. El resto de las escenas de la sección son la versión escatológica de una carnicería: en ella figuran demonios que descuartizan, cuelgan y cuecen carne humana; un horno y dos demonios dirigen pértigas para manipular el contenido; a dos demonios alados que cuelgan miembros humanos, en una viga horizontal, colocada sobre dos horcones; y al menos seis demonios, dos de los cuales portan tenazas con ambas manos, yparecen arrancar la lengua y ojos a un ser humano que yace acostado boca arriba.

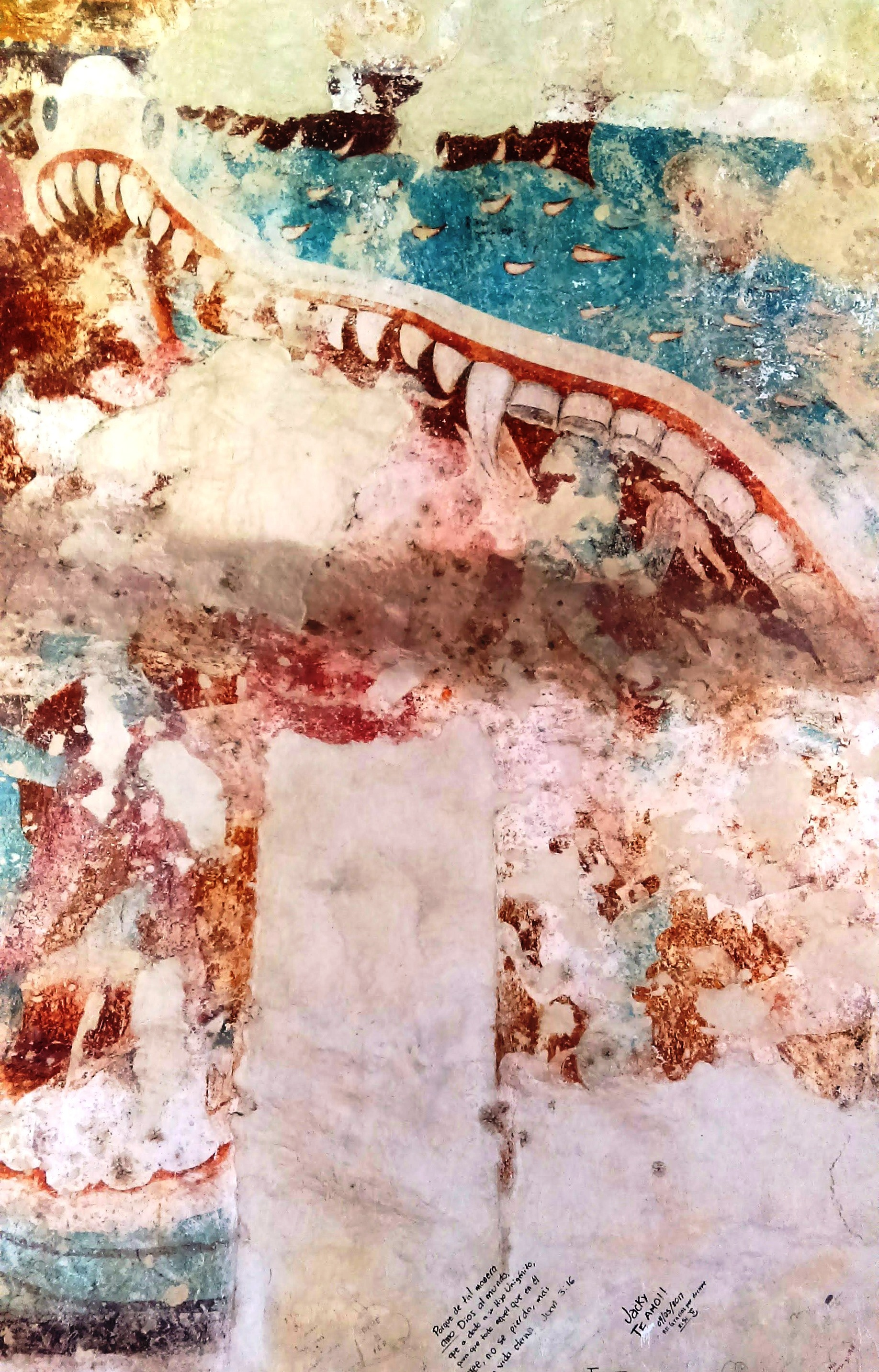
Leviatán.

La segunda sección se encuentra en la parte superior izquierda. El recuadro alude a los peligros de la embriaguez; una porción del aplanado se ha desprendido, pero este mismo tema se conserva casi intacto en Xoxoteco. Muestra tres personajes, un indígena de pie con una tilma, que ofrece una jícara al personaje central que se encuentra sentado, y una mujer con huipil, que liba pulque; hay dos demonios que parecen instigarlos a beber. El resto de las escenas de la sección son: un demonio coloca un embudo en la boca de un condenado, y vacía líquido que saca del recipiente hirviendo con un cucharón, y dos demonios lo obligan a abrir la boca con varillas; un condenado sobre una parrilla, sujeto a ella por grilletes, un demonio aplica un embudo directamente a su boca, mientras otros dos lo acosan con varillas y un dragón sin alas y cuernos, observa la escena; un horno con tres cuerpos humanos, los cuales son movidos por cuatro diablos; y tres postes con púas en las que están ensartados tres hombres, dos de ellos de cabeza, y cuatro diablos martirizan sus carnes con tenazas.
La tercera sección se encuentra en la parte inferior derecha. El recuadro en Actopan están muy maltratados, pero el de Xoxoteco está en buen estado. El recuadro representa a una diablesa que se lleva a un indígena, ante la indiferencia de un español;el pecado que puede representar es el de la pereza o desobediencia. El resto de las escenas de la sección son:  los pies de una persona que yace sobre una parrilla, y lo que parece ser una balanza; un monstruo de perfil de afiladas garras que parece ser un dragón; un cuerpo de cabeza sujeto a una parrilla, cuyas entrañas son manipuladas por un demonio; dos demonios (al parecer otro más está en medio de estos), uno de los cuales sujeta los pies del torturado y el otro le clava las garras en el pecho.
La cuarta sección en la parte inferior izquierda, esta no está presidida por ningún recuadro referente a pecados en el mundo indígena. Solo dos temas aparecen: la escena del puente y una carnicería, dividida en dos partes, una superior y otra inferior. El puente es angosto, en forma de arco; sobre el que caminan siete almas que tratan de evitar caer, y cinco de ellas se precipitan al fondo, donde varios demonios las esperan. La carnicería dividida en dos secciones, superior e inferior. En la parte de abajo, un cuerpo a punto de ser descuartizado por tres demonios; arriba una viga de la que penden trozos de carne, abajo de esta, una balanza en cuyos platillos son pesados miembros humanos por dos demonios.

Pinturas del muro norte
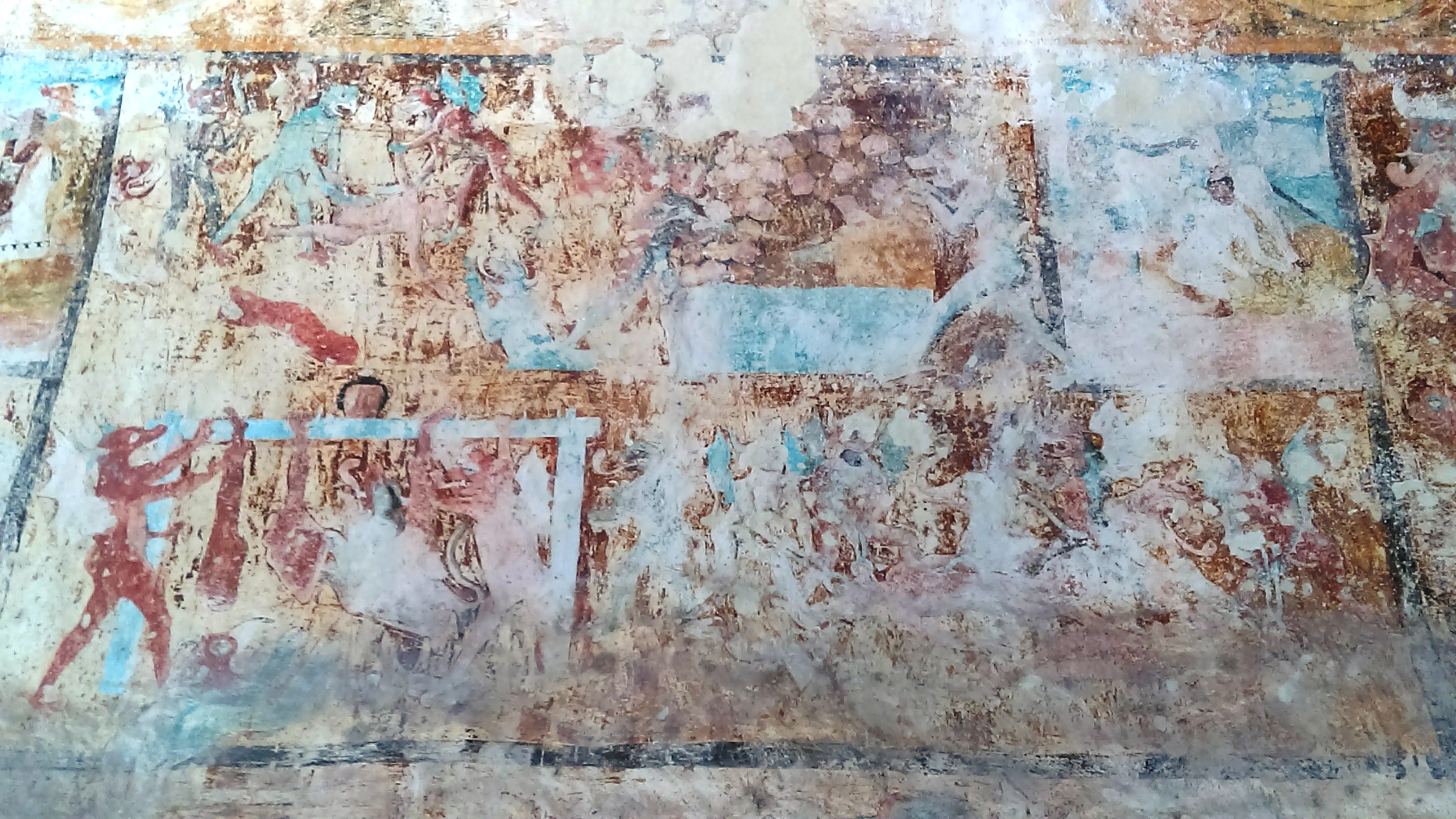
Primera sección
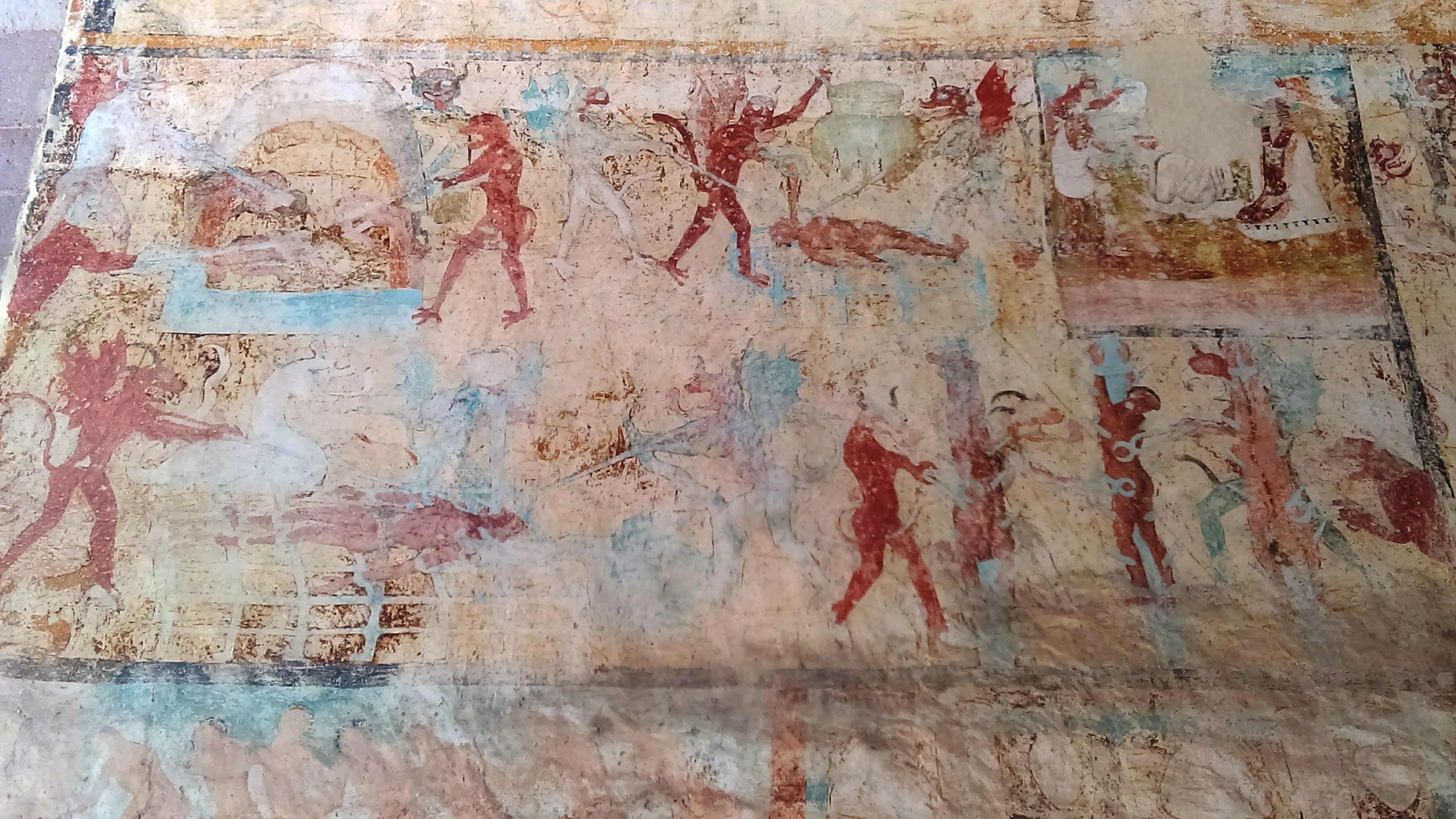
Segunda sección
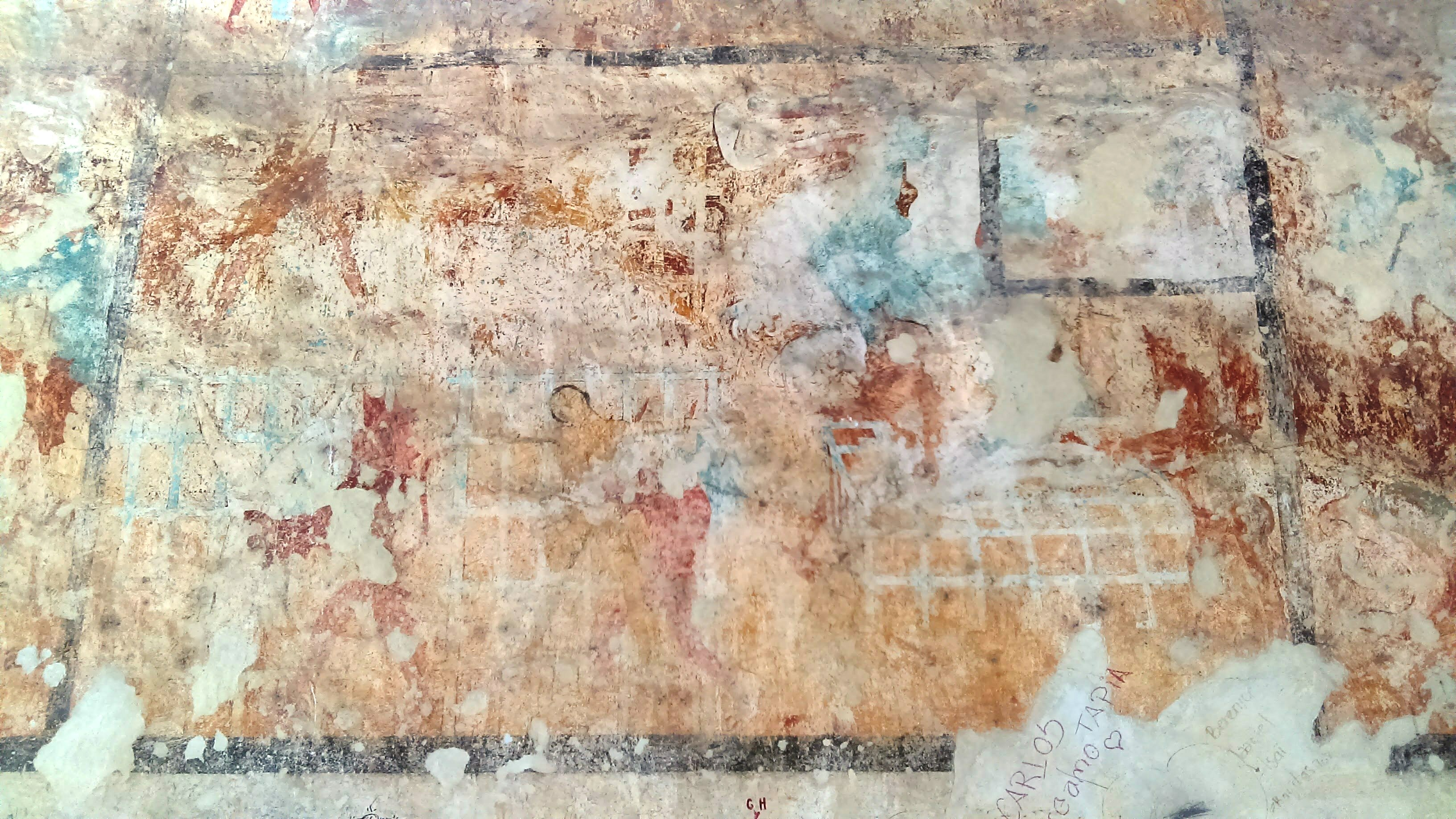
Tercera sección.
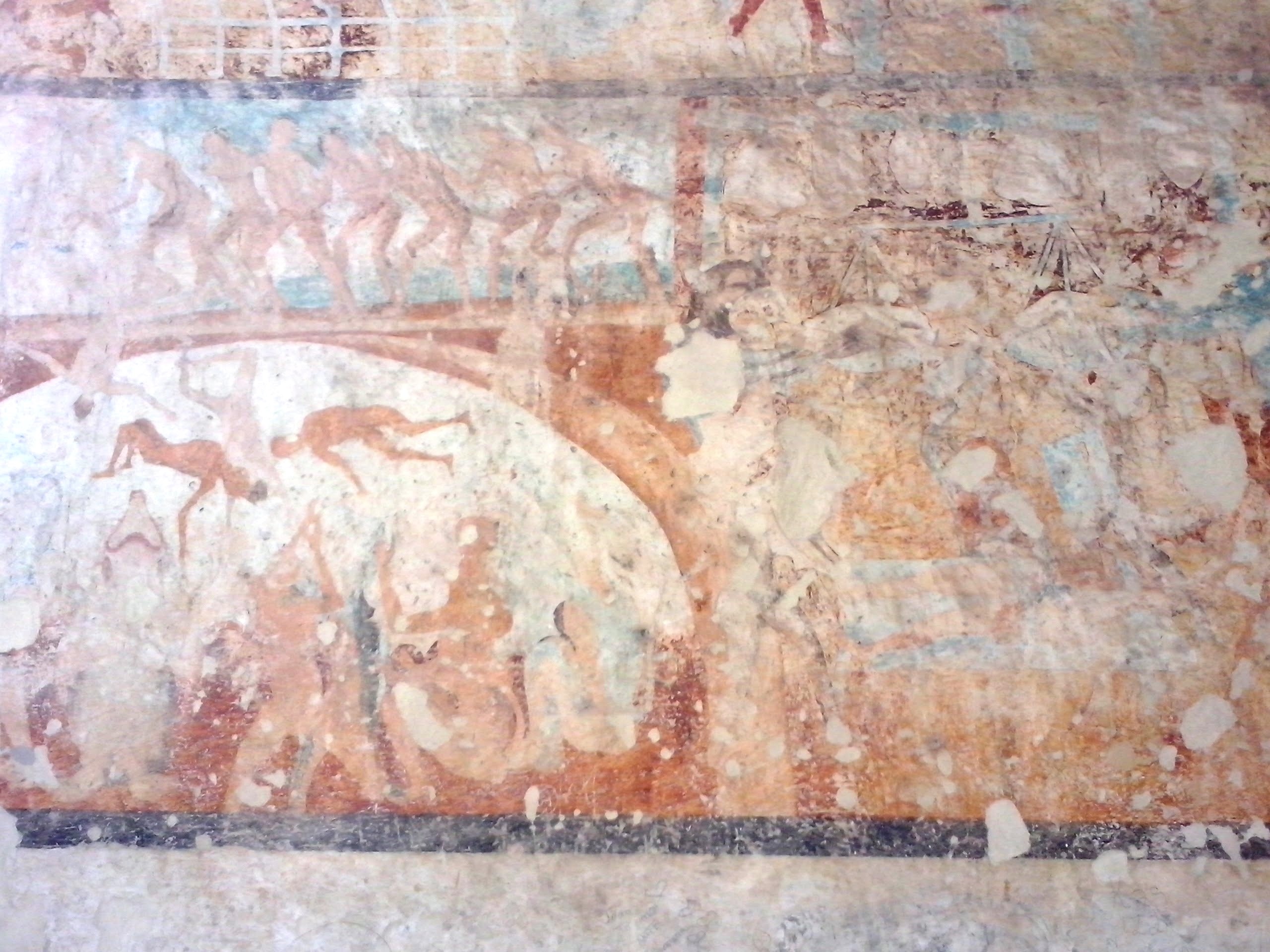
Cuarta sección.

#### Muro sur

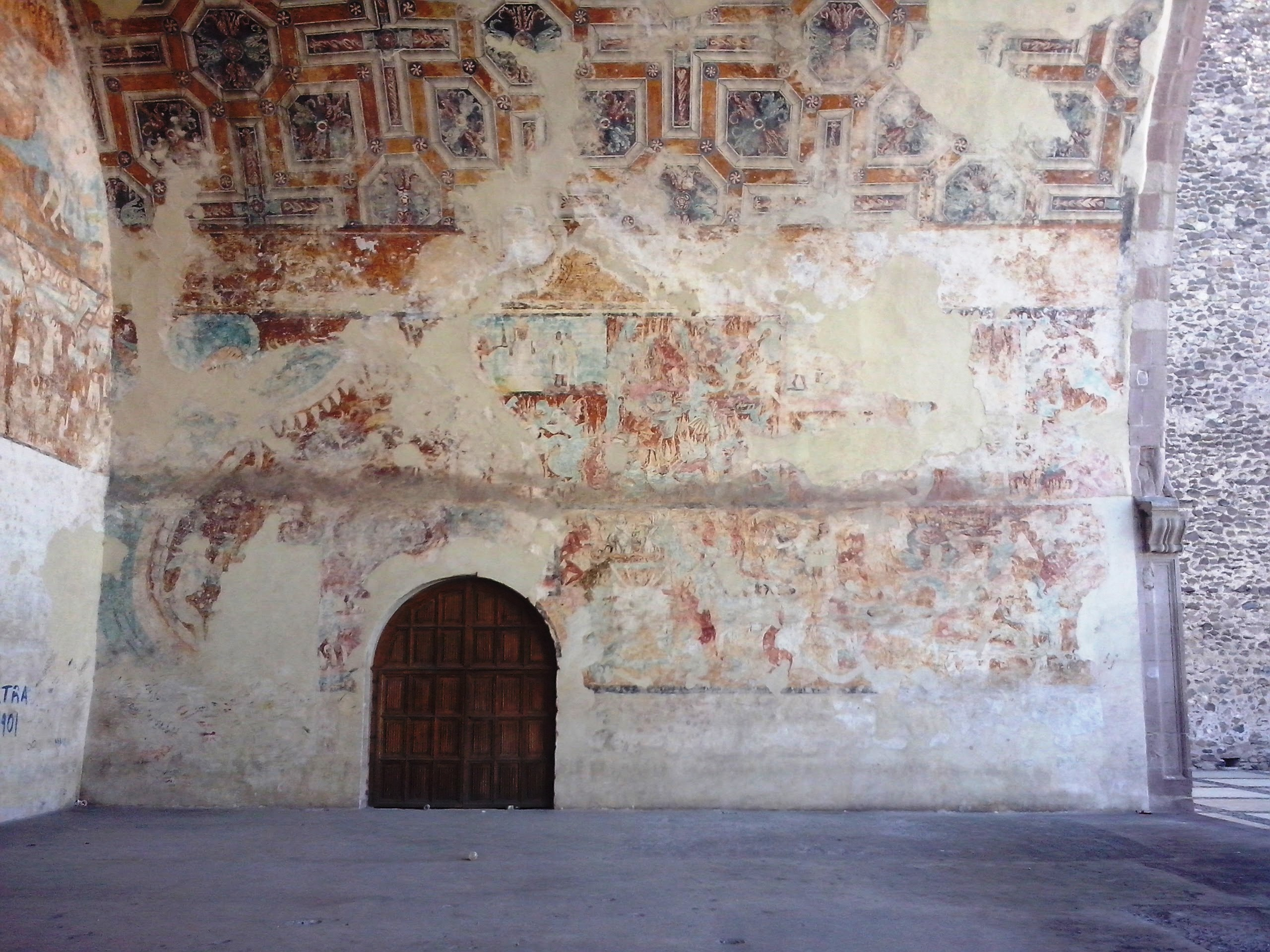
Mural sur de la capilla abierta.

Al igual que en la pared norte, aparecen en esta primera sección las fauces del Leviatán o boca del infierno que muestra los grandes colmillos y molares de un enorme monstruo cubierto de espinas o escamas, en el interior del cual hay algunos entes demoniacos apenas visibles por el deterioro de la pintura. Una pequeña puerta en este muro de la capilla limitó la ejecución de este tema, que da entrada nuevamente a la representación pictórica del infierno. La muro sur o muro de la epístola está subdividido en tres secciones, que representan los castigos a los pecados capitales, más tres recuadros de menor tamaño con temas de las tentaciones demoníacas al mundo indígena.
La primera sección ubicada en la parte superior izquierda, sobre la puerta. El recuadro consta de una composición con dos escenas simultáneas: a mano izquierda están dos sacerdotes indígenas con maxtlatl, con un sahumador para ofrecer copal a una efigie de un dios prehispánico, sobre un Teocalli; mientras que un indígena converso, vestido con camisa y tilma, de espaldas al edificio y acompañado por un español, hace, junto con este, la señal de la cruz y ambas se iluminan bajo un sol radiante, con las letras IHS. El pecado de la idolatría está claramente representado contrastándolo con la fidelidad cristiana.
El resto de las escenas de la primera sección que conforman los castigos son: un cuerpo tendido en el piso, que está recibiendo líquido hirviendo de un cántaro que un demonio vacía sobre él, al tiempo que otro demonio lo sostiene desde abajo; un cuerpo boca arriba, mientras dos demonios lo sujetan, un ente alargado con pico de ave le devora el rostro; dos demonios con instrumentos en las manos, no se aprecia a la víctima; un ser humano al centro, rodeado de tres demonios que dirigen sus garras al cuerpo de su víctima; una parrilla metálica a la que está sujeto un cuerpo, con dos demonios; y un cuerpo en el suelo boca arriba, mientras un demonio lo corta por la mitad.
La segunda sección ubicada en la parte superior derecha, se encuentra muy dañada por pérdida de aplanado y la misma pintura. En el recuadro se aprecia una figura humana con vestimenta de indígena, su correspondiente en Xoxoteco muestra un  indígena sobre un arcón para guardar dinero; basándose en una imagen parecida en el Códice Mendocino, Víctor Ballesteros sugiere que la imagen de Actopan es una alusión al pecado de robar. En resto de la sección parece que pudo contener el tema de la carnicería, uno de los tormentos infernales preferidos por los autores de estos murales. Y también una gran rueda de madera, a la que están atados de espaldas al menos dos cuerpos; una pintura semejante se encuentra en la portería de Acolman, en una representación del juicio final.
La tercera sección localizada en la parte inferior. Esta escena en Actopan solamente se conservan las cabezas de un indígena y un español; está casi completa en Xoxoteco. Representa, a la izquierda, un indígena ya cristianizado, junto a un español; ambos se enfrentan con dos mujeres, española e indígena, acechando se encuentran los demonios. Representa el pecado del adulterio o la lujuria.
El resto de las escenas de la tercera sección que conforman los castigos son: una especie de tina con reptiles donde son colocados los pecadores; un condenado que está clavad a un bastidor de madera, y cuatro diablos se dan a la tarea de arrancar su piel, un gran caldero donde se alcanzan a ver cabezas, y un diablo parece mover su contenido, enfrente hay varios monstruos; una mujer que tiene una serpiente enroscada al cuerpo; un gran sartén con dos personas acostadas boca arriba con las cabezas hacia lados
opuestos, el sartén es manipulado por un demonio con cola con cabeza de serpiente; una mujer es tomada por los brazos y obligada por dos demonios cornudos a sentarse en un pequeño banco; un cuerpo atravesado longitudinalmente por una estaca, dos estacas más atraviesan por los pies y saliendo por los hombros.

Pinturas del muro sur
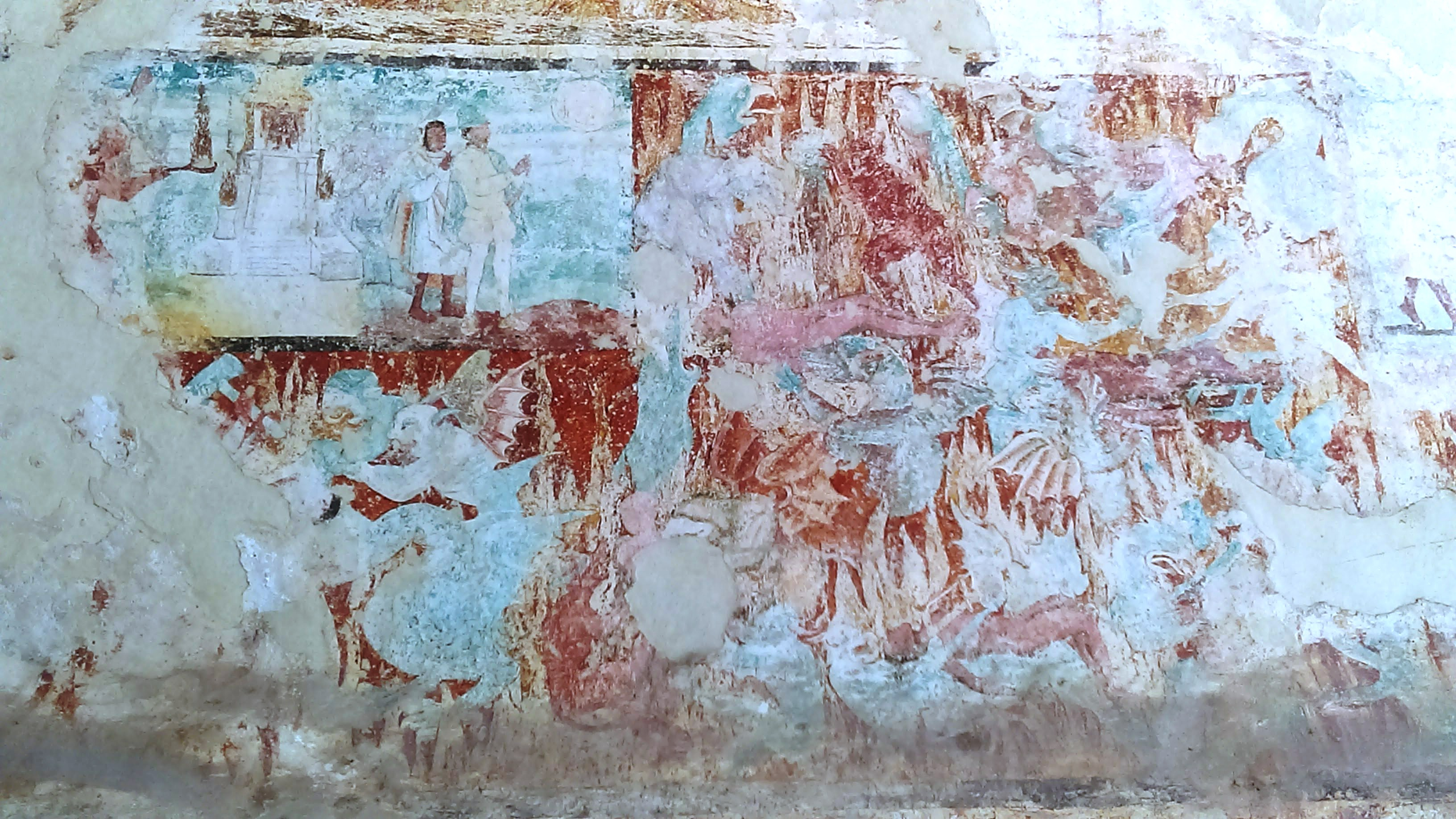
Primera sección
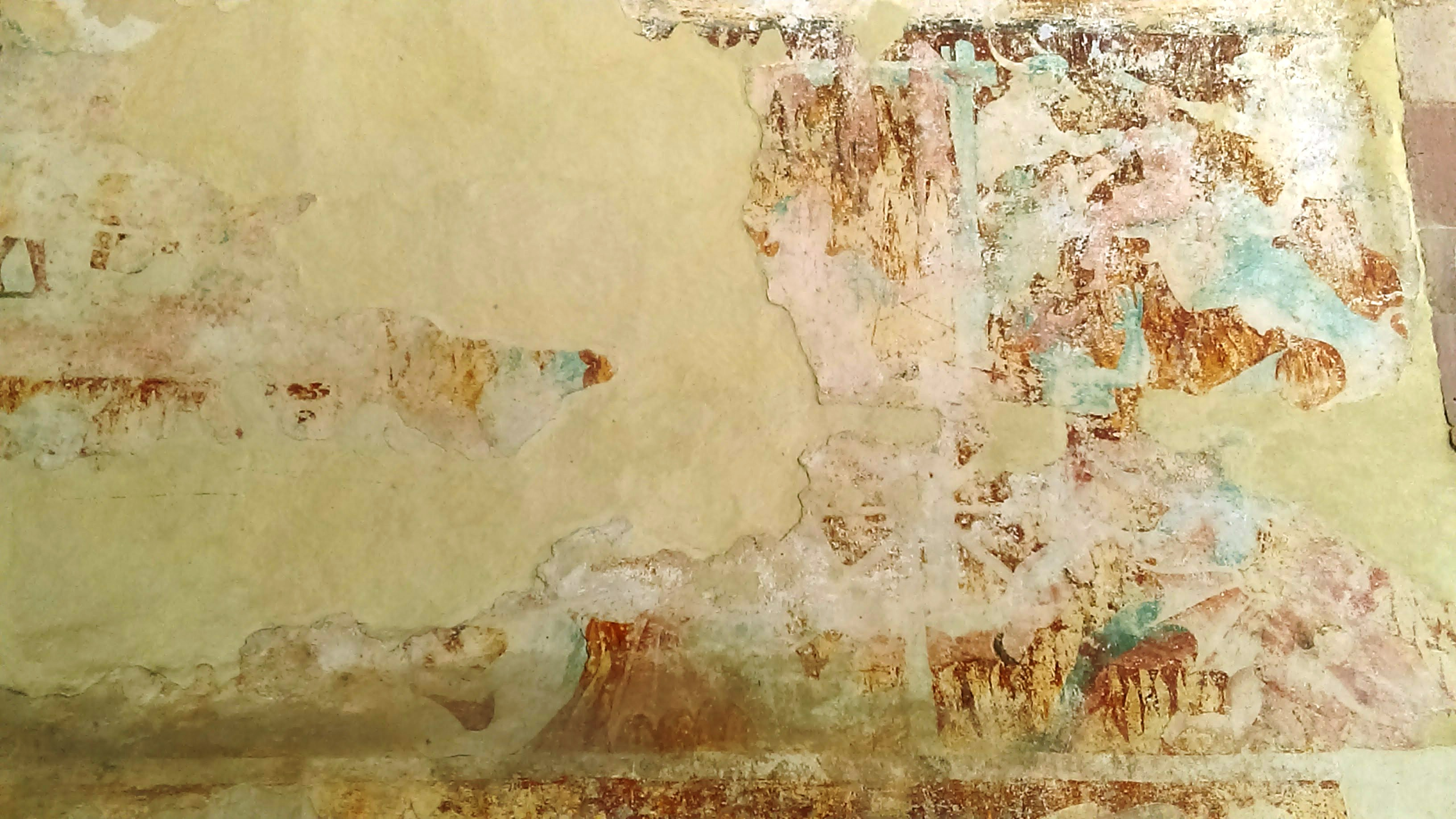
Segunda sección
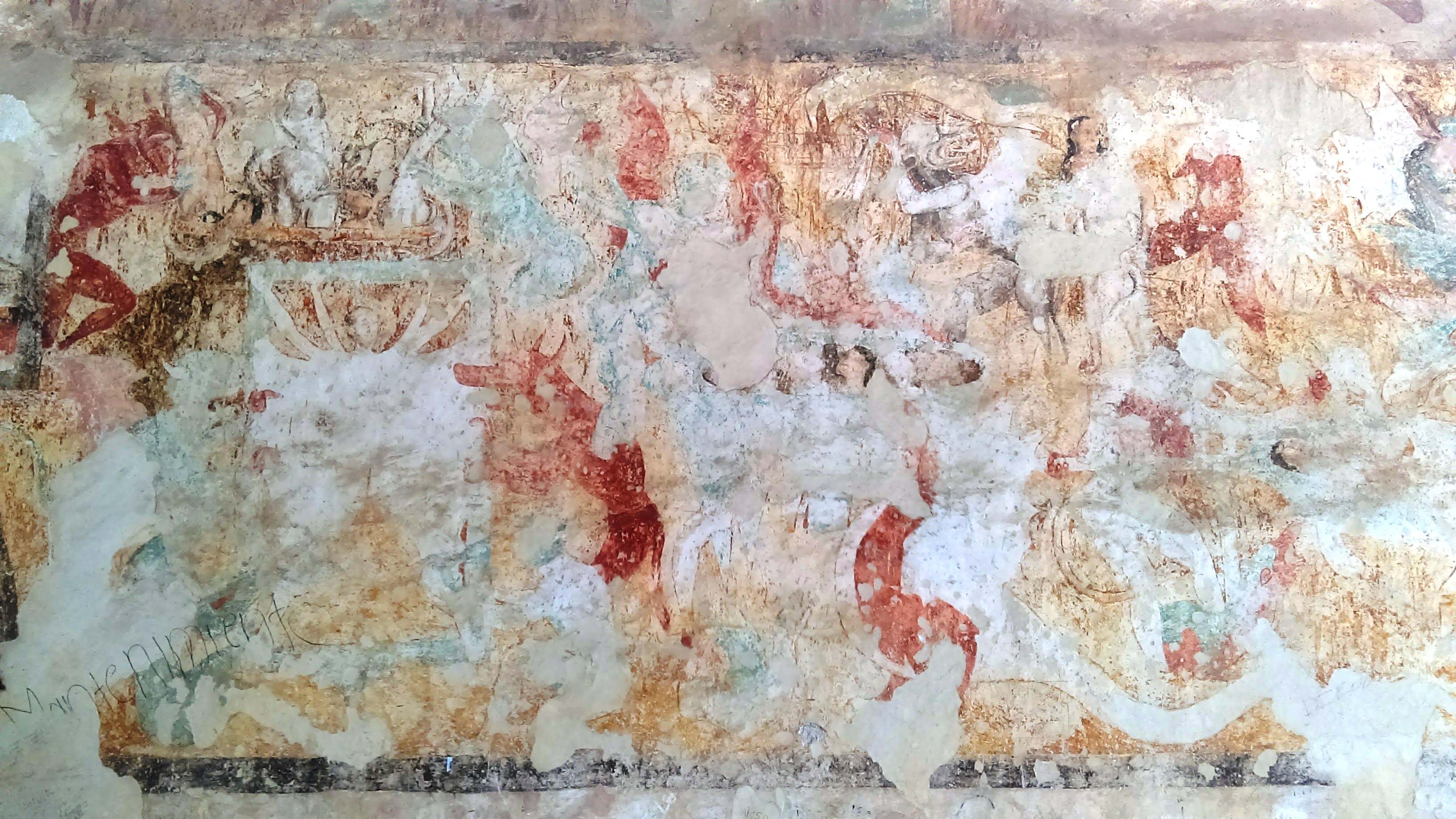
Tercera sección parte izquierda
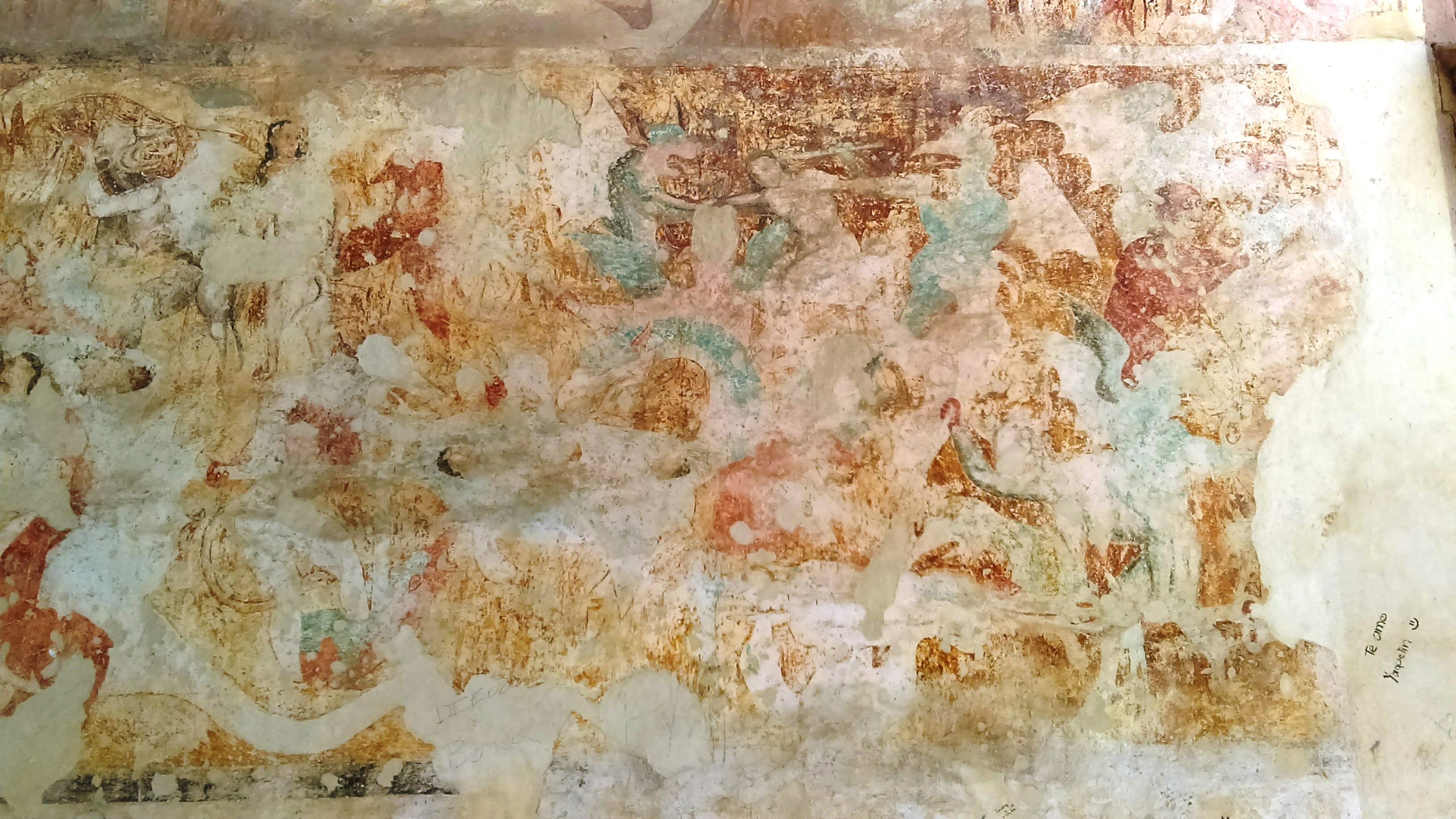
Tercera sección parte derecha

### Pintura en otras dependencias

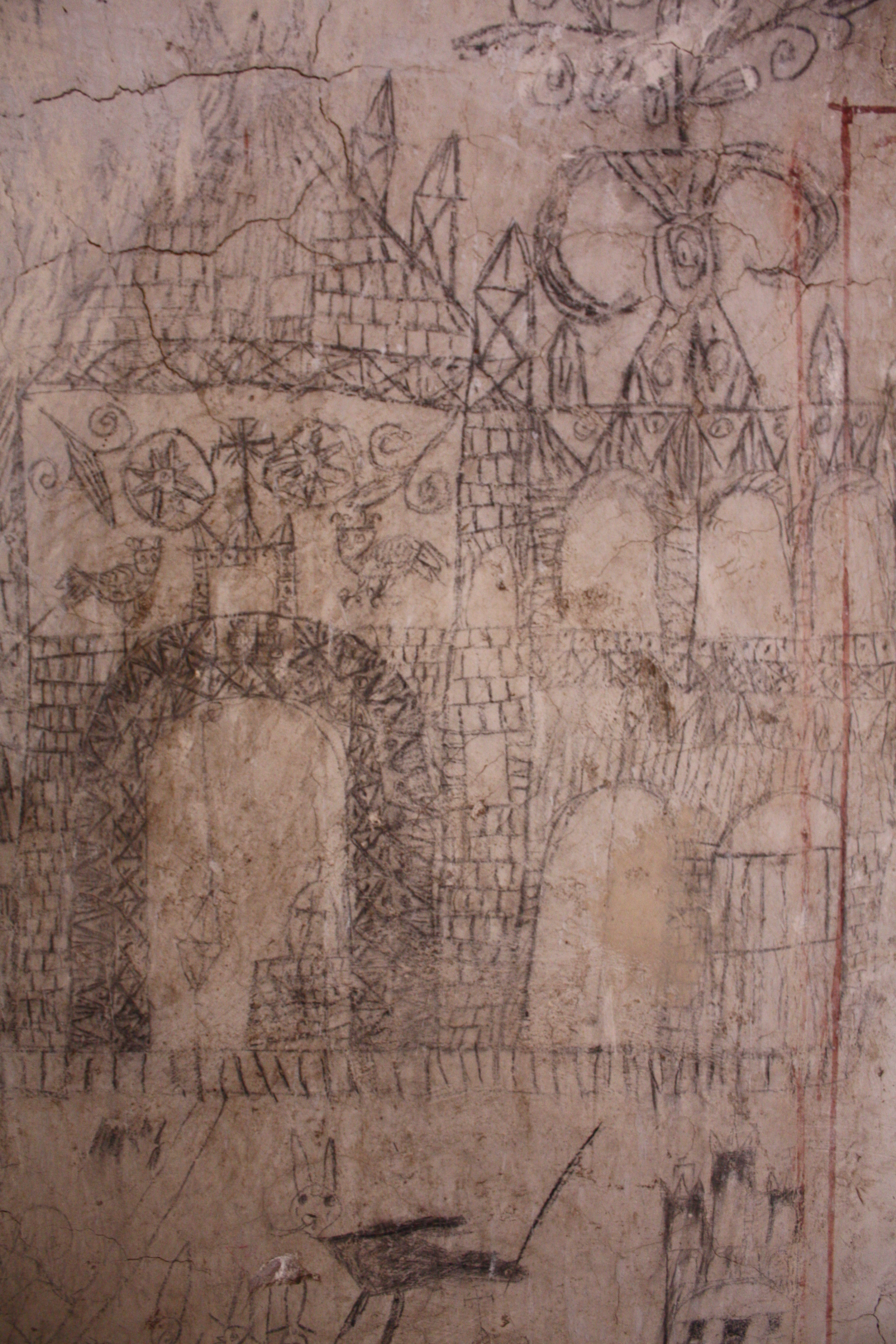
Grafiti del convento.

La sacristía al parecer estuvo adornada con pinturas, pero poco es lo que se conserva de ellas. Lo que antiguamente era la sala capitular, se encuentra ornamentada en el testero sur con pinturas representativas de un calvario en el que se observan tres cruces vacías. El cañón de la cubierta está pintado con trazos que simulan un tercelete, en cuyas intersecciones se encuentran querubines y en los arranques, calaveras; abajo corre un friso con frases latinas estilísticamente dibujadas. También se encuentra una pintura de “la Ultima Cena”, destaca la posición y perceptiva de Jesús, influencia de los tlacuilos.
En el baptisterio la bóveda de nervaduras, dispuestas en forma de estrella; con terceletes en cuyos plementos hay pintados motivos vegetales; destacan los quiotes de la flor de maguey, planta del Valle del Mezquital. En la cocina se han encontrado restos de pintura en forma de una cenefa del siglo XVI.
También destacan los grafitis que se ubican en el cuarto de letrinas, con figuras como personas, caballeros, distintas iglesias, torreones con sus ladrillos esbozados, animales, etc. Un grafiti indica “a 7 de agosto el primer dia 1620 en las letrinas de la iglesia aún”, fecha que se vuelve efectivamente a encontrar dibujada en las letrinas del convento, junta otra, 1629; estas indicaciones no corresponden necesariamente a la fecha de realización de los grafitis.

## Museo

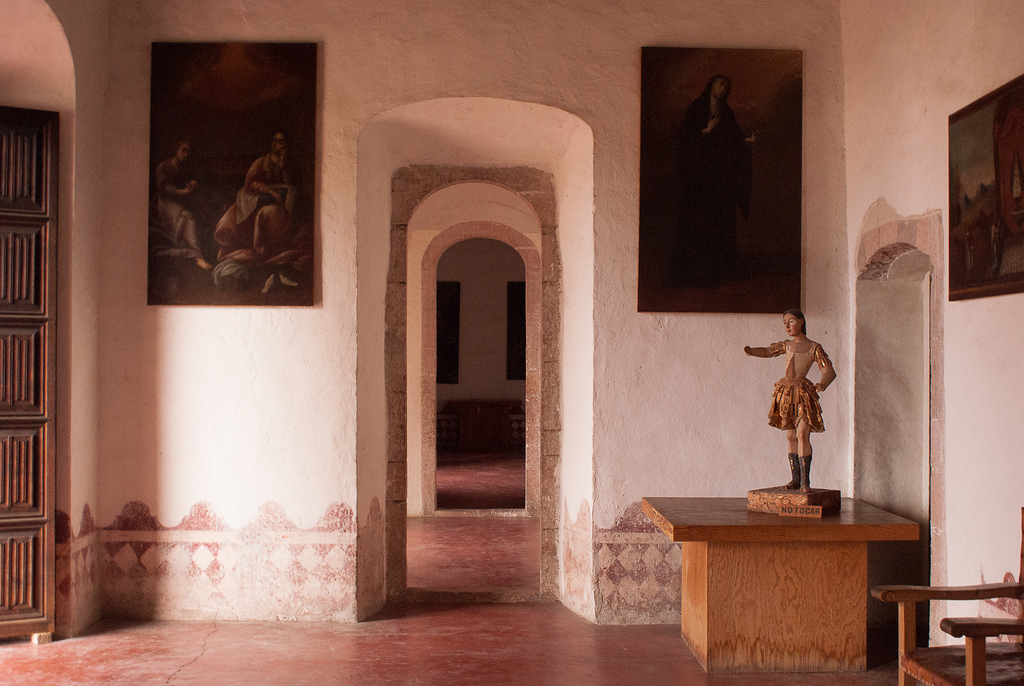
Sala de exhibición del museo.

El Museo del convento de Actopan también en ocasiones denominado Museo de Arte Religioso de Actopan, se inauguró el 1 de enero de 2011, se encuentra ubicado principalmente en el claustro alto. Cuenta con cuatro salas de exposición permanente, con arte del Virreinato de Nueva España. En el 2015, veintidós piezas del convento fueron trasladadas al INAH, para su restauración. En julio de 2019, las piezas que fueron trasladadas, para su restauración fueron devueltas al convento. En 2019 el museo recibió 22 569 visitantes.
Exhibiciones
Dentro del acervo destacan pinturas al óleo como: “Bto. Juan José de la Cruz” de 2.30 x 1.65 m; “Juan Diego, enseñando el ayate con las rosas del Tepeyac, con la aparición de la Virgen a Fray Juan de Zumárraga” de 1,41 x 0.78 m; “La Virgen con el niño Jesús” de 1.64 x 1.08 m; “San Joaquín y la Virgen” de 1.70 x 1.075 m; “Santa Ana y la Virgen” de 1.70 x 1.075 m; y dos de la “Aparición de la Virgen de Guadalupe a Juan Diego”, una de 1.27 x 0.79 m, la otra de 1.44 x 0.79.
También se encuentra un altar portátil, con una pintura de antipendio que representa al cordero pascual, se presenta el corpus cristo flanqueado por los ángeles y en la tabla tiene la ara para la oración. Un atril construido en madera moldurada  y ensamblada, acabado en pintura verde y dorado. Varias casullas, Ttextiles brocados con motivos fitomorfos. Una escultura de San Nicolás Penitente, del siglo XVI, representa a San Nicolás de Tolentino de rodillas, con la parte superior del cuerpo descubierta y en postura de azotarse. Un misal en latín.
Entre las exhibiciones temporales que se han realizado en el museo se encuentra: "México en el Patrimonio Mundial", con cuarenta y cuatro fotografías de Adalberto Ríos Szalay, sobre bienes culturales y naturales Patrimonio de la Humanidad en México. "El blanco licor de la diosa Mayáhuel"; veintiséis fotografías con imágenes donde se muestra el maguey y uno de sus derivados, el pulque; estuvo vigente de 26 de agosto al 1 de diciembre de 2019. "Mensajes divinos, manos que los revelan", la muestra estuvo conformada por once óleos y cinco esculturas policromadas, que narraron los principales episodios de la Virgen María, y también la exhibición ilustro los procesos de intervención en óleos de caballete, tallas policromadas y textiles; estuvo vigente del 19 de julio de 2019 al 31 de diciembre de 2019.
Altar de dolores

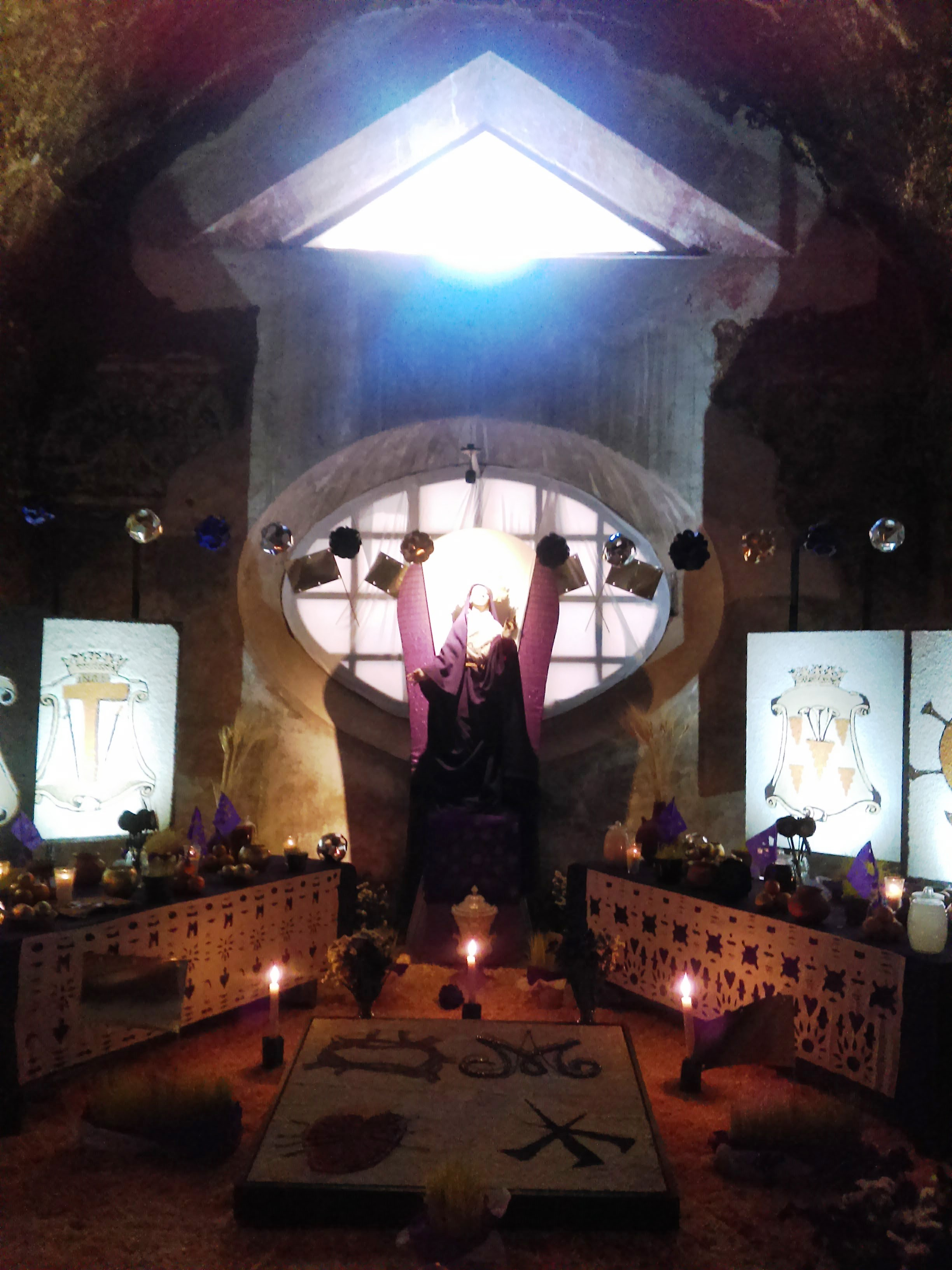
Altar de Dolores en Actopan.

El museo en coordinación con el INAH, coloca un Altar de Dolores durante el periodo de Semana Santa. Esta tradición comenzó por la Orden de los Siervos de María en el siglo XIII, la tradición llegó a México en el siglo XVI, con la llegada de los primeros evangelizadores y perduro su popularidad hasta el siglo XIX. Consiste en un altar en honor a la Nuestra Señora de los Dolores que se colocaba cada Viernes de Dolores, busca recrear y representar los siete dolores de María.
En Actopan se coloca una escultura de la Virgen dolorosa, tallada en madera policromada del siglo XIX, de 1.50 m de alto y 0.70 m de ancho. El altar se acompaña de velas o sirios encendidos que aluden a los siete dolores y la luz de Dios. Se coloca agua de diferentes colores, en especial: blanco, verde, anaranjado y rojo (horchata, chía, limón, melón, naranja, sandía o jamaica) y representan la pureza de la Virgen, la esperanza de María en la Resurrección de su hijo, el atardecer del Calvario durante la crucifixión y la sangre derramada por Cristo para la redención de los hombres.
También se elaboran frontales y tapetes de aserrín pintado, pétalos de flores y semillas, con el fin de recrear en ellos los instrumentos de la Pasión de Cristo, el corazón atravesado de las lágrimas de María y el Monograma de la Virgen. Se cuelgan esferas que se armarán con la técnica de origami modular, con papel morado, símbolo de la tristeza. Sobre naranjas agrias se insertan pequeñas banderitas de color dorado; este elemento significa que sobre el agrio y amargo sentimiento por la muerte de Cristo. Se colocan flores como símbolo de vida y belleza, de preferencia deben ir marchitas, asimismo, se acomodan hierbas olorosas, como la manzanilla.

## Casa de la cultura

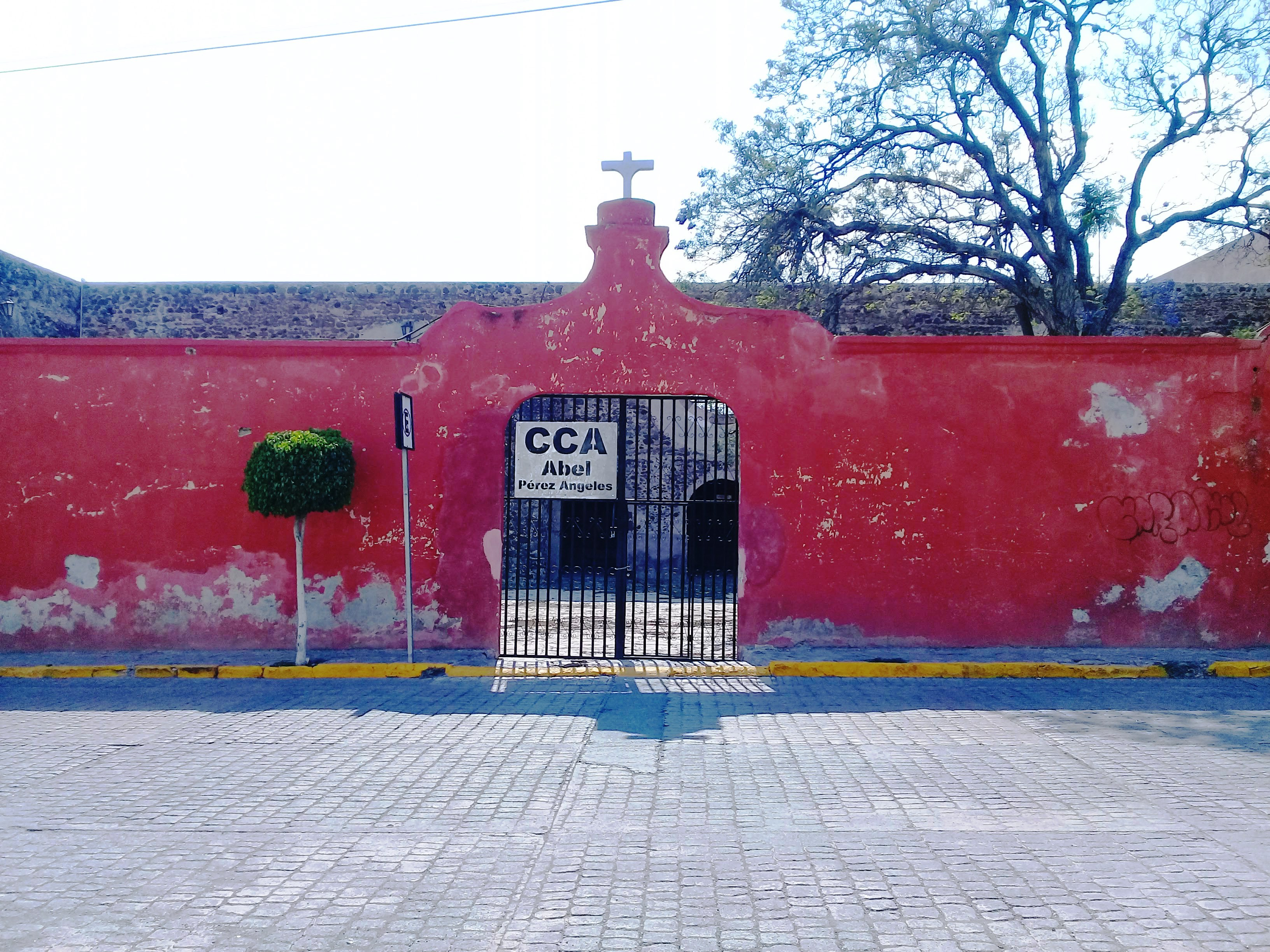
Entrada a la Casa de la Cultura de Actopan.

La Casa de Cultura "Abel Pérez Ángeles" de Actopan es un centro cultural, a cargo del Ayuntamiento de Actopan. Fue inaugurado el 24 de enero de 1991, y se localiza en el área de las caballerizas, con unos 1200 m². El área ha sido acondicionada para alojar instalaciones como: sala escénica, sala de lectura y una  sala de exposiciones. Ofrece talleres: de pintura, teatro, elaboración de alebrijes, reciclaje de vidrio, literatura, batería, piano, violín, bordado de tenangos, telar de cintura, modelado en plastilina, fotografía, cerámica.

## Iluminación

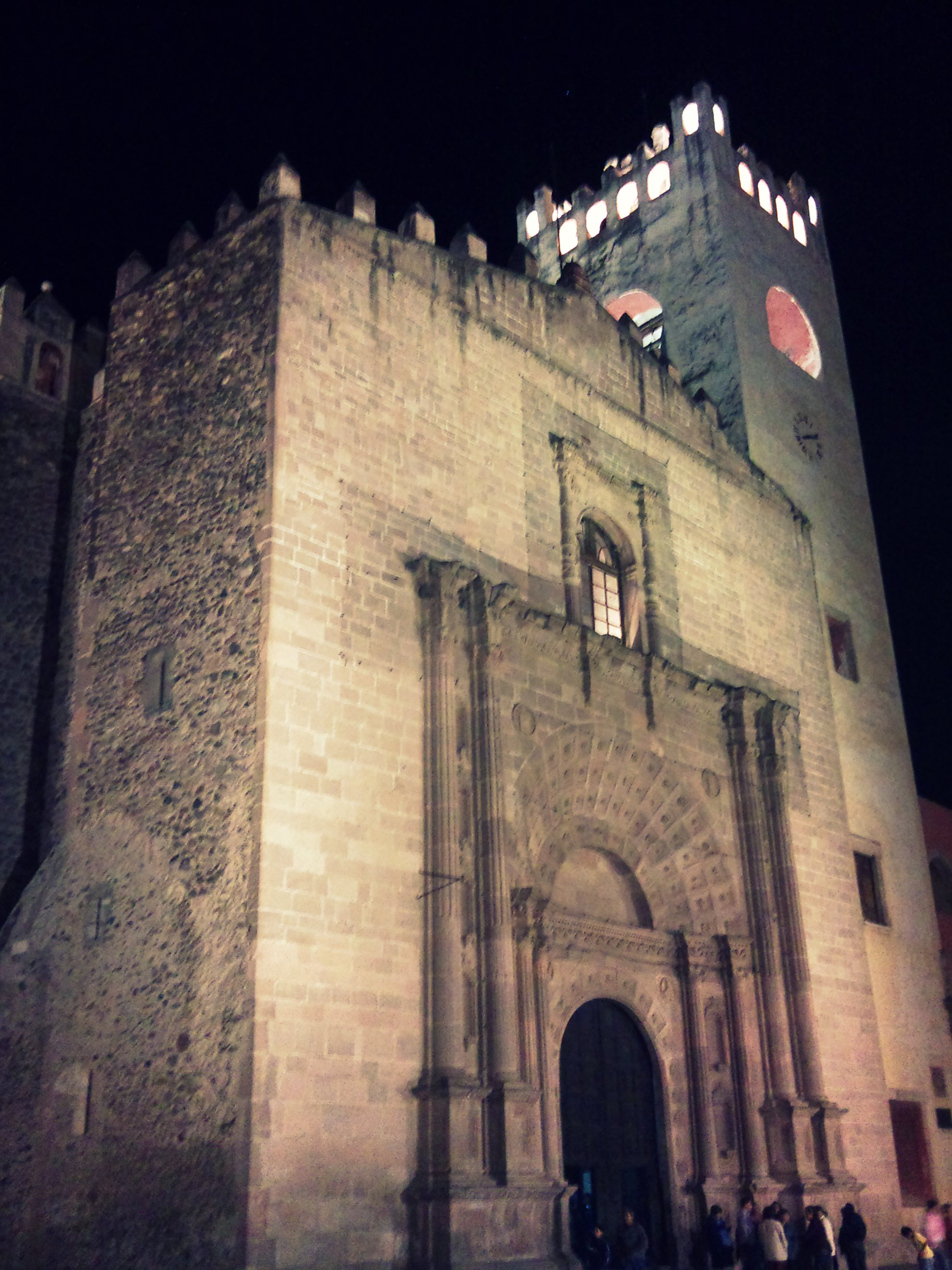
Iluminación escénica de la iglesia.

En junio de 2010 se presentó una propuesta por parte de integrantes del Consejo Consultivo Ciudadano de Actopan. a la titular de la Secretaría de Turismo, en el sentido de poner en práctica un proyecto para que el complejo arquitectónico contara con iluminación.
En enero de 2011 autoridades municipales, estatales y del Instituto Nacional de Antropología e Historia (INAH) inspeccionaron los trabajos de iluminación. En febrero de 2011 se frenaron los trabajos de iluminación, debido a las variaciones de voltaje. Debido a que el 17 de febrero de 2011, al encender la iluminación, alrededor de las 09:30 p. m. veinticinco bombillas se dañaron, justo en el momento que la mayor parte de los usuarios de energía eléctrica dejaron de gastar el fluido, generando con ello una descarga de voltaje que la obra no resistió.
Los trabajos de iluminación, se enfocaron principalmente al suministro e instalación de luminarias, accesorios, bases, suministro y colocación de una red eléctrica, bajo las características de supervisión del INAH y con una inversión de tres millones de pesos.
El 29 de septiembre de 2011 se inauguró la instalación de 149 equipos nuevos de iluminación, cincuenta nacionales y cincuenta internacionales; rehabilitación de 101 luminarias; entre los trabajos ejecutados se encuentra la creación de la imagen lumínica, suministro e instalación de luminarias, accesorios, bases, suministro de red eléctrica.

## En la cultura popular

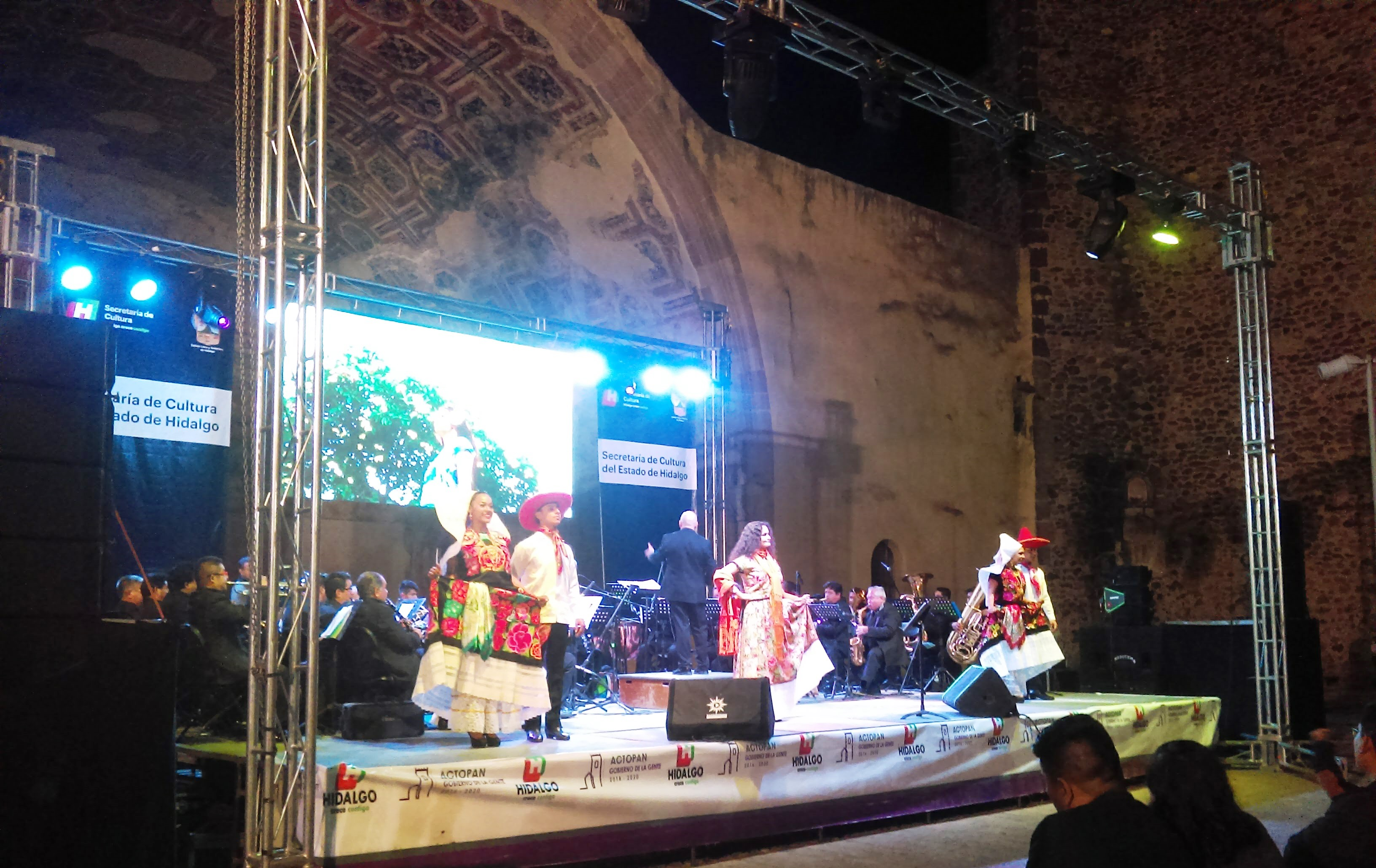
Banda Sinfónica del Estado de Hidalgo en concierto con Susana Harp en la capilla abierta

Esta construcción es el máximo símbolo representativo de Actopan, por lo que la ciudad recibe la denominación de Ciudad del Convento o de forma más larga Ciudad del Convento y la Barbacoa; agregando el platillo típico de la ciudad la barbacoa. El convento ha sido utilizado como escenario para películas y telenovelas; en 1973 el convento se filmaron partes de la película El santo oficio, dirigida por Arturo Ripstein y protagonizada por Jorge Luke y Diana Bracho. El 27 de octubre de 2010 la telenovela Soy tu dueña, filmó su último capítulo en el convento; que fue transmitido el 7 de noviembre de 2010.
Su imagen se ha utilizado tres veces en sellos postales. En 1950 aparece un sello postal llamado "Convento de Actopan", dentro de la serie "Arquitectura y Arqueología", que se emitió hasta el año de 1976, con un valor facial de $ 1.00; grabado, con perforación 14, impreso en hojas de 120 timbres con puente intermedio. La serie "Arquitectura y Arqueología" es una de las de mayor duración en la historia del correo en México, ya que se emitió hasta el año de 1976. En 1980 promovidos por el INAH, se emitió la serie de "Arte y Ciencia de México. Arquitectura Religiosa" en una serie de cinco estampillas se establece en una de ellas la fachada del convento de Actopan, pero que de manera errónea se referencia al Convento de San Juan Bautista de Tlayacapan en Morelos, y viceversa. En 1982, dentro de la serie "Monumentos Coloniales", aparece otro sello postal del Convento de Actopan, esta vez con la imagen de su patio central, con un valor de $ 14.00.
En 2012 el proyecto de diseño digital del Templo de San Nicolás Tolentino de Actopan, resultó ganador del Cuarto Concurso Nacional “Pon a México en el Mapa”, creado para difundir a nivel mundial el patrimonio cultural de México a través de Internet. En 2015 su imagen se utilizó en un billete de la Lotería Nacional de México, el sorteo mayor se celebró el 7 de julio de 2015, y con una emisión de 60 000 números en tres series con un premio de 18 millones de pesos; cada billete costó $ 25 y la serie completa $ 500.
El 16 de diciembre de 2017 la Banda Sinfónica del Estado de Hidalgo dio un concierto junto a Susana Harp en el atrio de la capilla abierta.
El 2 de noviembre de 2019 el exvocalista del grupo Elefante, Jorge Guevara realizó las grabaciones de su primer disco completo en vivo, llamado “Entre Muertos”, en el atrio del convento.